# Fonts de Barcelona

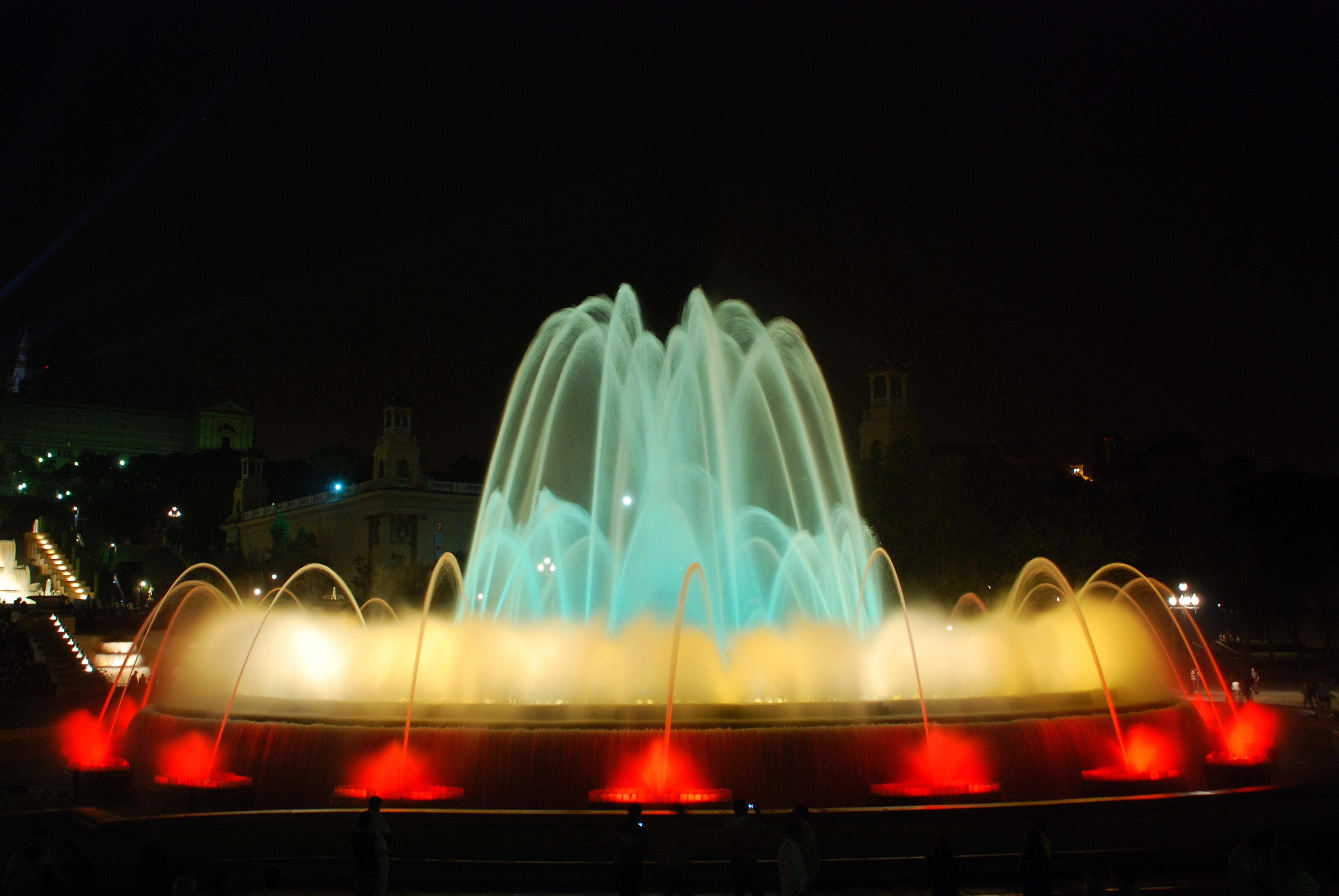
Font màgica de Montjuïc

Les fonts de Barcelona constitueixen un conjunt de diversos tipus de dispensadors d'aigua per al consum públic, ja sigui fonts pròpiament dites, estanys, brolladors, cascades o diverses tipologies de segell arquitectònic o enginyer. Poden variar des del més senzill broc d'aigua o fonts elaborades en sèrie fins a complexos conjunts de fonts decorades amb escultures o altres elements ornamentals, per la qual cosa, juntament amb el conjunt d'estatuària pública de la ciutat, són una mostra més del patrimoni d'art públic de Barcelona. Moltes de les fonts de la ciutat afegeixen al seu caràcter funcional un factor ornamental que, com a la resta d'obres d'art de segell municipal, ha variat amb el temps i el curs de les tendències artístiques. A Barcelona hi ha unes 1.800 fonts públiques, entre les quals hi ha unes 600 que són d'aigua potable, mentre que unes 200 es consideren ornamentals.
Les fonts solien instal·lar-se antany en places o indrets cèntrics dels pobles per a assortir d'aigua a la població, sent la seva primera funció eminentment pràctica. En tractar-se d'una necessitat bàsica, la provisió d'aigua solia reunir en aquell indret als seus habitants, per la qual cosa es van convertir en llocs de trobada i reunió que afavorien les relacions socials de la comunitat. Així, aquests llocs van anar guanyant cada cop més rellevància, per la qual cosa van començar a ser ornamentats i a convertir-se en veritables monuments de l'àmbit urbà.
Principalment durant el segle xix les fonts van deixar de ser meres canalitzacions d'aigua per a convertir-se en peces ornamentals que, com la resta d'art públic de la ciutat, van evolucionar amb els estils artístics que s'anaven succeint en el temps. Així, les fonts podien ser monuments dedicats a la memòria d'algun personatge, o bé conjunts ornamentals sense més justificació que el seu valor estètic; o també podien tenir un component lúdic, com acompanyament de llocs d'oci i esbarjo.
Les primeres fonts que encara subsisteixen a Barcelona procedeixen de l'edat mitjana, situades a la part vella de la ciutat. La primera font de caràcter monumental que es conserva és la font de Santa Eulàlia, a la plaça del Pedró, construïda el 1673, tot i que originalment era un monument escultòric que va ser convertit en font al segle xix. Des de llavors s'ha creat un gran nombre de fonts ornamentals i en aquest sentit cal ressaltar que moltes procedeixen d'importants processos urbanístics i esdeveniments celebrats a la ciutat, com l'Eixample de Barcelona, l'Exposició Universal de 1888, l'Exposició Internacional de 1929, els Jocs Olímpics de 1992 i el Fòrum Universal de les Cultures de 2004.

## Història

### Edat mitjana

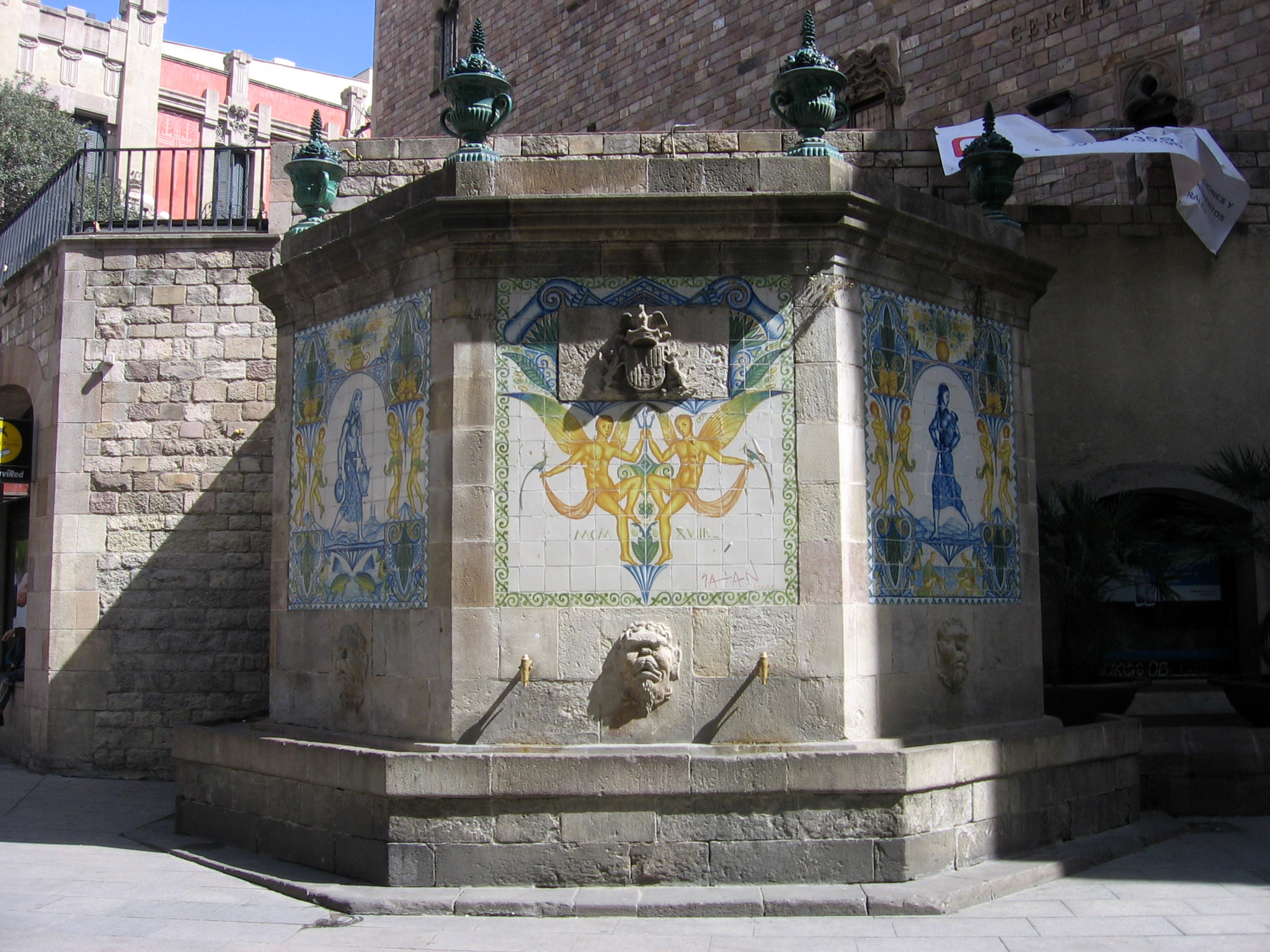
Font de Santa Anna (1356), avinguda Portal de l'Àngel amb Cucurulla

Els primers vestigis conservats de fonts situades en vies o edificis públics procedeixen de l'edat mitjana, època en què la ciutat formava part de la Corona d'Aragó i era un important eix marítim i comercial de la mar Mediterrània. El recinte de la ciutat va anar creixent des del primitiu nucli urbà —el que avui dia és el Barri Gòtic—, i al segle xiv va sorgir el barri del Raval. Barcelona tenia aleshores uns 25.000 habitants.
En aquest període es van crear diverses fonts arreu de la ciutat, per a assegurar un subministrament regular a la població. Així com l'ús industrial de l'aigua estava assegurat amb el Rec Comtal i la canalització de l'aigua de Montjuïc fins al Pla de la Boqueria, el consum domèstic s'efectuava principalment a través de pous, que depenien de la pluviometria i provocaven escassetat de subministrament en èpoques de sequera. Així, en aquesta època es van obrir diverses fonts, la majoria de caràcter eminentment utilitari, i per això no hi hagué molt lloc per a la creació artística.
La primera que es conserva és la font de Santa Anna, a l'avinguda Portal de l'Àngel amb Cucurulla, datada el 1356. Era una font sense ornamentació, que al començament servia també com a abeurador de cavalls. Originalment tenia forma octogonal, però més tard va ser adossada al Palau Pignatelli —actual seu del Reial Cercle Artístic de Barcelona—, i tan sols van quedar a la vista cinc dels seus costats. El 1819 va ser reformada i ampliada, i el 1918 va ser decorada amb uns plafons de ceràmica d'estil noucentista, així com quatre gerros de ceràmica vidriada, tot obra de Josep Aragay. Les imatges contenen figures femenines, hidres i garlandes florals, i la central presenta també l'escut de Barcelona.
Li va seguir la font de Sant Just, a la plaça homònima, del 1367. Situada davant de l'església dels sants Just i Pastor, com aquesta és d'estil gòtic, obra d'autor desconegut. Té planta trapezoidal, amb tres mascarons que vessen l'aigua sobre una pica, mentre que a la part superior hi ha una imatge de sant Just situada entre els escuts de Barcelona i la Corona d'Aragó. En un lateral que dona al carrer Palma de Sant Just hi ha també esculpit un falcó amb una perdiu entre les seves urpes. El 1831 se li va afegir una balustrada a la seva part superior.

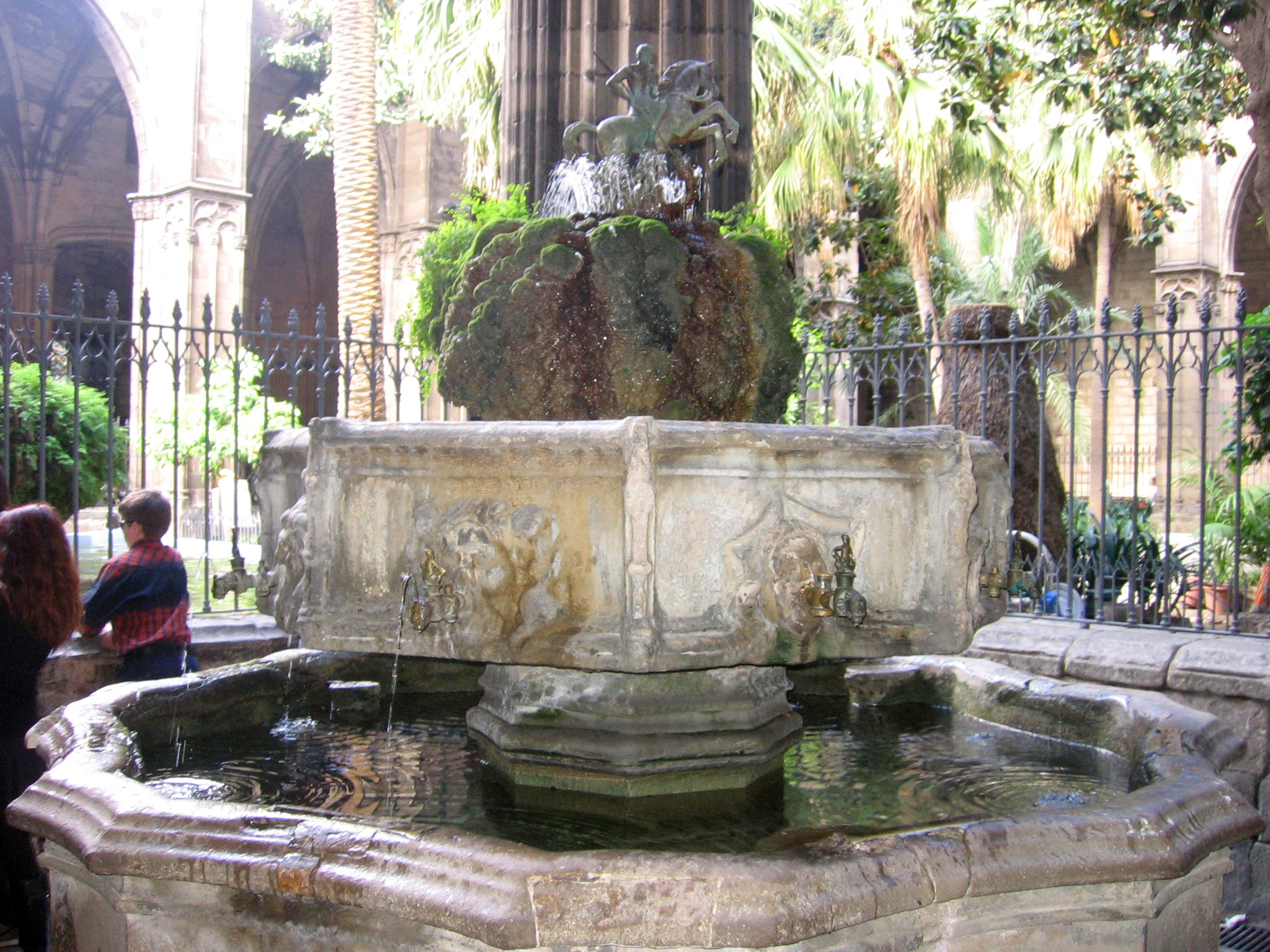
Font de Sant Jordi (1449), d'Andreu Escuder, catedral de Barcelona

D'aquesta època és també la font de Santa Maria, a la plaça homònima, construïda el 1403 per Arnau Bargués, mestre d'obres autor del cimbori de la Catedral de Barcelona i de la façana antiga de la Casa de la Ciutat. Es troba enfront de la Basílica de Santa Maria del Mar, en una zona antany aristocràtica, per la qual cosa se la coneixia també com Font dels Senyors. Té planta trapezoidal, adossada a un edifici contigu, els antics habitants del qual tenien un hort damunt. A la part que dona a la basílica està la font pròpiament dita, sobre la qual hi ha una rosassa circular de traceria calada; a la banda del carrer Argenteria hi ha dues gàrgoles zoomòrfiques, un drac i un lleó actualment decapitats, i els escuts de la ciutat i el regne; el tercer mur és llis i sense decoració.
Al claustre de la Catedral de Barcelona es va construir el 1449 la font de Sant Jordi, en substitució d'una del segle anterior que proveïa aigua procedent de Collserola. Fou obra de l'arquitecte Andreu Escuder, qui va construir una font en forma d'aljub de 16 costats, sobre el que es troba una tassa de forma octogonal amb mascarons que vessen aigua en cada costat, tot emmarcat per un templet d'estil gòtic amb una clau de volta on es va esculpir una imatge del sant patró de Catalunya, obra de l'escultor Antoni Claperós. El 1970 es va situar sobre el brollador de la font una estatueta del sant a cavall, obra d'Emili Colom. Aquesta font és famosa per la festa de l'ou com balla, celebrada el dia de Corpus, en què es fa ballar un ou sobre el doll d'aigua.
D'aquesta època procedeix igualment la font de Sant Jordi ubicada al Pati dels Tarongers del Palau de la Generalitat de Catalunya. Està formada per un brollador de forma octogonal, al centre del qual s'aixequen quatre columnes que sostenen una tassa que allotja una imatge eqüestre de sant Jordi, obra del 1926 de Frederic Galcerà.
Entre finals del segle xv i començaments del segle xvi l'ardiaca Lluís Desplà i d'Oms va manar reformar la coneguda com Casa de l'Ardiaca situada al costat de la Catedral de Barcelona. Al centre del pati es va col·locar una font composta per una tassa quadrangular amb una columna que acull una segona tassa de forma circular a mitjana altura, i que, com al claustre de la Catedral, el dia de Corpus es festeja amb l'ou com balla.

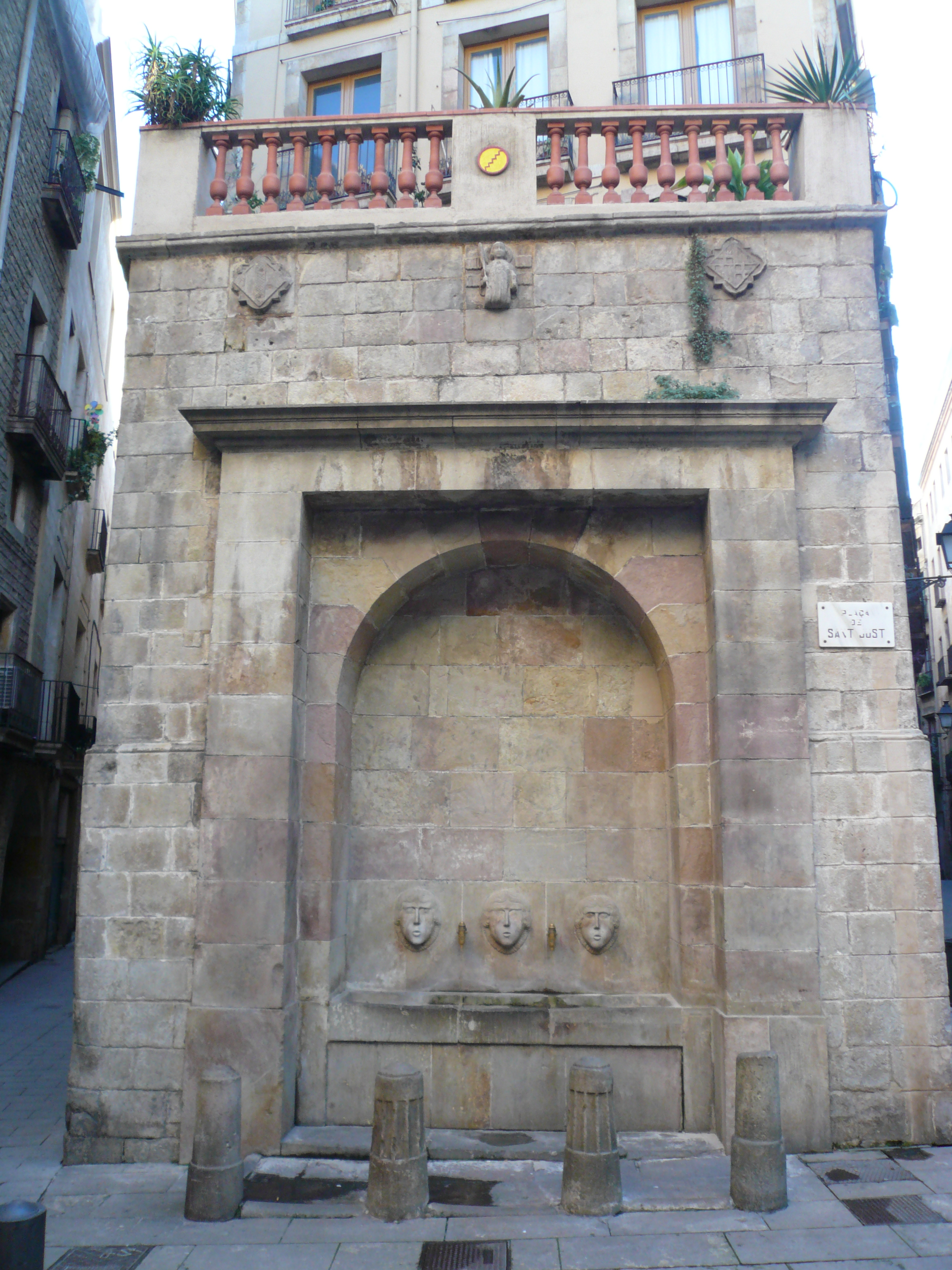
Font de Sant Just (1367), plaça de Sant Just
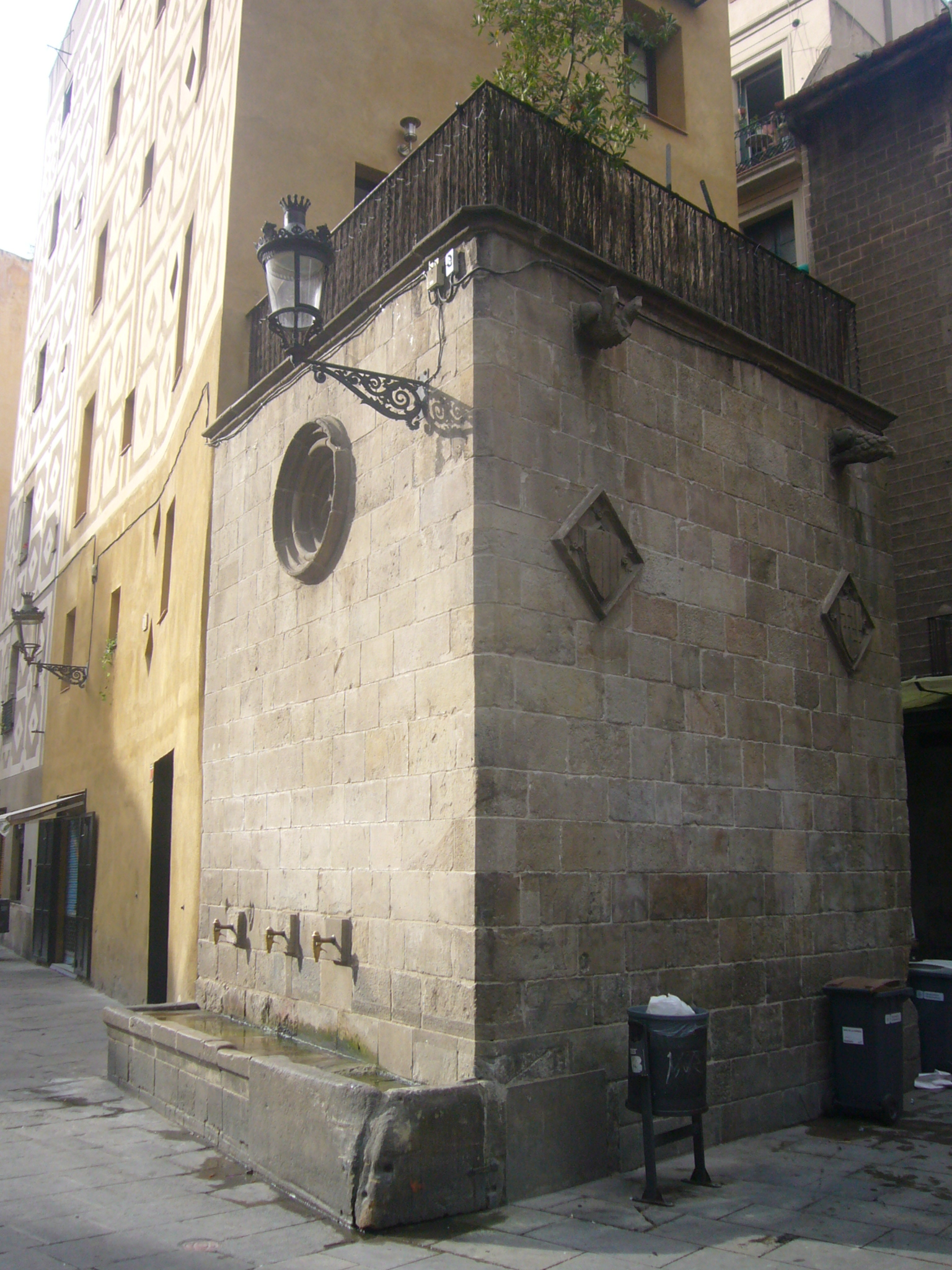
Font de Santa Maria (1403), d'Arnau Bargués, plaça de Santa Maria
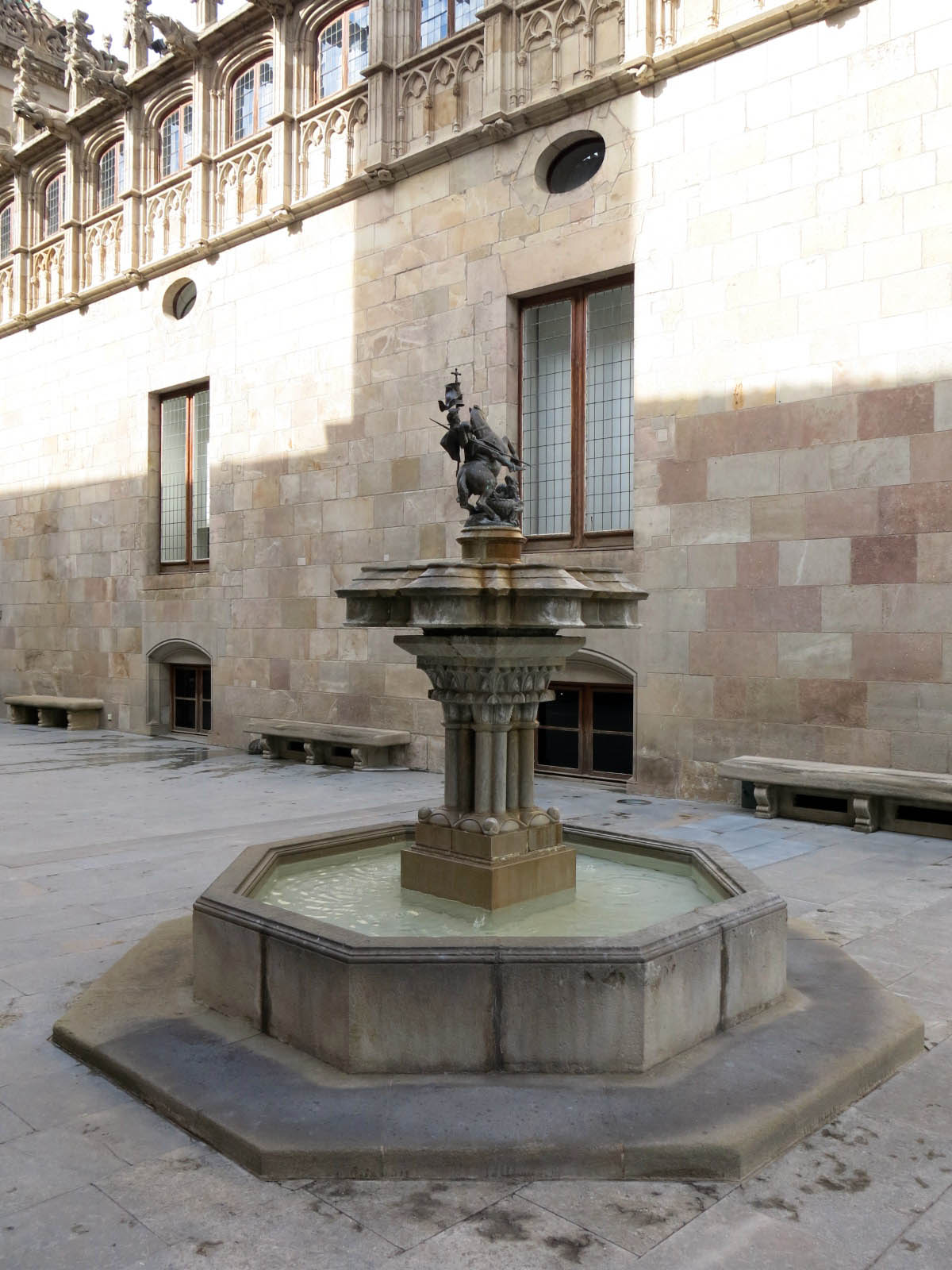
Font de Sant Jordi, Pati dels Tarongers del Palau de la Generalitat de Catalunya
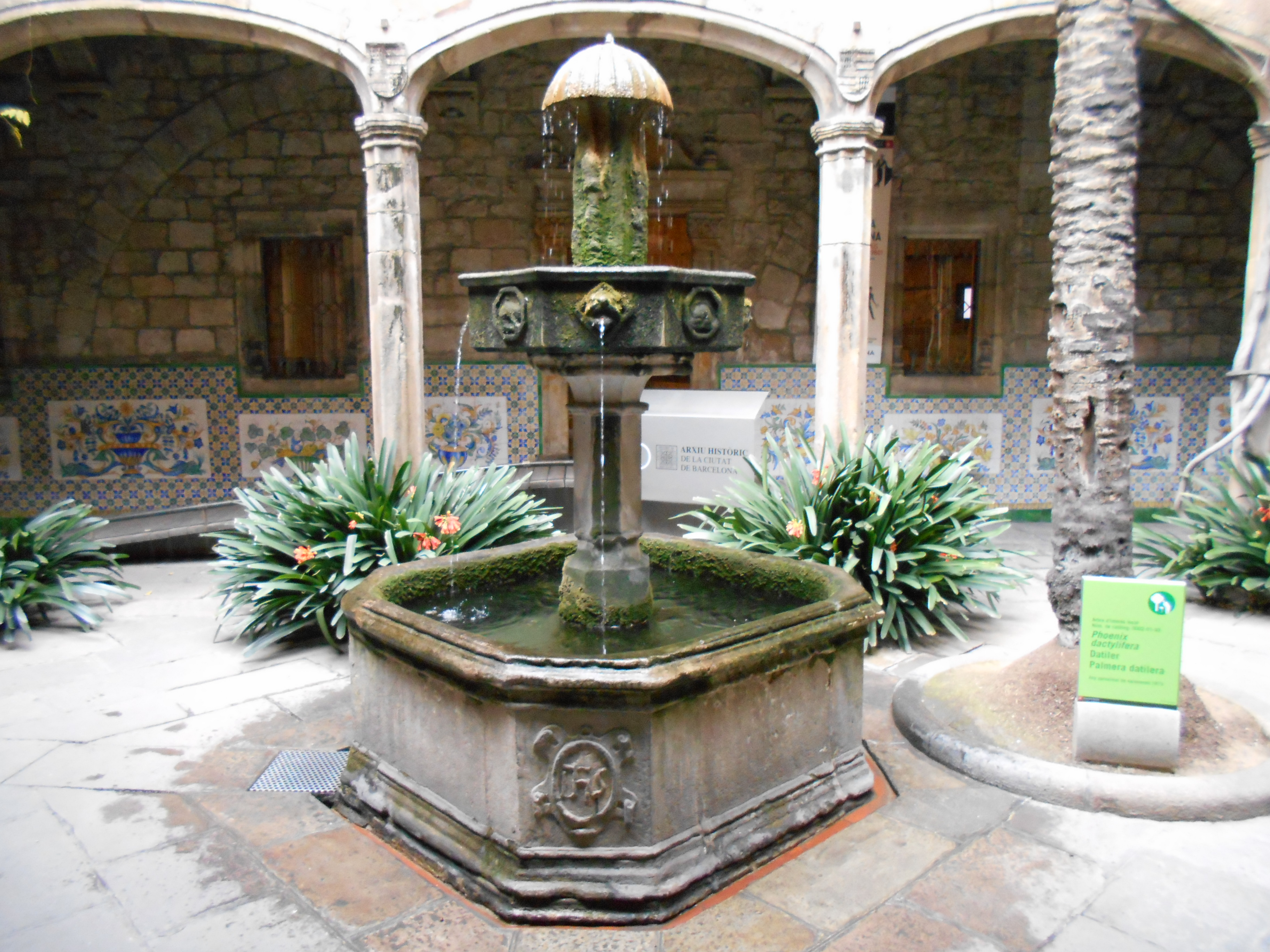
Font de la Casa de l'Ardiaca

### Edat moderna

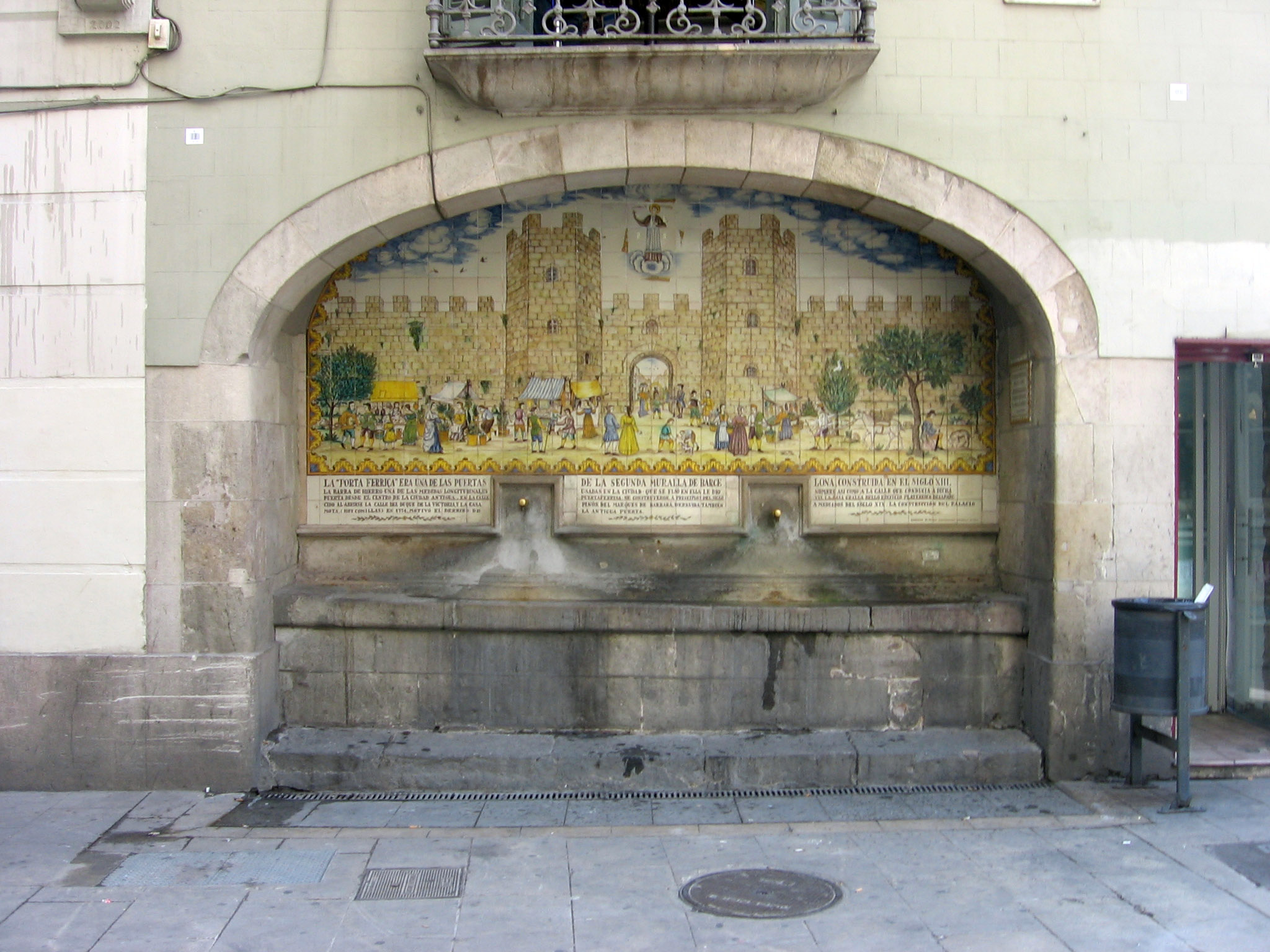
Font de Portaferrissa (1680)

En aquest període Barcelona passà a formar part del nou regne d'Espanya sorgit de la unió de les corones de Castella i Aragó. En general, fou una època d'una certa decadència econòmica i cultural, accentuada per conflictes socials i bèl·lics com la Guerra dels Segadors i la Guerra de Successió. La ciutat continuava encotillada a les seves muralles —l'única ampliació fou cap a la platja, el barri de la Barceloneta—, malgrat que al final del període tenia quasi 100.000 habitants.

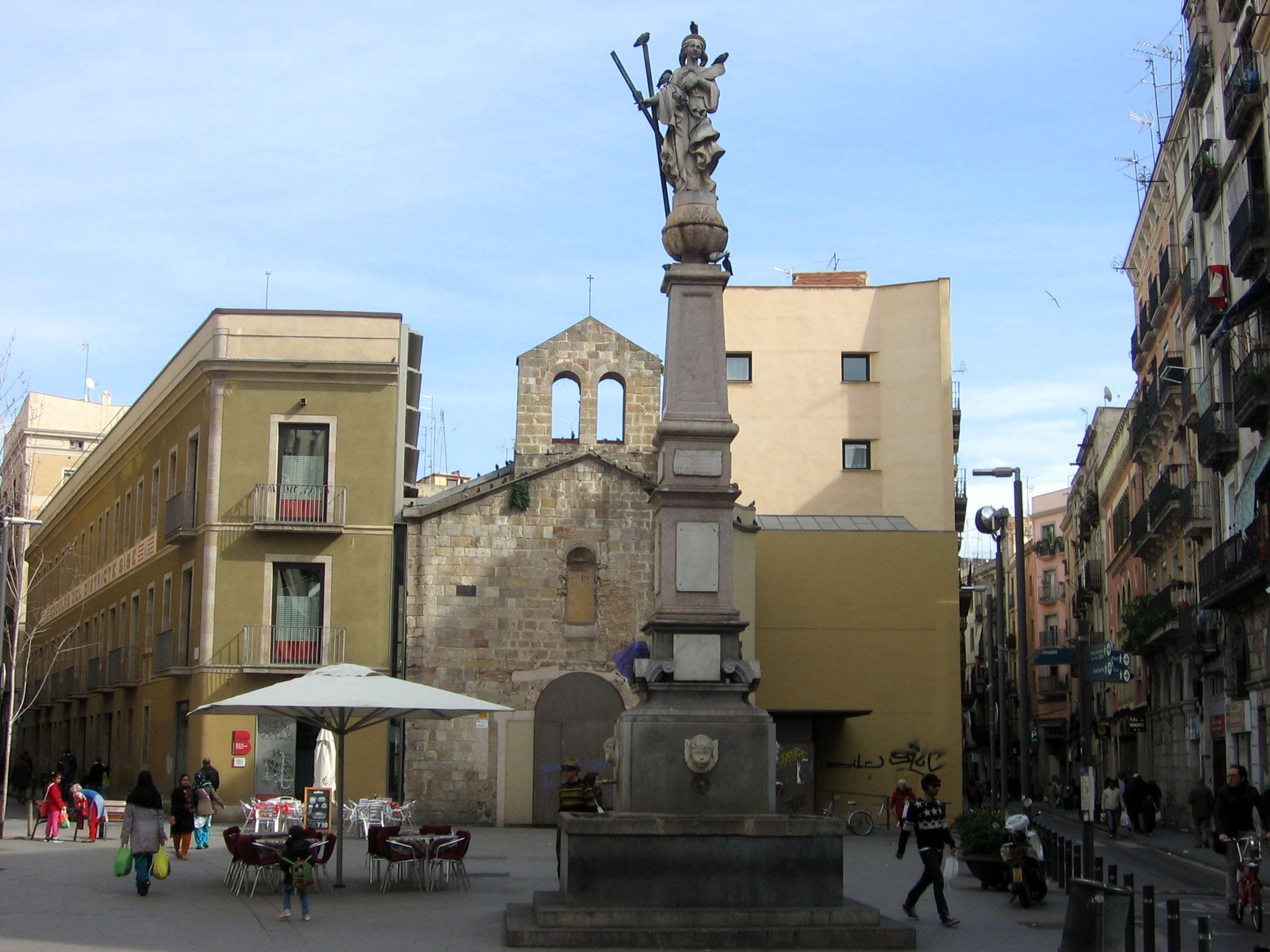
Font de Santa Eulàlia (1673), Plaça del Pedró

Pel que fa a fonts públiques únicament es conserva la de Portaferrissa, al carrer homònim, original del 1680 d'autor desconegut. Substituïa una font situada a la cantonada de la Rambla amb el carrer del Carme, al costat del col·legi jesuïta de Betlem, el rector del qual volia construir una capella al seu lloc. Se situà llavors al costat del Portal de la Ferrissa, una de les portes d'accés a la muralla de la ciutat, el nom de la qual provenia d'una barra de ferro situada en aquest indret, que servia per establir mesures longitudinals. El 1959 va ser decorada amb uns plafons de ceràmica confeccionats per Joan Baptista Guivernau, amb una imatge de la zona ambientada al segle xviii amb la presència de sant Josep Oriol sobrevolant la muralla, i un text escrit per Pere Voltes sobre la història de la font.

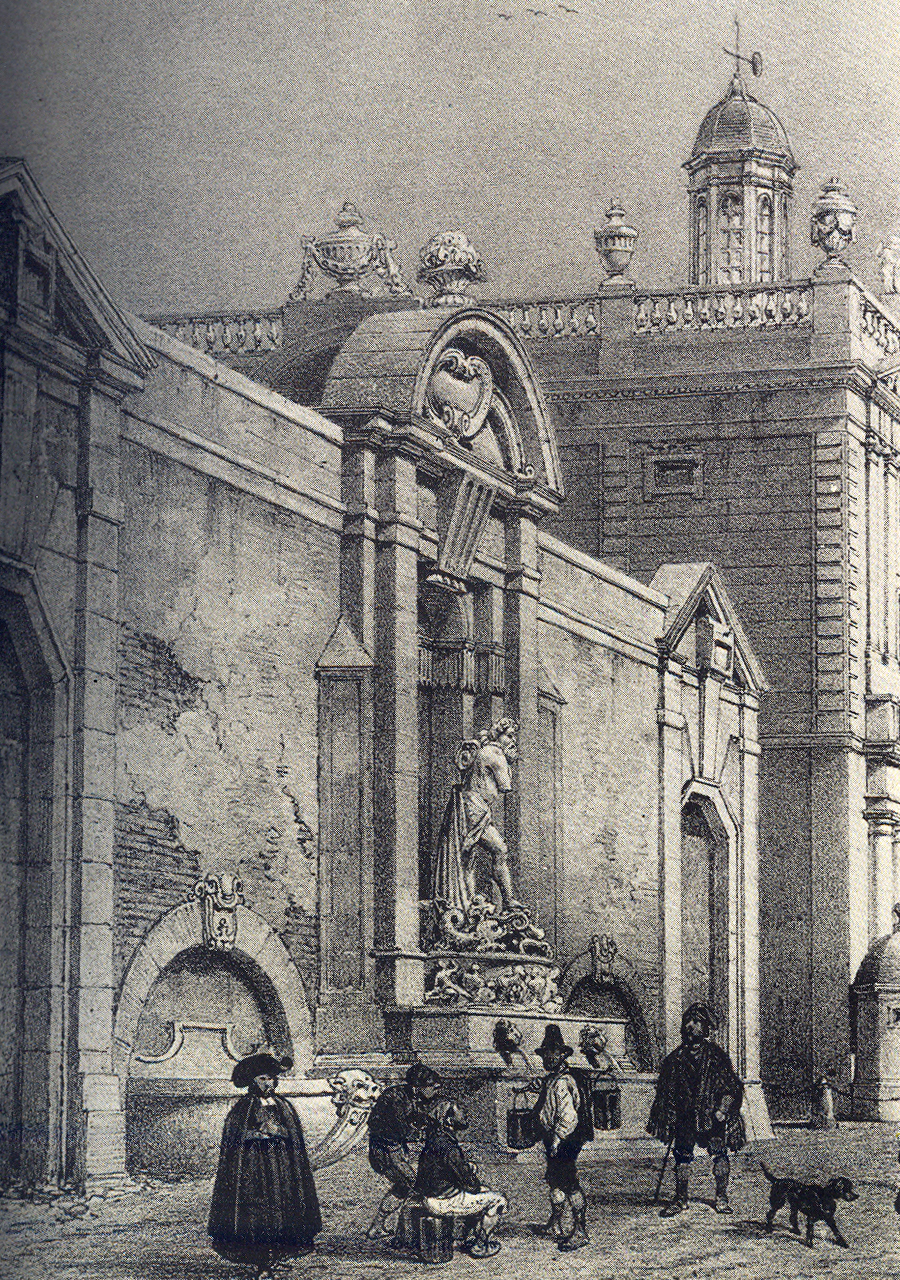
Font de Neptú (1784), de Joan Enrich. Litografia de Chapuy, secció de Gravats de la Biblioteca de Catalunya

Del segle xvii procedeix també la font de Santa Eulàlia, dedicada a la patrona de la ciutat. Inicialment, era un monument escultòric, erigit a la plaça del Pedró el 1673, i més tard reconvertit en font. Fou realitzada pel mestre d'obres Benet Parés, amb una imatge de fusta de la santa elaborada per Josep Darder, la qual va ser substituïda el 1685 per altra de marbre de Llàtzer Tramulles i Lluís Bonifaç. El 1826 la base del monument va ser convertida en font, remodelació efectuada per Josep Mas i Vila. El 1936 l'estàtua va ser enderrocada degut als enfrontaments originats en l'inici de la Guerra Civil, però el 1951 va ser reconstruïda amb una nova imatge, obra de Frederic Marès. La base del monument és una font quadrada sobre la qual s'aixeca un obelisc rematat per l'estàtua de santa Eulàlia, que porta els atributs del seu martiri: la palma i la creu en aspa. És considerada el monument públic més antic que es conserva a la ciutat al seu emplaçament original, malgrat que l'obra en si ha sigut restaurada diversos cops i ja no pot considerar-se com l'original.
El 1784 es va construir la font de Neptú (o font de la Duana), obra de Joan Enrich promoguda pel comte de l'Asalto, situada al costat de la Duana, a la ubicació de l'actual Estació de França. Representava al déu Neptú dempeus sobre uns dofins i un pedestal amb baixos relleus, enmig d'una tassa d'aigua. L'estàtua va ser destruïda en la revolta popular de la Camància (1843) i substituïda per una còpia efectuada per un picapedrer, fins que el 1877 la font va ser desmuntada; tan sols se'n va conservar el baix relleu del pedestal, que es troba al Museu d'Història de Barcelona.
A finals del segle xviii es va constituir a la finca del marquès de Llupià situada al municipi de Sant Joan d'Horta —avui un barri més de la ciutat— un jardí que malgrat ser de caràcter privat va passar posteriorment al patrimoni públic. Conegut actualment com a parc del Laberint d'Horta, aquest jardí presenta una profusa decoració escultòrica d'estil neoclàssic, així com diverses fonts: a l'entrada es troba l'anomenada «font heràldica», formada per una font amb un pelicà esculpit a la seva base i una columna rematada per una corona i un gos alat; al nivell inferior es troba la font de la Piràmide —o del Lleó—, feta de roques esglaonades en forma de piràmide, i una font amb forma de cap de lleó; al laberint que dona nom al parc es troba la font d'Eco, dedicada al mite d'Eco i Narcís, a l'interior d'una gruta de pedra porosa i falgueres en forma d'estalactites, on se situa una estàtua de la nimfa, d'estil clàssic; a la terrassa superior es troba la font dels Dofins, formada per un conjunt de rocalla amb dos dofins de marbre amb les cues entrellaçades, que vessen aigua sobre una bassa, sobre la qual se situa un nimfeu en forma d'estany amb una gruta decorada amb l'estàtua de la nimfa Egèria, inspirat en la gruta de Stowe; en darrer lloc, a l'anomenat «jardí romàntic» es troba la font Grutesca, realitzada en pedra i petxines amb estructura de doble arc de mig punt i la figura d'un peix al seu interior.

Fonts del Laberint d'Horta
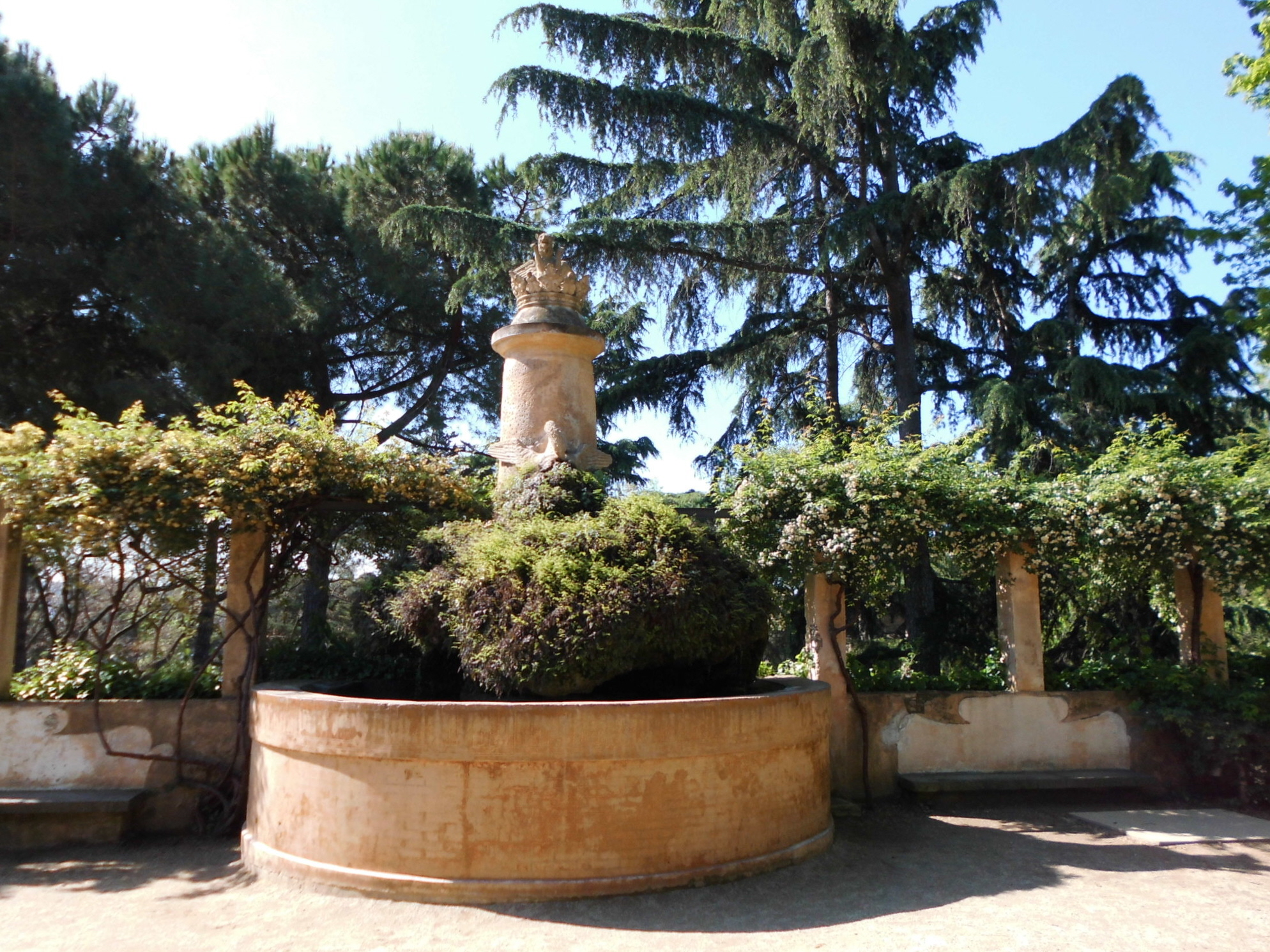
Font heràldica
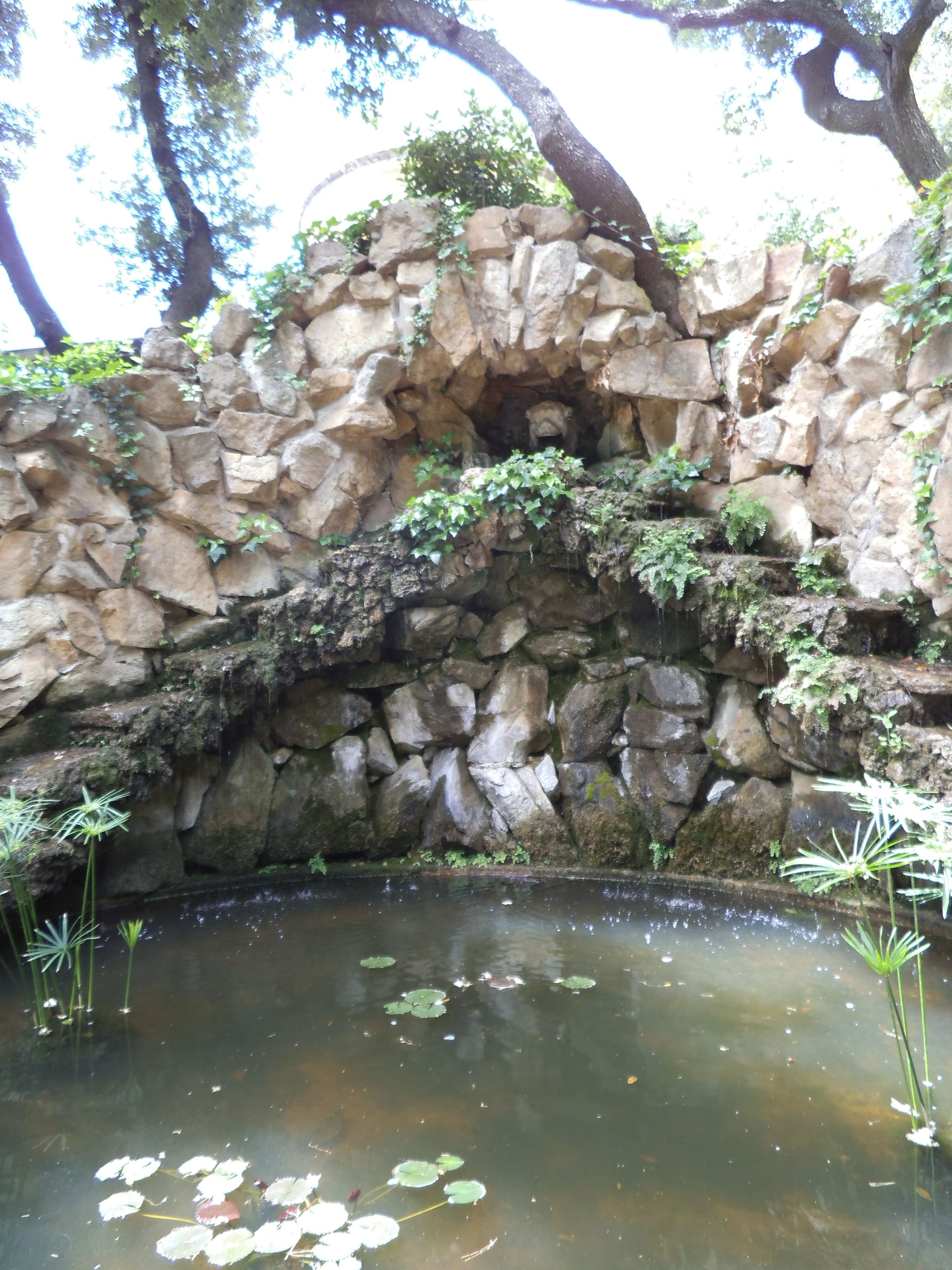
Font de la Piràmide
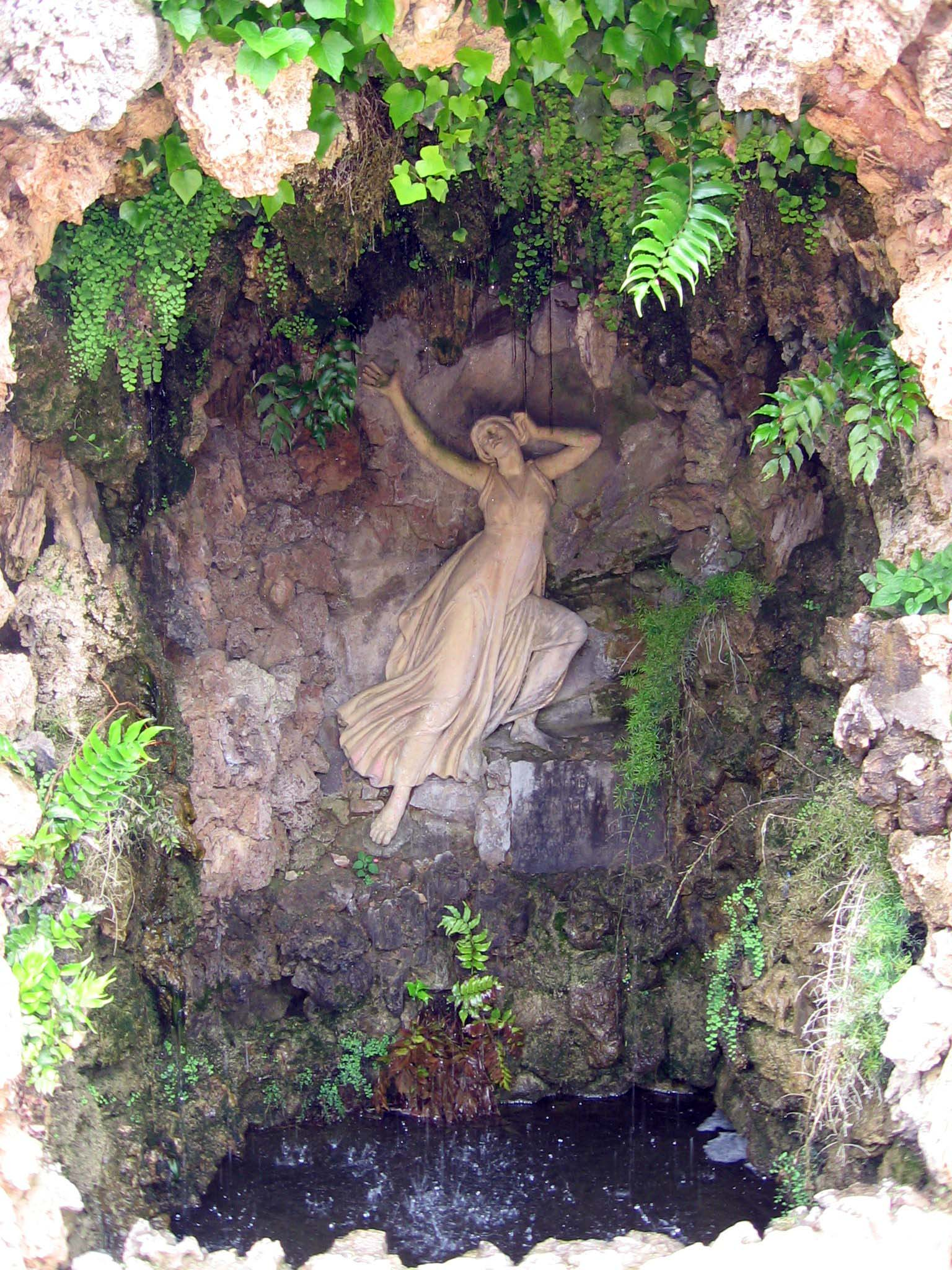
Font d'Eco
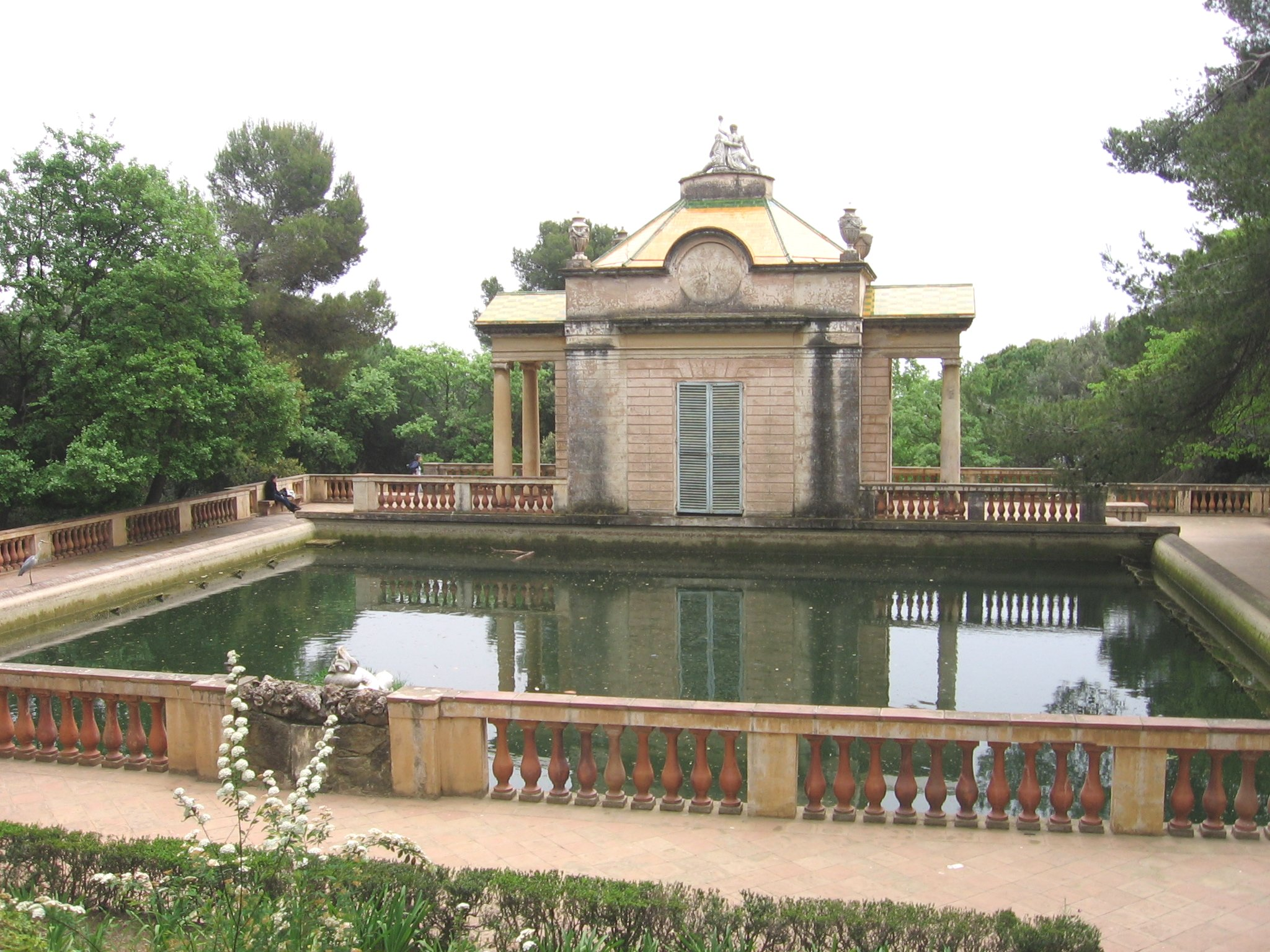
Font dels Dofins
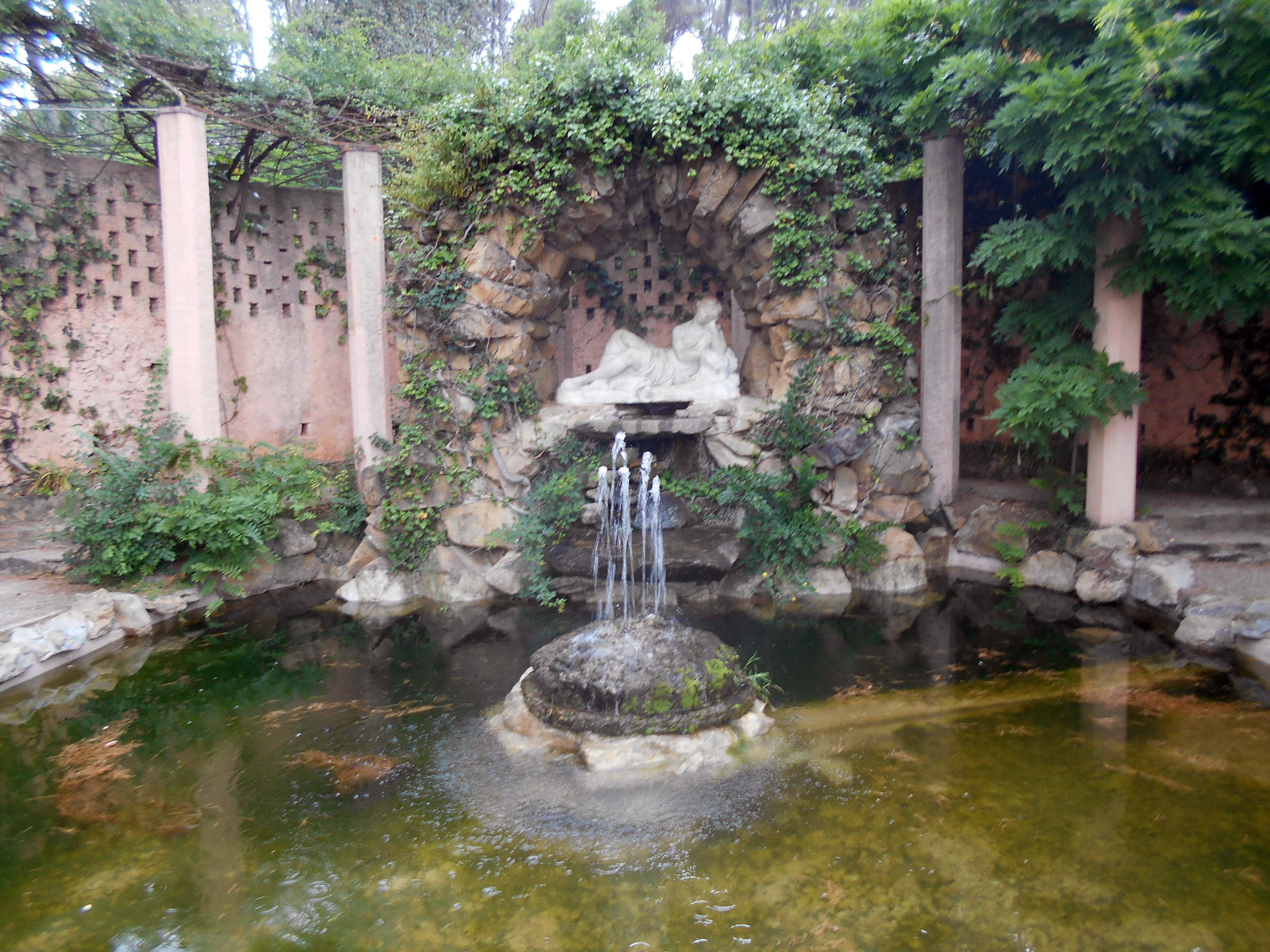
Font de la Nimfa Egèria
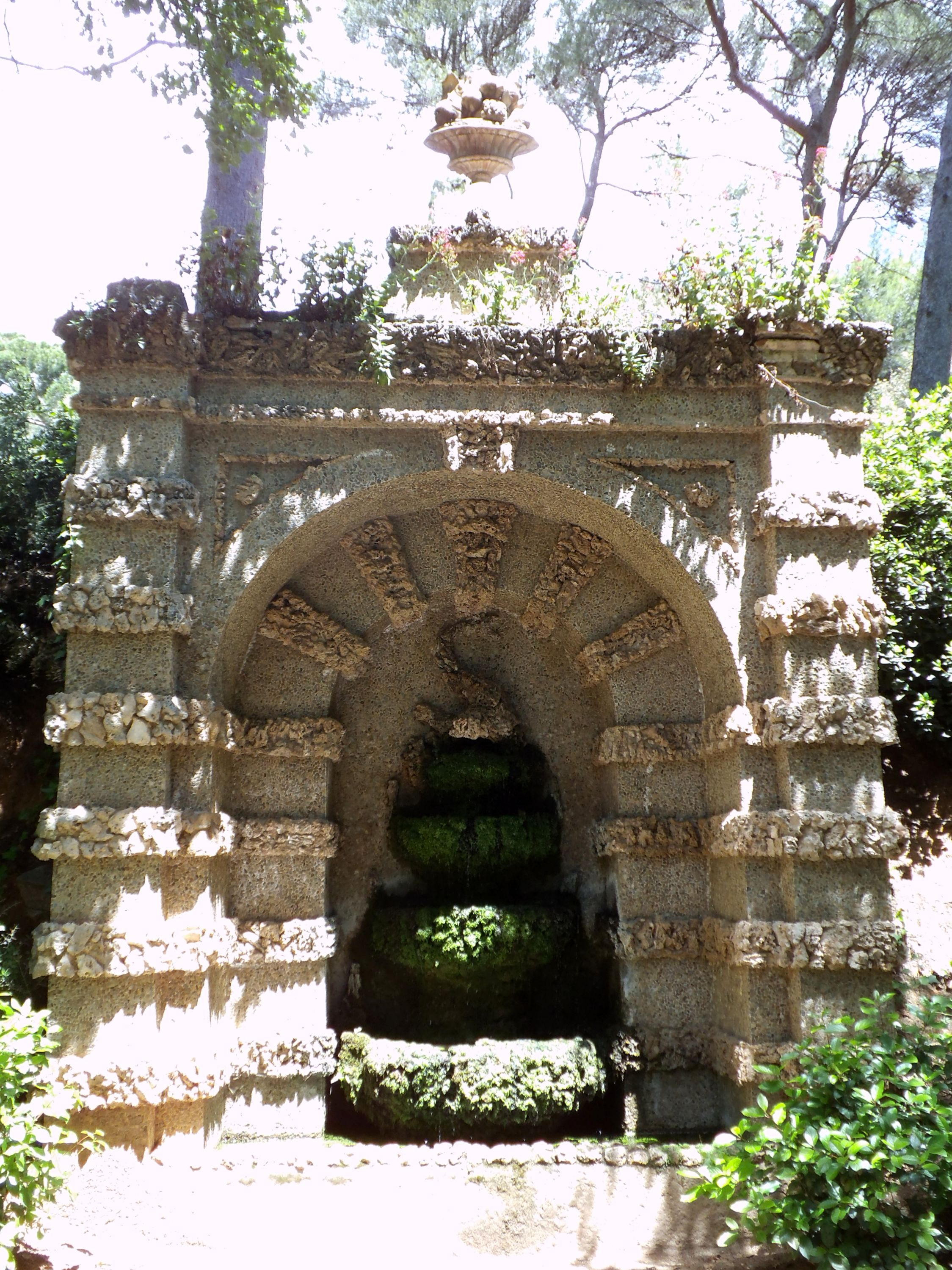
Font Grutesca

### Seglexix

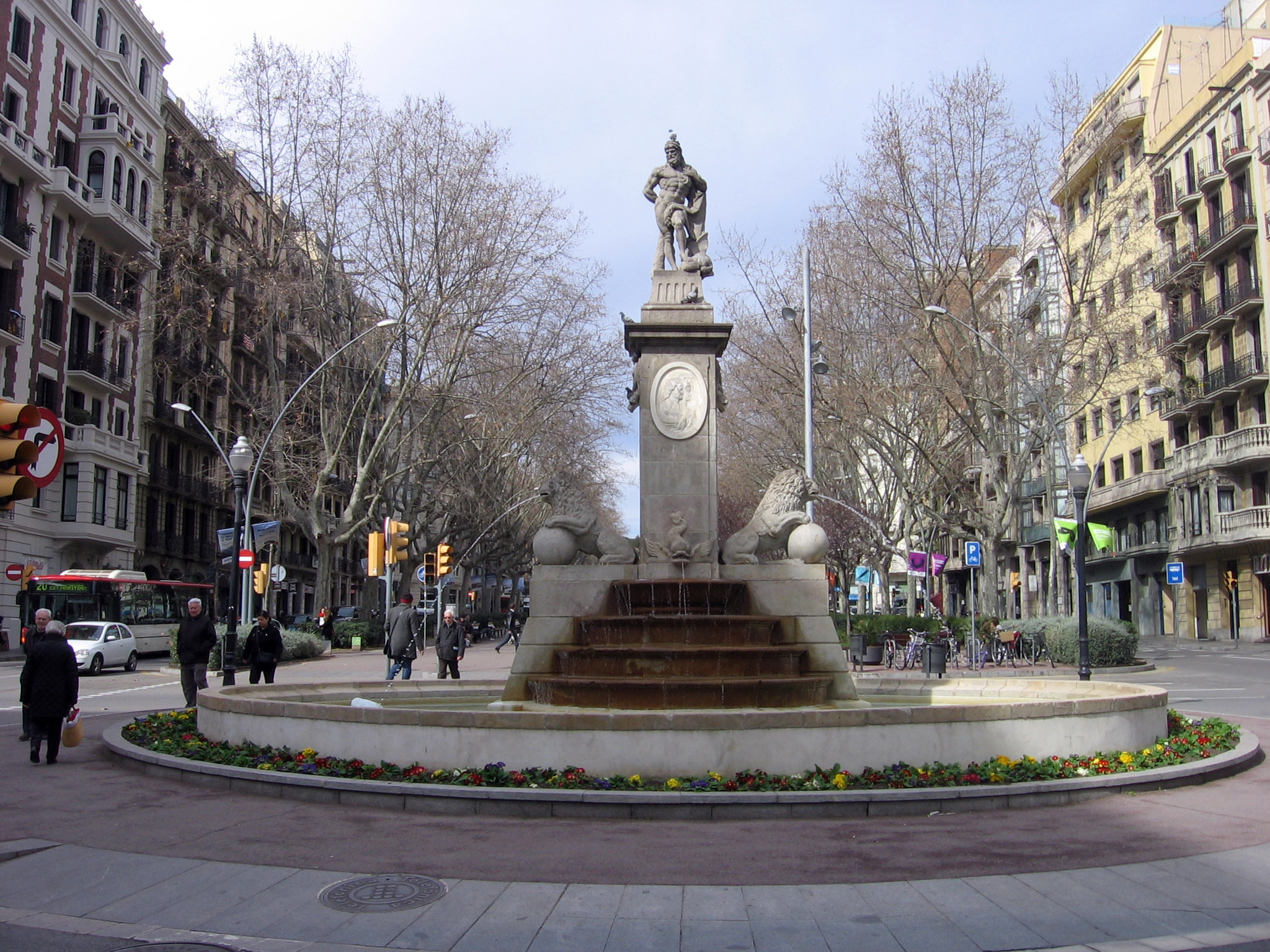
Font d'Hèrcules (1802), de Josep Moret i Salvador Gurri, passeig de Sant Joan amb Còrsega

En aquest període va haver-hi una gran revitalització econòmica, lligada a la Revolució Industrial —especialment la indústria tèxtil—, el que comportà al temps un renaixement cultural. Entre 1854 i 1859 es va produir l'enderroc de les muralles, i per això la ciutat va poder expandir-se, especialment gràcies al projecte d'Eixample elaborat per Ildefons Cerdà el 1859. Tanmateix, gràcies a la revolució de 1868 s'aconseguí l'enderroc de la Ciutadella, els terrenys de la qual van ser transformats en un parc públic. La població va anar creixent, especialment gràcies a la immigració de la resta de l'estat, arribant a finals de segle als 400.000 habitants.
La confecció de fonts va ser profusa a l'època, per la qual cosa es podria parlar quasi d'una moda. Durant la primera meitat del segle la major part de monuments públics erigits a la ciutat van ser fonts. La més antiga fou la font d'Hèrcules, situada a la cruïlla del passeig de Sant Joan amb el carrer Còrsega, obra de 1802 realitzada per Josep Moret sobre un projecte de Salvador Gurri. Situada inicialment al passeig Nou —també anomenat de l'Esplanada—, enfront de la fortalesa militar de la Ciutadella, està al seu actual emplaçament des del 1928. Hèrcules apareix sobre una columna, recolzat en una clava i amb el braç esquerre envoltat amb la pell del lleó de Nemea, mentre que a la base del monument apareixen dos lleons que vessen aigua per la boca sobre un petit estany de forma circular. L'estàtua de l'heroi mitològic grec és considerada l'escultura pública de confecció original més antiga de Barcelona.

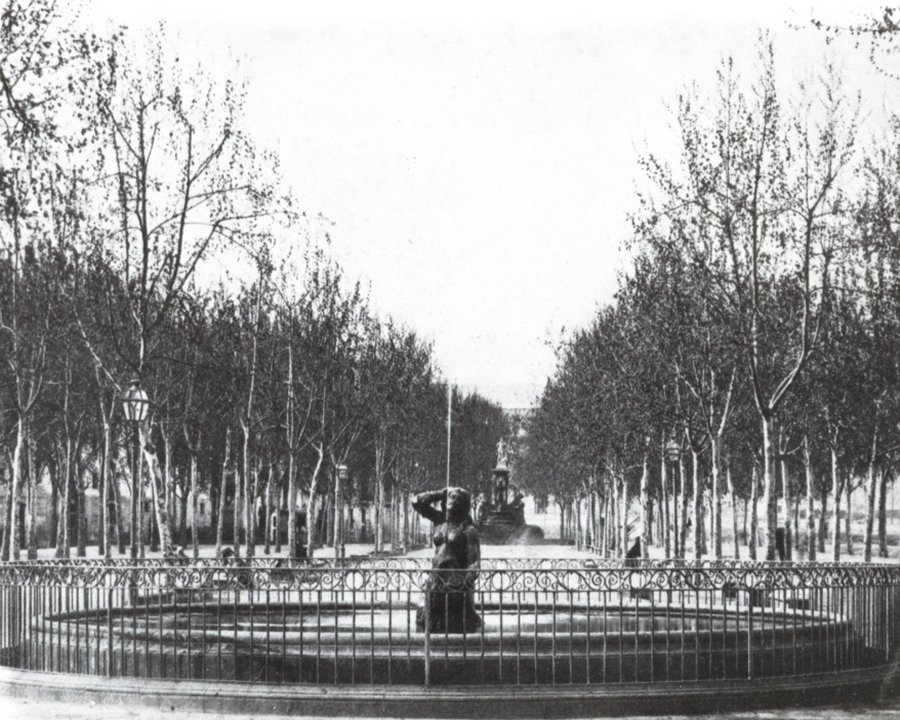
Passeig Nou o de l'Esplanada. En primer terme, la Font de la Nereida, al fons la Font d'Hèrcules

La font d'Hèrcules formava un conjunt amb altres tres que jalonaven el passeig Nou, totes dedicades a personatges mitològics: la primera presentava al déu marí Forcis lluitant amb un tritó; la segona mostrava una nereida cavalcant sobre un dofí; la tercera estava dedicada a Aretusa, una nimfa de la deessa Diana; i la quarta era la d'Hèrcules, l'heroi fill de Zeus i Alcmena. Aquestes fonts van desaparèixer als treballs d'urbanització del parc de la Ciutadella, excepte la d'Hèrcules, que més tard va ser traslladada de lloc.
Al costat del passeig Nou s'instal·là el 1816 el Jardí del General, que va ser el primer jardí públic de la ciutat. Aquest espai disposava de diverses fonts, de les quals destacaven tres petits brolladors de planta circular amb unes estàtues de marbre que representaven a Ceres, la Medicina i la Fidelitat, així com un brollador circular amb barana de ferro que contenia una estàtua d'una sirena, a la plaça central del jardí. Aquest conjunt va desaparèixer el 1877, per les obres del parc de la Ciutadella, i tan sols es va conservar la font de la Fertilitat, la qual es va situar temporalment al nou parc, fins a desaparèixer en data indeterminada.

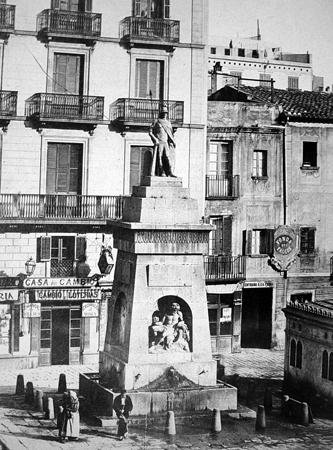
Font del Vell (1818), fotografia de l'obra original situada a la plaça del Teatre

D'aquesta època són també altres fonts, com la font del Vell (o del Xato) (1818), ubicada a la plaça del Teatre, al costat de la Rambla. Substituïa una anterior font del 1802 anomenada del Sàtir, decorada amb una estàtua d'Hèrcules i enderrocada el 1817 a causa del seu mal estat de conservació. La del Vell era inicialment un abeurador decorat amb la figura d'un faune amb una gerra a la mà, confeccionada en guix. El 1832 aquesta obra va ser substituïda per un projecte més elaborat, realitzat per l'arquitecte Pere Serra i Bosch i els escultors Damià Campeny i Salvador Gurri. Sobre un pedestal en forma de piràmide truncada es va col·locar una escultura que representava a Minerva —o bé el Geni de Barcelona o la Barcelona industriosa—, abillada amb casc i llança, i un escut amb les armes de Barcelona, obra de Gurri; mentre que a la base del pedestal es van col·locar quatre fornícules que devien contenir al·legories dels quatre principals subministraments d'aigua de la ciutat: el riu Llobregat, el Rec Comtal, el canal d'Urgell i el port. Encarregades a Campeny, tan sols va fer la primera d'aquestes al·legories, en forma d'un vell recolzat sobre unes roques i amb una cornucòpia a la mà. El 1877 aquest monument va ser enderrocat, i tan sols es van conservar les estàtues: la de Gurri es va col·locar temporalment al parc de la Ciutadella, i actualment es conserva a un magatzem municipal; la figura del vell va ser també situada al parc de la Ciutadella, fins que el 1975 es va instal·lar a la plaça de Sants.

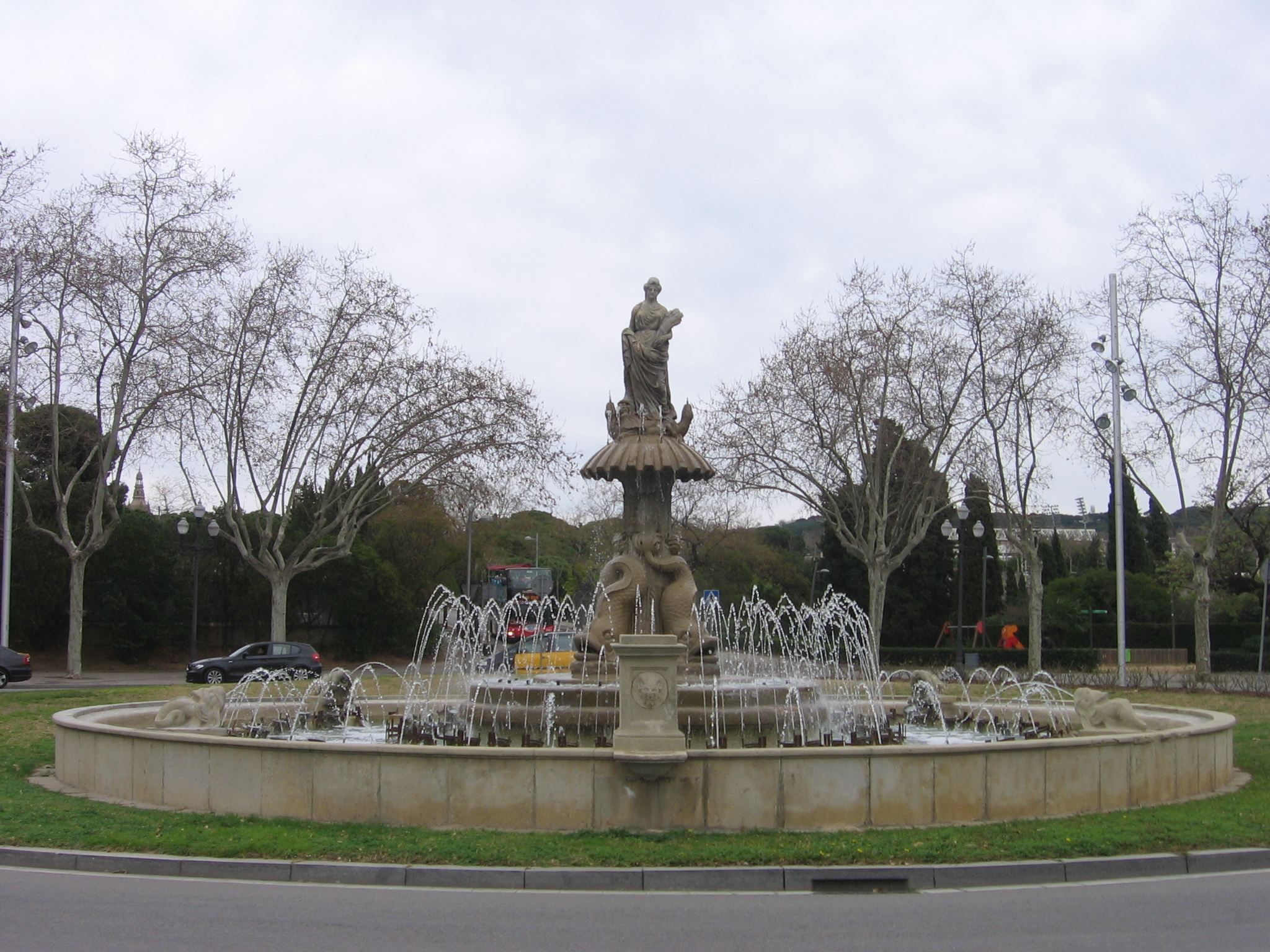
Font de Ceres (1825-1830), de Celdoni Guixà, plaça de Sant Jordi (Montjuïc)

Entre 1825 i 1830 es va construir la font de Ceres, obra de Celdoni Guixà, situada inicialment al passeig de Gràcia cantonada amb el carrer Provença, i traslladada el 1874 a la plaça Blasco de Garay —actual plaça del Sortidor—, al Poble Sec, i el 1918 a la plaça de Sant Jordi, a Montjuïc. Està formada per un estany circular amb diversos brolladors d'aigua, sobre el que s'aixeca una columna amb quatre dofins a la base, que vessen aigua per la boca. Aquesta columna té un capitell en forma de cloïssa, sobre el qual se situa l'estàtua de la deessa, vestida amb túnica i portant a la mà unes espigues de blat.
Li va seguir la font de Neptú, elaborada el 1826 per Adrià Ferran al Moll de la Riba, a la Barceloneta. L'estàtua del déu del mar es troba asseguda, sostenint un trident, a dalt d'un pedestal a la base del qual hi ha quatre figures d'esfinxs, confeccionades per Celdoni Guixà, a dalt d'un basament de forma polièdrica d'on surten uns raigs d'aigua que cauen sobre un estany. A començaments del segle xx la font va ser traslladada als Jardins de Laribal, a Montjuïc; i, el 1983, a la plaça de la Mercè, enfront de la basílica homònima.

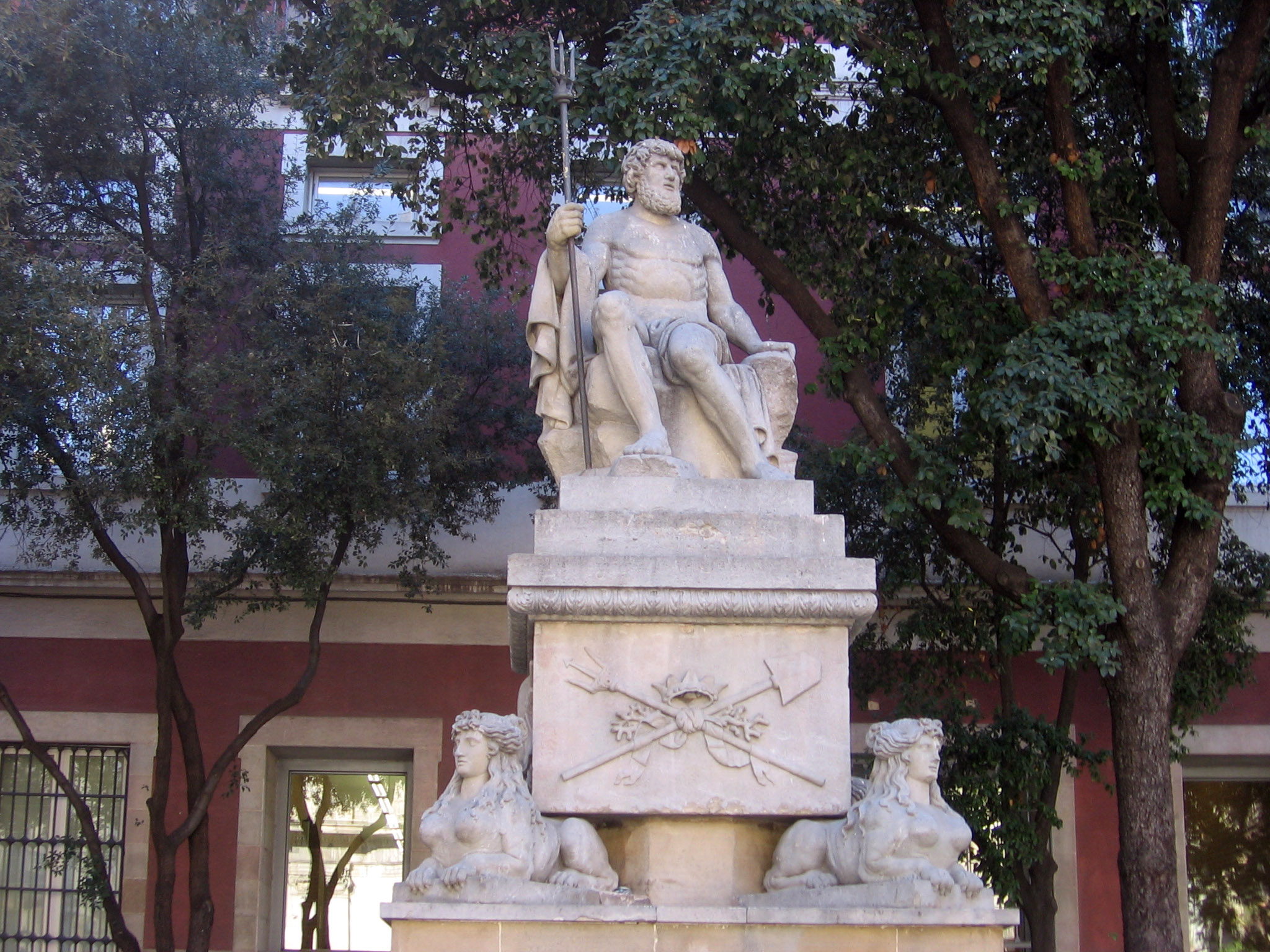
Font de Neptú (1826), d'Adrià Ferran, plaça de la Mercè

Del mateix 1826 és la font del carrer Nou de la Rambla, procedent de la canalització de les aigües de Montcada realitzada pel marquès de Campo Sagrado. D'autor desconegut, està situada en un nínxol excavat a una paret del carrer, i presenta dos pilars circulars superposats, l'inferior amb una aixeta i el superior amb una placa commemorativa, rematats per l'escut de la ciutat rodejat per dos animals marins.
A la Rambla es va construir el 1830 la font del Pla de la Boqueria, situada en un arcosoli d'estil neoclàssic, encastat al mur d'un antic convent de caputxins. Està decorada amb un escut de Barcelona esculpit en alt relleu, rodejat de branques de llorer i amb una corona comtal, mentre que a la seva base apareixen els símbols d'Hèrcules, la clava i la pell de lleó. La font està composta de tres aixetes que vessen l'aigua en una pica. Aquell mateix any s'inaugurà també la font de Jesús, situada al passeig de Gràcia, entre els carrers Aragó i Consell de Cent, al solar antigament ocupat pel convent franciscà de Santa Maria de Jesús, originari del 1427 i destruït en la Guerra del Francès. La font era hereva del pou del convent, que tenia una aigua de mina amb fama de ser la millor del pla de Barcelona. Era una font no especialment ornamentada, situada en una arbreda amb una caseta de begudes, però va ser un popular lloc de reunió i celebració de pícnics, fins que va desaparèixer el 1863 en el procés d'edificació del passeig de Gràcia.
El 1845 s'instal·là una font pública a la Travessera de Gràcia, composta per una pica amb tres aixetes, sobre la qual se situa una placa de ceràmica decorada amb dos caps que vessen aigua sobre unes copes i, al centre, l'escut de Barcelona i la inscripció «fuente pública». Sobre aquesta placa, obra del ceramista Salvador Sunet, es troba un fanal que il·lumina la font a la nit.

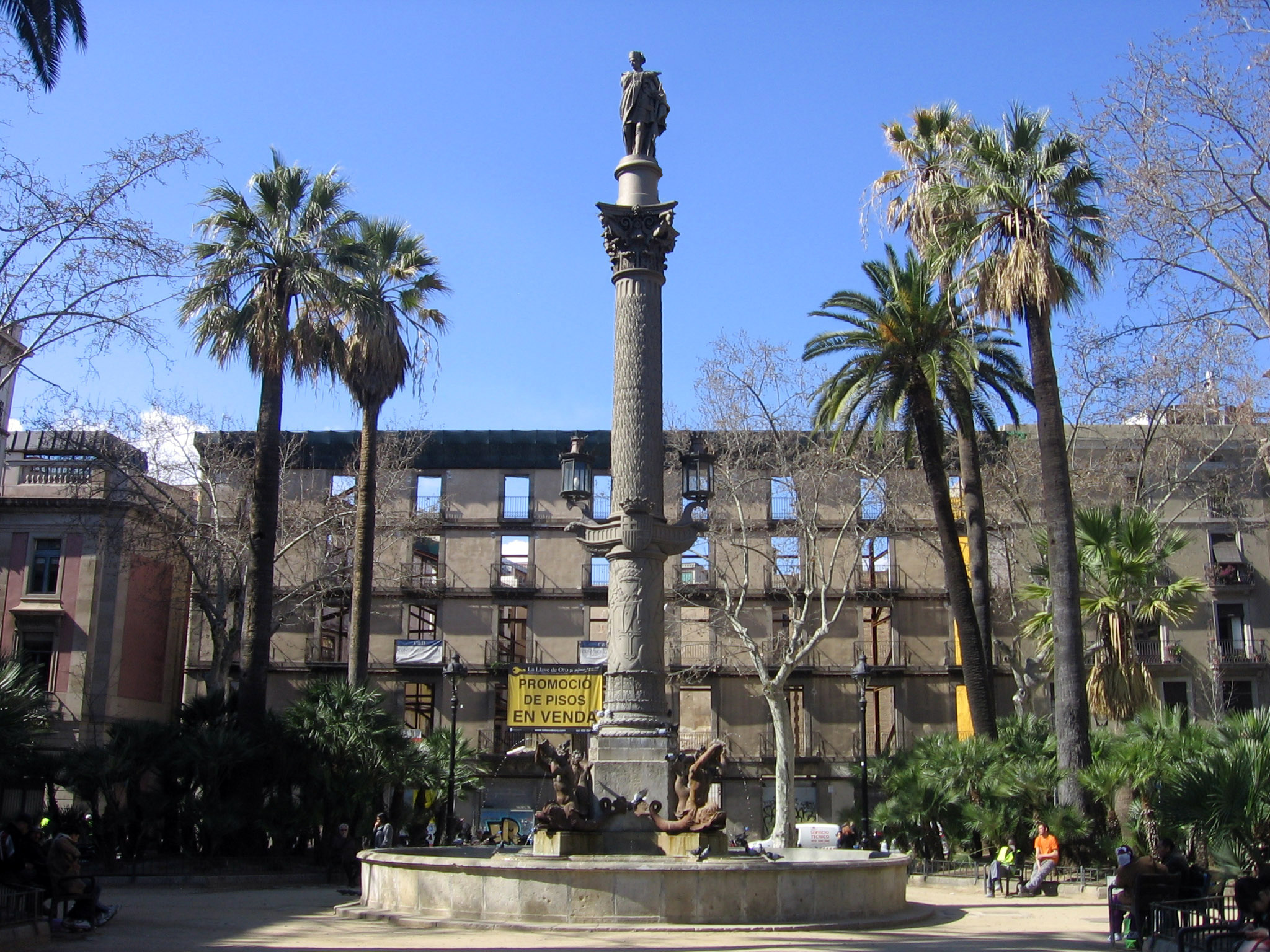
A Galceran Marquet (1851), de Damià Campeny, plaça del Duc de Medinaceli

El 1851 es va construir a la plaça del Duc de Medinaceli el Monument a Galceran Marquet, obra de l'arquitecte Francesc Daniel Molina i l'escultor Damià Campeny, ajudat en la decoració de la base per Josep Anicet Santigosa. Va ser el primer monument elaborat en ferro a la ciutat. La font està formada per un estany circular al centre del qual es troba un bloc paral·lelepipèdic amb quatre piques angulars sobre les quals vessen aigua uns corns tocats per tritons. Sobre aquest bloc central s'aixeca la columna, decorada amb relleus de motius marins, i que a un terç d'altura presenta dos braços en forma de vaixell que sostenen sengles fanals, així com dos escuts de Barcelona al centre d'ambdós braços; la resta del fust de la columna està decorada amb fulles de plantes aquàtiques. El capitell de la columna és corinti, decorat amb cavalls marins, sobre el que s'aixeca l'estàtua, dempeus amb indumentària de guerrer i la capa de conseller de la ciutat, amb la mà esquerra recolzada en una espasa i la dreta sostenint un pergamí enrotllat.

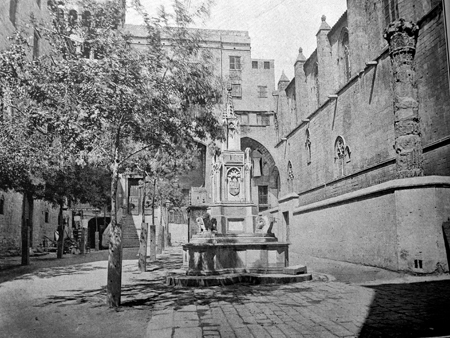
Font de la plaça del Rei (1853), de Francesc Daniel Molina

De Francesc Daniel Molina fou igualment la font de la plaça del Rei, construïda el 1853 a la plaça situada enfront del Palau Reial Major de Barcelona. Era d'estil neogòtic, amb una planta octogonal rematada per una agulla de pedra, pel que semblava més aviat un panteó funerari. Devia estar decorada amb unes al·legories dels rius de les quatre províncies catalanes a quatre dels seus costats, i als altres quatre unes figures de lleons que llençarien aigua per la boca, projecte encarregat als germans Baratta; malgrat tot, finalment tan sols es va fer el costat dedicat a Barcelona, decorat amb l'escut comtal. La font va desaparèixer en la reforma de la plaça efectuada per Agustí Duran i Sanpere entre 1931 i 1934.

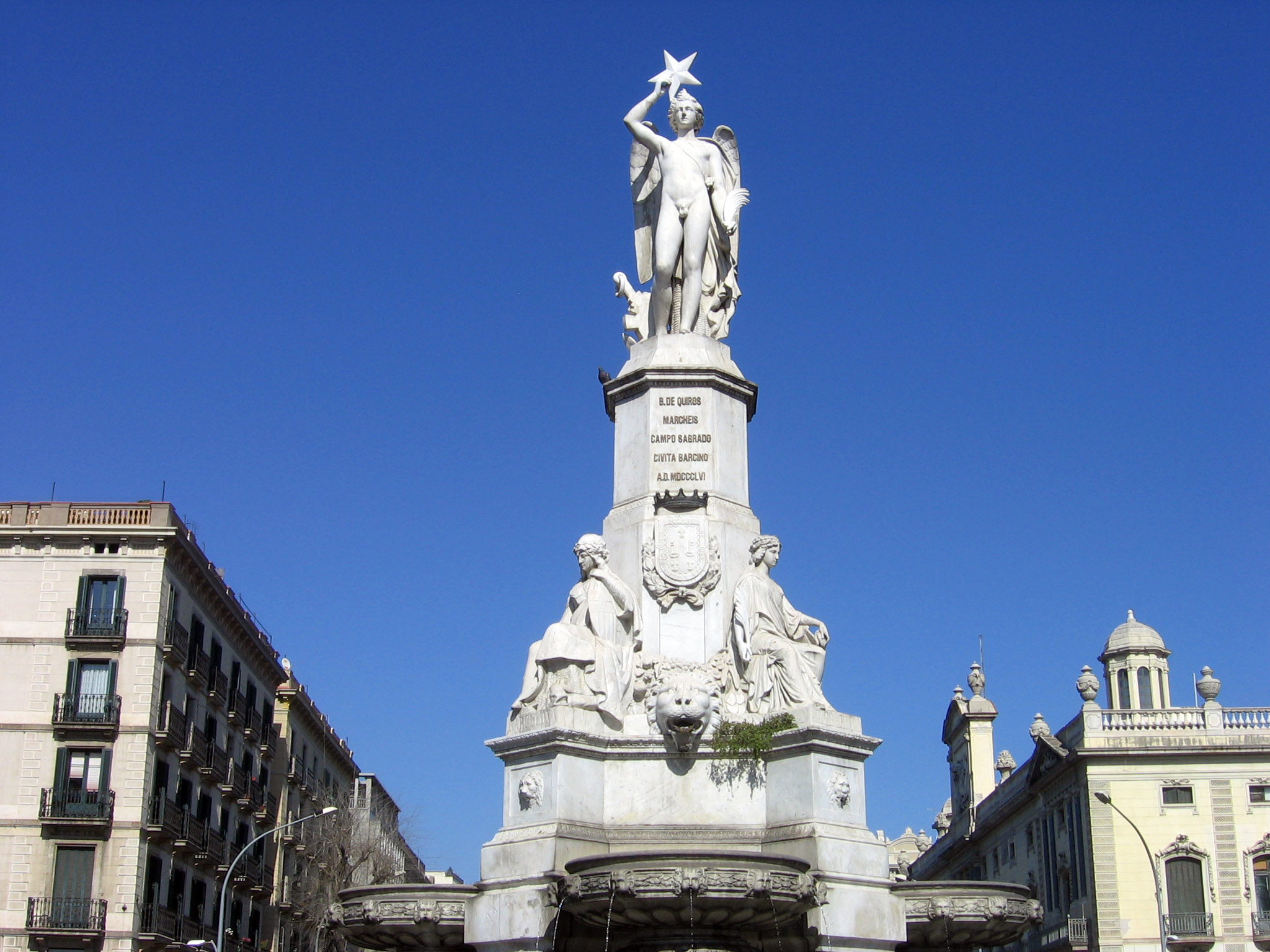
Font del Geni Català (1856), de Fausto Baratta i Josep Anicet Santigosa, Pla de Palau

Del mateix any és la font de Can Gaig, situada a la Sagrera, a la llavors vila independent de Sant Martí de Provençals. Obra de l'arquitecte Antoni Rovira i Trias, constava d'una tassa a nivell de terra i dos blocs de pedra adossats a la paret, un amb un mascaró amb l'aixeta per a l'aigua, i altre amb l'escut de Sant Martí. El 2004 es va desmuntar i guardar en un magatzem municipal, a l'espera d'una remodelació de la zona. El juny de 2021 es va inaugurar de nou molt a prop del seu emplaçament original.
Poc després, el 1854, s'instal·là a la plaça de Sant Vicenç de Sarrià —aleshores un municipi independent, agregat a Barcelona el 1921— una font amb un alt pilar sobre el qual se situà una estàtua de sant Vicenç, d'autor desconegut tot i que atribuït a Nicolau Travé, datable en aquest cas prop del 1793. El sant apareix dempeus, vestit de diaca, amb la pedra del seu martiri al costat i la mà esquerra sobre el pit, on probablement portaria la palma del martiri, avui desapareguda.
Del mateix any és la font de la plaça de Molina —també coneguda com a Homenatge al poble—, a la vila de Sant Gervasi de Cassoles, obra d'autor desconegut. Consta d'una base sobre la qual s'aixeca un pilar quadrangular de quatre metres d'alçada, decorat als seus quatre costats amb els escuts de Sant Gervasi, Barcelona, Catalunya i Espanya.
Dos anys després, el 1856, s'erigí al Pla de Palau la font del Geni Català, obra de l'arquitecte Francesc Daniel Molina, amb decoració escultòrica de Fausto Baratta i Josep Anicet Santigosa. Es va construir en homenatge al marquès de Campo Sagrado, qui va fomentar l'arribada d'aigua procedent de Montcada en uns anys de forta sequera. Sobre un estany circular hi ha un pedestal amb estàtues al·legòriques de les quatre províncies catalanes, mentre que les seves quatre boques d'aigua, amb forma de cap de lleó, representen els principals rius del Principat (Ebre, Segre, Ter i Llobregat); sobre un pilar octogonal s'aixeca la figura del Geni Català, un jove nu amb ales que sosté una estrella a la seva mà dreta, que representa el Progrés, i una palma de la Victòria a l'esquerra.
El 1861 s'instal·là a la vila de Sant Gervasi de Cassoles la font de la Bonanova, obra d'autor desconegut formada per una base rectangular sobre la qual s'aixeca una pilastra quadrangular que sembla un obelisc, amb decoració floral esculpida a mitjana altura, i rematada per una esfera amb fulles d'acant. El conjunt segueix l'eclecticisme d'arrel classicista propi de l'època.

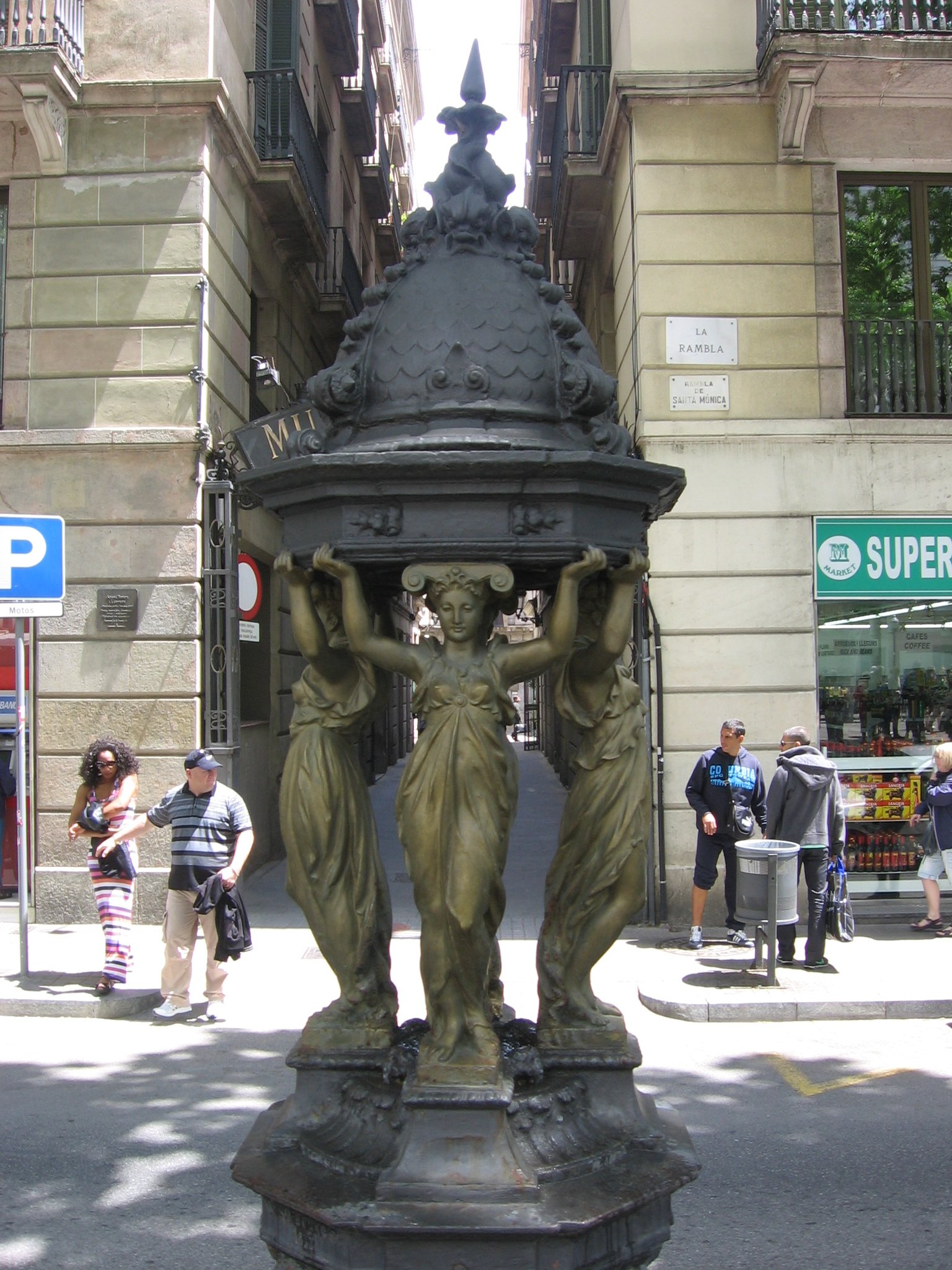
Font Wallace de la Rambla (1872)

A la plaça d'Orient —actual plaça de Rius i Taulet—, a la llavors vila independent de Gràcia, es va construir el 1862 una alta torre-campanar la base de la qual era una font, obra de l'arquitecte Antoni Rovira i Trias. La base de la torre és quadrada, i té la funció de font, amb uns mascarons que vessen l'aigua. Sobre aquesta base s'aixeca la torre, de planta octogonal, decorada amb uns relleus de terracota amb els signes del zodíac, ocupada a la seva part superior per un rellotge i rematada per una estructura de ferro que sosté la campana.

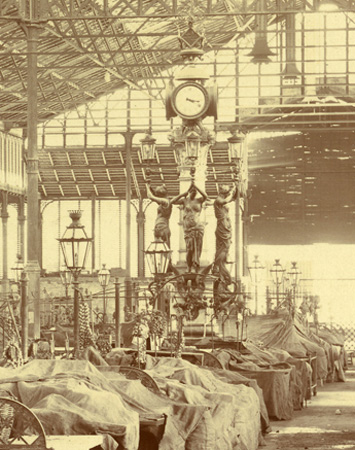
Font del mercat del Born, de Josep Fontserè (1875).

El 1872 es van instal·lar en diversos punts de la ciutat les conegudes com a fonts Wallace, realitzades per Charles-Auguste Lebourg per encàrrec del filantrop anglès sir Richard Wallace, i repartides per múltiples ciutats europees com acte de germanor. A Barcelona en queden dues d'una dotzena inicial: a la Rambla amb el passatge de la Banca i a la Gran Via amb el passeig de Gràcia. Totes elles presenten quatre figures de cariàtides que sostenen una cúpula semiesfèrica amb quatre peixos damunt, entre les que cau un raig d'aigua. El 1999 es van instal·lar diverses rèpliques d'aquestes fonts, situades a la Rambla enfront de la plaça Reial, Gran Via amb Marina i Diagonal amb Roger de Flor, elaborades en sèrie i amb pitjor qualitat.
El 1873 s'erigí a la plaça Artós, a la vila de Sarrià, la font titulada Al Municipi, obra d'autor desconegut realitzada en ferro colat. Va ser sufragada pels propietaris del terreny «en commemoració d'un acte de justícia», segons consta a la placa dedicatòria. Presenta una base quadrangular de pedra, sobre la qual s'aixeca una columna de ferro rematada per un capitell dòric amb una esfera i una punta de llança. Aquesta columna era antigament un fanal de dos braços, que posteriorment va perdre la seva funció il·luminadora.
Poc després, el 1875, es va col·locar a l'entrada al parc de la Ciutadella pel passeig Picasso la font dels Quatre nens, inspirada en les fonts Wallace, però amb nens en lloc de cariàtides. Fou adquirida a la foneria francesa Sommevoire A. Durenne, la mateixa que efectuà les fonts Wallace, i com aquesta existeixen exemplars en altres indrets, com els Camps Elisis de París. El referent en aquest cas és més barroc que clàssic, ja que els nens recorden les figures de putti tan freqüents en la iconografia barroca.

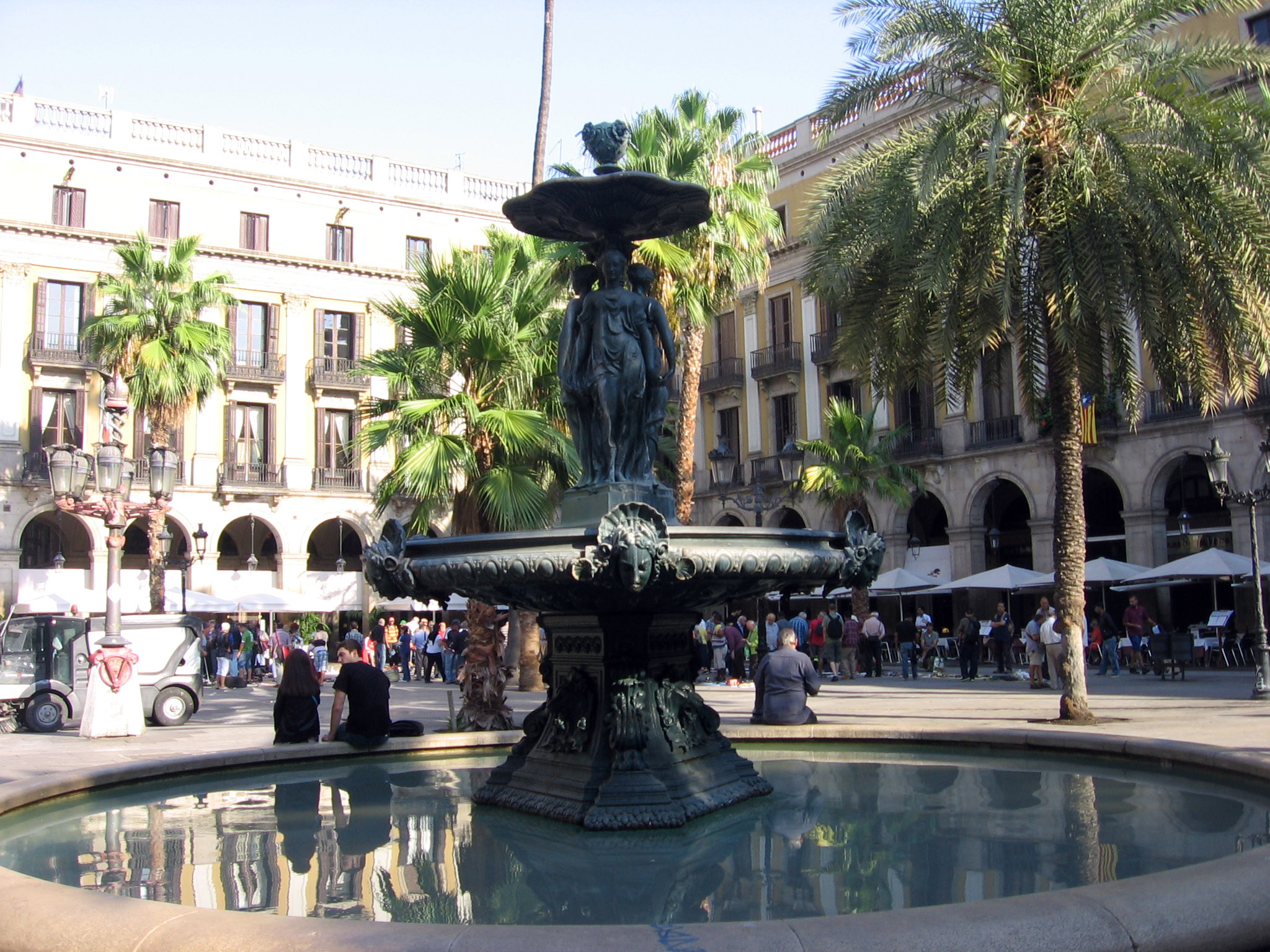
Font de les Tres Gràcies (1876), d'Antoine Durenne, plaça Reial

També el 1875 es va instal·lar al mercat del Born una font-fanal-rellotge dissenyada per Josep Fontserè amb la possible intervenció d'Antoni Gaudí. Realitzada en ferro colat, tenia una base amb una font amb canelles que sortien d'unes figures de cignes, sobre els quals es trobaven quatre escultures de nereides que sostenien sengles fanals de gas, amb un rellotge en la part superior. Aquest disseny era molt semblant al coronament d'una font monumental dissenyada per Gaudí per la plaça de Catalunya com a projecte de carrera del curs 1876-1877 a l'Escola d'Arquitectura de Barcelona, fet que fa pensar que l'autoria seria de l'arquitecte reusenc, que aleshores treballava com a delineant de Fontserè.

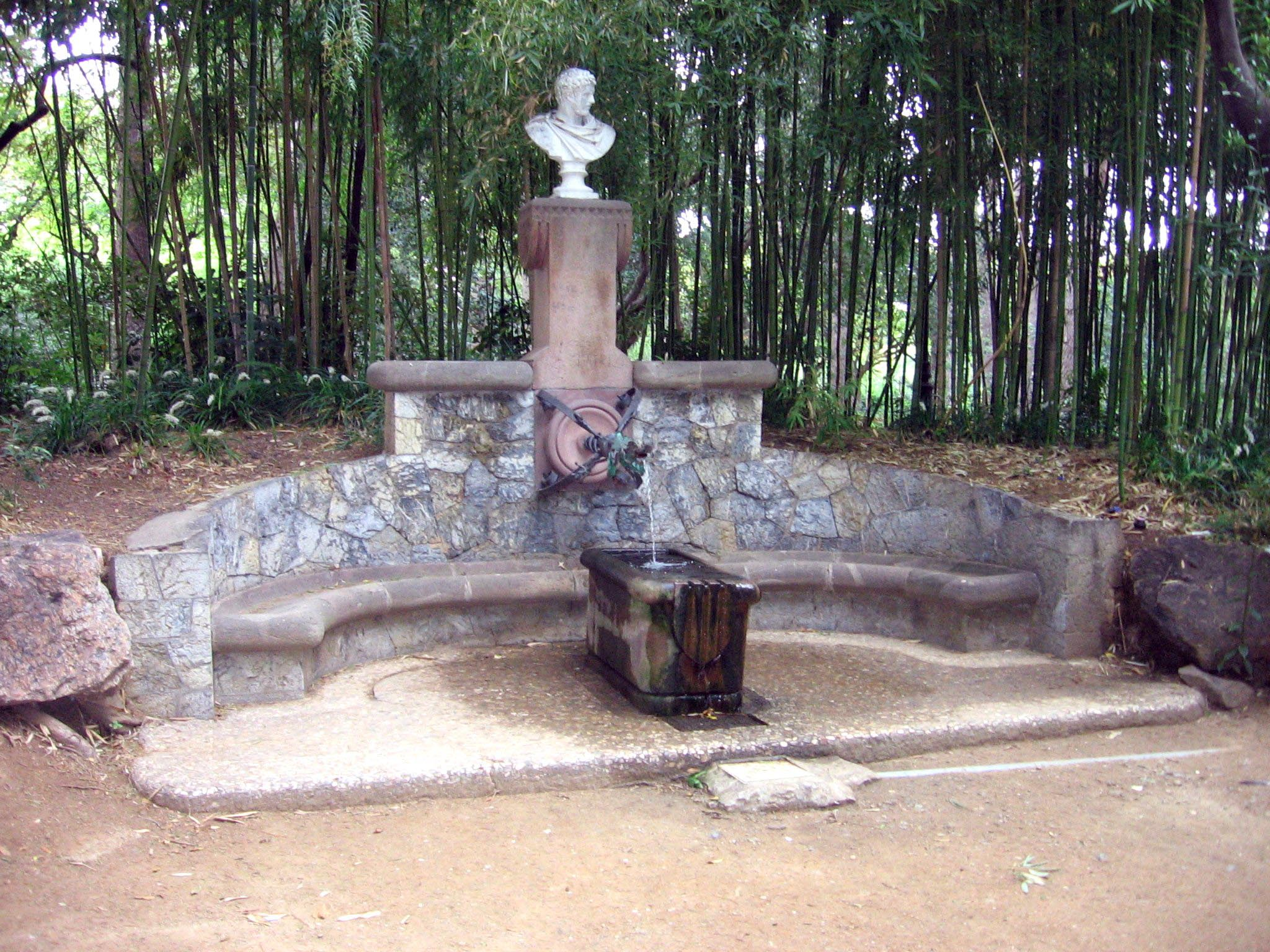
Font d'Hèrcules (1887), d'Antoni Gaudí, Palau Reial de Pedralbes

Més endavant, el 1876, es va ubicar a la plaça Reial la font de les Tres Gràcies, projectada per l'arquitecte Antoni Rovira i Trias. Aquesta font va ser copiada d'un model francès elaborat deu anys abans per Antoine Durenne, inspirat al seu cop en unes figures de Germain Pilon elaborades cap al 1560 i conservades al Museu del Louvre, que representen les Tres Gràcies. Aquesta font va ser substituïda el 1892 per un brollador lluminós i traslladada a la rambla del Poblenou, però el 1926 va ser retornada al seu lloc original per decisió de Nicolau Maria Rubió i Tudurí, director de Parcs i jardins. La font està composta per un estany circular al centre del qual s'aixeca una tassa amb sis mascarons que vessen aigua, sobre la qual s'ubiquen les estàtues de les Càrites, rematades per altra tassa superior. Antigament estava rodejada d'un parterre circular de gespa tancat per una barana baixa de ferro, i l'estany de la font quedava arran de terra; posteriorment es va eliminar aquest parterre i es va circumdar l'estany amb un mur baix de pedra.
El 1880 s'instal·là a la plaça del mercat de Sants —aleshores un municipi independent— la font del Nen, obra d'Agapit Vallmitjana. Presenta una base de planta rodona, sobre la qual s'aixeca un cos de planta quadrada amb quatre mascarons que vessen l'aigua, el qual sosté un cos de planta hexagonal amb quatre plaques dedicatòries; aquest aguanta una columna toscana amb quatre escuts: de Sants, Barcelona, Castella i Catalunya. Sobre aquesta columna hi figura l'estàtua d'un nen, de marbre blanc, en una postura de contrapposto i recolzat sobre un càntir del qual brolla l'aigua, mentre que amb la seva mà esquerra subjecta altre càntir sobre el seu cap. El 1970 fou traslladada als jardins de Can Mantega.
Entre 1884 i 1887 l'arquitecte Antoni Gaudí realitzà diversos encàrrecs per a la finca Güell de Pedralbes, on va reformar el palauet i va construir un mur de tanca i els pavellons de porteria, així com va dissenyar els jardins i va construir una font, la font d'Hèrcules. Situada en un indret un xic amagat dels jardins, enmig d'un bosquet de bambús, durant anys l'obra va passar desapercebuda, fins que va ser redescoberta el 1983 per l'arquitecte municipal Ignasi Serra i Goday. Consta d'un banc de pedra de forma el·líptica amb respatller de paredat, a la part central del qual s'aixeca un pedestal sobre el qual es troba un bust d'Hèrcules. De la base d'aquest pedestal surt un broc amb forma de drac xinès, el qual vessa l'aigua en una pica amb l'escut de Catalunya. El conjunt és sobri però estètic, i s'integra de forma harmoniosa amb la natura circumdant, una de les preocupacions de l'arquitecte a la seva obra, ja que per al geni reusenc la natura era la seva gran mestra.

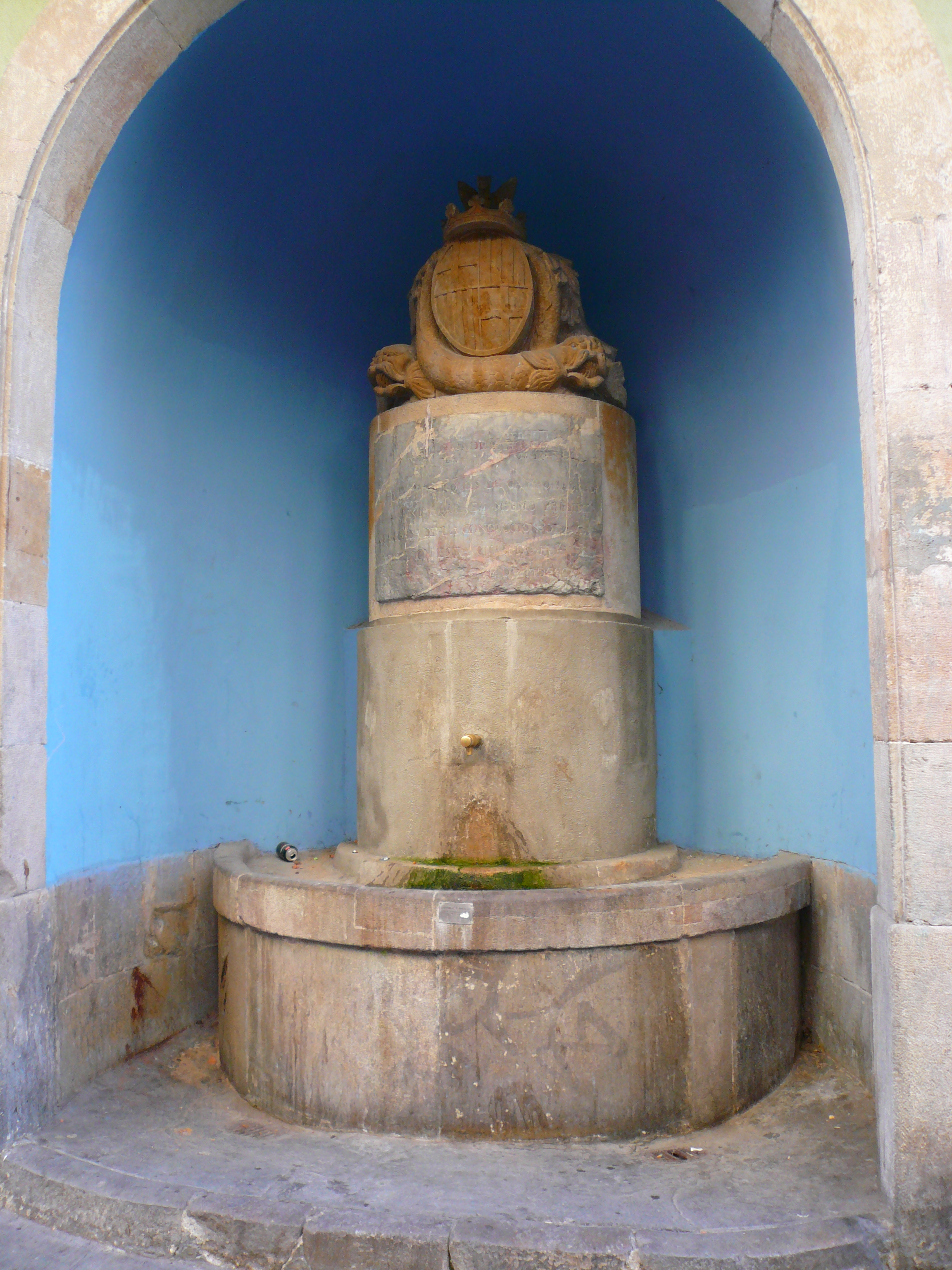
Font del carrer Nou de la Rambla (1826)
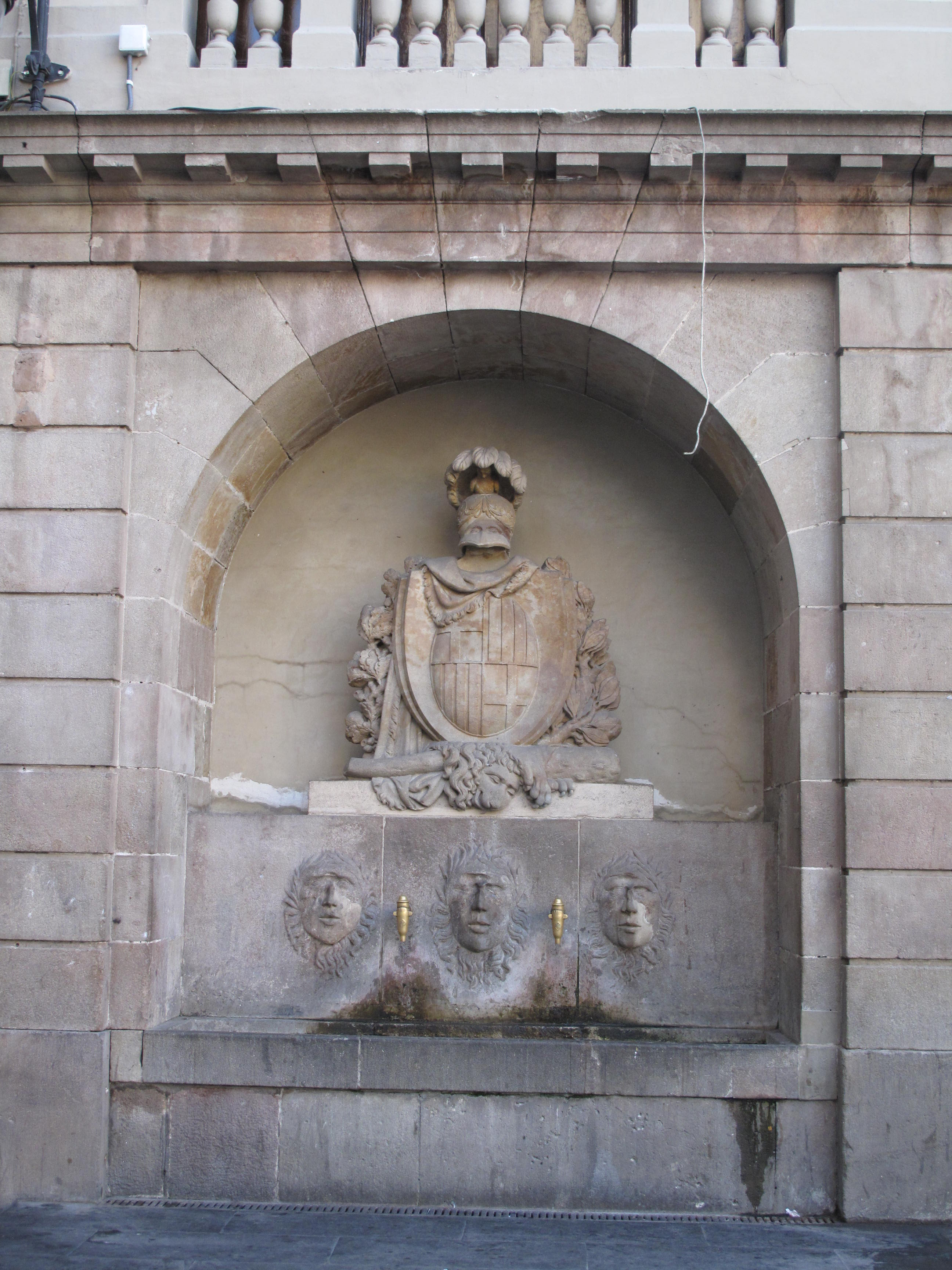
Font del Pla de la Boqueria (1830)
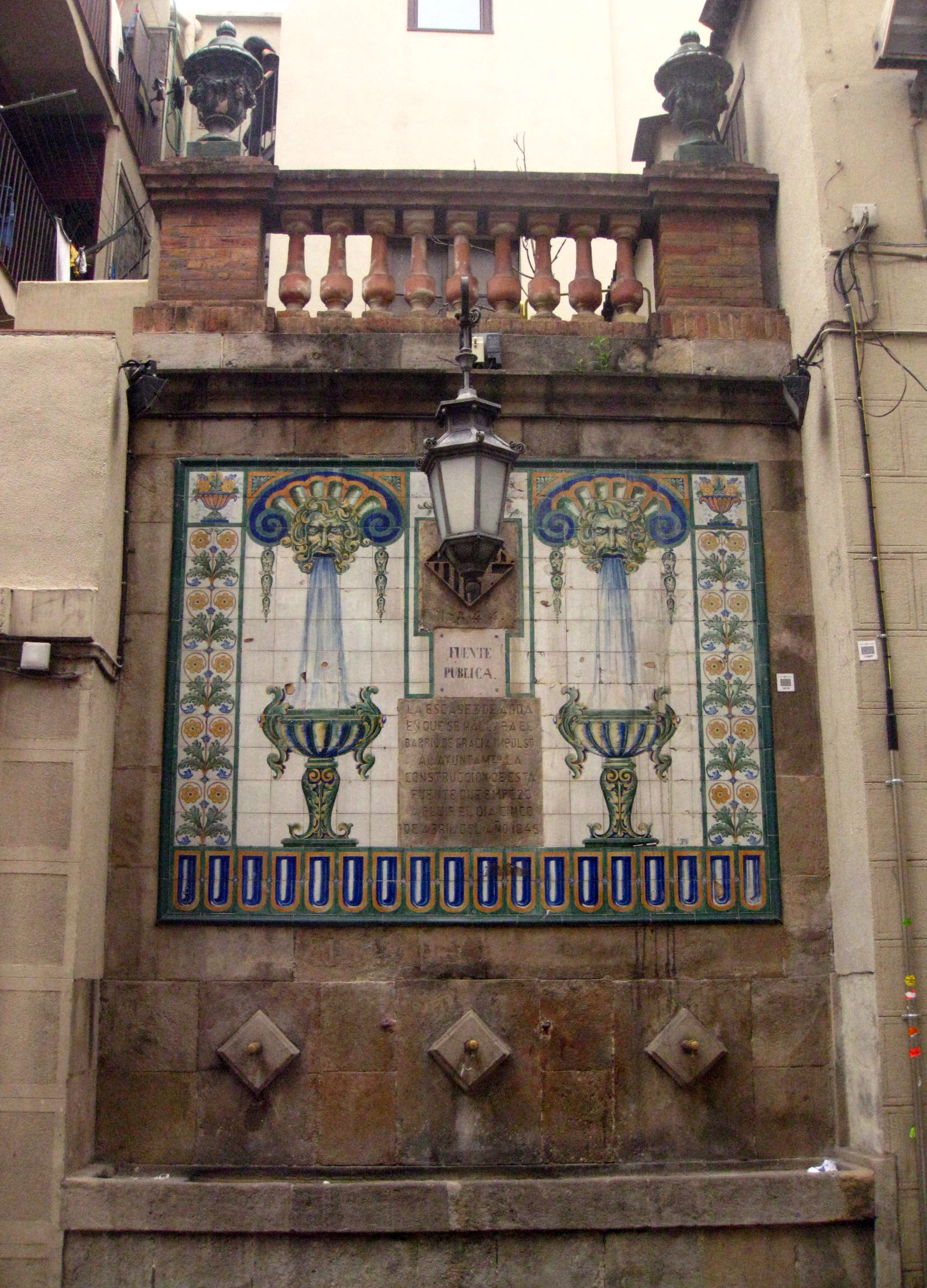
Font de la Travessera de Gràcia (1845)
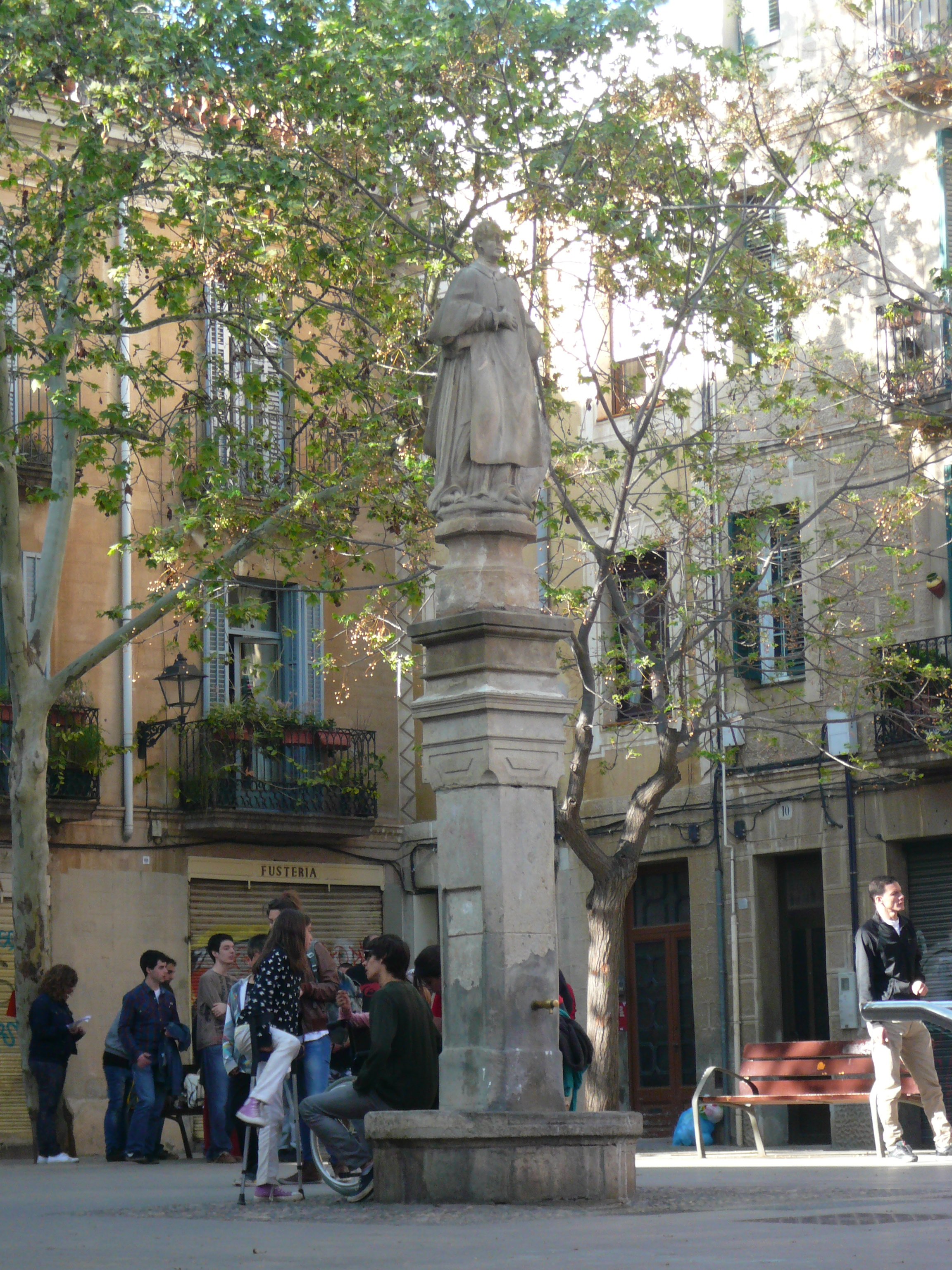
Font de Sant Vicenç de Sarrià (1854)
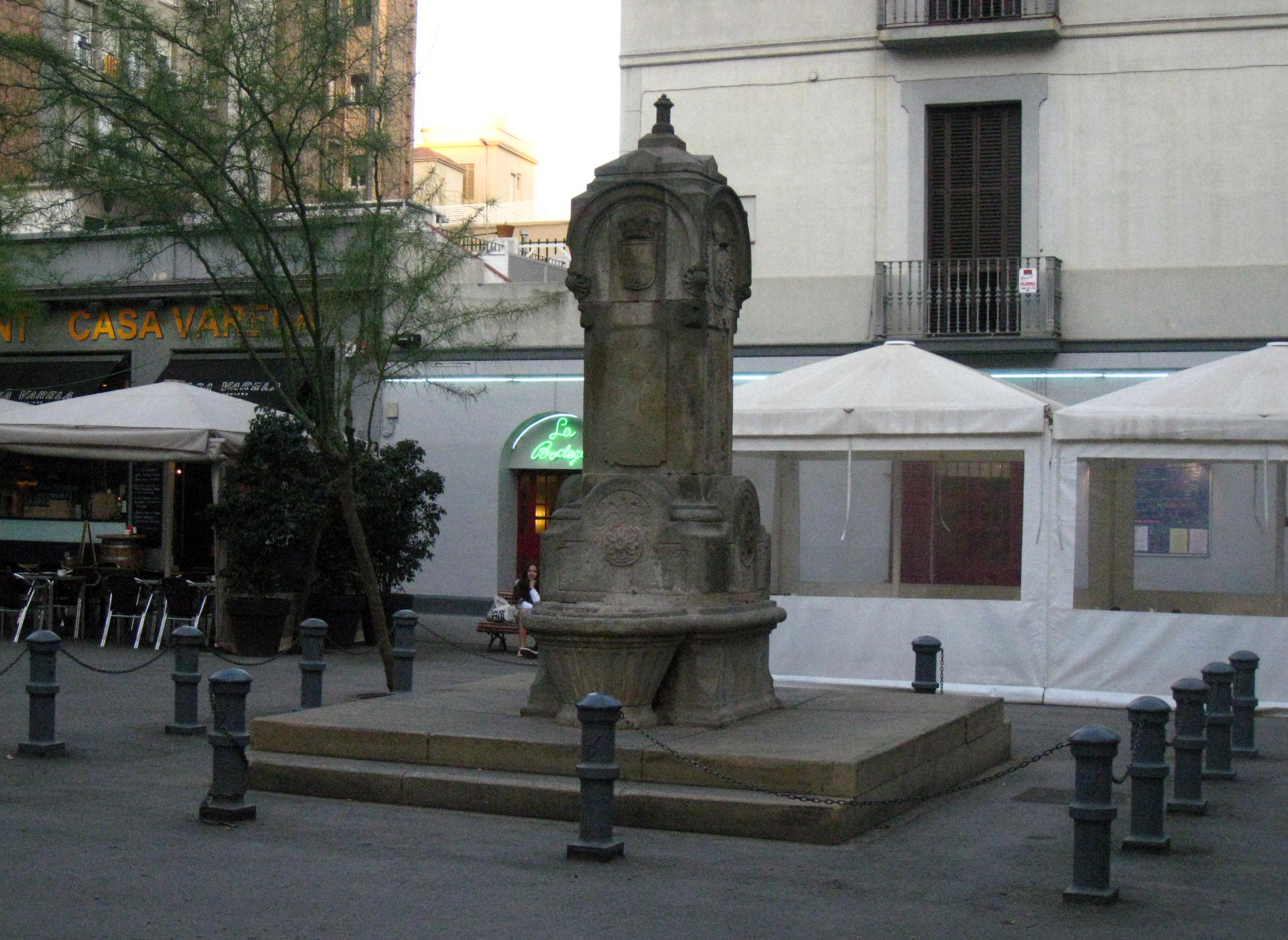
Font de la plaça Molina (1854)
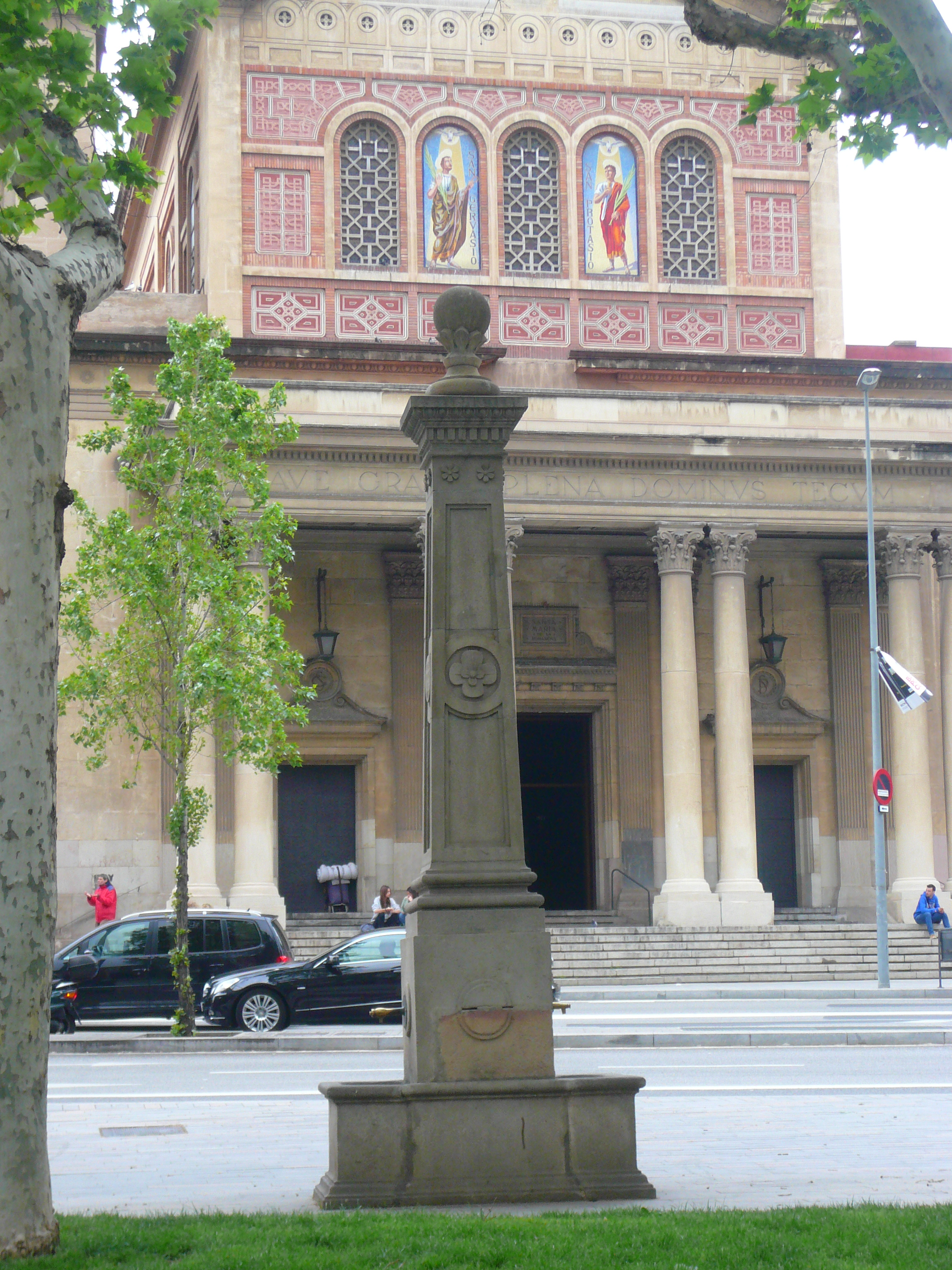
Font de la Bonanova (1861)
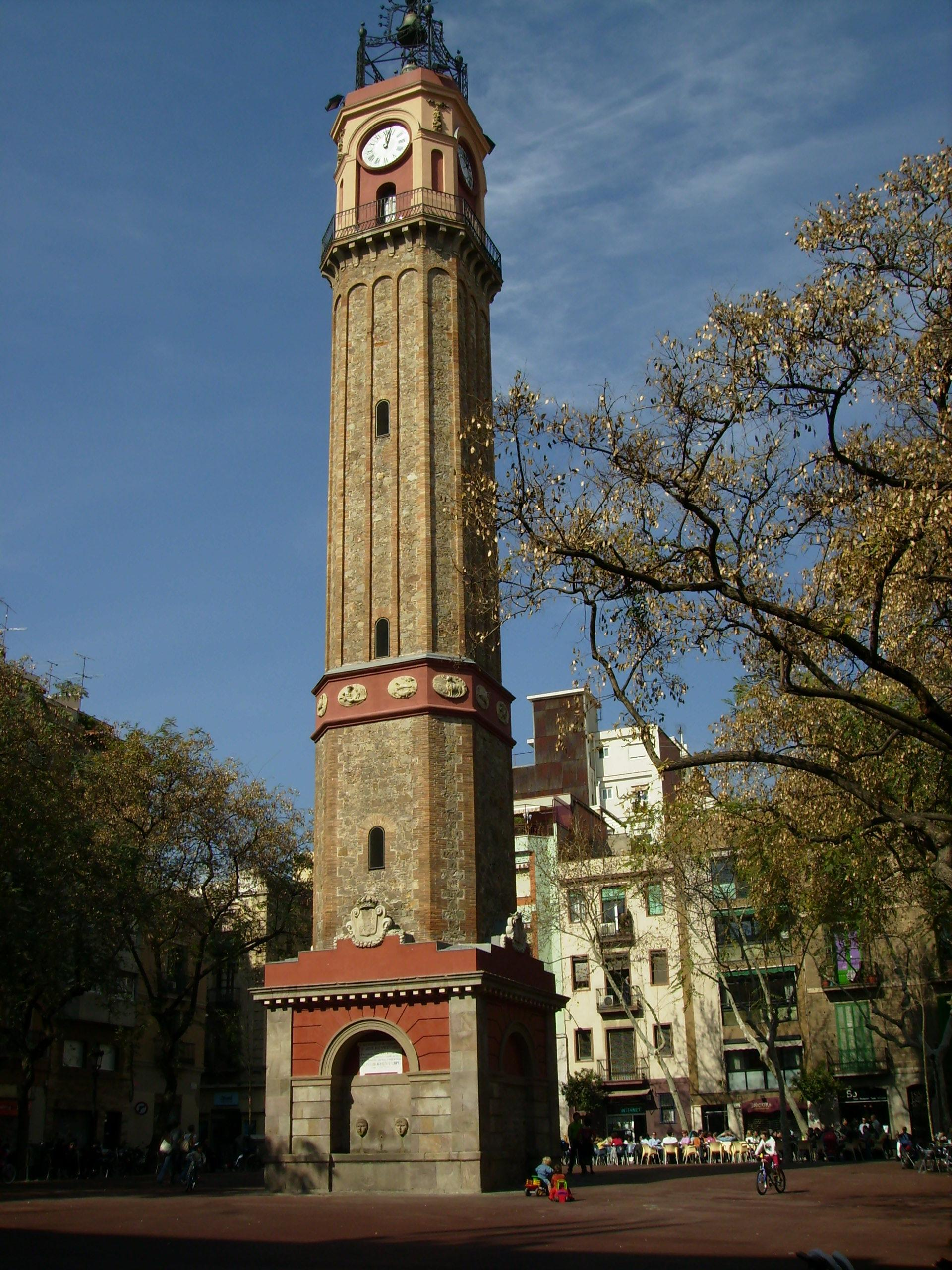
Torre-campanar de Gràcia (1862), plaça de Rius i Taulet
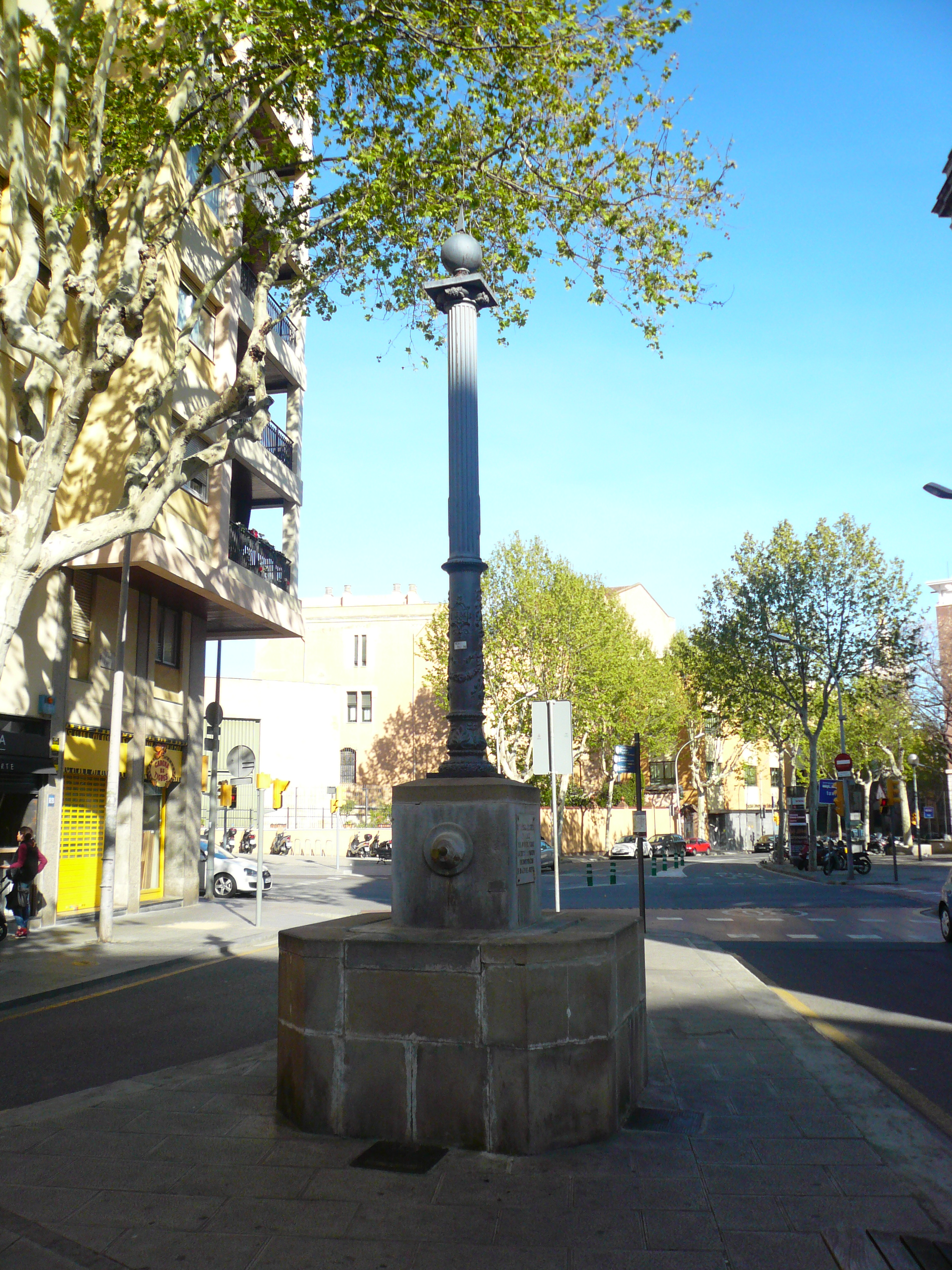
Al Municipi (1873), plaça Artós
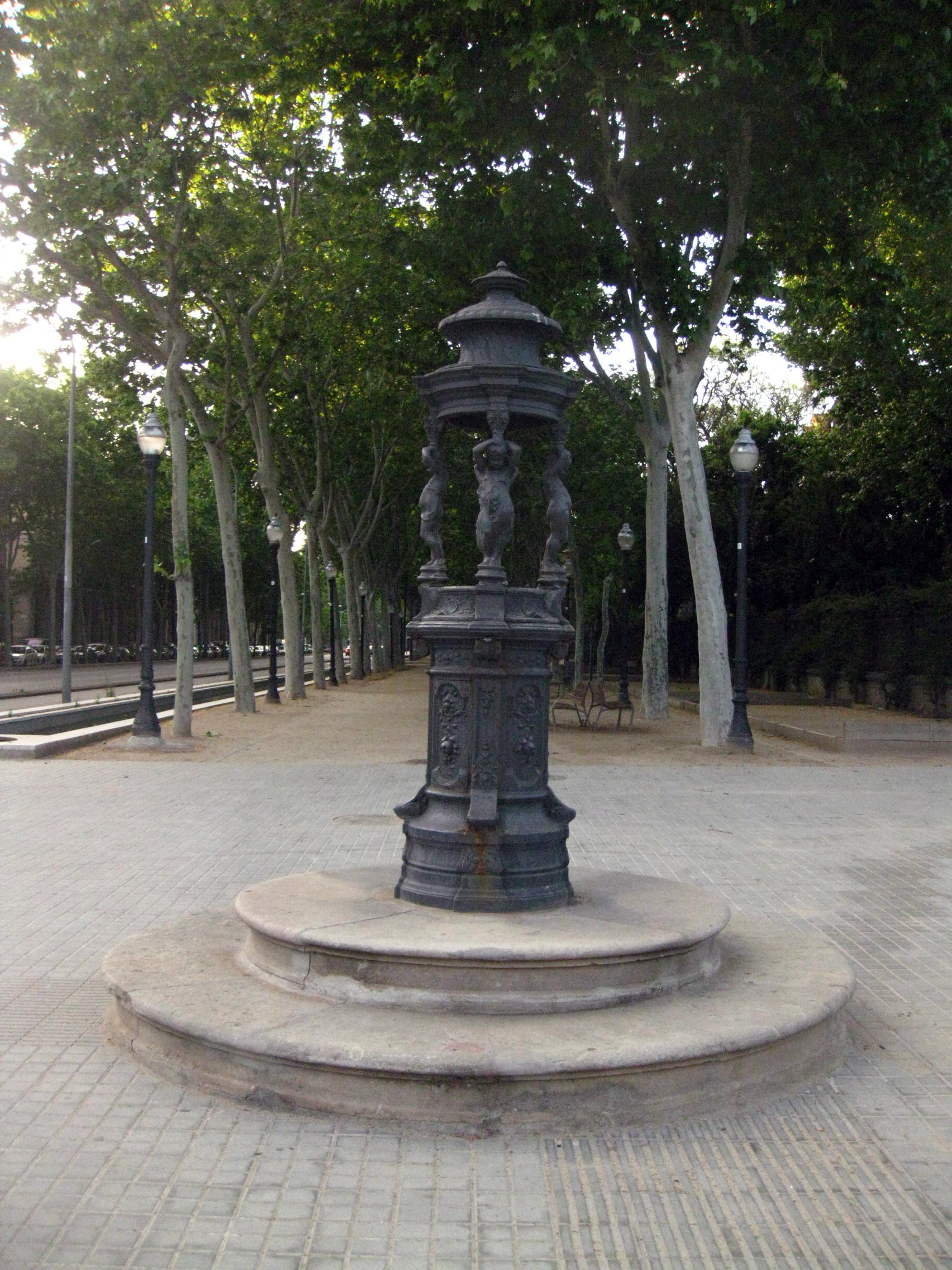
Font dels Quatre Nens, passeig de Picasso (1875)

#### Exposició Universal de 1888

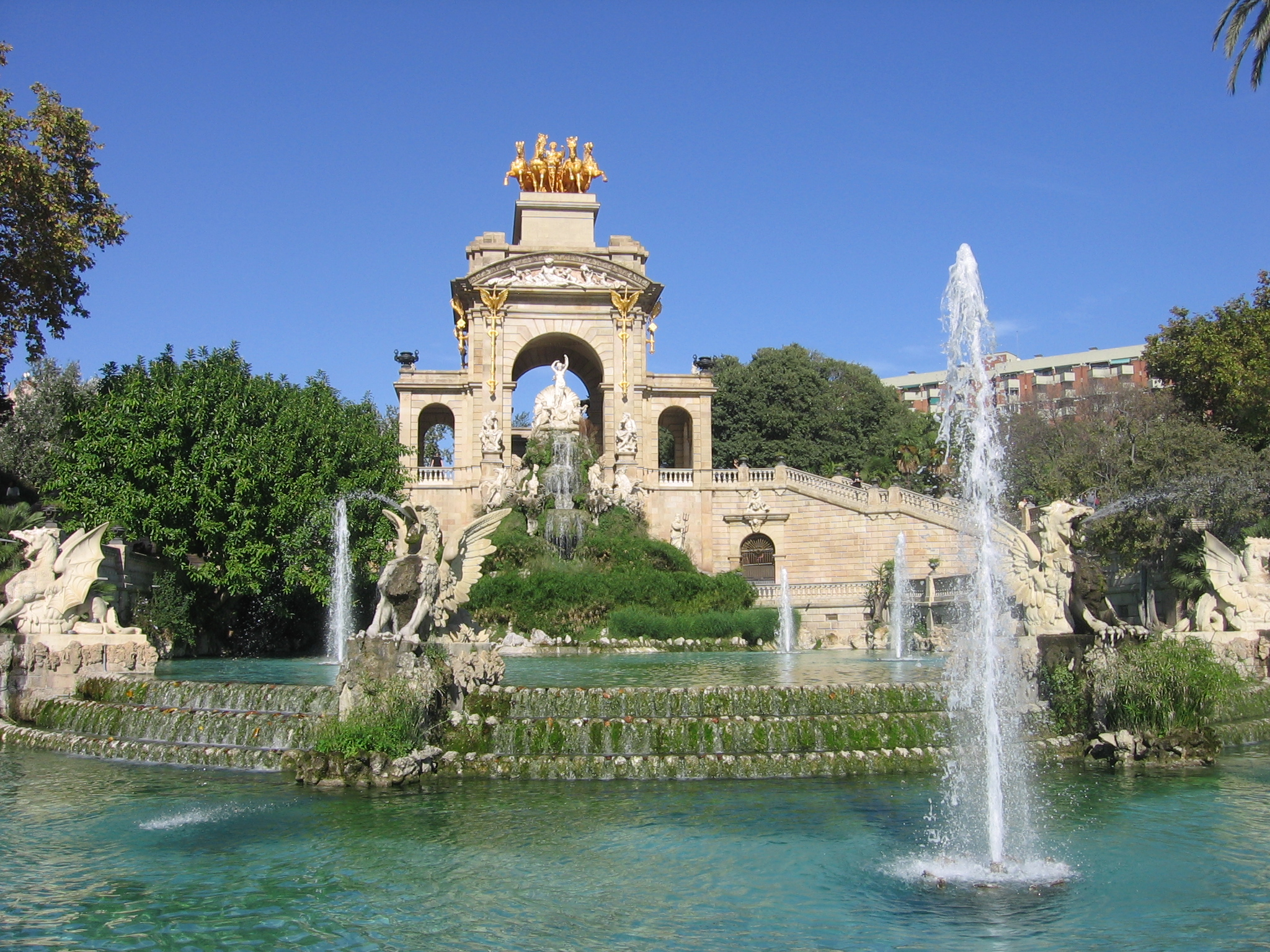
Cascada del Parc de la Ciutadella (1875-1888)

A finals de segle se celebrà un esdeveniment que suposà un gran impacte tant econòmic i social com urbanístic, artístic i cultural per la ciutat, l'Exposició Universal de 1888. Tingué lloc entre el 8 d'abril i el 9 de desembre de 1888, i es va dur a terme al parc de la Ciutadella. Aquest certamen va ser el banc de proves d'un nou estil artístic, el modernisme, que fins a començaments del segle xx fou el que imperà en l'àmbit arquitectònic i artístic a la ciutat, i va convertir a la Barcelona modernista, juntament amb la gòtica, en l'estil més definitori de la ciutat comtal.
Al recinte de l'Exposició, a més dels edificis i pavellons construïts per a l'esdeveniment, destacava la Cascada Monumental, projectada per Josep Fontserè en col·laboració amb Antoni Gaudí, que va fer el projecte hidràulic i va dissenyar una gruta artificial sota la Cascada. El conjunt arquitectònic presenta una estructura central en forma d'arc triomfal amb dos pavellons als seus costats i dues ales laterals amb escalinates, que acullen un estany dividit en dos nivells. El monument destaca per la seva profusió escultòrica, on van intervenir diversos dels millors escultors del moment: destaca el grup de La Quadriga de l'Aurora, de Rossend Nobas, així com El naixement de Venus, de Venanci Vallmitjana; el frontó és obra de Francesc Pagès i Serratosa. Altres escultures del conjunt són: Amfítrite, de Josep Gamot; Neptú i Leda, de Manuel Fuxà; i Dànae, de Joan Flotats. Tanmateix, Rafael Atché va realitzar els quatre grius que treuen aigua per la boca, a la part inferior del monument.

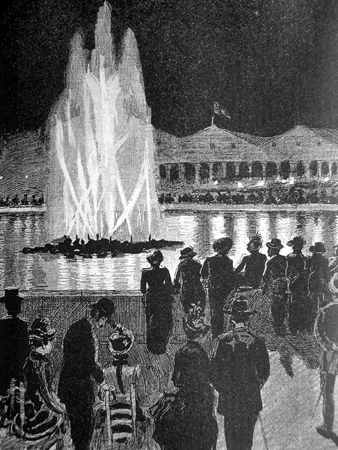
Font Màgica de l'Exposició de 1888

En la mateixa Exposició destacà l'anomenada font Màgica, un precedent de la de Montjuïc, que suposà tota una innovació per l'època i fou una de les principals atraccions del certamen. Estava situada a la plaça ubicada enfront del Palau de la Indústria, el principal de l'Exposició, i fou projectada per l'arquitecte Josep Torres i Argullol, en col·laboració amb la companyia The Anglo American Brush Electric Light Corporation. La font estava situada en un estany rectangular amb un cos central de forma octogonal, del que sorgien 15 brolladors d'aigua. Estava decorada amb una il·luminació de llums de colors, i acompanyada de focs artificials i música, tocada per la banda municipal de la ciutat. Segons testimonis d'aleshores, era un espectacle sense parangó per les gents de l'època, que van quedar extasiades amb els jocs d'aigua i llum. La font va ser desmuntada després de la finalització de l'Exposició.

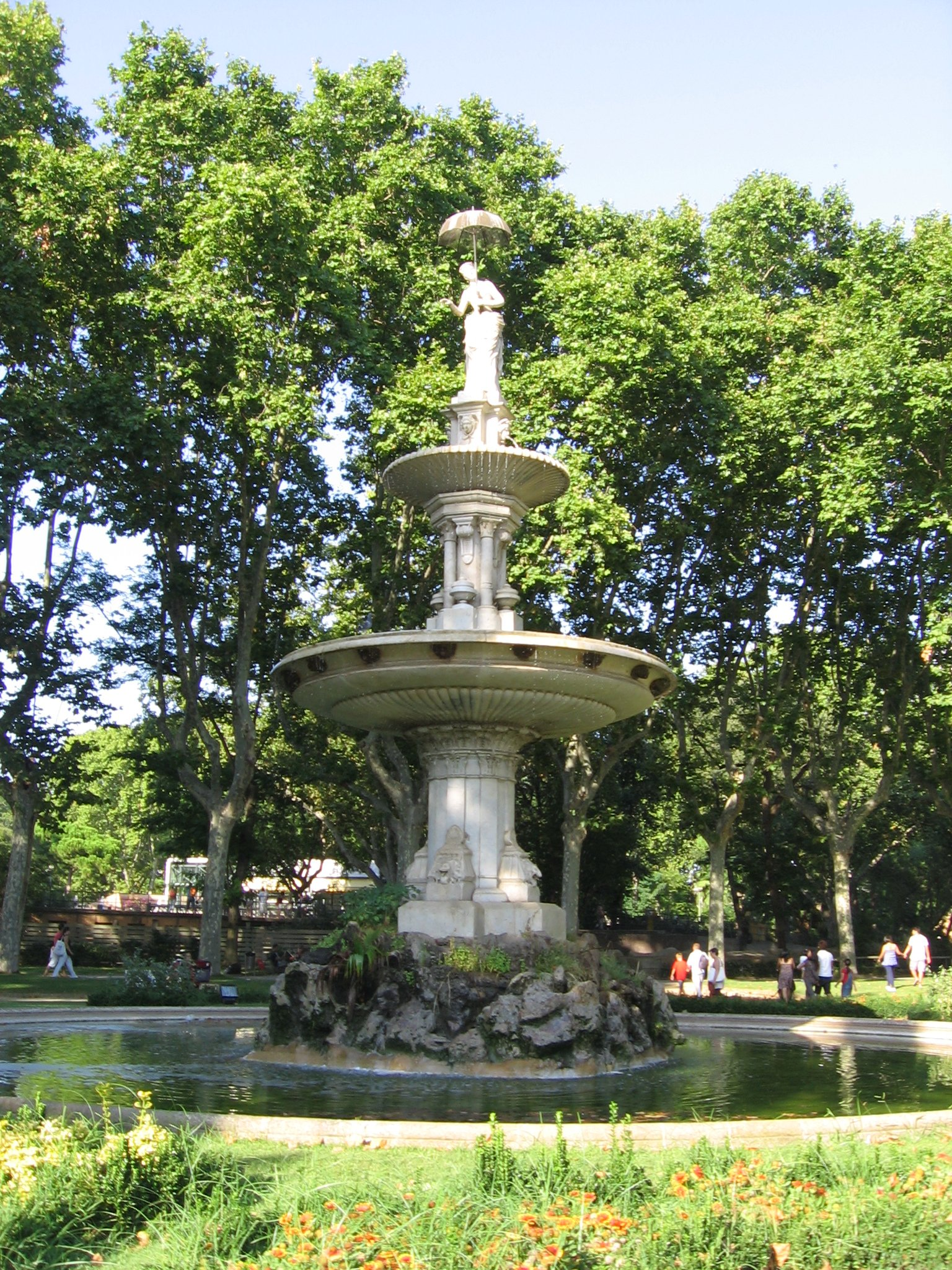
Dama del paraigua (1884), de Joan Roig i Solé, Zoo de Barcelona

Per l'Exposició es realitzà també la Dama del paraigua (1884), de Joan Roig i Solé, situada a l'actual emplaçament del Zoo, i que amb el temps s'ha convertit en una obra emblemàtica de la ciutat. La font està formada per dues tasses superposades sobre una base de rocalla situada en un estany circular, i coronada per la figura que li dona nom, una jove abillada amb un vestit de l'època, dempeus amb un paraigua en la mà esquerra, mentre que aboca la dreta en actitud de comprovar si encara plou. Es tracta, per tant, d'un instant congelat al temps, el que atorga cert dinamisme a la figura, allunyat dels rigorosos cànons de les representacions oficials de l'època. Tanmateix, el fet que l'aigua caigui des de dalt del paraigua gràcies a una canalització interior, confereix vida al conjunt, donant una aparença de versemblança a l'escena.
El mateix any s'instal·là la font de la Cigonya i la guineu, obra d'Eduard B. Alentorn. Situada en l'entrada del parc de la Ciutadella pel passeig Picasso, aquesta font està inspirada en la faula d'aquests dos animals d'Isop, i està formada per una bassa octogonal al centre de la qual s'aixeca un basament d'igual traçat que serveix de pedestal a l'escultura dels dos animals, que conjuga l'horitzontalitat de la guineu amb la verticalitat de la cigonya. Als peus dels dos protagonistes es troben un plat i un gerro, dos objectes igualment relacionats amb la faula.

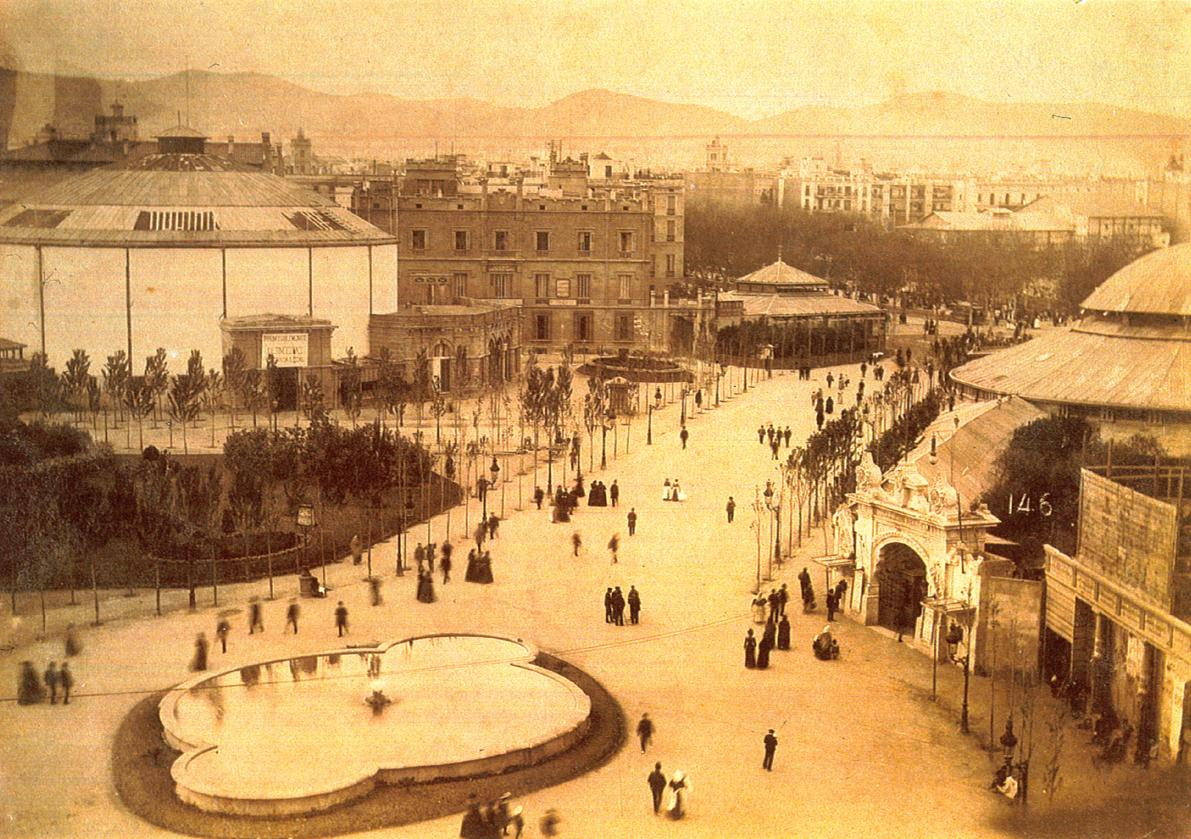
Brollador de la plaça de Catalunya

També amb motiu de l'Exposició es començà a urbanitzar la plaça de Catalunya, un nou espai sorgit després de l'enderroc de les muralles que connectava la part vella de la ciutat amb el nou Eixample dissenyat per Cerdà. Tot i que la plaça no s'acabà d'urbanitzar fins als anys 1920, els treballs efectuats el 1888 es van centrar principalment en aspectes vinculats a la jardineria i en la instal·lació al centre de la plaça d'un estany de forma quadrilobulada amb un brollador enmig, que va desaparèixer el 1902 en una nova remodelació de la plaça, en què es van traçar una sèrie de camins i parterres en forma d'aspa.
Passada l'Exposició es van col·locar diverses fonts més al parc de la Ciutadella: el 1892 es va instal·lar la Font de l'astròleg, obra d'Eduard B. Alentorn, realitzada en marbre, de 2,5 m d'altura, amb una figura d'astròleg, mag o alquimista que destacava per la torsió de la figura i el treball dels drapejats; l'obra va desaparèixer en els anys 1940 en circumstàncies desconegudes. El 1893 es va col·locar al passeig de les Magnòlies del parc de la Ciutadella el Gerro amb nens, de Josep Reynés, una escultura de marbre que, com el seu nom indica, presenta uns nens jugant sobre un gran gerro, situat sobre un estany octogonal. El gerro fa de brollador-cascada, i els nens apareixen en diverses postures de pujada i baixada del gerro, com un mateix moviment representat en diverses fases a manera de tira de còmic. L'artista aconsegueix recrear amb gran habilitat els gestos i expressions dels nens, així com la seva anatomia, amb un detallisme que recorda als grans artífexs del Renaixement.

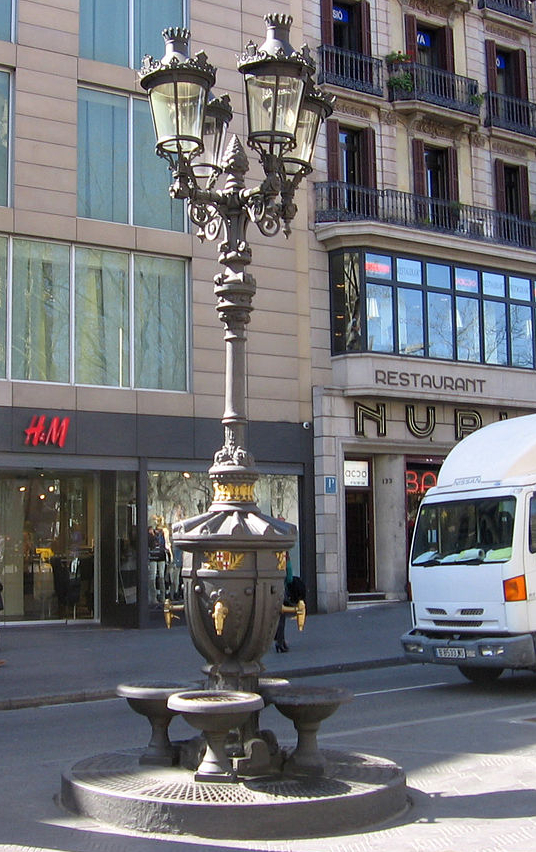
Font de Canaletes (1892), de Pere Falqués, Rambla amb plaça de Catalunya

De finals de segle procedeix una de les fonts més famoses de Barcelona, la font de Canaletes, situada a la Rambla amb la plaça de Catalunya, que amb el temps ha esdevingut en un emblema de la ciutat i sol ser lloc de reunió dels aficionats del Futbol Club Barcelona en les celebracions de l'equip. Segons una llegenda, «aquell o aquella que begui de la seva aigua tornarà a Barcelona». Fou construïda el 1892 amb un disseny de Pere Falqués. La font procedia d'un dipòsit situat a la Torre de Sant Sever de l'antiga muralla medieval, que assortia la zona de la Rambla i el Raval, originària del segle xviii, amb un aljub que ja rebia el nom de Canaletes, potser per les múltiples canalitzacions que des d'aquí proveïen a diverses fonts de la zona. Amb l'enderroc de les muralles al segle xix l'antiga font va desaparèixer, en ser enderrocada la torre el 1862, i al seu lloc es van instal·lar dues fonts provisionals de ferro. El 1888 l'Ajuntament acordà la seva substitució per altra font definitiva, en el conjunt d'un projecte de quatre fonts-fanals ubicades en diversos indrets de la ciutat, projecte que va ser encarregat a Falqués; posteriorment es va ampliar el projecte a catorze fonts, adjudicades a Jaume Rodelles. Realitzada en ferro colat, la font té una base circular sobre la qual s'aixeca una estructura en forma de copa amb quatre aixetes que vessen l'aigua sobre quatre sengles piques circulars; sobre aquesta copa s'aixeca una columna rematada per quatre fanals. Les altres fonts van ser col·locades en diversos llocs de la ciutat, com el Portal de l'Àngel, el carrer Major de Gràcia, la plaça de Sant Agustí Vell, la ronda de Sant Pau, la Gran Via amb Pau Claris, la plaça del Sortidor, la plaça de la Barceloneta, la Gran Via amb rambla de Catalunya (jardins de la Reina Victòria), el carrer Major de Sant Andreu, la placeta de Sant Miquel, la plaça de les Santes Creus, la plaça del Fènix, l'avinguda d'Esplugues, el carrer de Sant Adrià, la plaça de la Infància i la Via Trajana. Algunes d'elles ja han desaparegut, com la de Portal de Santa Madrona / Montserrat i la de la plaça de Tetuan.
De Pere Falqués és igualment la font de la plaça de Sant Pere de les Puel·les, construïda entre 1893 i 1896. És de ferro forjat, d'estil neogòtic modernista, amb una base circular sobre la qual s'aixeca una estructura formada per quatre braços amb una columna central que conté quatre aixetes que vessen l'aigua sobre una pica igualment circular; la part superior presenta una placa amb el nom de la plaça i l'escut de la ciutat, així com dos fanals laterals.

### Segle XX

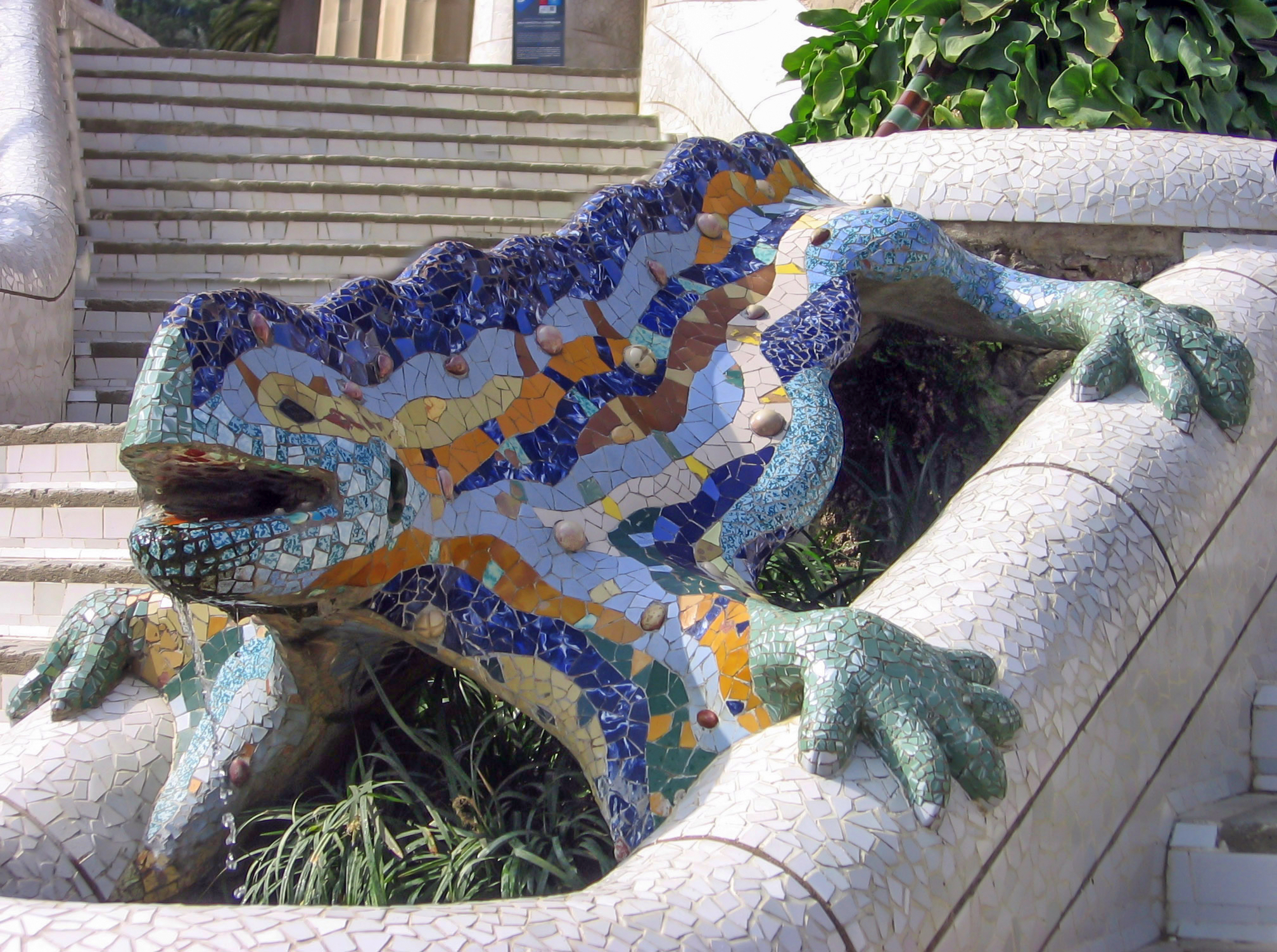
Drac del Park Güell (1900-1903), d'Antoni Gaudí, altre dels símbols de la ciutat

Durant el segle xx continuà la col·locació de fonts als espais públics de Barcelona. Cal esmentar que en el transcurs del canvi de segle el perímetre de la ciutat va créixer notablement, a causa de l'agregació de diversos municipis limítrofs que van passar a ser nous barris de Barcelona: Santa Maria de Sants, les Corts de Sarrià, Sant Gervasi de Cassoles, Gràcia, Sant Andreu del Palomar i Sant Martí de Provençals el 1897, Horta el 1904 i Sarrià el 1921. La situació política en el segle xx fou convulsa, amb la fi de la monarquia el 1931 i l'arribada de la Segona República, finalitzada amb la Guerra Civil i substituïda per la dictadura franquista, fins al restabliment de la monarquia i l'arribada de la democràcia. Socialment, aquest segle veié l'arribada massiva d'immigració cap a la ciutat, amb el consegüent augment de la població: si el 1900 hi havia 530.000 habitants, el 1930 quasi s'havien doblat (1.009.000 hab.), per arribar entre 1970 i 1980 a la quota màxima (1.754.900) i a finals de segle a 1.500.000 habitants.
Del mateix 1900 és la font d'en Fargues, al Turó de la Rovira. Els propietaris del terreny, Pere Fargas i Montserrat de Casanovas, van construir una petita cova entorn d'una deu que rajava en aquell indret, i al voltant van construir un berenador amb un quiosc modernista. Durant un temps l'aigua es va comercialitzar, perquè tenia propietats oligometàl·liques i lítiques. Durant tota la primera meitat de segle va ser un lloc molt popular per fer-hi fontades i aplecs, però als anys 1970 s'hi va construir un restaurant i es va perdre l'encant del lloc. Actualment està en procés de remodelació.

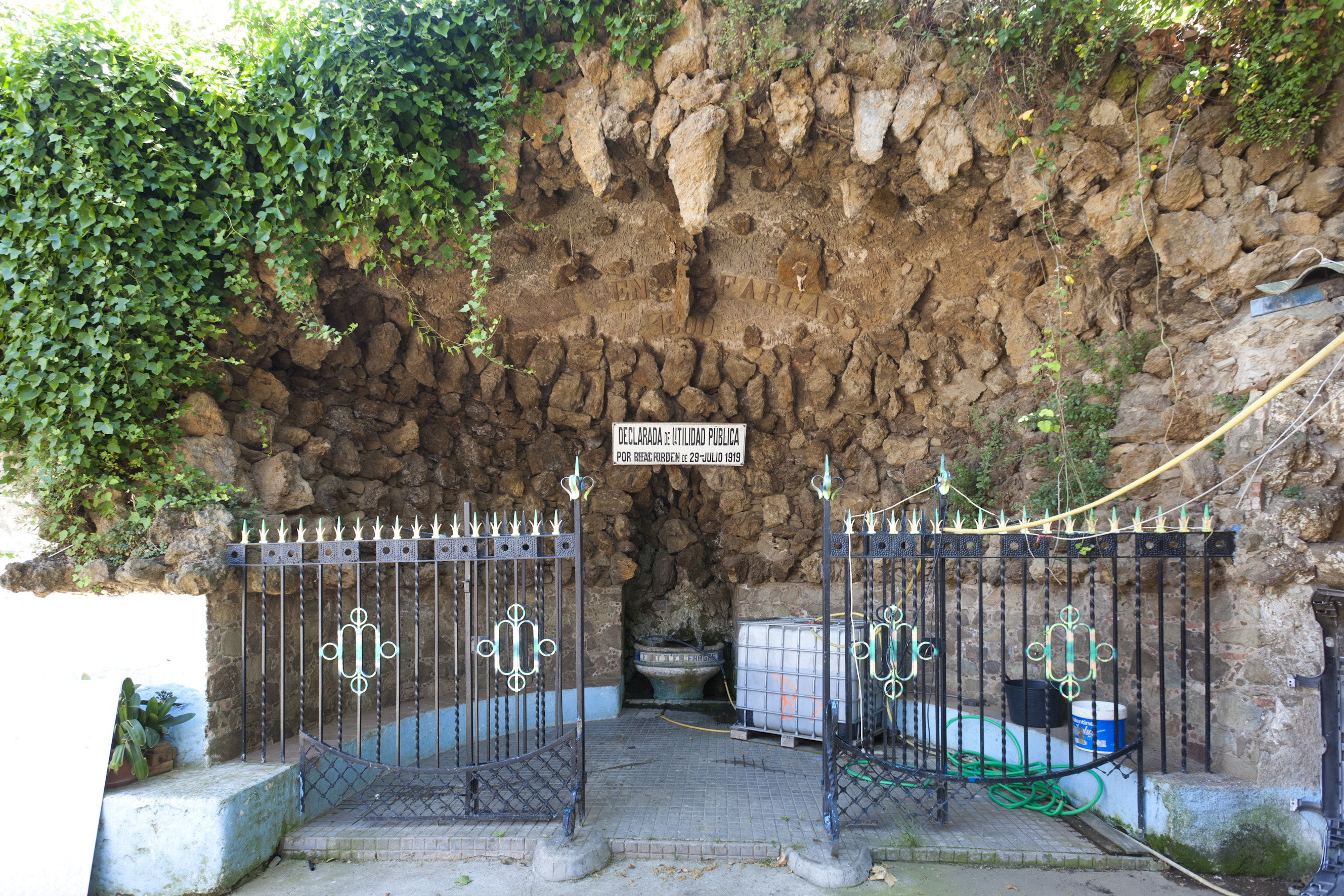
Font d'en Fargues

De data indeterminada a començaments de segle és la font Catalana, situada a la plaça Catalana, al barri del Guinardó. D'autor desconegut, és un monòlit de forma quadrada amb un coronament escultòric de motius heràldics: els escuts de Barcelona i Catalunya, adornats amb garlandes vegetals, i la corona reial amb el ratpenat del Regne d'Aragó.
Entre 1902 i 1914 es va realitzar el Park Güell, situat al vessant meridional del Turó del Carmel, al districte de Gràcia. Ideat com a urbanització, fou dissenyat per l'arquitecte Antoni Gaudí per encàrrec de l'empresari Eusebi Güell. Va passar al patrimoni públic el 1926. Del conjunt del parc en destaca l'escalinata d'entrada, disposada simètricament al voltant d'una escultura de salamandra —o drac— que s'ha convertit en l'emblema del parc i un dels més recognoscibles de la ciutat, i que forma part d'un conjunt de tres fonts amb elements escultòrics que representen els Països Catalans (Catalunya nord, francesa, i Catalunya sud, espanyola).

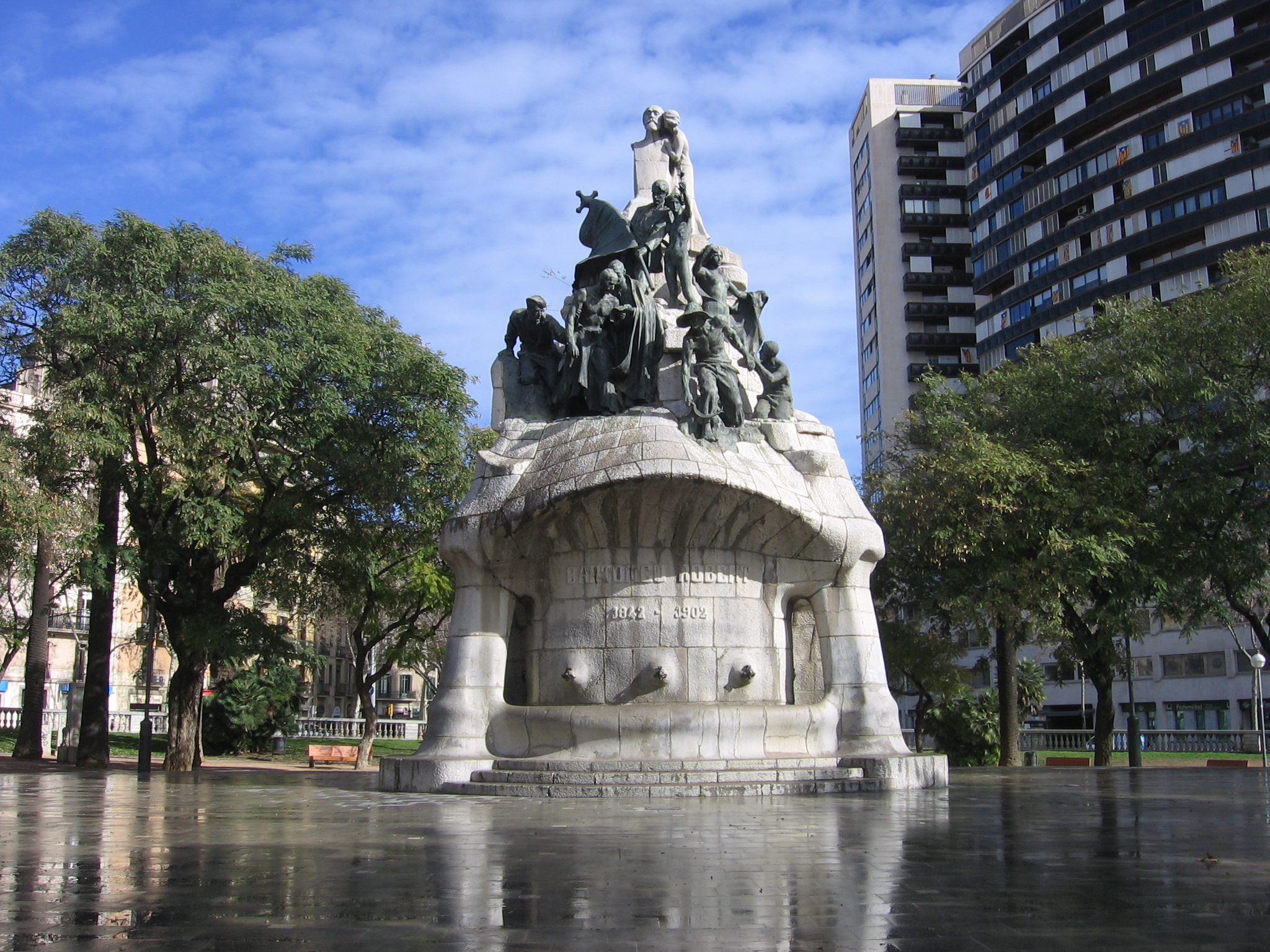
Monument al Doctor Robert (1910), de Josep Llimona, Plaça de Tetuan

El 1910 es va inaugurar el Monument al Doctor Robert, dedicat al metge i polític catalanista Bartomeu Robert, alcalde de Barcelona entre març i octubre de 1899. Fou encarregat a l'escultor Josep Llimona, i en el seu disseny hi va intervenir també l'arquitecte Lluís Domènech i Montaner. L'emplaçament escollit fou la plaça de la Universitat, on es va posar la primera pedra el 1904. El 1940 les noves autoritats franquistes van decidir retirar el monument, que fou desmuntat i guardat en un magatzem municipal, fins que el 1977 fou restituït, tot i que en altre lloc, la plaça de Tetuan. El monument té forma lleugerament piramidal, i s'emplaça sobre un basament de blocs de pedra que fa també de font. El conjunt escultòric frontal està realitzat en bronze, i presenta una sèrie de figures de diversos estaments socials, a més d'al·legories de la Música i la Poesia i referències a la medicina; per damunt hi figura el bust del doctor Robert, amb una al·legoria de la Glòria. A la part posterior s'hi troba un altre grup, amb diverses figures al voltant d'una de central que representa la Medicina.

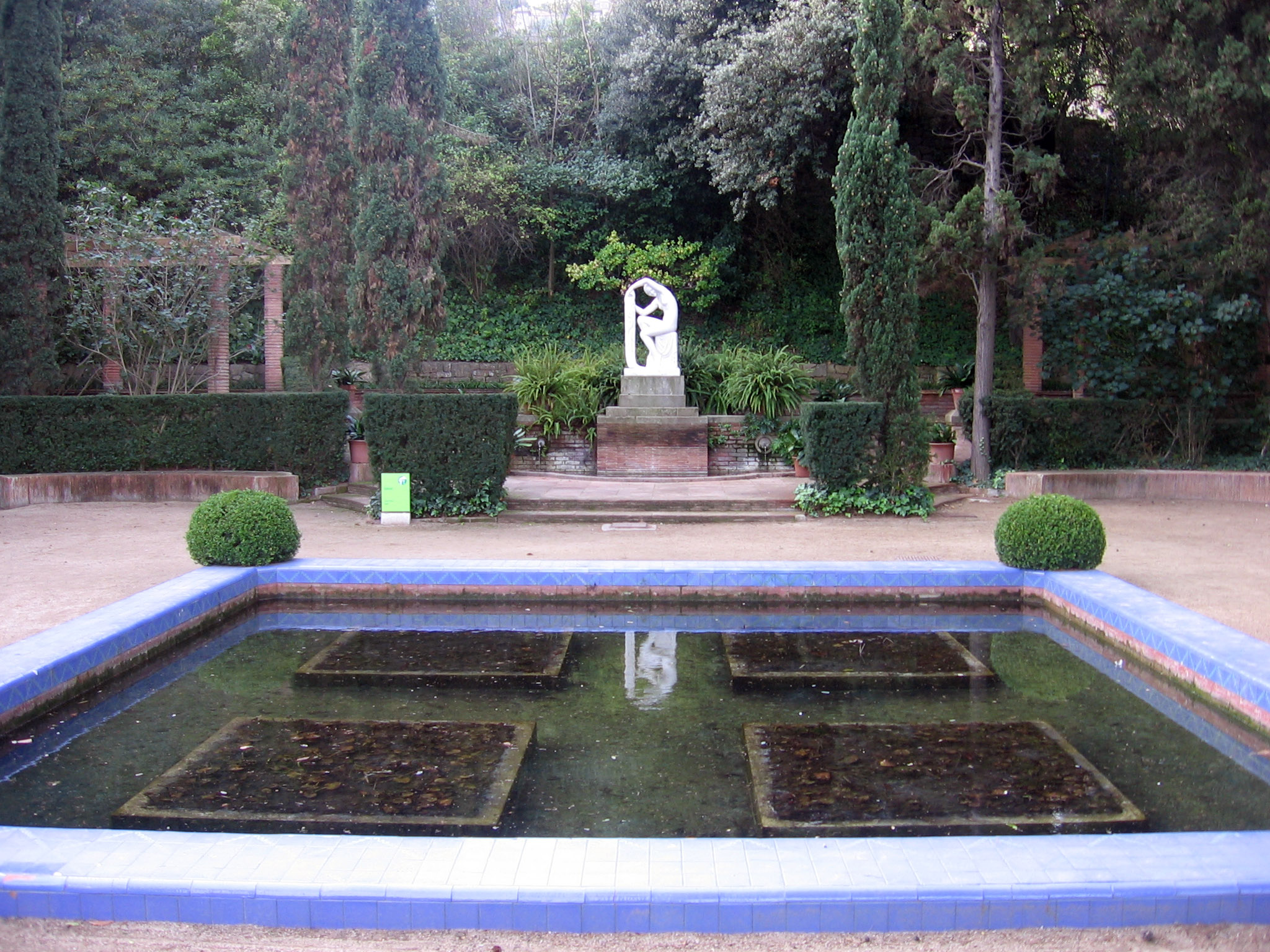
Jardins de Laribal (1917-1924), de Jean-Claude Nicolas Forestier i Nicolau Maria Rubió i Tudurí, Montjuïc

Entre els anys 1910 i 1920 s'efectuà la urbanització de la muntanya de Montjuïc, on entre altres projectes es van constituir els Jardins de Laribal, un ampli conjunt de zones verdes amb una profusa ornamentació, realitzats entre 1917 i 1924 amb vista a la celebració de l'Exposició Internacional de 1929. Van ser obra de Jean-Claude Nicolas Forestier i Nicolau Maria Rubió i Tudurí, els quals van realitzar un conjunt de marcat caràcter mediterrani i gust classicista, amb un estil d'inspiració hispanoàrab com el que Forestier havia desenvolupat al parc de María Luisa de Sevilla. Els jardins s'estructuren a través d'una sèrie de terrasses amb pèrgoles, placetes i fonts, fins a desembocar al Teatre Grec, un teatre a l'aire lliure inspirat en els teatres de l'antiga Grècia, projectat per Ramon Reventós. Del conjunt destaquen: la font del Gat, una famosa font situada al costat d'un restaurant d'estil neoàrab, amb un broc en forma de cap de gat, esculpit per Josep Antoni Homs el 1918; la font de Bacus, realitzada igualment per Homs el 1919 darrere de l'actual Institut Cartogràfic de Catalunya, formada per un monòlit de pedra amb la imatge en relleu del rostre d'un jove ebri; la font del Sàtir, a l'entrada als jardins pel passeig de Santa Madrona, que presenta un mascaró en forma de sàtir; i el roserar de la Colla de l'Arròs, un pati ovalat rodejat de xiprers, sota una pèrgola amb pilars de terracota i una glorieta amb una font al centre, al costat de l'escultura Estival, de Jaume Otero (1929).
Forestier i Rubió també van dissenyar el 1917 el parc del Guinardó, on existia una font del segle xviii coneguda com a font del Cuento, la qual va ser reformada: a l'antiga deu se li va construir una estructura de pedra rústica amb bancs per asseure's, i als seus murs es van fixar unes antigues inscripcions realitzades a la pedra de la font. En ambdós costats del raig d'aigua hi ha dues portes, una oberta i altra tancada, i els murs laterals són esglaonats, amb un pretès efecte de ruïna. Als costats d'aquesta construcció s'estén un banc en forma d'amfiteatre oval.

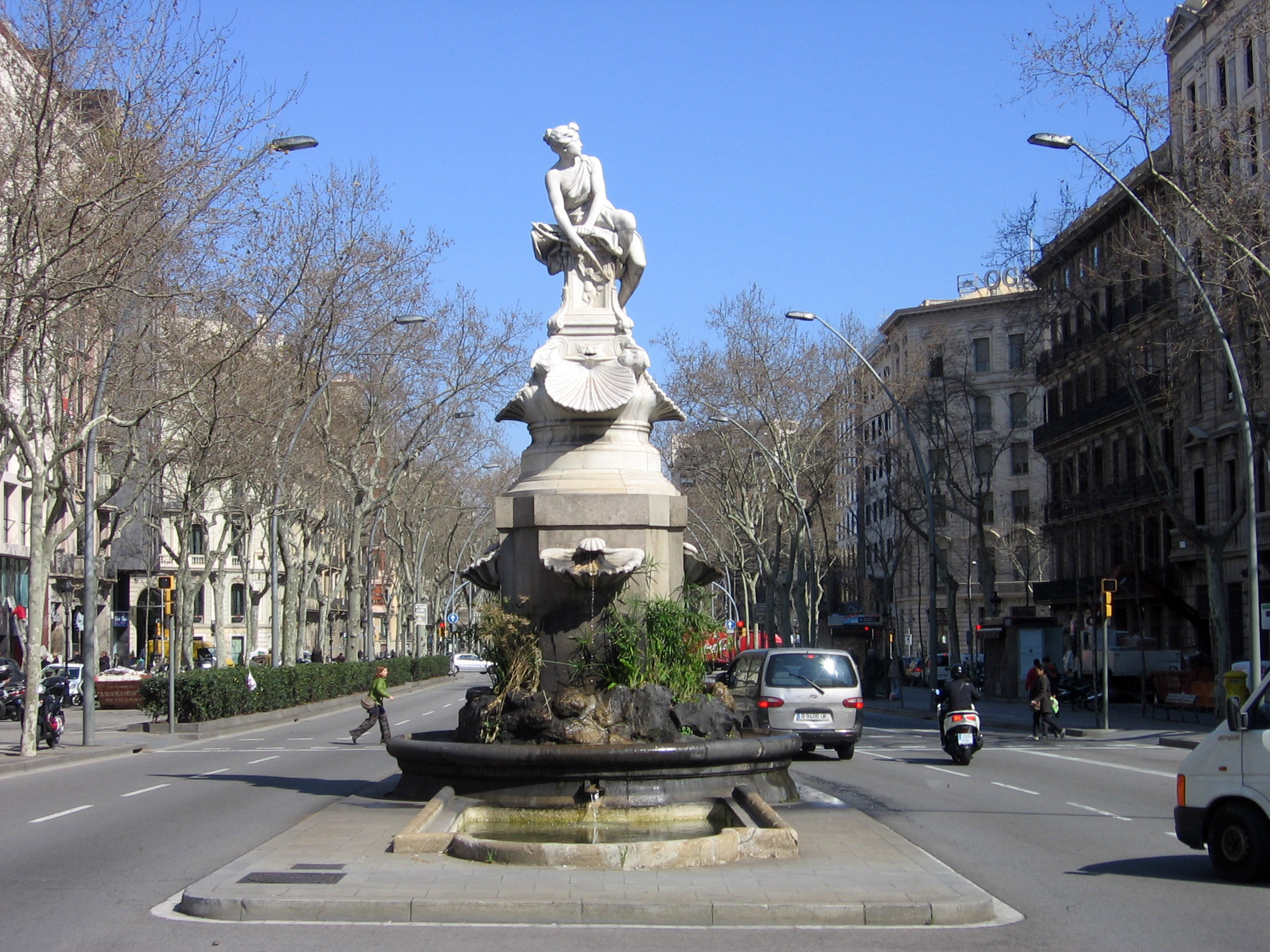
Font de Diana (1919), de Venanci Vallmitjana, Gran Via amb Roger de Llúria

El 1919 s'instal·là a la Gran Via amb Roger de Llúria la font de Diana, de Venanci Vallmitjana. L'autor va aprofitar una estàtua de la deessa de la caça romana que tenia ja feta d'uns anys abans, i que havia presentat a la IV Exposició de Belles Arts de Barcelona de 1898. Inicialment, aquesta estàtua presentava a la deessa nua, fet que no agradava al consistori conservador presidit per l'alcalde Joaquim Sagnier i Villavecchia, per la qual cosa l'escultor va haver de modificar la seva obra i afegir una túnica que cobrís el cos de Diana. La font es trobava inicialment enmig d'un ampli parterre a la cruïlla dels dos carrers, el qual va ser retallat als anys 1950 per afavorir el trànsit. Actualment, s'aixeca sobre un petit estany circular amb base de rocalla, sobre el qual s'aixeca un pedestal amb dos basaments —un quadrat i altre circular— decorats amb grans petxines pels seus quatre costats. Sobre aquest pedestal es troba la figura de Diana, asseguda en posició expectativa amb l'arc a la mà, a la recerca d'alguna presa, com correspon a la deessa caçadora.

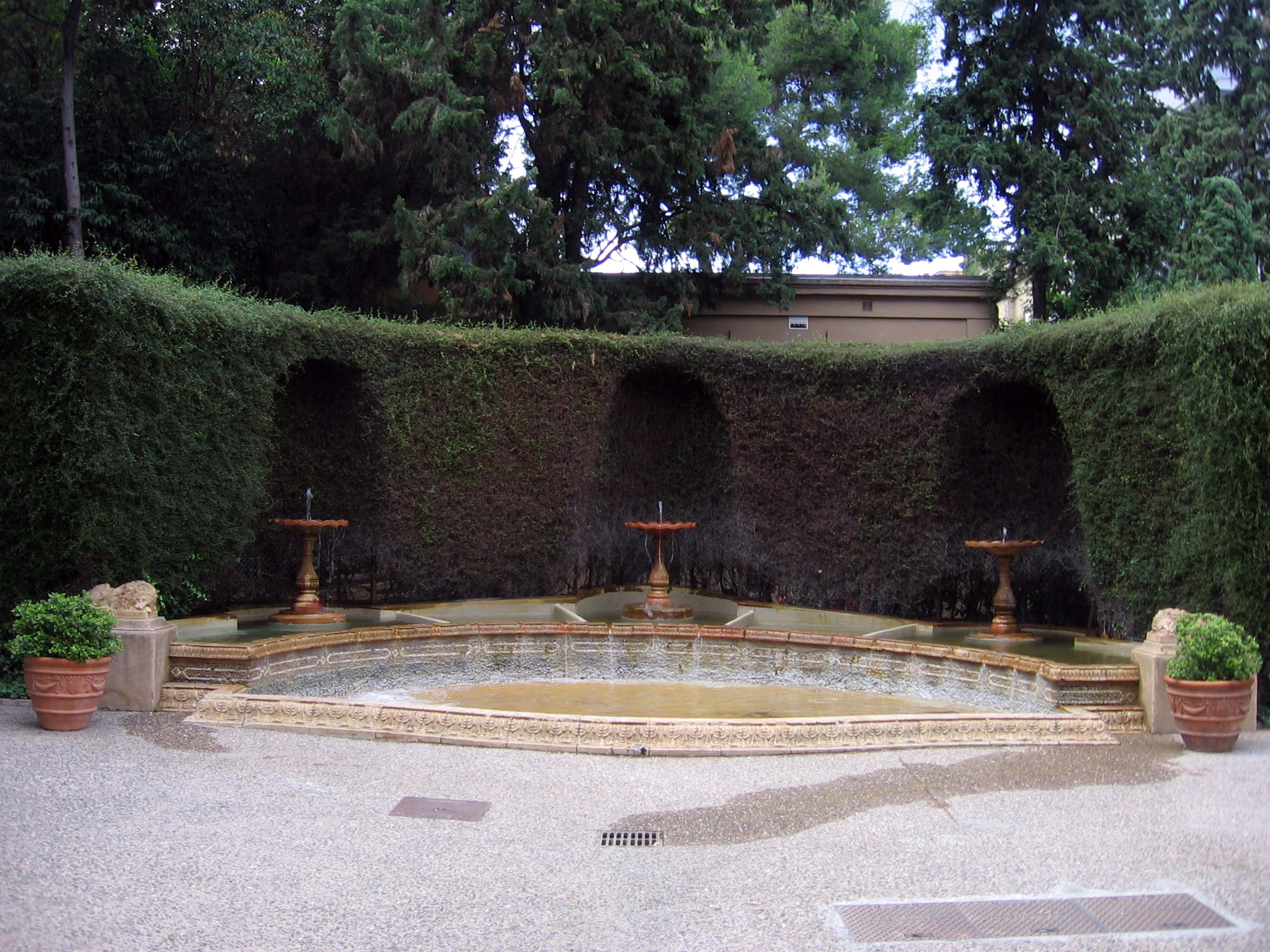
Font dels Lleons, Jardins de la Tamarita

A començaments dels anys 1920 l'arquitecte Nicolau Maria Rubió i Tudurí va realitzar a Sant Gervasi els Jardins de la Tamarita, pertanyents a una finca senyorial de la família Craywinckel que passà a titularitat pública el 1993. Els jardins presenten diversos àmbits que combinen zones de parterres i bardisses amb fonts i estàtues: a l'entrada hi ha un estany amb un brollador i dues figures de lleons dormint; a la plaça principal enfront de la casa destaquen quatre escultures dedicades a continents —tots menys Oceania—, obra de Virginio Arias, així com una font —anomenada dels Cignes— amb unes figures de putti jugant amb cignes; a una de les placetes adjacents destaca una font amb granotes esculpides que fan de brolladors, i en altra una cascada feta de rocalla i revestida de petxines marines; en darrer lloc, a un pati-jardí lateral es troba una font de terracota de tassa baixa, fust balustrat i tassa superior amb òvuls i brollador central, d'inspiració islàmica.
El 1924 s'instal·là a la plaça de Dante de Montjuïc l'escultura La Bellesa, de Josep Llimona, situada sobre un estany amb brolladors d'aigua. La font té planta circular, i acull en un primer nivell quatre altres fonts igualment circulars, mentre que en un segon nivell es troba un cos amb quatre costats còncaus al centre del qual s'aixeca el basament que sosté l'estàtua, rodejada de brolladors. La figura que representa la bellesa és una jove nua, en actitud de contrapposto, la qual s'acarona el cabell amb la mà dreta.
El 1928 s'instal·là a la plaça Sanllehy la font de Domènec Sanllehy, dedicada al que va ser alcalde de Barcelona entre 1906 i 1908. Tant la plaça com la font van ser dissenyades per Nicolau Maria Rubió i Tudurí. La font consta d'una pica sobre la qual s'aixeca un monòlit de pedra amb un medalló en relleu amb l'efígie de l'homenatjat, obra de Rafael Solanic.

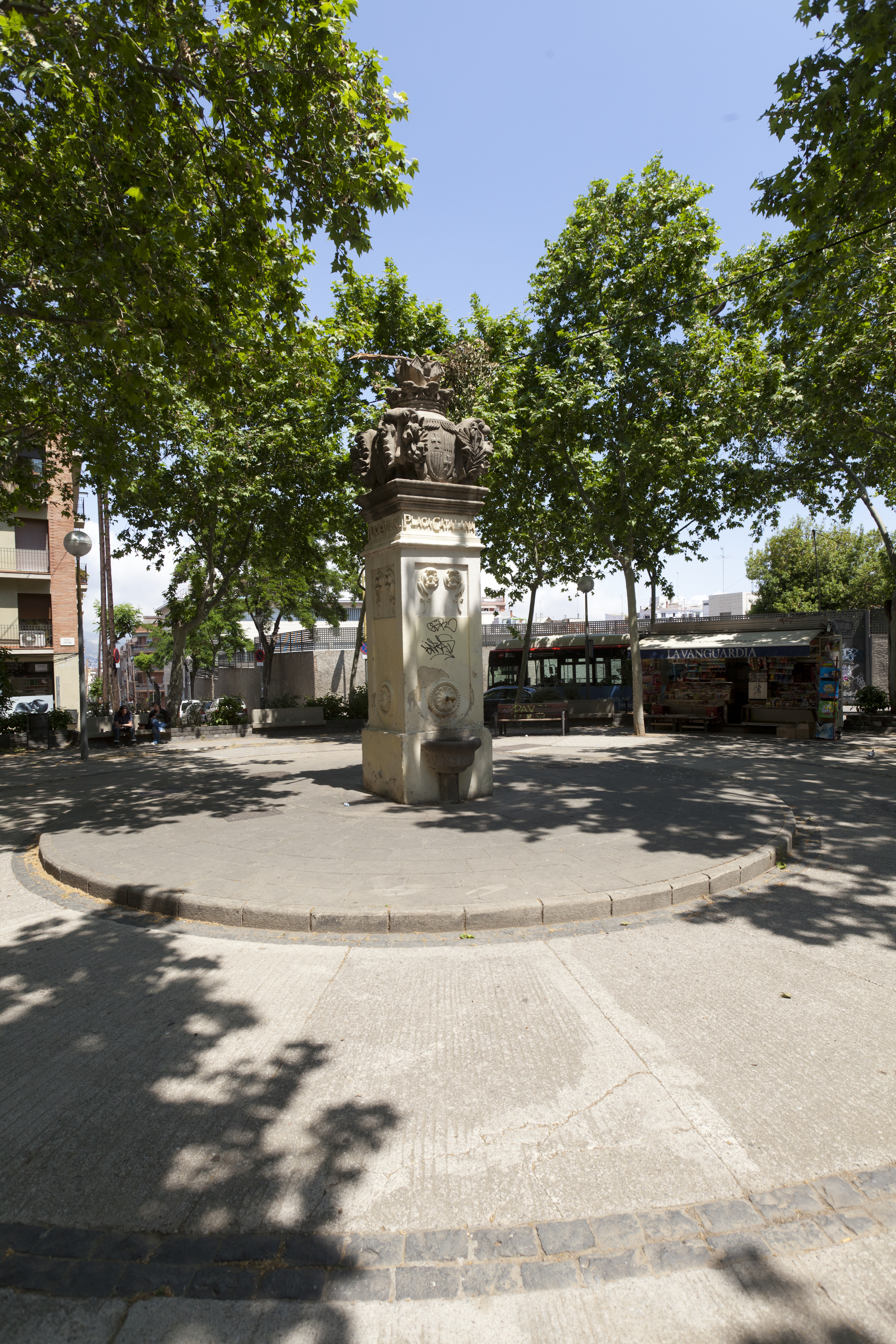
Font Catalana
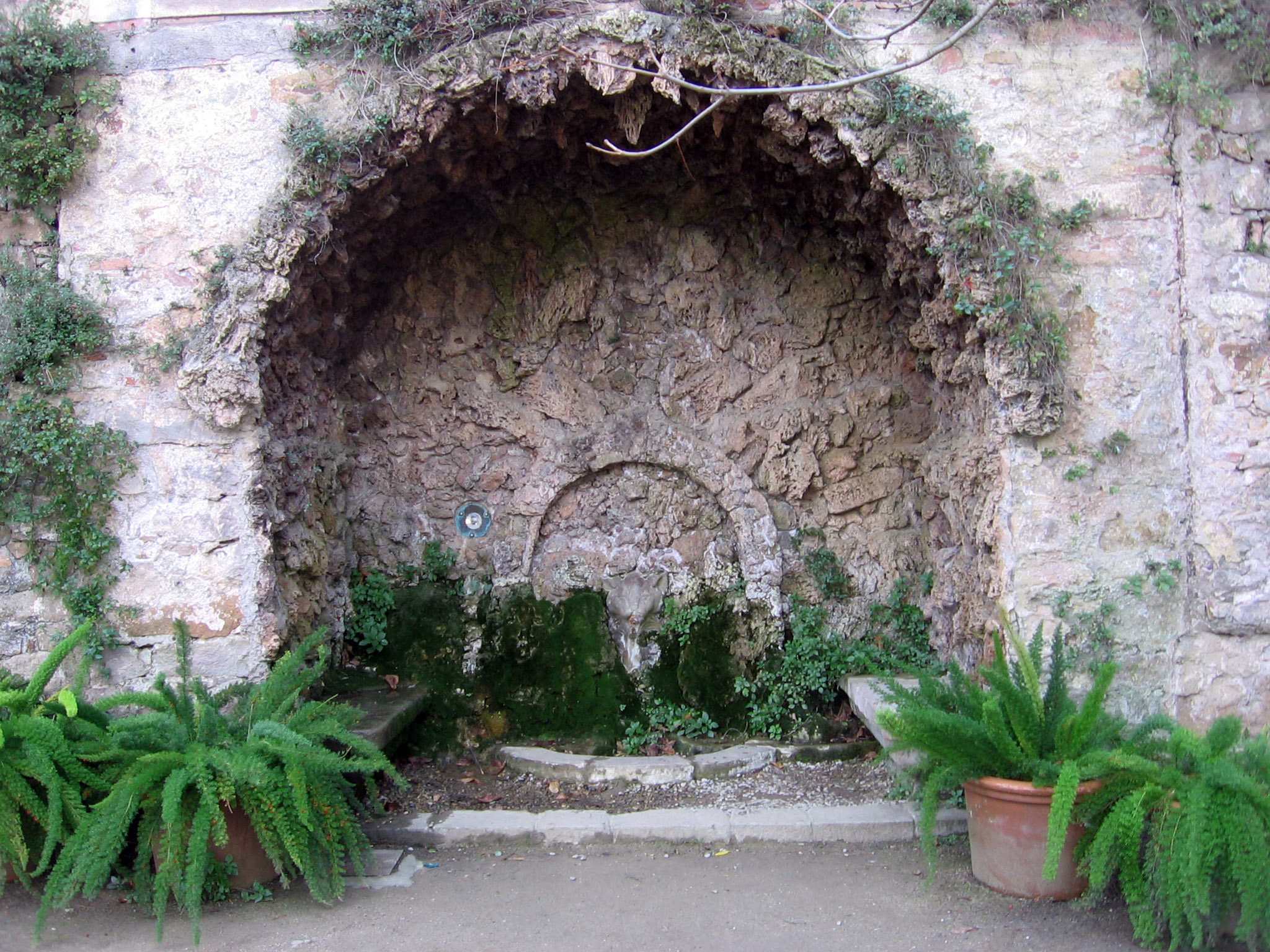
Font del Gat, Jardins de Laribal
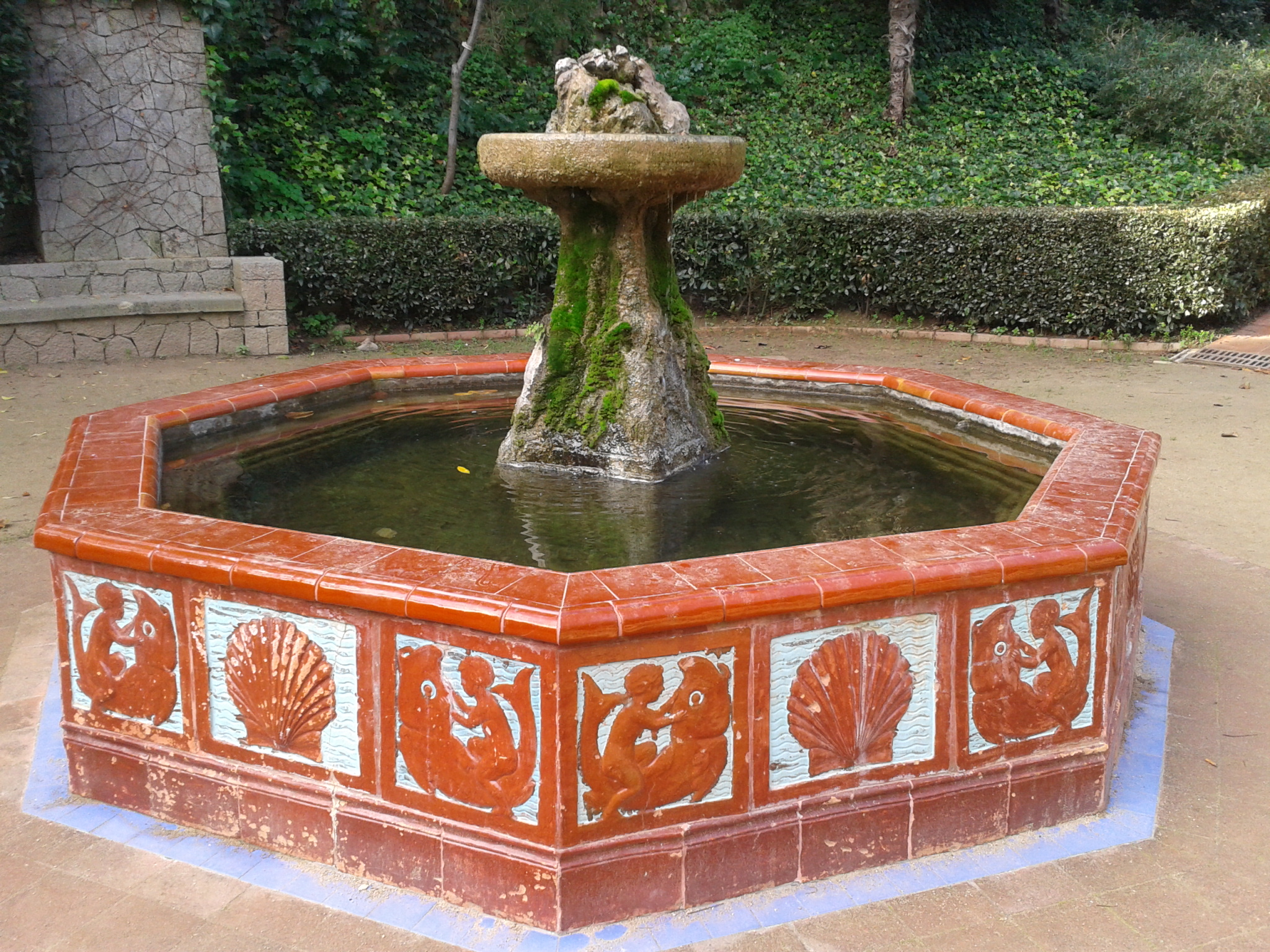
Font de ceràmica, Jardins de Laribal
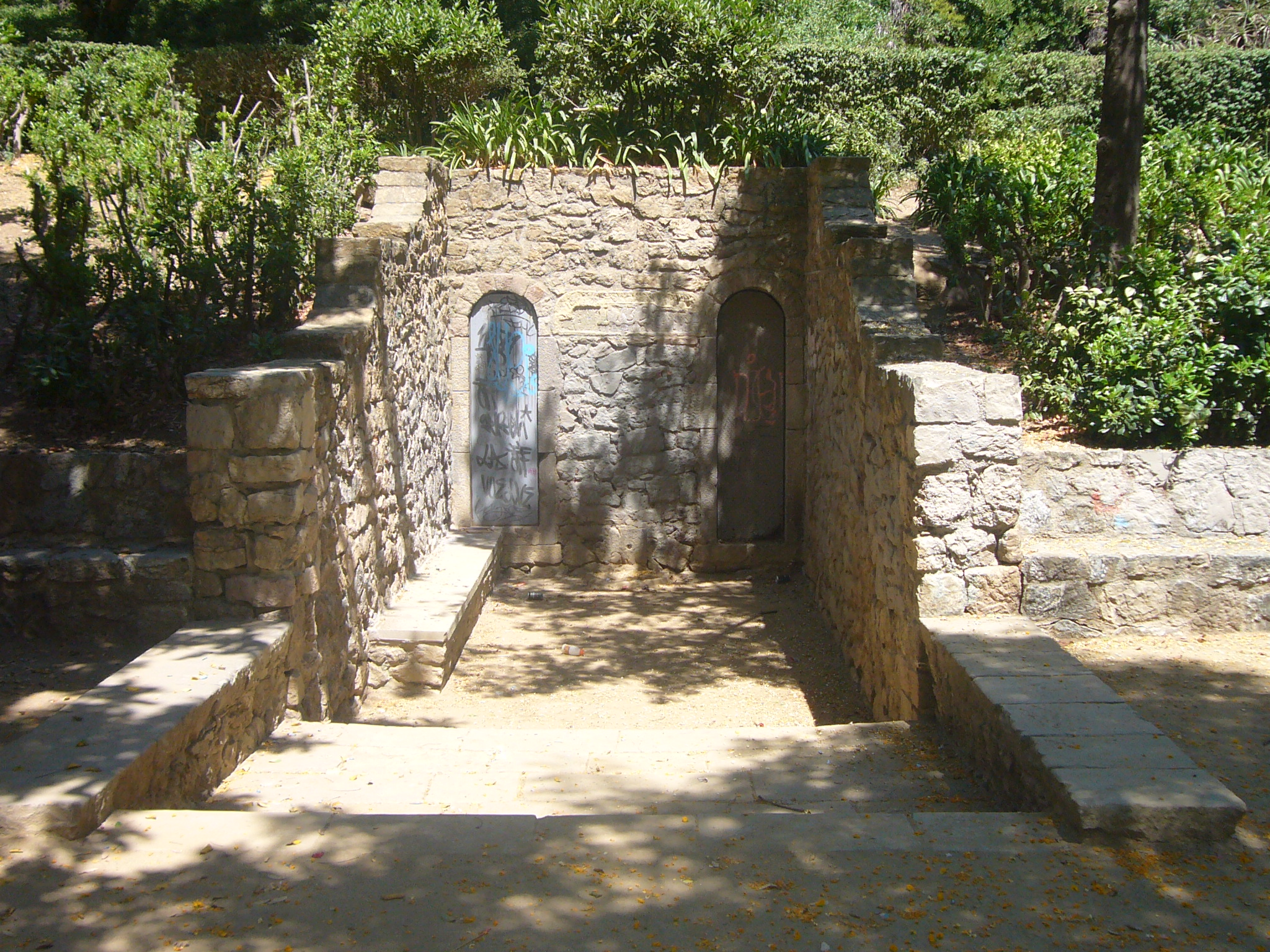
Font del Cuento, parc del Guinardó
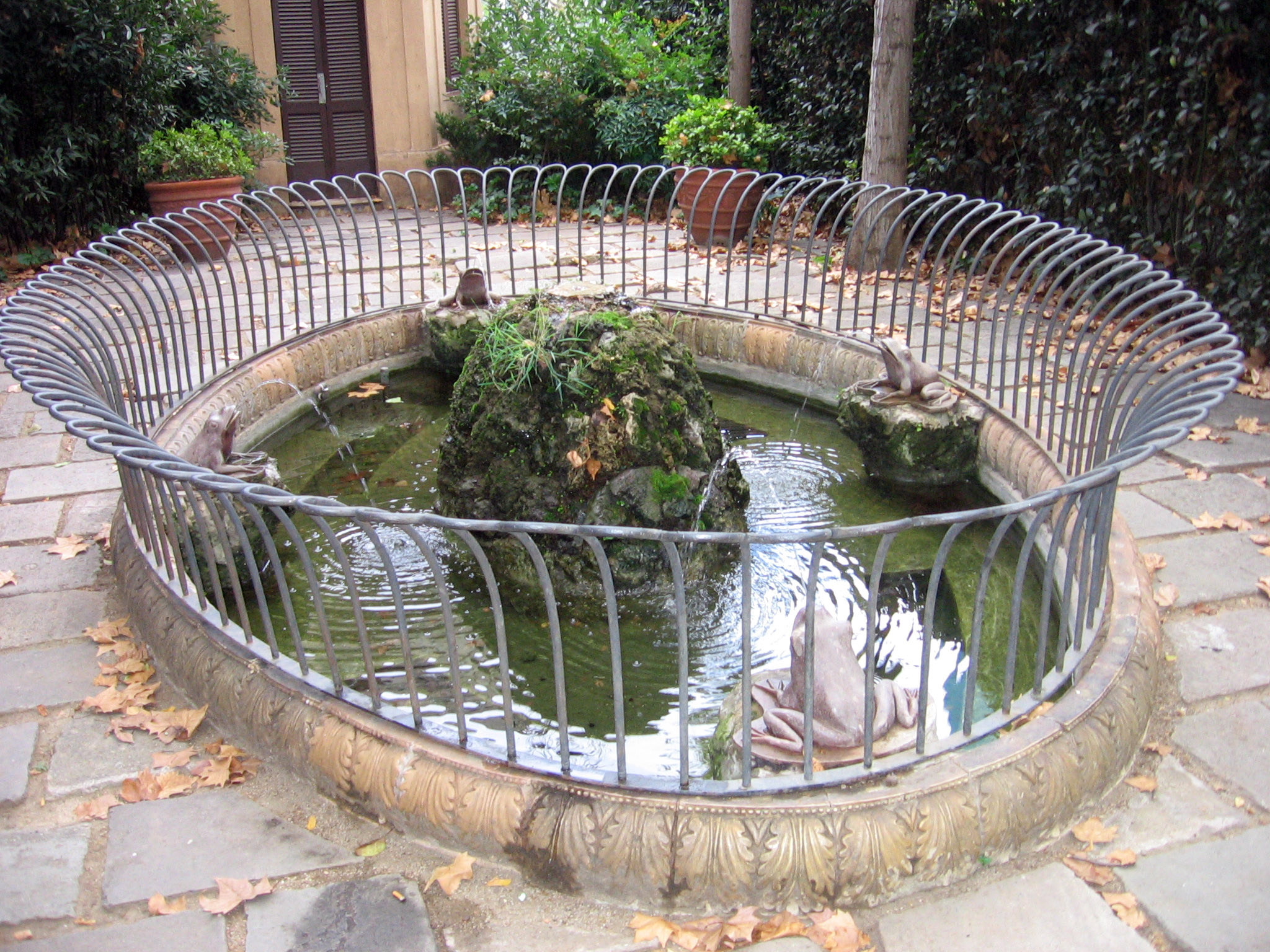
Font de les Granotes, jardins de la Tamarita
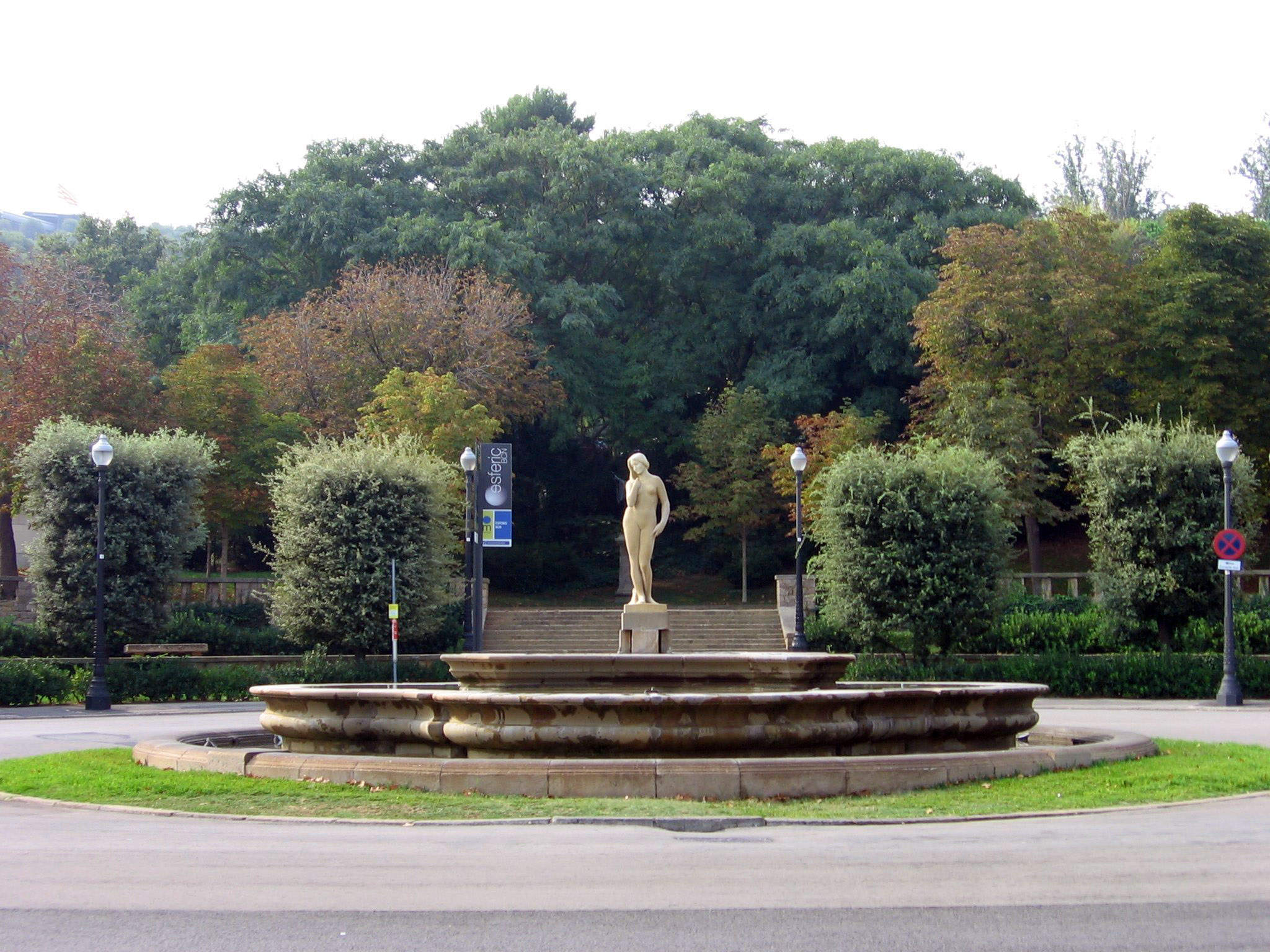
La Bellesa (1924), de Josep Llimona, plaça de Dante

#### Fonts de l'Eixample

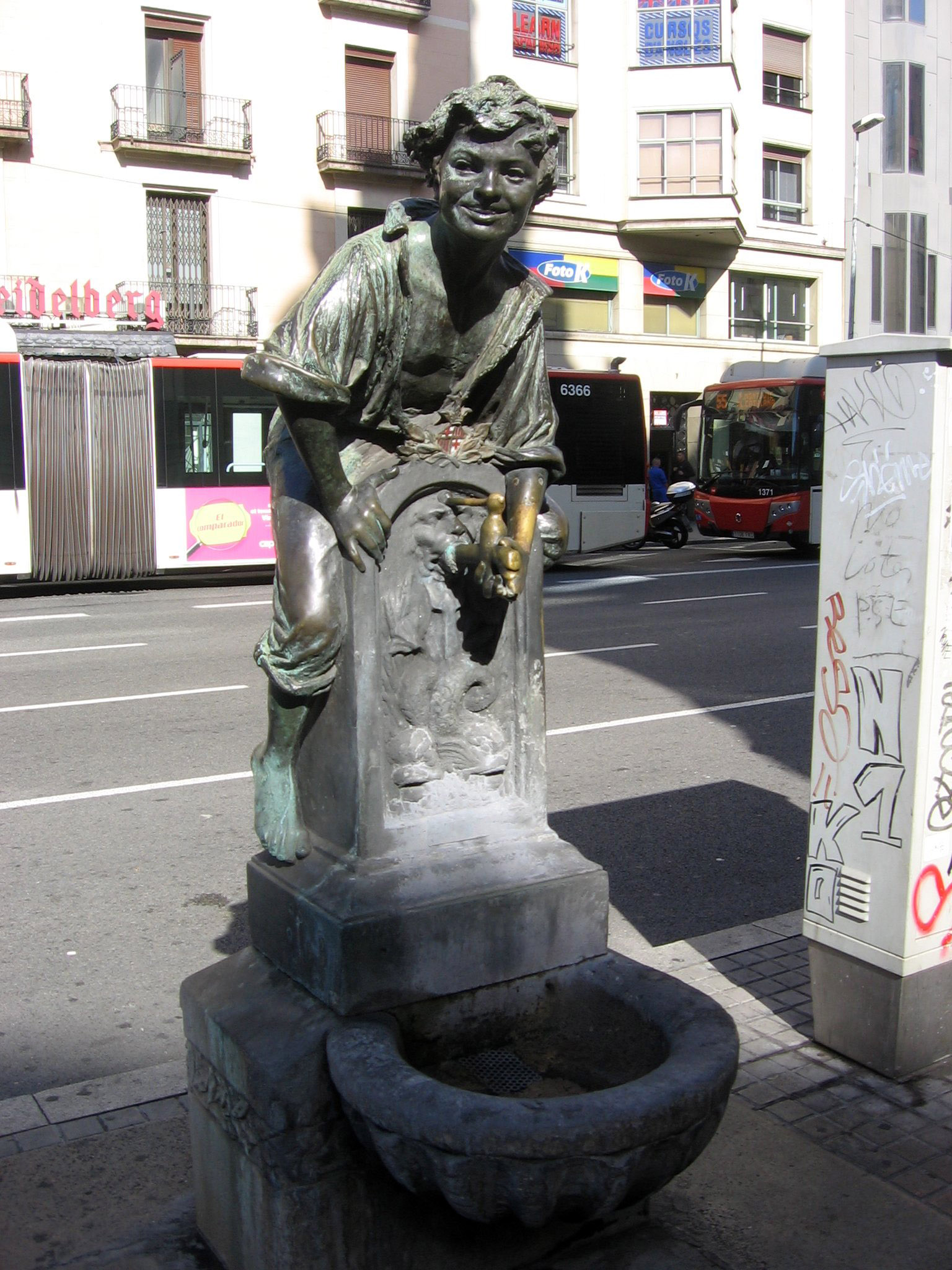
Font del Trinxa (1911), de Josep Campeny, Ronda Universitat amb Pelai

Durant els anys 1910 i 1920 es van instal·lar nombroses fonts al districte de l'Eixample, fomentades per la Comissió d'Eixample, la qual va realitzar diversos concursos per a col·locar fonts ornamentals a diversos indrets del districte. El primer es va realitzar el 18 de desembre de 1911, en el qual es va encarregar la seva elaboració a Josep Campeny, del qual es van col·locar tres fonts: 
- Font del Trinxa: situada a la ronda Universitat amb Pelai, consta d'una base de pedra sobre la qual se situa la figura en bronze del trinxa, un marrec descalç i mal vestit, però d'expressió simpàtica, el qual es troba enfilat al cos de la font i subjectant l'aixeta amb una mà. L'estil emprat és realista, i entronca amb la tradició artística espanyola de representació de personatges picarescos que va des de Murillo fins a Goya o, en escultura, Mariano Benlliure.[80]
- Font del Jove dels càntirs: es troba a la plaça d'Urquinaona, i consta igualment d'una escultura de bronze sobre una base de pedra. En aquesta ocasió, representa un jove que subjecta amb les mans un càntir que es duu a la boca per a beure, mentre que als seus peus es troba un altre càntir tombat. La base està decorada amb flors i l'escut de Barcelona.[81]
- Font de la Granota: ubicada a Còrsega amb Diagonal, com en les anteriors la figura de bronze se situa sobre un basament de pedra. Com en les altres dues fonts el subjecte representat és un noi, abillat amb un barret i ajagut sobre el cos de la font, mentre que subjecta amb les dues mans l'aixeta en forma de granota. L'estil emprat és com en les seves companyes d'un acurat realisme.[82]

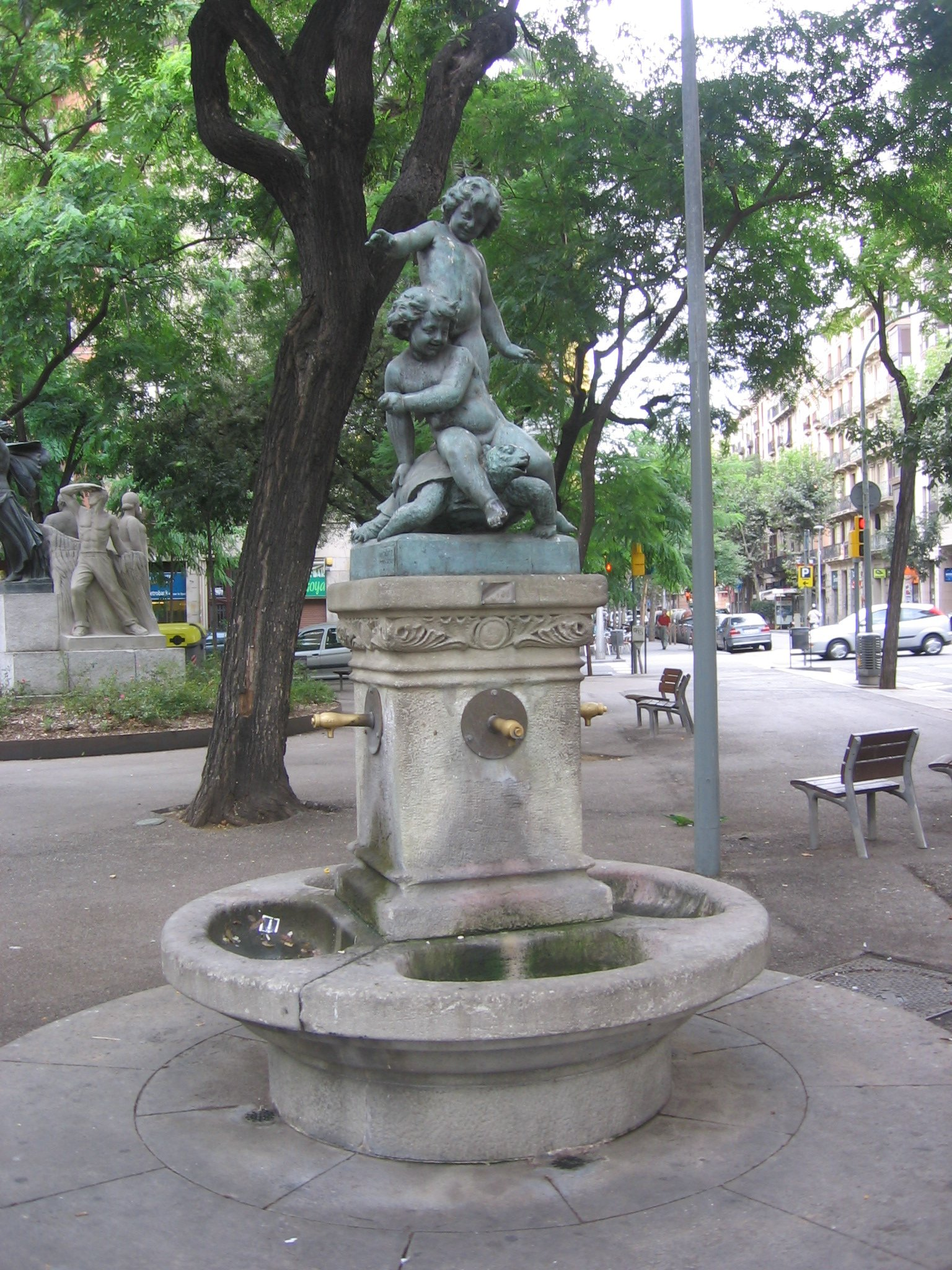
Font de la Tortuga (1913), d'Eduard B. Alentorn, plaça de Goya

El segon concurs s'adjudicà el 19 de desembre de 1913 a Eduard B. Alentorn, autor d'altres tres fonts, realitzades igualment en bronze sobre base de pedra i instal·lades el 1917: 
- Font de la Palangana (o del Negret): es troba al carrer Bruc amb Diagonal, i representa una escena que segons sembla corresponia a l'àmbit familiar de l'artista, el qual havia adoptat un noi de raça negra que demanava a la filla de l'escultor que li rentés la cara per a veure si se li aclaria una mica la pell; així, en l'escultura s'aprecia a la jove rentant al noi, el qual subjecta amb les seves mans una palangana que dona títol a l'obra.[83]
- Font de la Pagesa: situada a la plaça Letamendi, mostra una jove pagesa dempeus amb la cama dreta tirada endavant i els braços una mica aixecats, en actitud de sorpresa o contrarietat. Representa la faula de la lletera, que pensant en el que faria amb els diners guanyats amb la venda de la llet la perd en caure'l el càntir pel camí. Els pots caiguts als seus peus així la identifiquen, alhora que serveixen per a sustentar la base de la figura.[84]
- Font de la Tortuga: es troba a la plaça de Goya, i sobre una base circular amb un monòlit de forma prismàtica amb quatre brolladors s'aixeca l'escultura, la qual representa dos nens enfilats en una tortuga, l'un assegut i l'altre dret, en actitud dinàmica i expressió juganera, resolts de forma realista i simpàtica.[85]

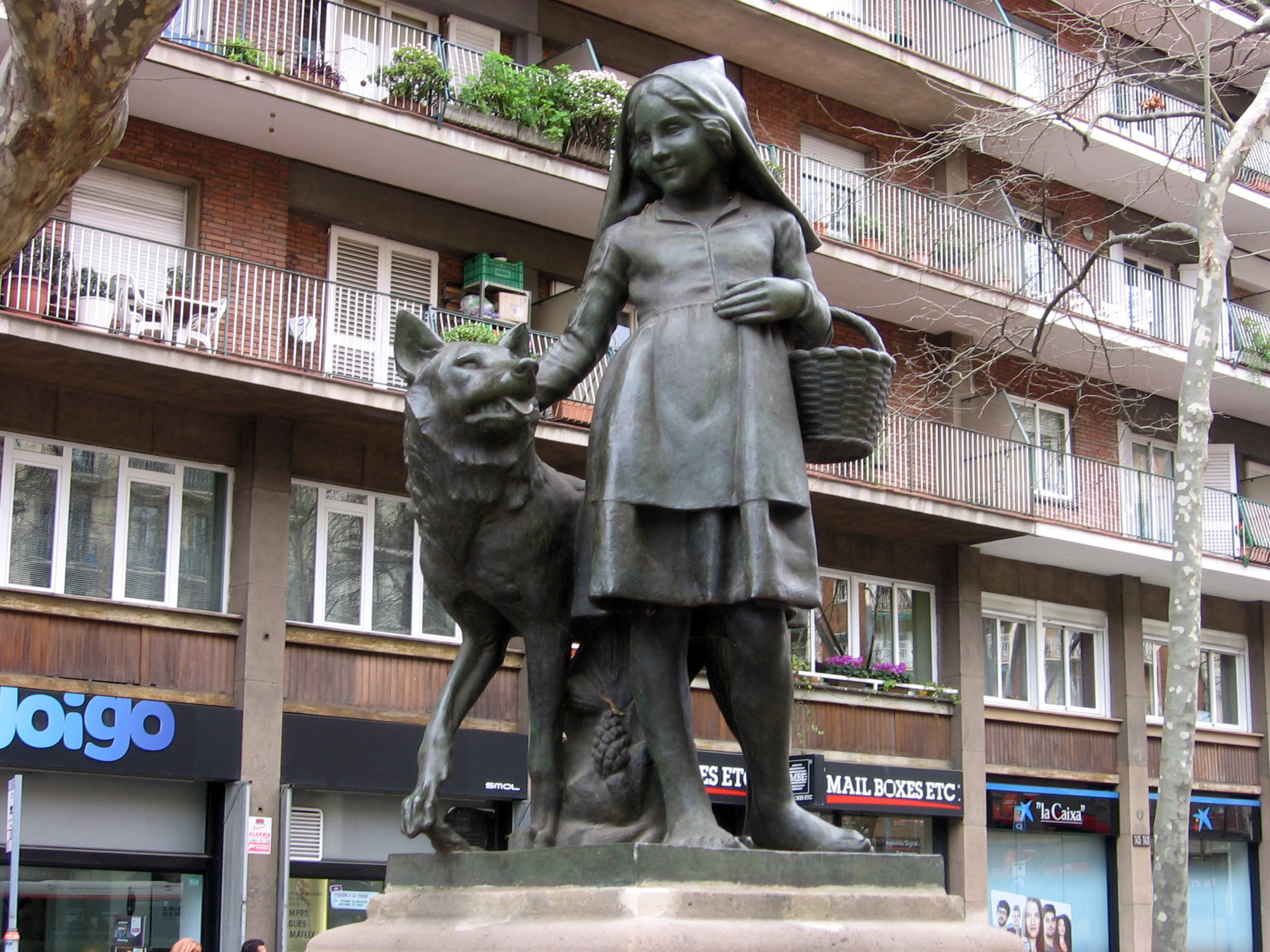
Font de la Caputxeta (1921), de Josep Tenas, passeig de Sant Joan amb Rosselló

El tercer concurs s'efectuà el 22 de març de 1920, data en la qual se'n va aprovar tan sols una, la font de la Sardana, de Frederic Marès, a la plaça de Tetuan. Realitzada en pedra, consta d'un basament sobre el qual s'aixeca un bloc prismàtic decorat en el frontal i els costats per relleus rectangulars, d'estil noucentista, amb una imatge principal de cinc figures ballant la sardana, complementada amb representacions de cistells de fruites i vegetals. Sota el relleu principal consta una frase de Joan Maragall, la sardana és la dansa més bella de totes les danses que es fan i desfan.
El 1921 es van encarregar dues fonts, la de la Caputxeta, de Josep Tenas, al passeig de Sant Joan amb Rosselló; i la de l'Efeb, d'Àngel Tarrach, a Diagonal amb Bailèn. La primera és de bronze sobre un pedestal de pedra, i presenta al famós personatge dels germans Grimm, la Caputxeta Vermella, la qual apareix al costat del llop del conte, al qual acarona amb la mà dreta, mentre que amb l'esquerra sosté un cistell. La segona és igualment en bronze sobre una base de granit, i presenta la figura d'un jove nu amb el braç dret aixecat recolzant la mà a l'espatlla. L'estil emprat és noucentista, tot i que amb una forta influència hel·lenística.
En darrer lloc, el 1925 es van aprovar dues fonts més, encarregades a Frederic Marès: la del Gall, a la plaça homònima; i la de l'Ànec, a València amb Enamorats, ambdues de bronze sobre base de pedra. De característiques semblants, ambdues presenten aquests animals domèstics tractats amb realisme i minuciositat en els detalls, amb gestos de gran vitalitat i expressió dinàmica.

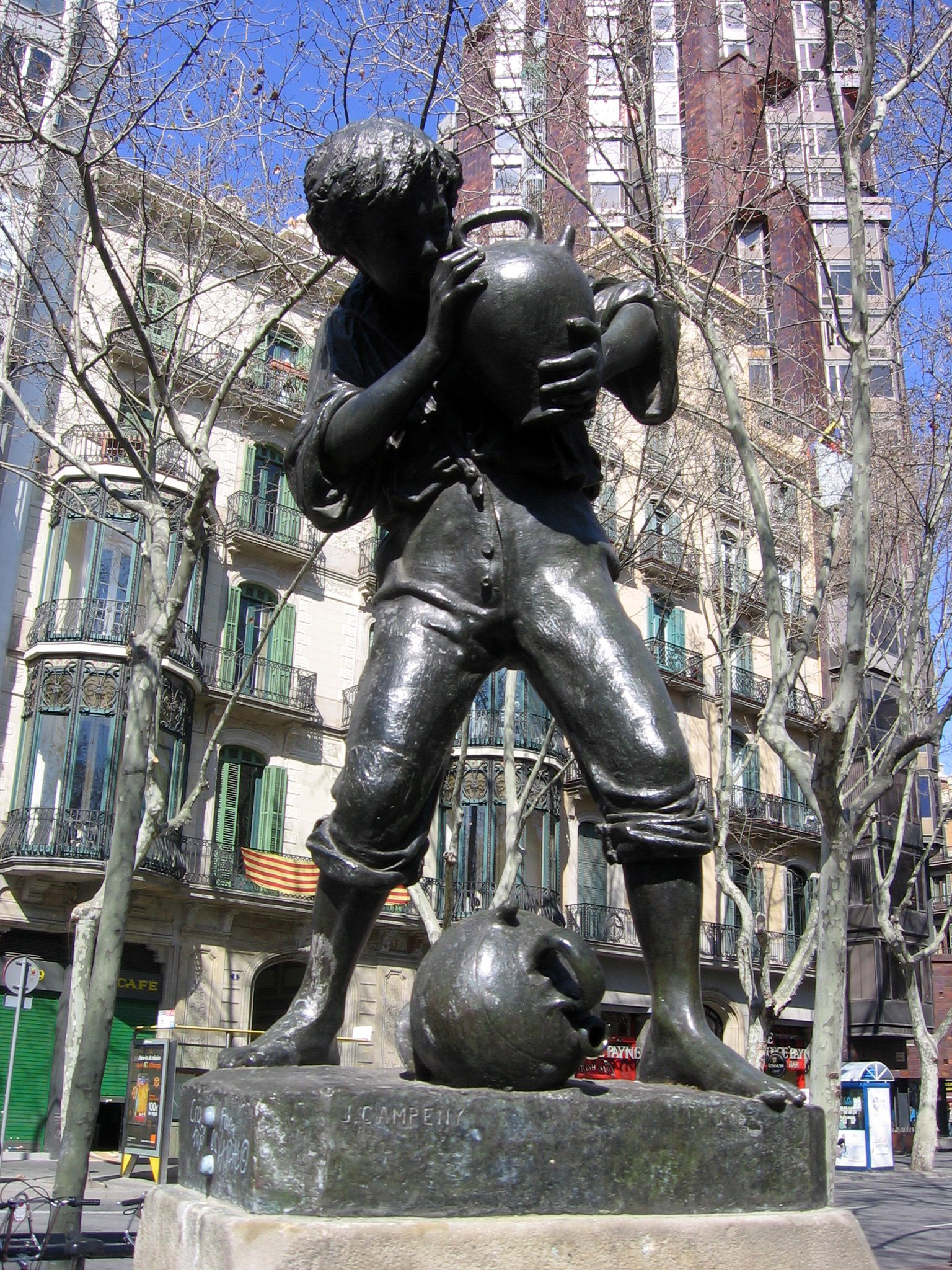
Font del jove dels càntirs (1911), de Josep Campeny, plaça d'Urquinaona
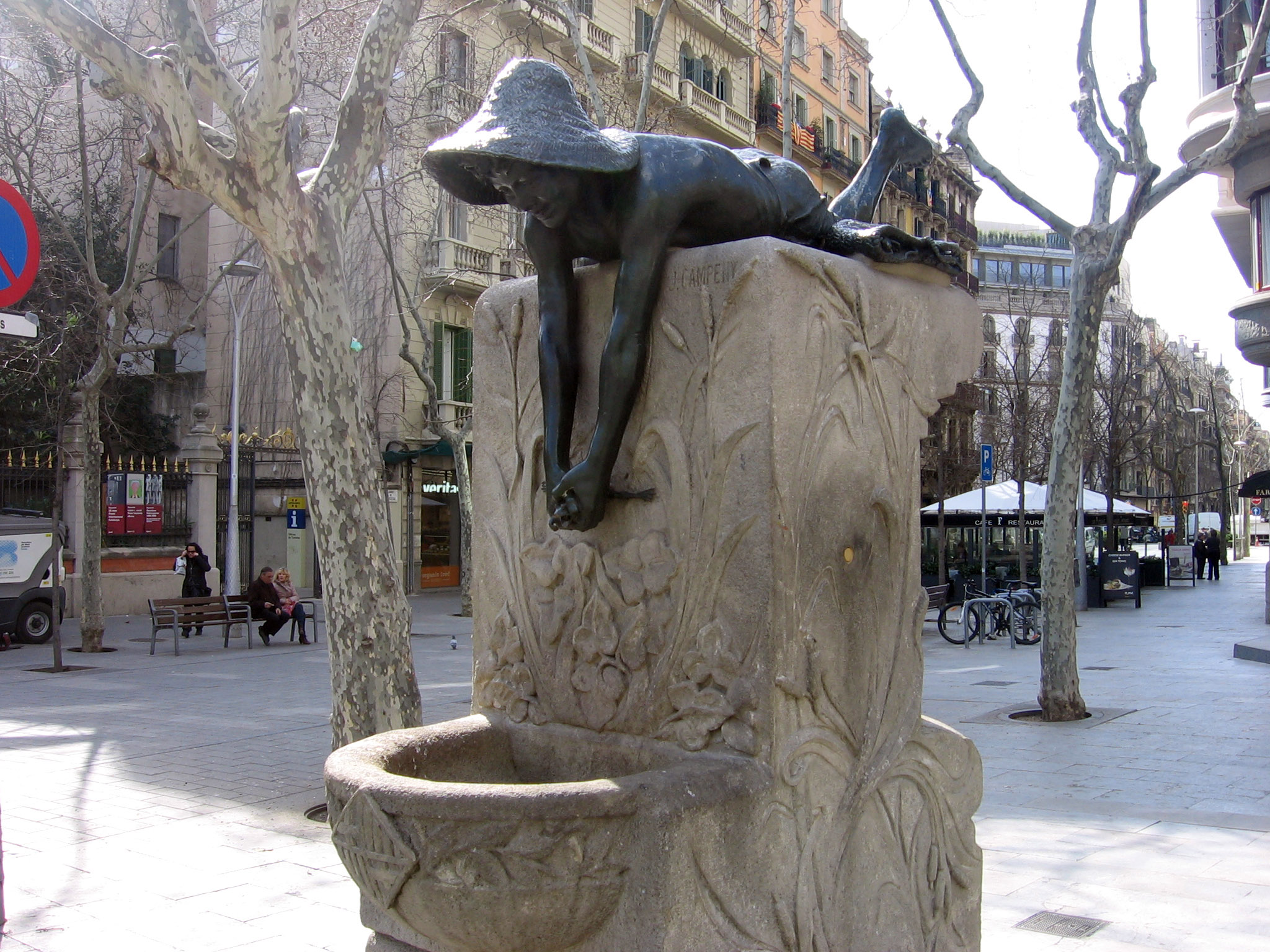
Font de la Granota (1911), de Josep Campeny, Còrsega amb Diagonal.
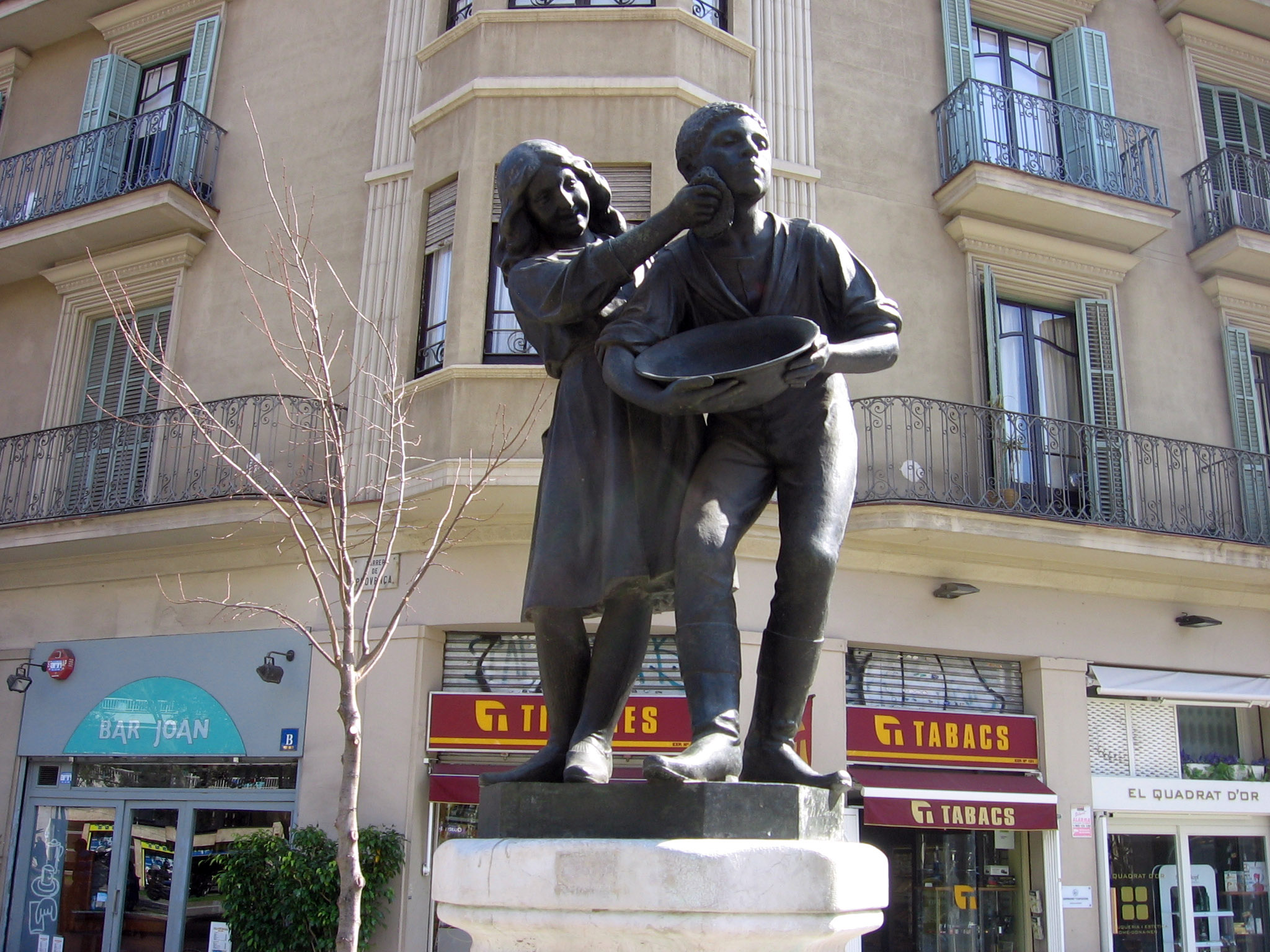
Font de la Palangana (1913), d'Eduard B. Alentorn, Bruc amb Diagonl
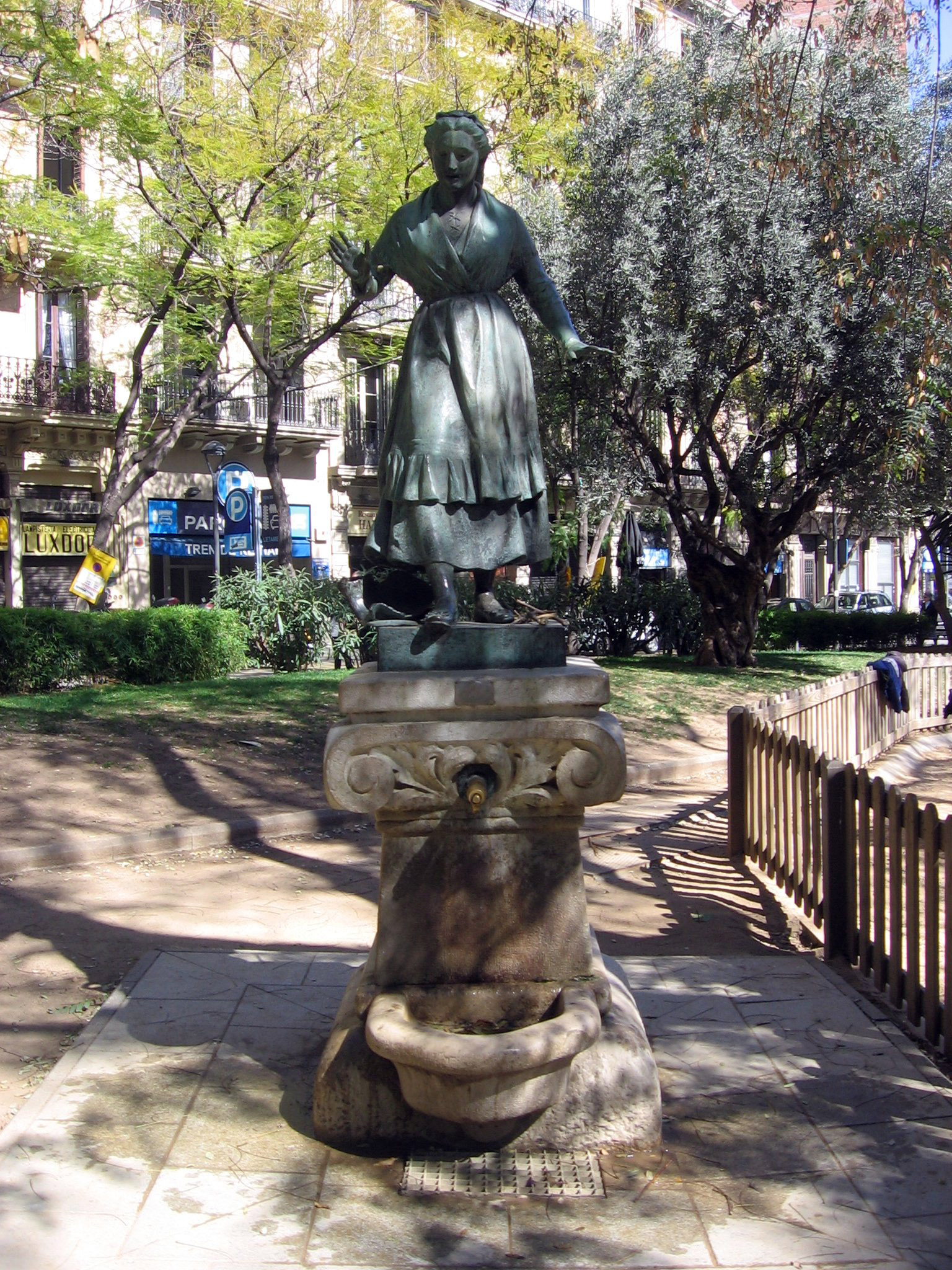
Font de la Pagesa (1913), d'Eduard B. Alentorn, plaça Letamendi
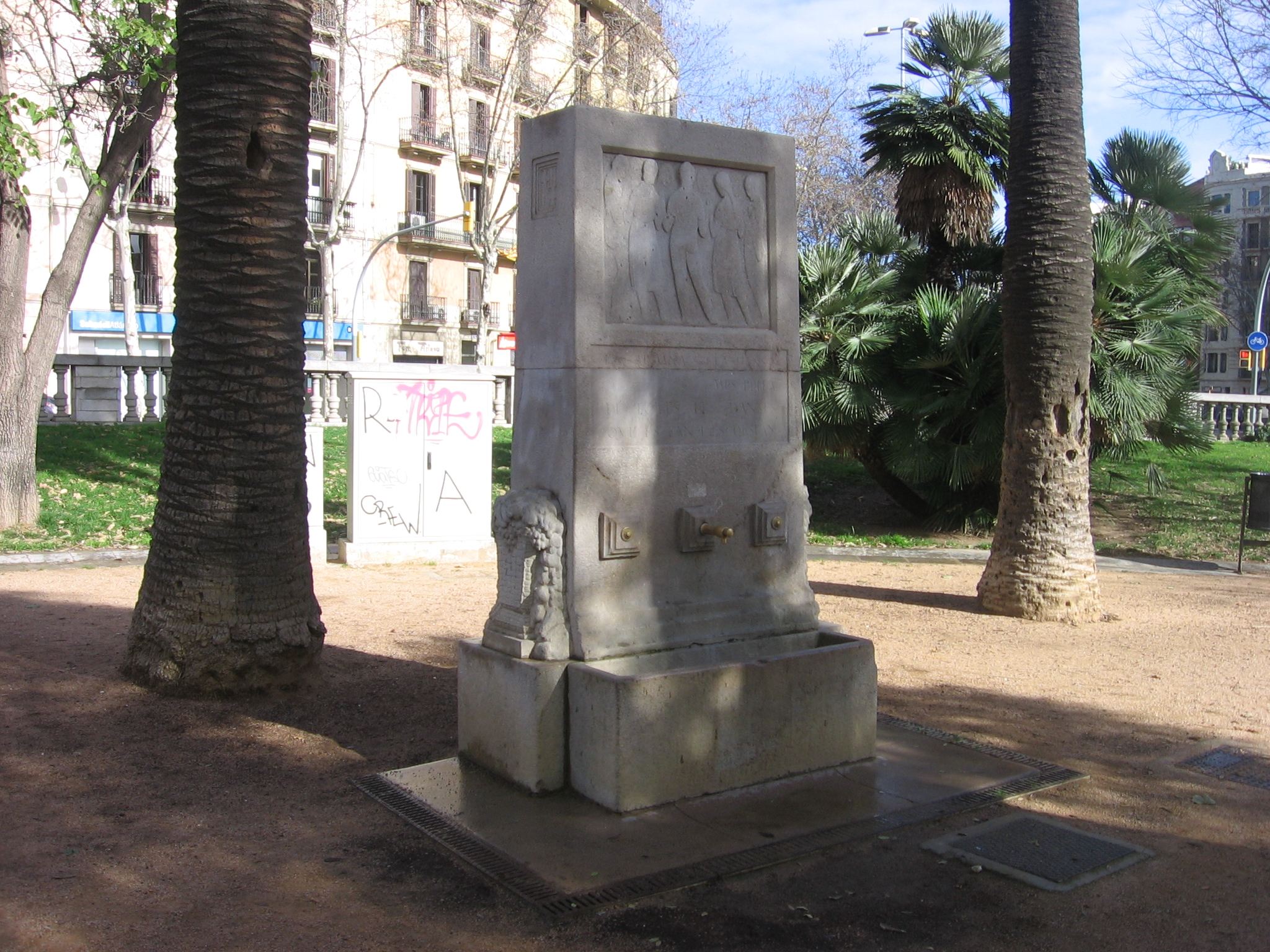
Font de la Sardana (1920), de Frederic Marès, plaça de Tetuan
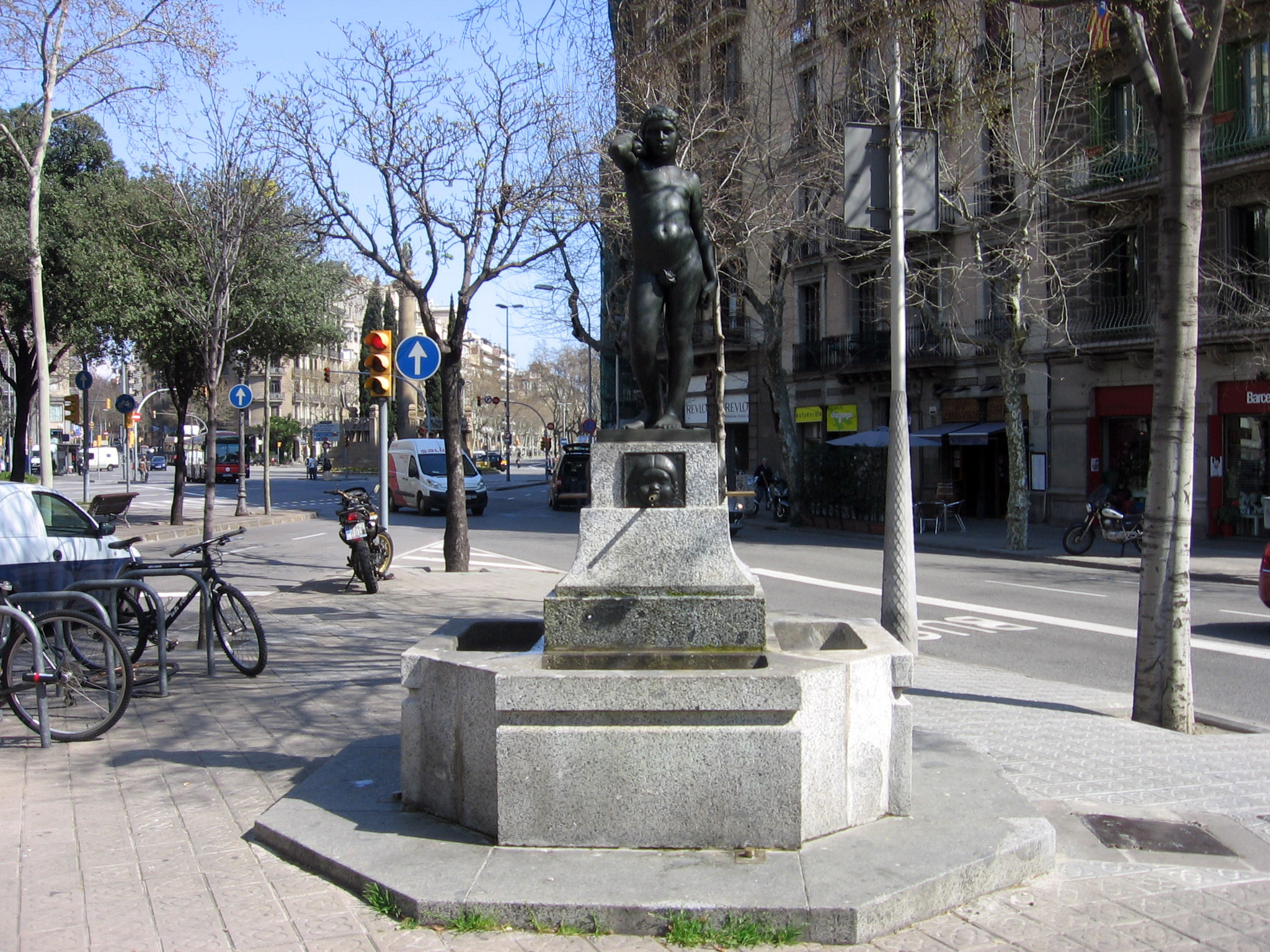
Font de l'Efeb (1921), d'Àngel Tarrach, Diagonal amb Bailén

#### Exposició Internacional de 1929

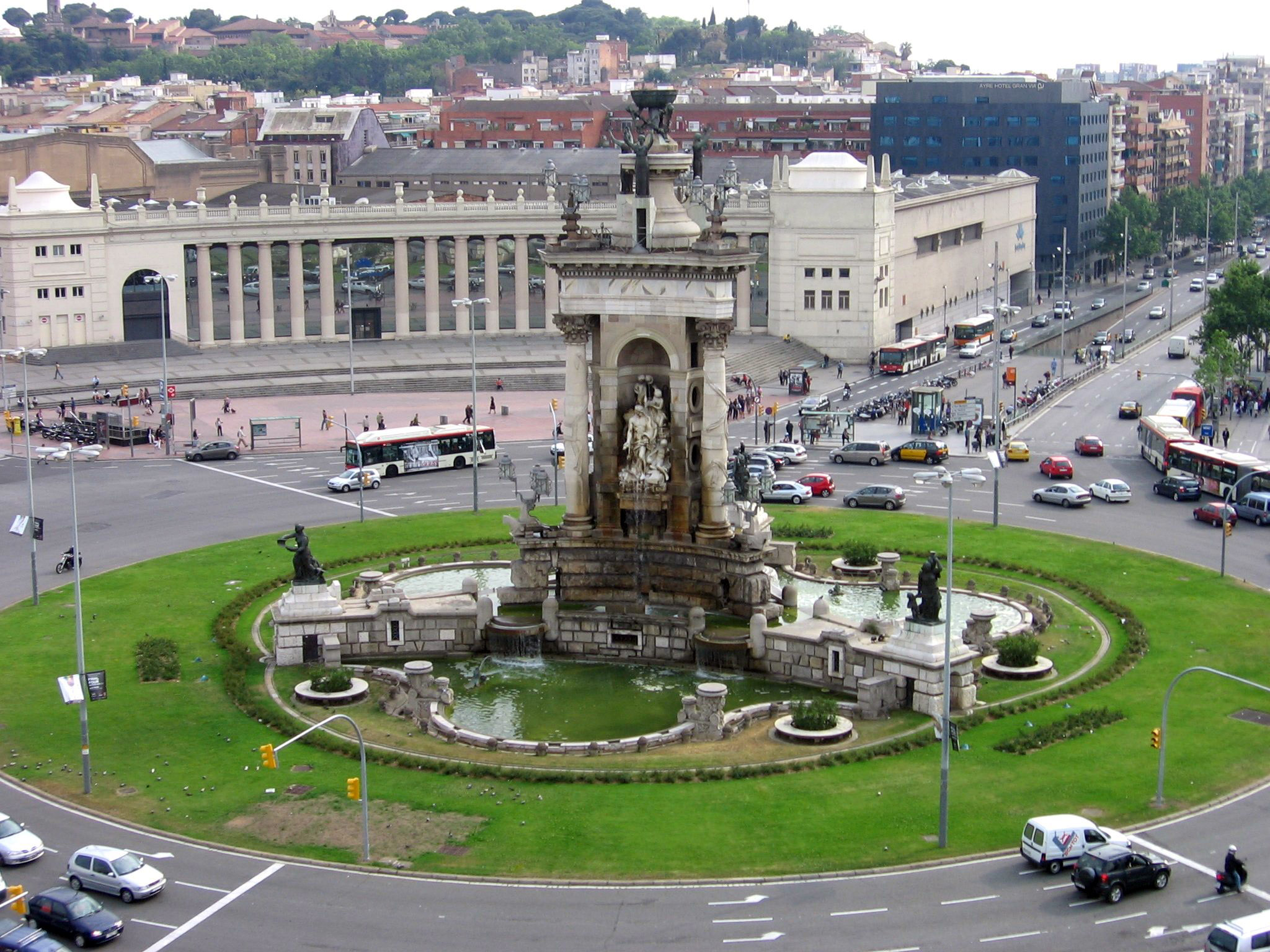
Font monumental de la Plaça d'Espanya (1928-1929)

El 1929 es va celebrar una altra exposició com la del 1888, ja que el seu èxit havia deixat un grat record a la ciutat. Aquest cop l'emplaçament escollit fou la muntanya de Montjuïc, que d'aquesta forma va ser urbanitzada i guanyada com espai públic per a la ciutat. L'Exposició Internacional es va dur a terme del 20 de maig de 1929 al 15 de gener de 1930, en un recinte projectat per Josep Puig i Cadafalch, el qual començava a la plaça d'Espanya, passant per l'avinguda d'Amèrica —actual avinguda de la Reina Maria Cristina—, on es trobaven els grans edificis de l'Exposició, fins al peu de la muntanya, on se situà el Palau Nacional, l'edifici principal de l'Exposició.

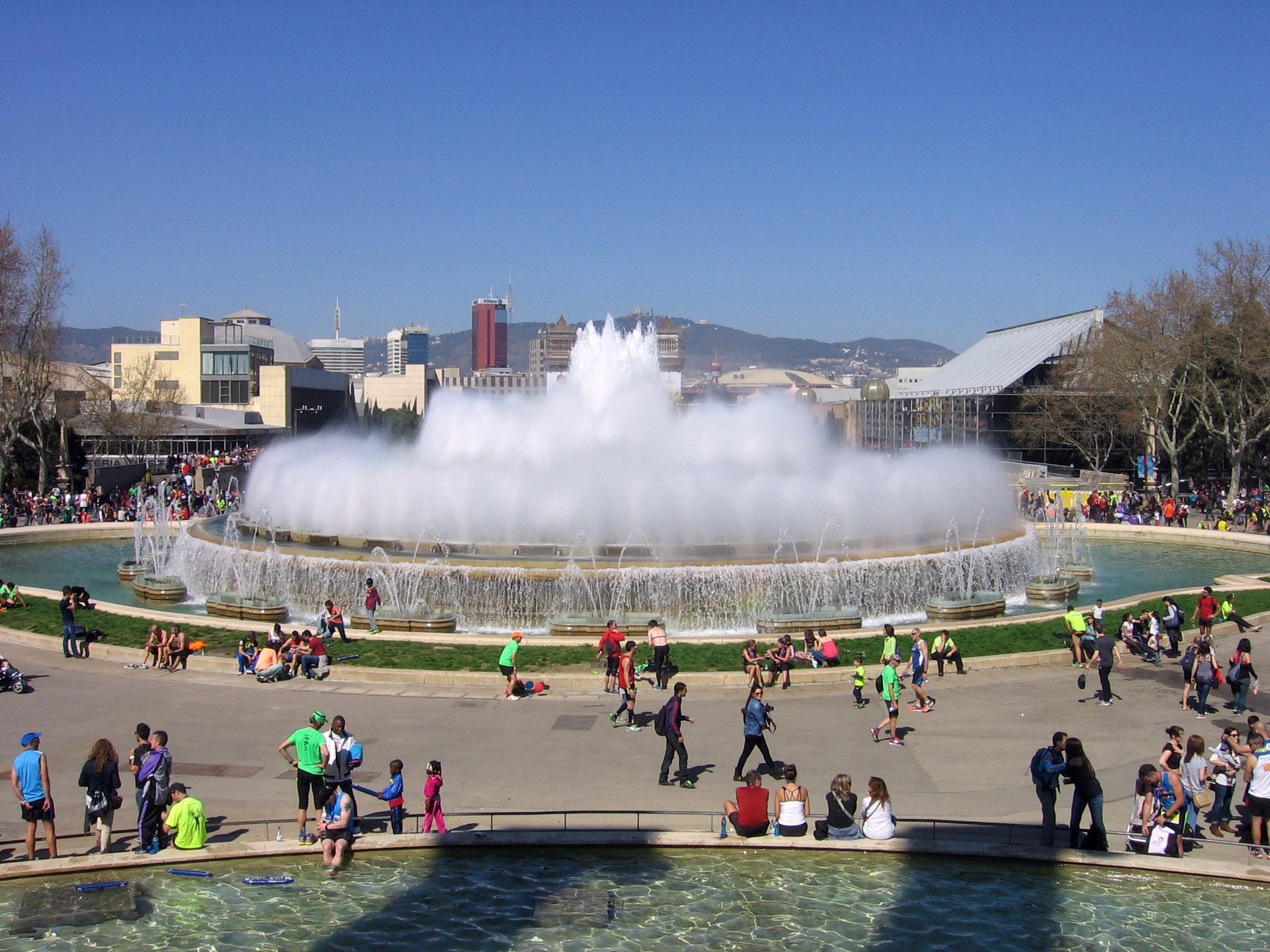
Font Màgica de Montjuïc (1927-1928), de Carles Buïgas

Un dels monuments més importants de l'Exposició fou la font monumental de la plaça d'Espanya, dissenyada per Josep Maria Jujol, amb una ornamentada decoració escultòrica obra de Miquel Blay i els germans Miquel i Llucià Oslé. D'inspiració clàssica, el sentit iconogràfic de l'obra representa una al·legoria poètica a Espanya. Sobre un estany de planta triangular se situa un edicle amb tres nínxols amb grups escultòrics que simbolitzen els rius que desemboquen als tres mars que rodegen la península Ibèrica: l'Ebre per la Mediterrània, el Guadalquivir i el Tajo per l'Atlàntic i unes figures d'adolescents per als rius del Mar Cantàbric, obra de Blay. Als vèrtexs de l'estany es troben tres grups que representen els fruits i dons de les aigües: l'Abundància, la Salut Pública i la Navegació, obra dels germans Oslé. Al voltant del cos central se situen tres columnes corínties amb diverses figures i emblemes que simbolitzen la Religió, l'Heroisme i les Arts, amb disseny de Jujol. Remata l'obra un peveter de foc amb tres Victòries, obra en bronze de l'escultor Frederic Llobet.
Entre la plaça d'Espanya i el Palau Nacional es va col·locar la font màgica de Montjuïc, obra de Carles Buïgas, que va admirar al públic pel seu fantàstic joc de llums i brolladors d'aigua. Encara avui és una obra emblemàtica de la capital catalana, on solen celebrar-se espectacles piromusicals en les festes de la Mercè. És de forma el·líptica, formada per tres estanys concèntrics a distints nivells, amb 65 m de diàmetre en la seva part més ampla. Té trenta jocs d'aigua diferents, amb les seves corresponents coloracions graduals, basades en cinc colors: groc, blau, verd, vermell i blanc. El seu motor de cinc bombes i 1.100 cavalls de potència fa brollar 2.600 litres d'aigua per segon. Pels jocs de llums en moviment va ser una obra precursora de l'art cinètic, tot i que en aquell moment se l'anomenà «lumiartècnica».

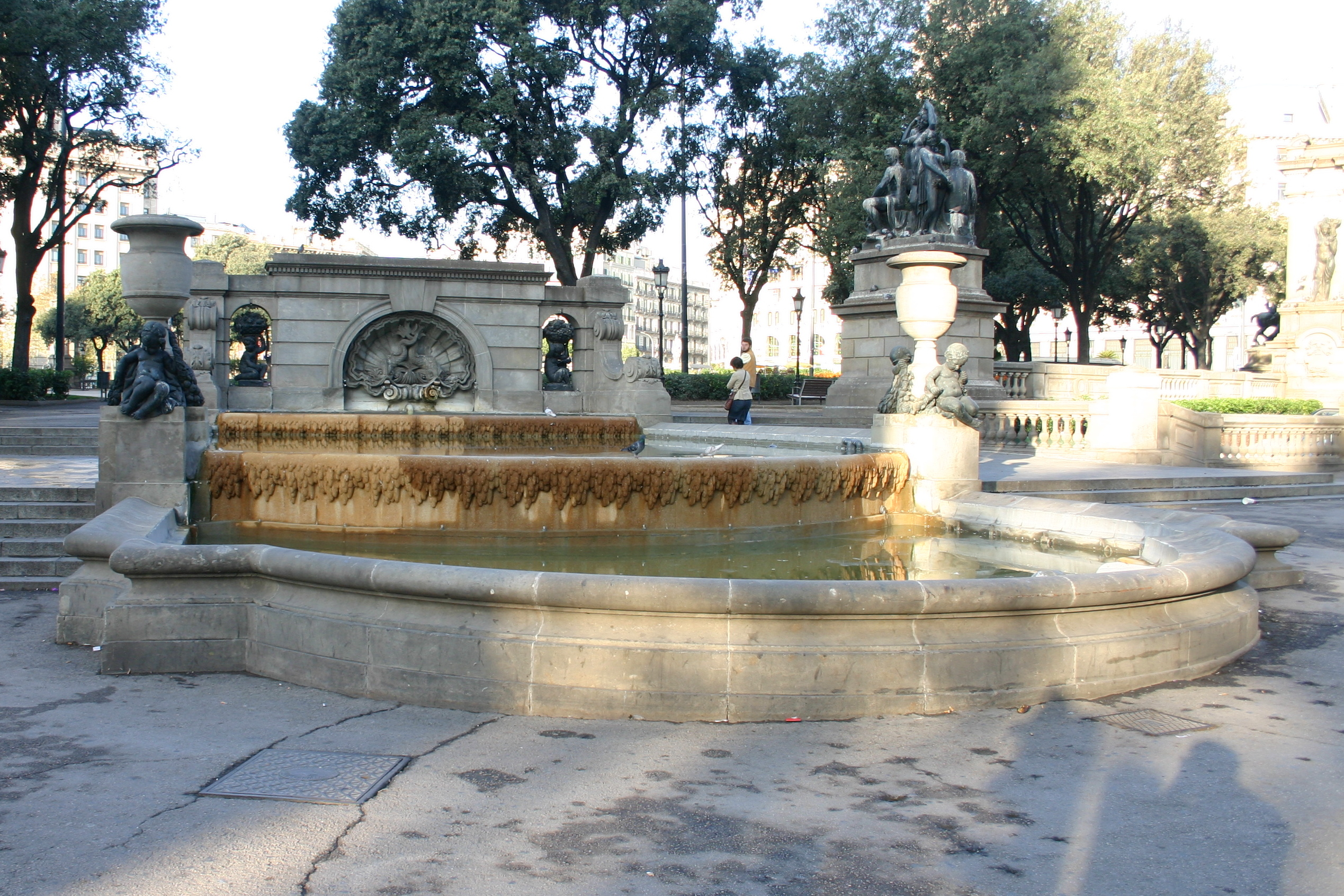
Font dels sis putti (1926), de Jaume Otero, plaça de Catalunya

L'any de l'Exposició es van realitzar altres dues fonts més a Montjuïc, la de la Maternitat i la del carrer Vivers, ambdues obres de Joan Borrell. La primera està situada a l'avinguda del Marquès de Comillas, enfront del Poble Espanyol; realitzada en pedra, presenta un alt relleu amb la figura d'una dona sostenint un nen en braços, en un estil que recorda el Renaixement florentí. La segona, situada al carrer Vivers, presenta igualment un relleu amb dos personatges clàssics, un home i una dona, vestits amb túnica i girats l'un cap a l'altre, dels quals es desconeix la seva iconografia.

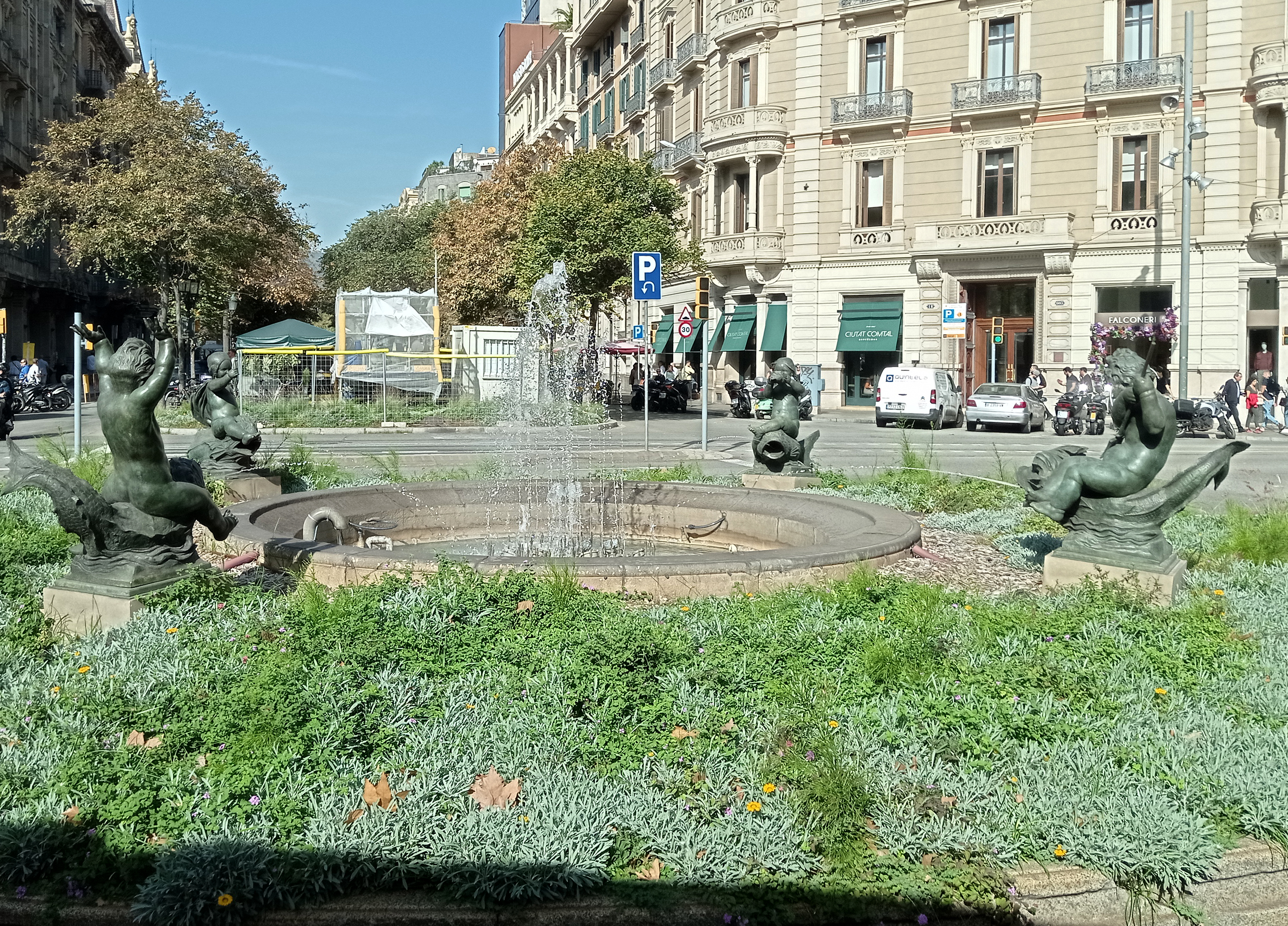
Nens cavalcant peixos (1928), de Frederic Marès

A més de les realitzacions en el recinte firal, com en l'anterior exposició es van efectuar diverses actuacions per tota la ciutat. La més important fou a la plaça de Catalunya, actualment un dels centres neuràlgics de la ciutat, però que antigament era una esplanada als afores del nucli antic, que no va començar a urbanitzar-se fins al 1902. Amb motiu precisament de l'Exposició es va dur a terme una reurbanització de tot l'espai de la plaça, amb un projecte de Francesc Nebot. Per a decorar la plaça s'organitzà un concurs públic el 1927, en el que es va decidir la instal·lació de vint-i-vuit escultures, entre elles la font dels Sis putti, de Jaume Otero. Es tracta d'una font amb una petita cascada, decorada, com el seu títol indica, per sis figures de putti, quatre entorn de la font i dos sota uns arcs a la seva part superior. A la paret del fons s'hi mostra el naixement de Venus, a l'arc central del mur, flanquejat per dos de més petits. Venus està representada en forma de petxina, amb dos peixos entrellaçats, i els dos putti que la flanquegen porten cistells de fruites. La font cau en tres estanys successius, els dos superiors ornamentats en forma d'espuma, representant la sang d'Urà, la qual en fecundar l'espuma del mar va donar origen a Venus; l'estany inferior tanca el conjunt, amb unes motllures de formes barroques. Els quatre putti inferiors es troben flanquejant dues gerres, i porten igualment cistells amb fruites.

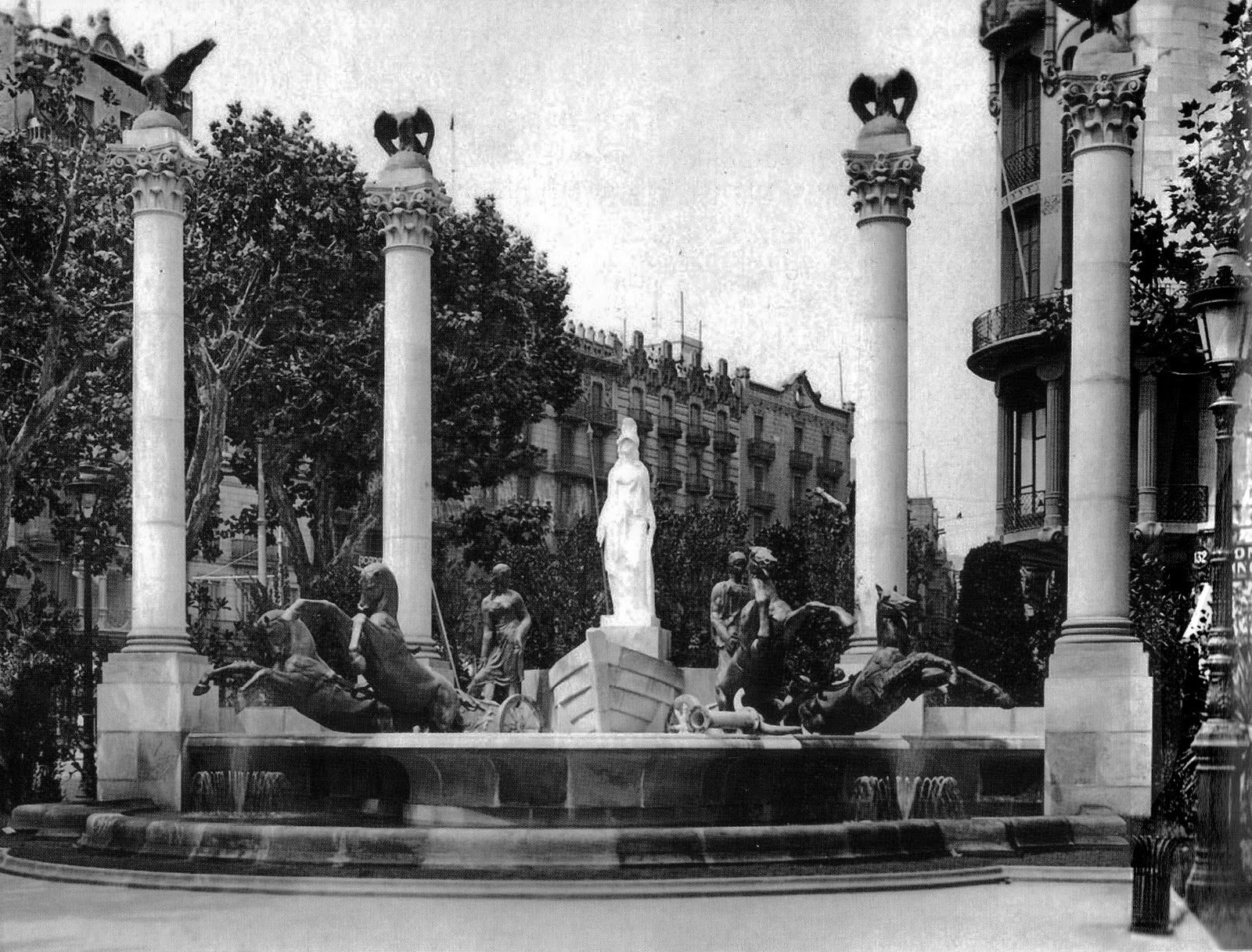
Font de l'Aurora (1929), de Joan Borrell, fotografia històrica amb el conjunt original, actualment desmembrat

Originalment estava també a la plaça el grup Nens cavalcant peixos (1928), de Frederic Marès, una font amb brolladors d'aigua i quatre de les figures que indica el títol, que fou traslladada el 1961 a la cruïlla de Gran Via i rambla de Catalunya. Les figures són dinàmiques i dotades d'una personalitat pròpia, cada una amb un segell diferencial: hi ha dos nens i dues nenes, els primers apareixen un amb un trident i altre amb els braços aixecats, mentre que les segones es troben una bufant una caragola i altra subjectant una serp.

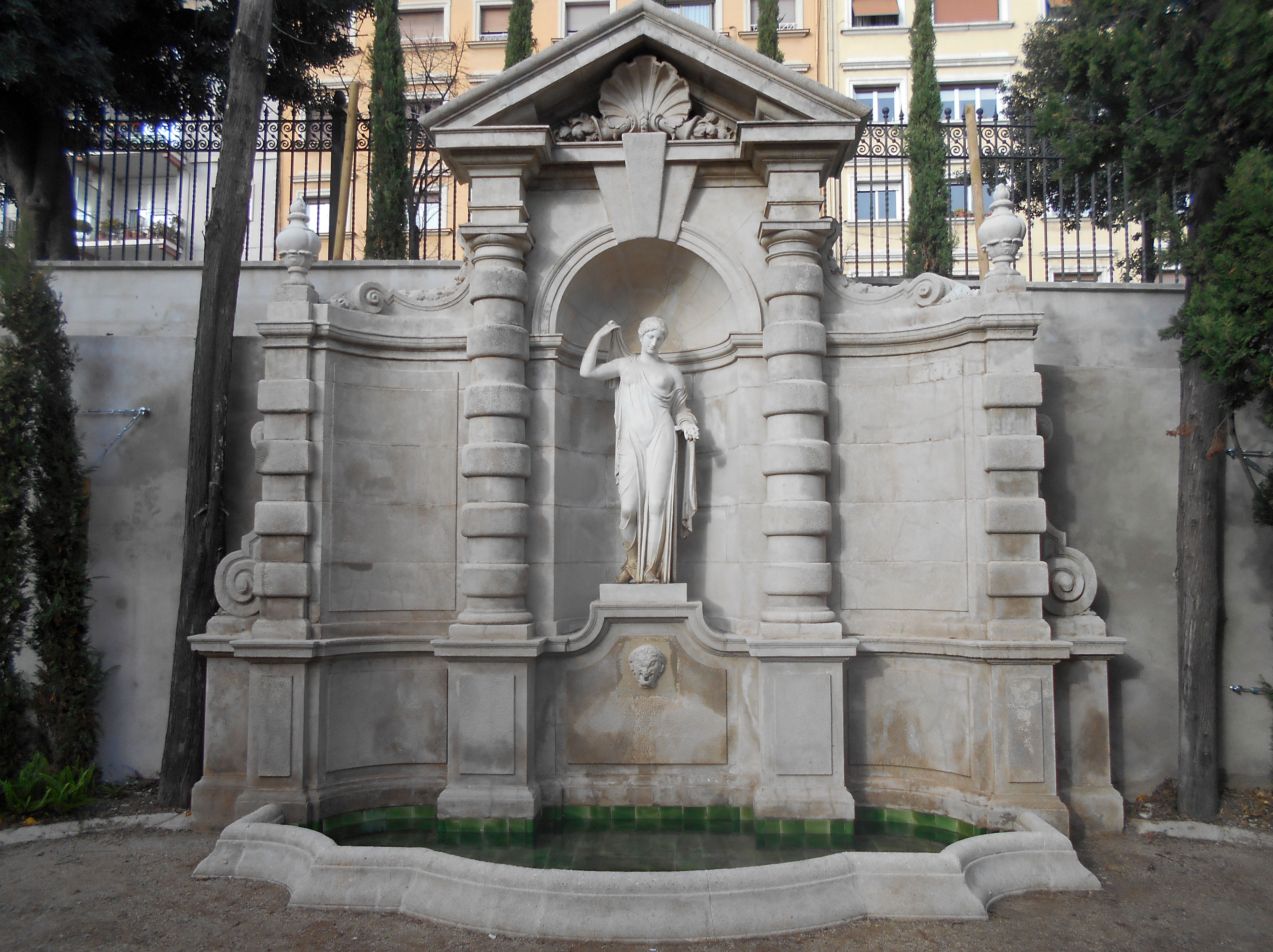
Font de la Venus de Fréjus, d'Adolf Florensa (1930), jardins del Doctor Pla i Armengol

Una altra font realitzada en el context de l'Exposició va ser la font de l'Aurora (1929), obra de Joan Borrell. Fou concebuda com a element ornamental per a decorar els Jardinets de Gràcia —actualment Jardins de Salvador Espriu—, situats a la part superior del passeig de Gràcia, realitzats per Nicolau Maria Rubió i Tudurí. L'obra comprenia un grup escultòric situat sobre un estany, que constava d'una figura central, Minerva, dempeus sobre una barca, que subjectava dues quadrigues tirades cadascuna per dos cavalls, una dirigida per Hèlios (el sol), i altra per Selene (la lluna), més dues nimfes situades als seus peus i unes columnes rematades per àligues. Malgrat tot, l'obra no va agradar als veïns, i el 1931 va ser desmuntada i guardada en un magatzem municipal. Alguns anys més tard, algunes de les seves peces van ser col·locades de manera separada en altres indrets de la ciutat: un dels carros, el d'Hèlios, va ser instal·lat el 1934 al Turó Park; una de les nimfes, titulada Nimfa que es pentina, es va situar a la plaça Joaquim Folguera el 1968; les àligues van ser ubicades al Zoo de Barcelona el 1969; la figura de Minerva va ser col·locada el 2003 al passeig de Santa Madrona, a Montjuïc, en una fornícula de l'Institut Cartogràfic de Catalunya; i la figura de Selene fou col·locada el 2014 a l'avinguda de Vallcarca, prop de la plaça de Lesseps.
Passada ja l'Exposició i ja en l'àmbit privat convé recordar la Font de la Venus de Fréjus, dissenyada en estil noucentista per Adolf Florensa el 1930. Es troba a la porta d'entrada de l'antiga finca de l'Institut Ravetllat-Pla, actualment jardins del Doctor Pla i Armengol. Presenta un petit estany polilobulat i un edicle amb un nínxol central amb una escultura de Venus i rematat per un frontó, així com dues ales laterals de forma còncava i rematades amb volutes i gerros de pedra, separades del cos central per columnes faixades. L'estàtua de Venus és una còpia de la Venus de Fréjus (c. segle iv aC, Museu del Louvre, París), d'un estil derivat de Fídies.

#### Segona República i dictadura franquista

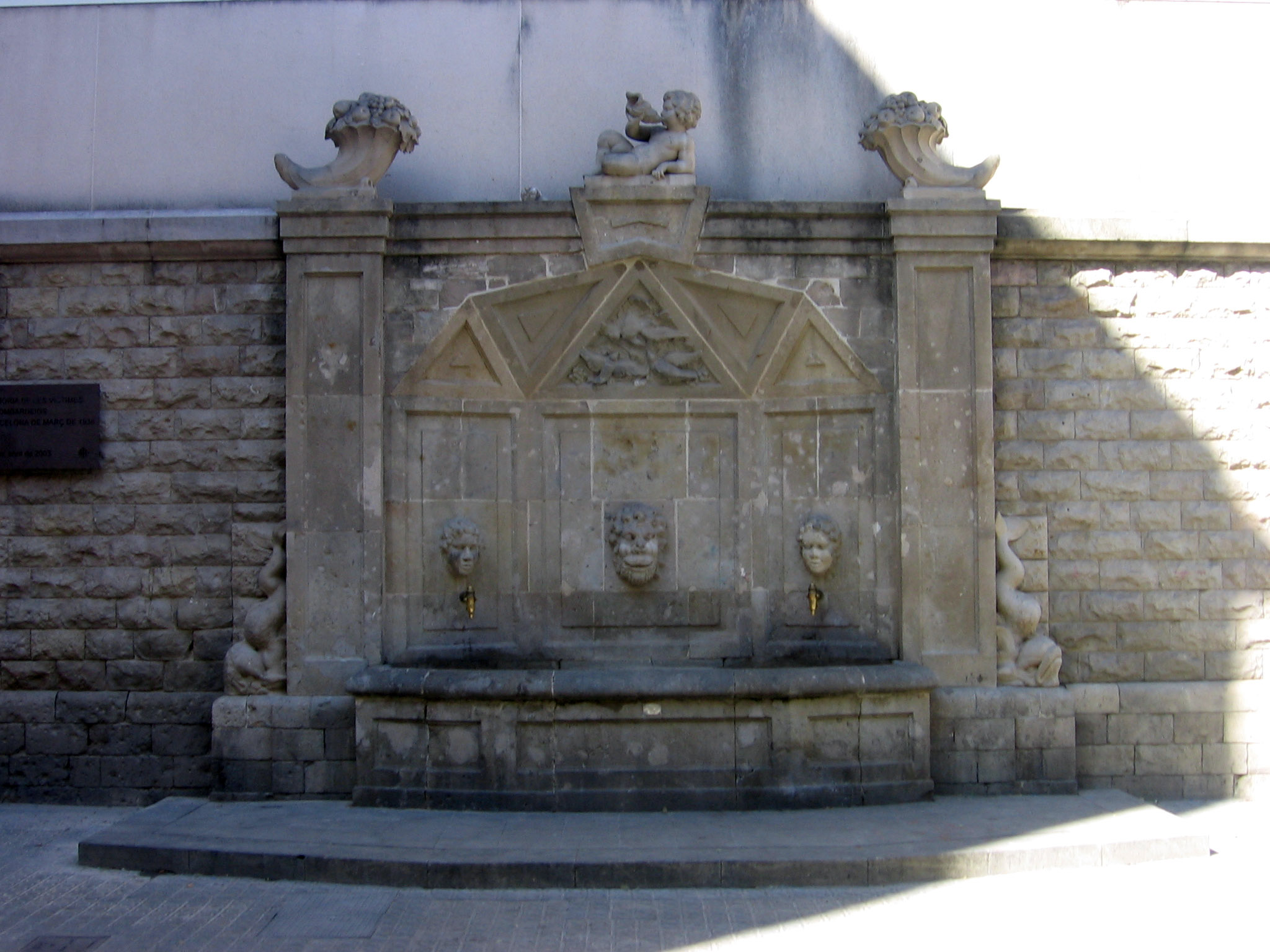
Font del Carme (1931), de Josep Goday, plaça de Joan Amades

Durant els anys de la Segona República i la Guerra Civil no es van realitzar excessius monuments, a causa de la inestabilitat política i la convulsa situació del país. Pel que fa a fonts, únicament es va realitzar el 1931 la font del Carme, a la plaça de Joan Amades, obra de Josep Goday. Feta en pedra, presenta un estil noucentista que malgrat tot recorda les fonts gòtiques, principalment a causa dels mascarons. La font està adossada al mur del col·legi Milà i Fontanals, i presenta un cos central amb una pica inferior sobre la qual se situen tres mascarons, el central en forma de cap de lleó i els laterals de joves xicots, que originalment vessaven l'aigua per la boca, funció efectuada en l'actualitat per unes aixetes; sobre aquests mascarons se situa un relleu amb ocells, i el cos central està coronat amb un angelot tocant un corn; als laterals es troben unes pilastres rematades per cornucòpies i amb unes figures de peixos als laterals inferiors.

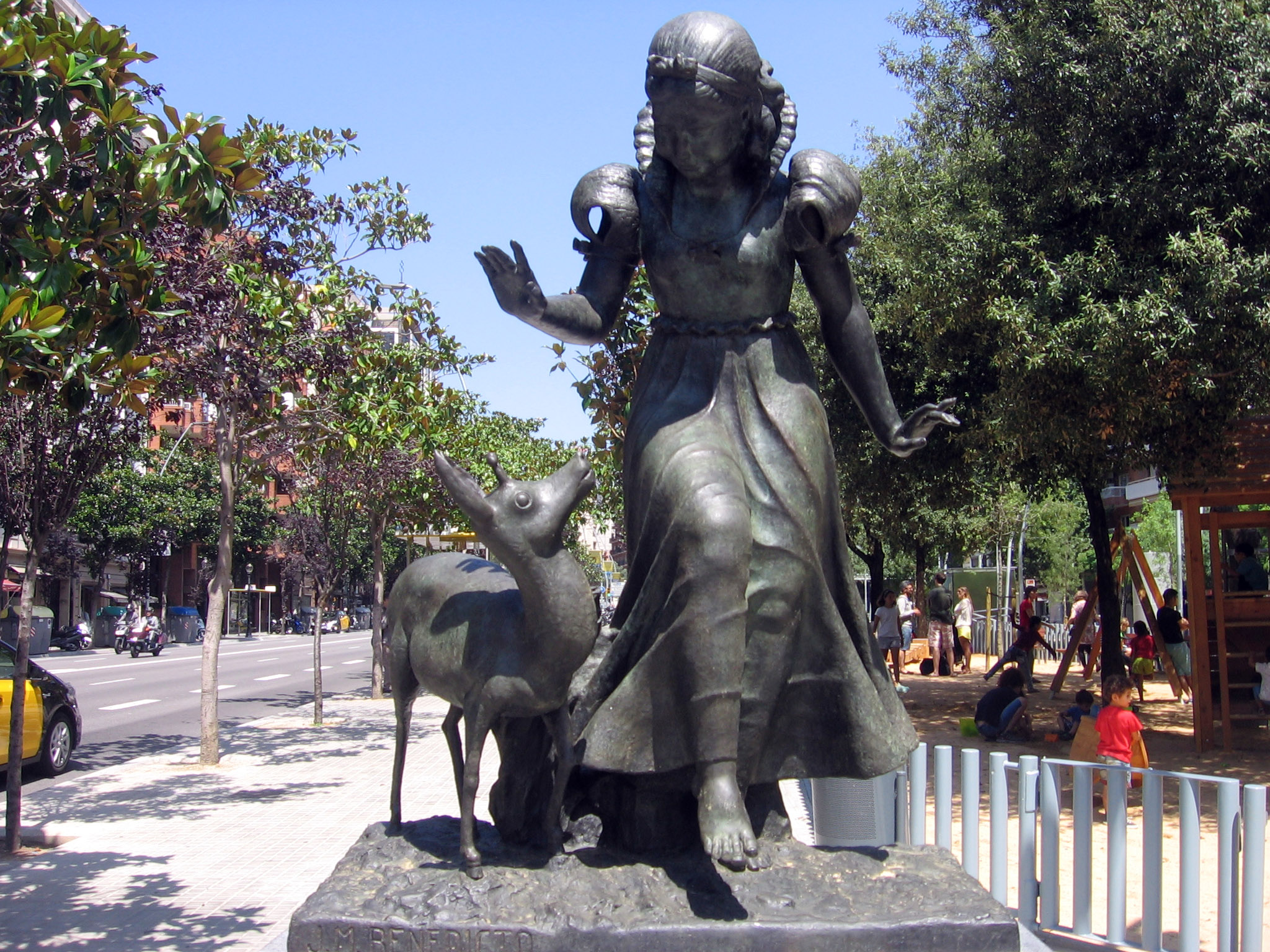
Font de Blancaneu (1947), de Josep Manuel Benedicto, plaça de Gal·la Placídia

Després de la guerra es va reprendre la instal·lació de fonts i monuments a la ciutat. El 1947 es van instal·lar dues fonts als districtes de l'Eixample i Gràcia, seguint amb la tradició iniciada als anys 1910-1920. Ambdues van ser obra de Josep Manuel Benedicto, realitzades en bronze sobre una base de pedra. La primera, la font de Blancaneu, se situà a la plaça de Gal·la Placídia, i representa al famós personatge dels germans Grimm abillada com en la pel·lícula de Walt Disney, acompanyada d'un cervatell. L'altra fou la font del Nen Pescador, a Diagonal amb Casanova, composta per la figura d'un nen que sosté a la seva mà esquerra un peix que acaba d'agafar, mentre que aixeca la dreta en senyal de victòria; als costats es troben dos tritons elaborats igualment en bronze.
Dos anys després s'instal·là la font de Rut a la plaça de la Virreina, realitzada per Josep Maria Camps i Arnau en bronze. Representa al personatge bíblic protagonista del Llibre de Rut, una dona moabita vídua i sense fills, símbol de la fidelitat familiar. Apareix dempeus amb un ram d'espigues, en actitud d'avançar, amb un moviment emfatitzat pels plecs de la roba.

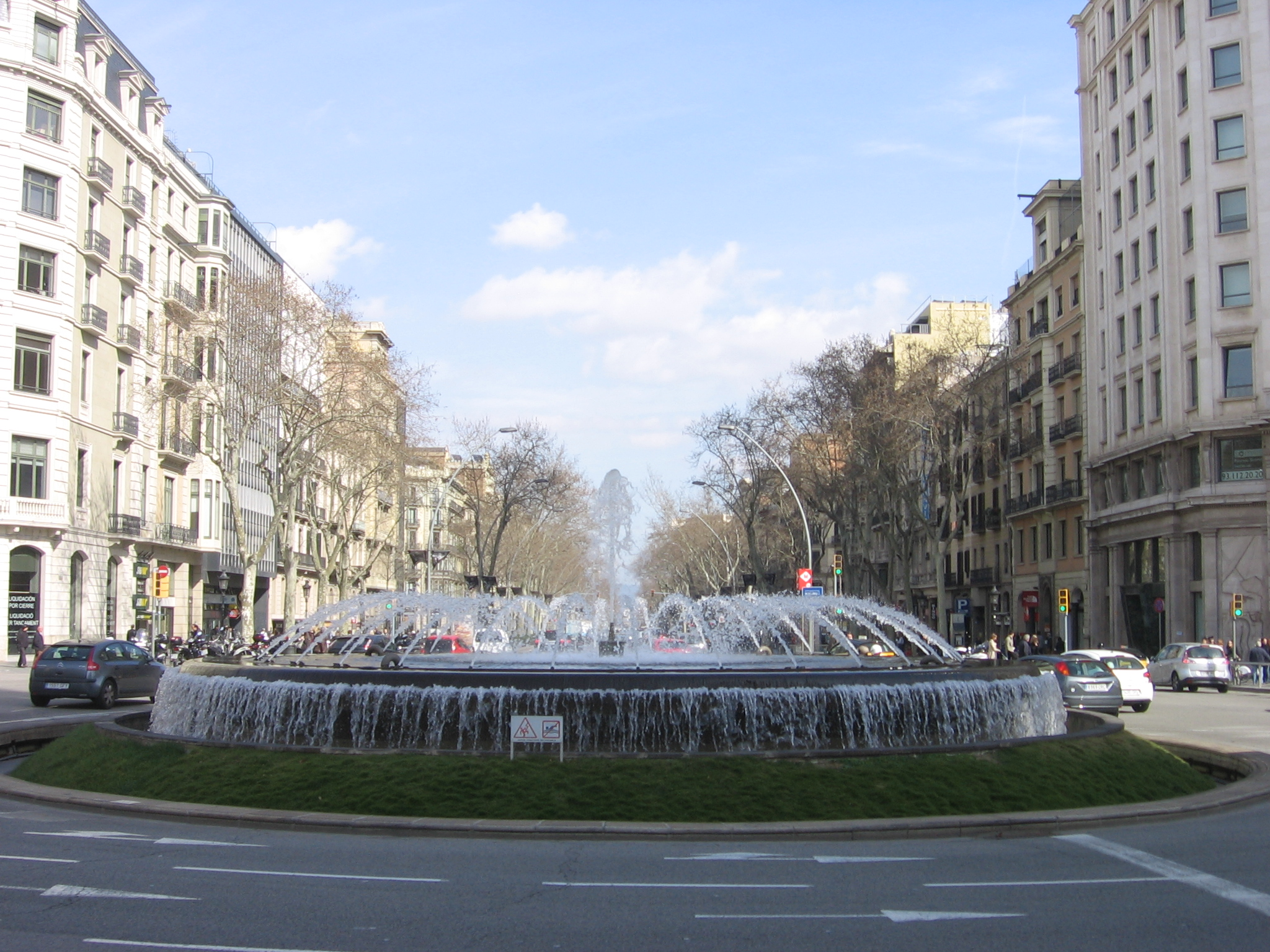
Font monumental del passeig de Gràcia (1952), de Josep Soteras i Mauri

El 1952, en el transcurs d'una sèrie de reformes portades a terme a tota la ciutat amb motiu del XXXV Congrés Eucarístic Internacional, s'instal·là a la cruïlla de la Gran Via amb el passeig de Gràcia una font monumental, realitzada per Josep Soteras i Mauri. Està composta per una gran tassa de 13,5 metres de diàmetre, amb divuit brolladors que envolten un de central que assoleix els 17 metres d'altura, rodejada per un talús de gespa que acull els llums que fan joc amb l'aigua. Realitzada sense gaire pressupost, la seva execució respon més a l'ornamentació d'una rotonda per a regular el trànsit que no a la monumentalitat de les fonts d'aquestes característiques.
El 1955 es va col·locar als Jardins del Doctor Fleming el Monument a Alexander Fleming, obra de Josep Manuel Benedicto. La font es troba en una fornícula a la paret de l'Acadèmia de Medicina, i consta d'una pica amb un mascaró que vessa l'aigua, sobre el qual se situa un bust del descobridor de la penicil·lina.
Poc després, el 1958, s'inaugurà a la plaça de la Vila de Madrid la font de la Maja madrilenya, obra de Lluís Montané. Està formada per un pedestal de pedra de forma prismàtica, amb piques als seus quatre costats sobre les quals vessen aigua uns peixos, i amb petxines marines en les quatre cantonades, així com els escuts de Madrid i Barcelona; sobre aquest pedestal s'aixeca la figura de la Maja, elaborada en marbre, la qual porta un vestit típic i duu la mà esquerra al pit, on sosté un ventall.
A l'any següent s'instal·là al pati del Palau Episcopal de Barcelona una font amb una columna al capitell de la qual es troben quatre boques d'aigua en forma de cap d'àngel, al centre d'un petit parterre rodejat de quatre fanals. Sobre la columna es troba una imatge de la Mare de Déu, titulada Mater Divinae Gratiae, obra original de Josep Maria Camps i Arnau que va ser substituïda el 1959 per altra de Tomàs Bel i Sabatés a causa de l'erosió de la pedra.
Aquell mateix any es va col·locar a la plaça Brugada la font de Carmen Amaya, obra de Rafael Solanic. Dedicada a la cèlebre bailaora, està elaborada en pedra i adossada al mur de la plaça, on un arcosoli acull un relleu amb cinc figures de nens nus, dos tocant la guitarra i altres tres ballant, motiu que va provocar la protesta del rector de la zona, al qual va contestar la mateixa ballarina argüint que eren angelets, i que aquests sempre van nus. La font es troba al costat del passeig Marítim de la Barceloneta, on durant la postguerra es trobava el barri de barraques del Somorrostro, on va néixer Amaya.

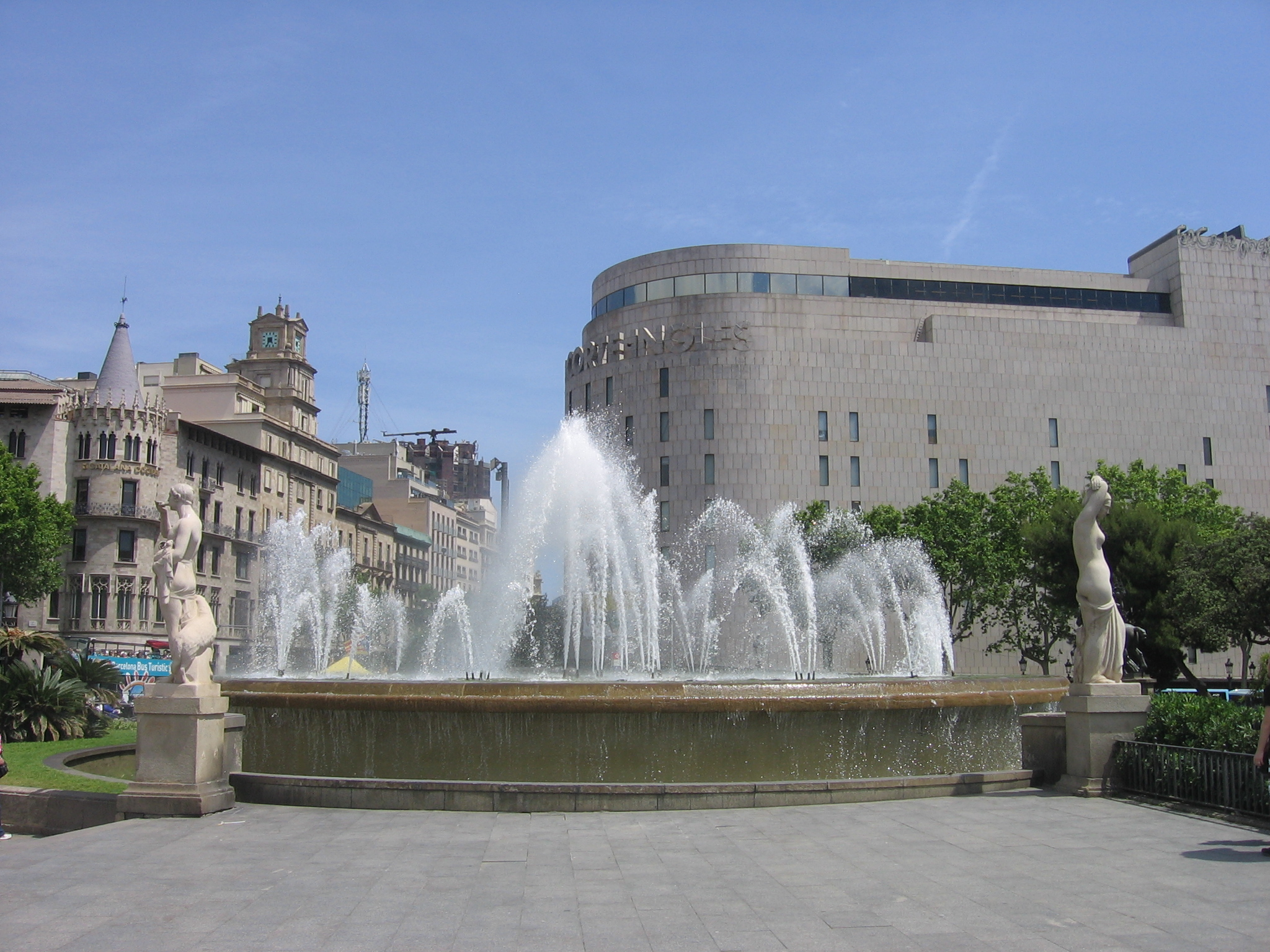
Font de la plaça de Catalunya, costat Besòs

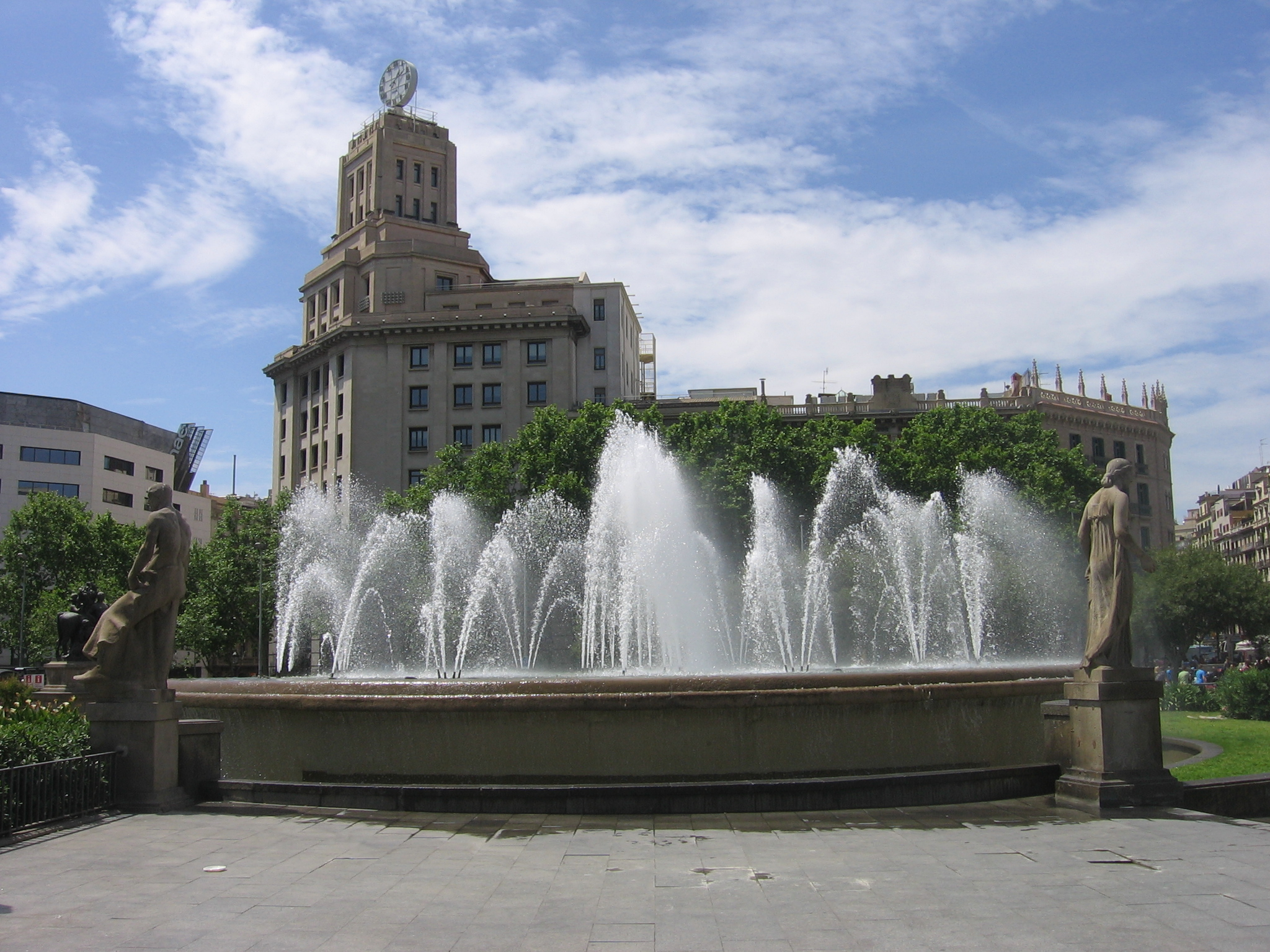
Font de la plaça de Catalunya, costat Llobregat

El mateix 1959 es va decidir la col·locació de dues fonts monumentals a la terrassa superior de la plaça de Catalunya, situades a la galeria d'estàtues procedents de l'Exposició de 1929. Van ser obra de Fernando Espiau Seoane, i són dues fonts bessones de 21,60 metres de diàmetre, de forma circular, amb una sèrie de brolladors laterals i un de central de major altura. Aquestes fonts van substituir la dels Nens cavalcant peixos de Frederic Marès, la qual va ser traslladada a la Gran Via amb rambla de Catalunya.
El 1961 s'inaugurà a la plaça Adrià la font de la Lliçó, obra de Manuel Silvestre de Edeta. Sobre un pedestal d'obra vista s'aixeca una escultura realitzada en pedra de dues joves abraçades, una amb un llibre a les mans que llegeixen les dues simultàniament. Aquesta font formava part d'un conjunt de deu escultures premiades en un concurs organitzat aquell any per decorar diversos espais verds de la ciutat.
A l'any següent s'instal·là a la plaça de Sant Felip Neri una font dissenyada per l'arquitecte Joaquim de Ros i de Ramis, formada per una tassa octogonal, sobre la qual s'aixecava una columna d'uns tres metres d'altura, amb una tassa circular de menor mida en la seva part inferior, i coronada per una estàtua de sant Sever, obra de Josep Miret. Aquesta figura va ser robada a l'any següent i substituïda per una estatueta del mateix autor coneguda com L'estudiant, igualment sostreta a finals dels anys 1970. Actualment, tan sols queda el cos de la font.
A l'avinguda del Paral·lel es va col·locar el 1966 la font de la Violetera, de Josep Viladomat. Elaborada en bronze, està dedicada a la cantant Raquel Meller, popular intèrpret de la cançó La Violetera. L'escultura retrata a la cupletista abillada amb un vestit d'època i amb un cistell de violetes a la mà. Viladomat es va basar en fotografies de joventut de la cantant, i pel vestit va encarregar un disseny original a una modista. Del conjunt destaca la postura de lleuger moviment i el detallisme als plecs de la roba.
Durant els anys 1960 i 1970 es van produir nombroses actuacions al conjunt de parcs i jardins, els quals van viure una època d'esplendor sota les directrius de Lluís Riudor i Joaquim Casamor. Entre 1963 i 1967, gràcies a la donació a la ciutat del Castell de Montjuïc, es va crear als seus voltants els Jardins del Mirador de l'Alcalde, amb una font dissenyada per Carles Buïgas al pendent d'un turó, on a través d'una sèrie de terrasses cau l'aigua des d'uns brolladors situats a la part superior fins a un estany a la inferior. Per altra banda, el 1970 es van constituir entorn del Palauet Albéniz, residència de la Família Reial a Barcelona, els Jardins de Joan Maragall, els quals presenten un ampli conjunt de fonts i estanys, així com més de vint escultures. Destaquen dues fonts bessones situades a cada costat del palau, decorades amb escultures de nens tritons; unes cascades situades enfront del palau decorades amb escultures femenines de Luisa Granero; i un estany amb quatre angelots que sostenen respectivament un peix, una flauta, una granota i una caragola de mar, elaborats igualment per Luisa Granero.

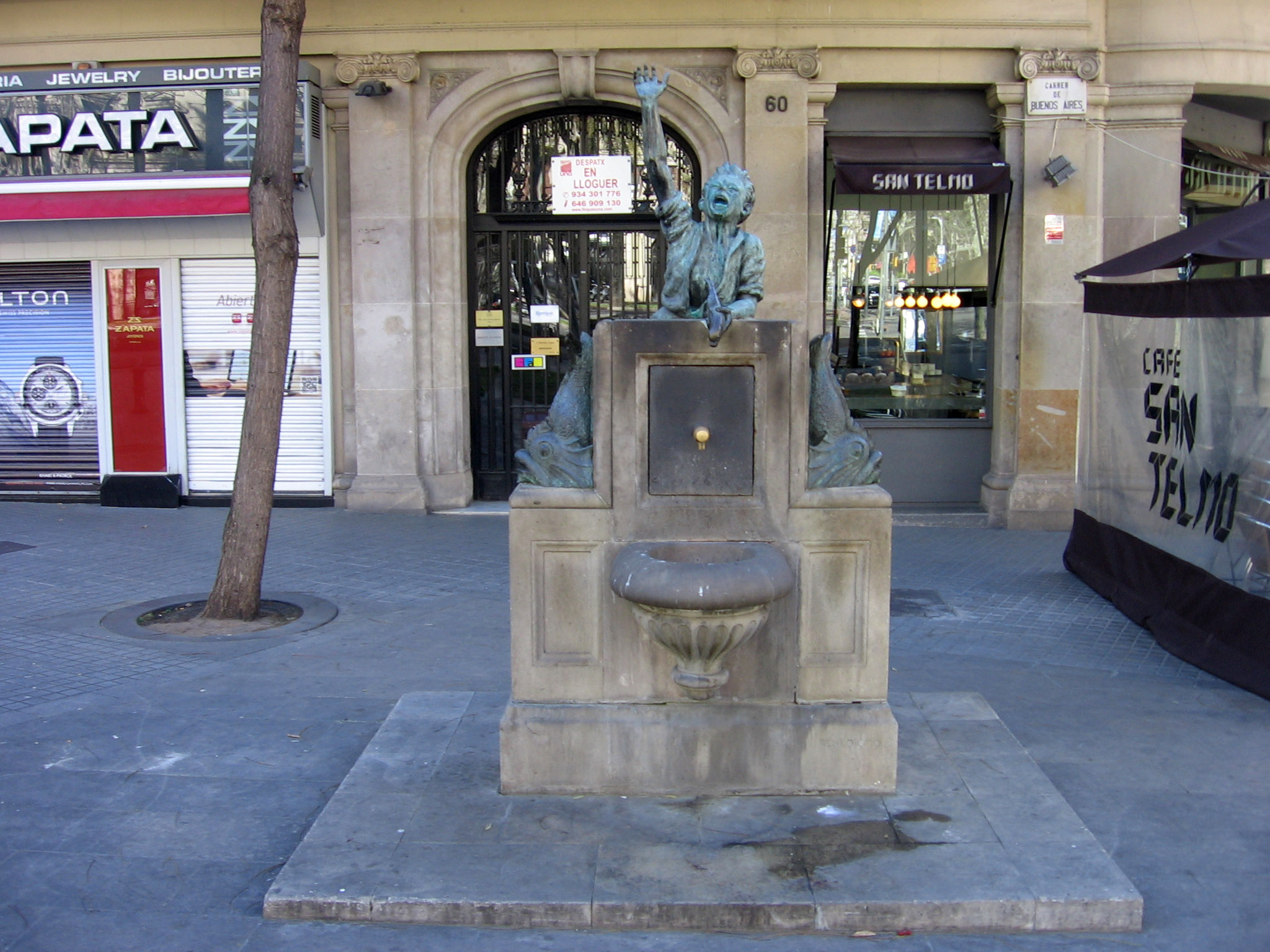
Font del Nen Pescador (1947), de Josep Manuel Benedicto, Diagonal amb Casanova
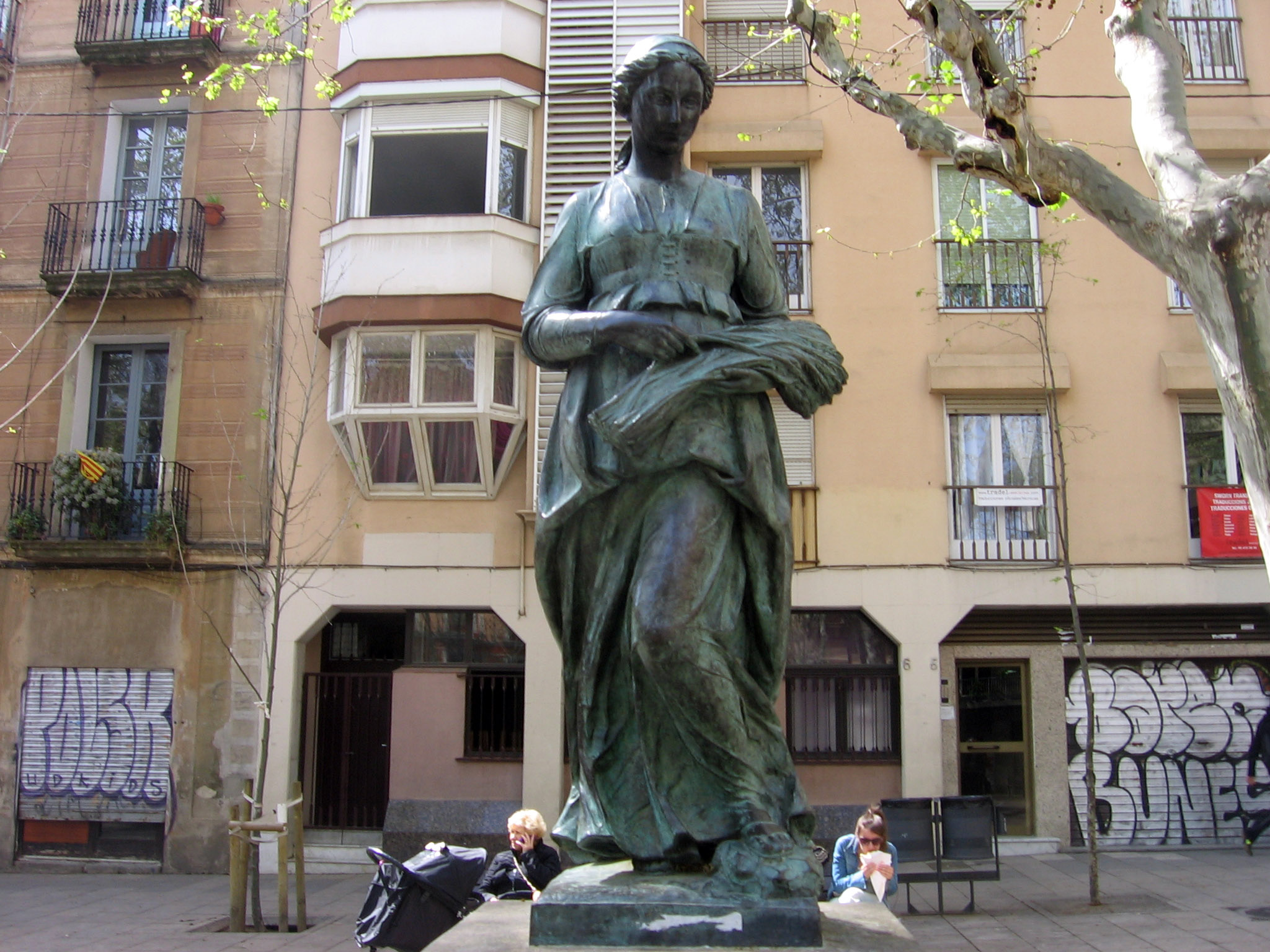
Font de Rut (1949), de Josep Maria Camps i Arnau, plaça de la Virreina
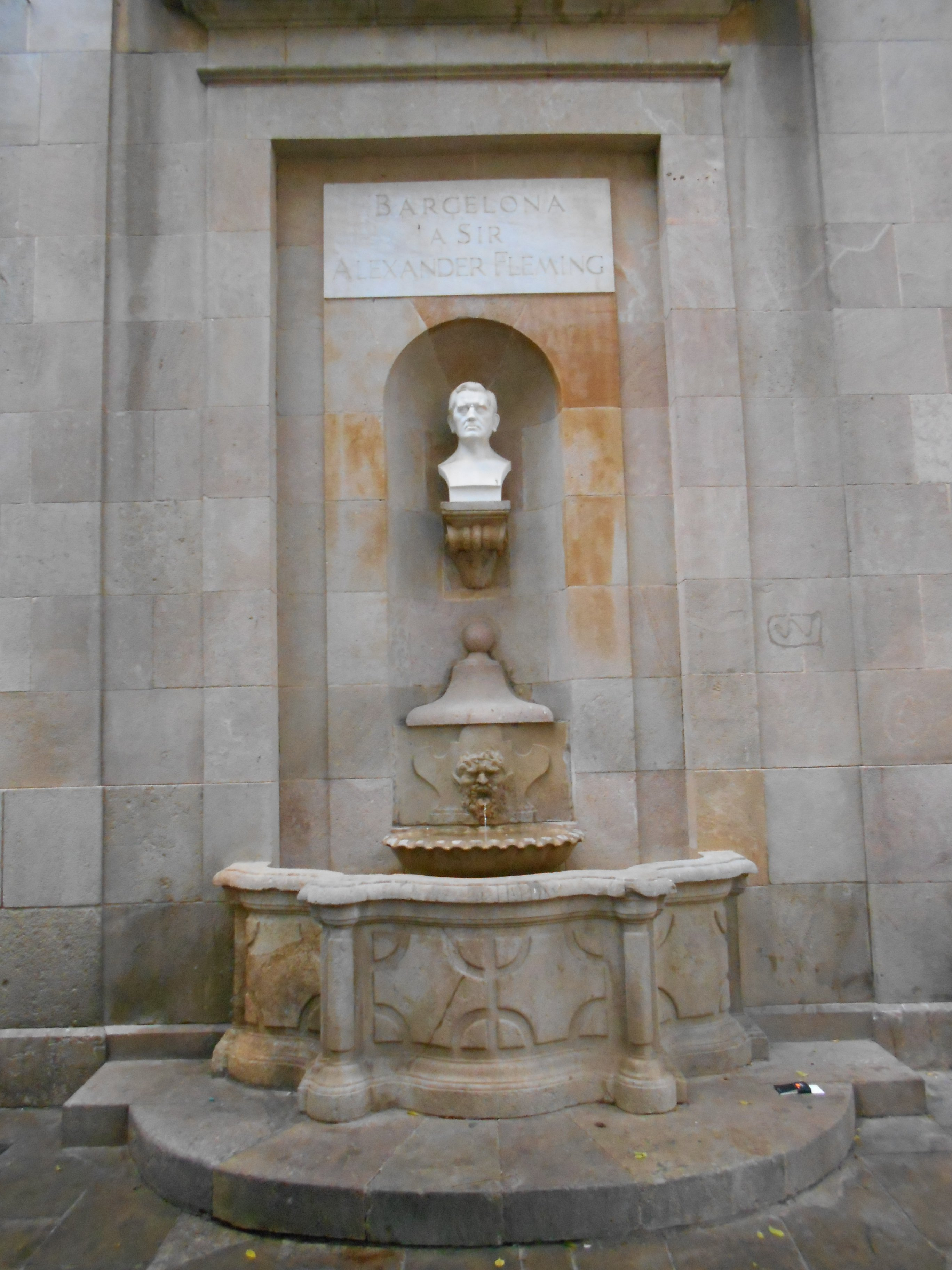
Monument a Alexander Fleming (1955), de Josep Manuel Benedicto
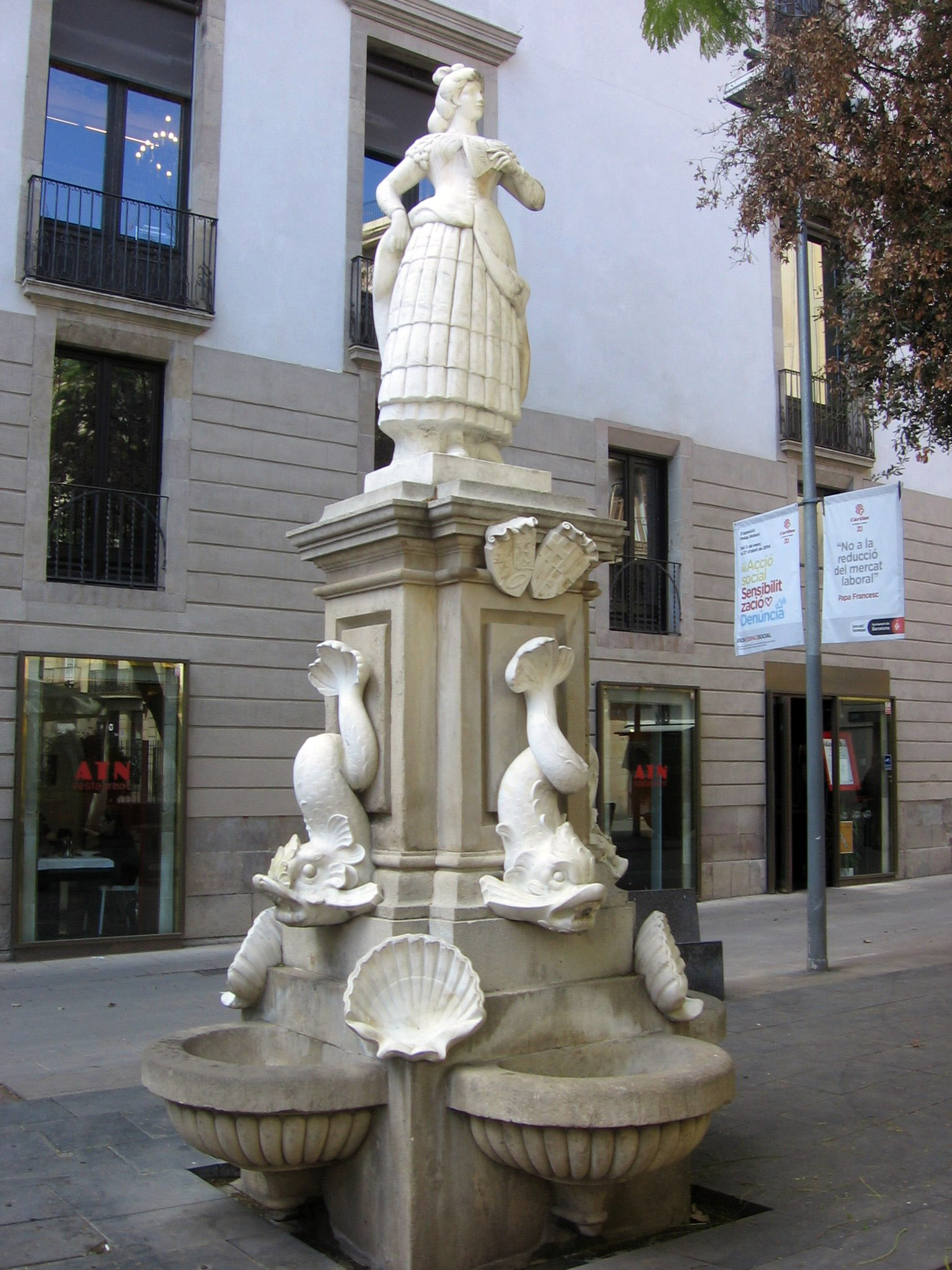
Font de la Maja madrilenya (1958), de Lluís Montané, plaça de la Vila de Madrid
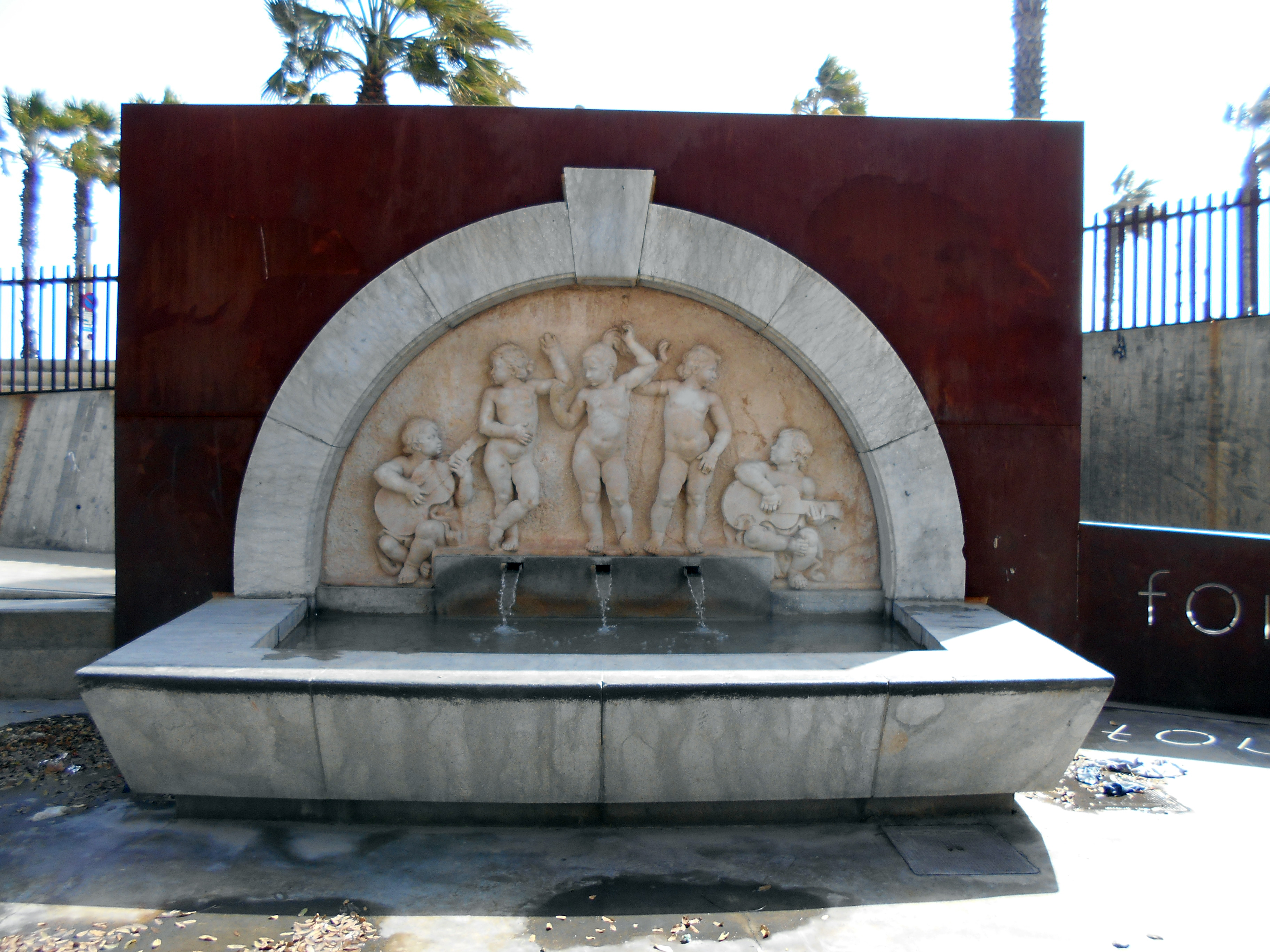
Font de Carmen Amaya (1959), de Rafael Solanic, plaça Brugada
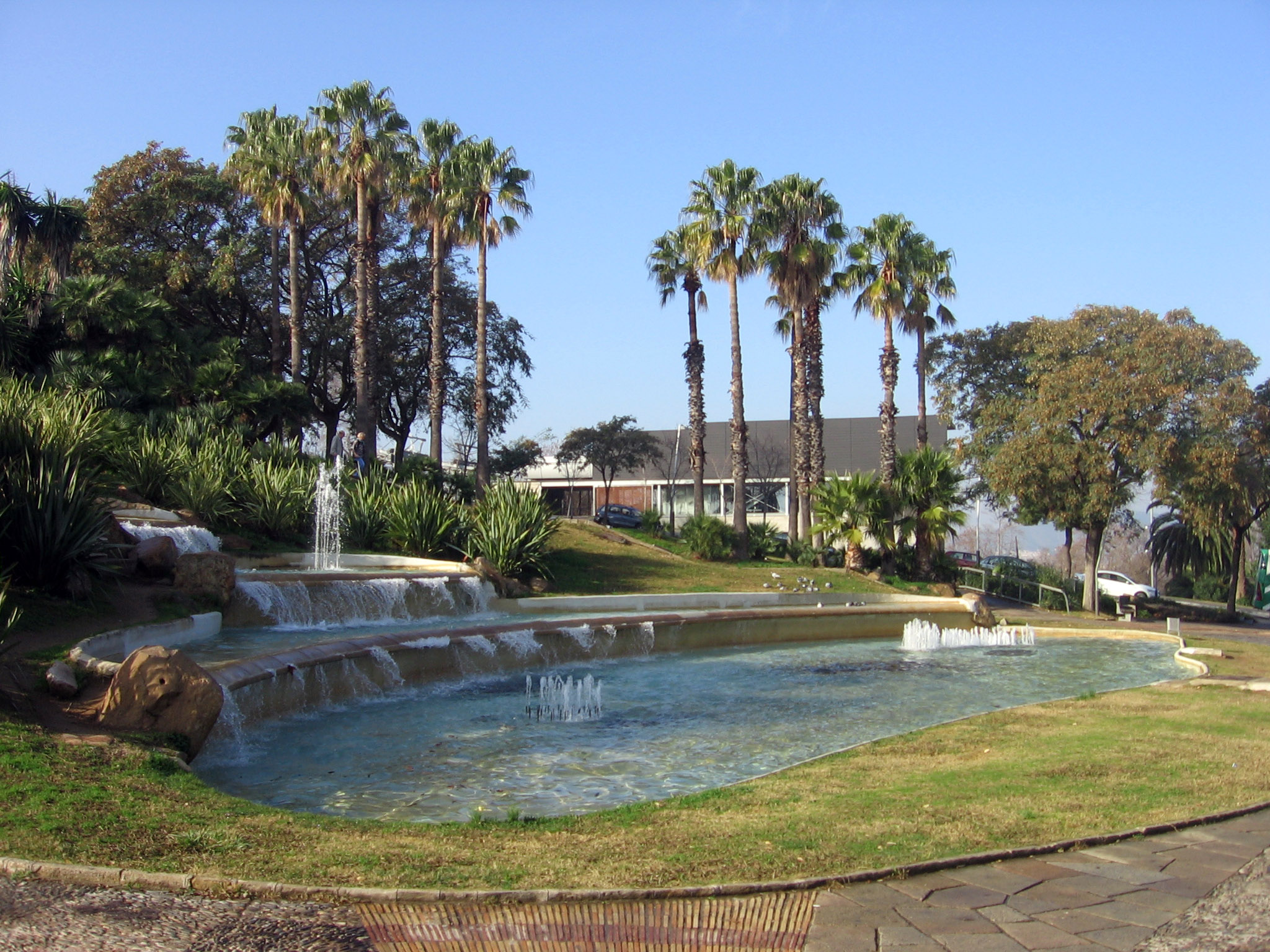
Font dels Jardins del Mirador de l'Alcalde (1963-1967), de Carles Buïgas
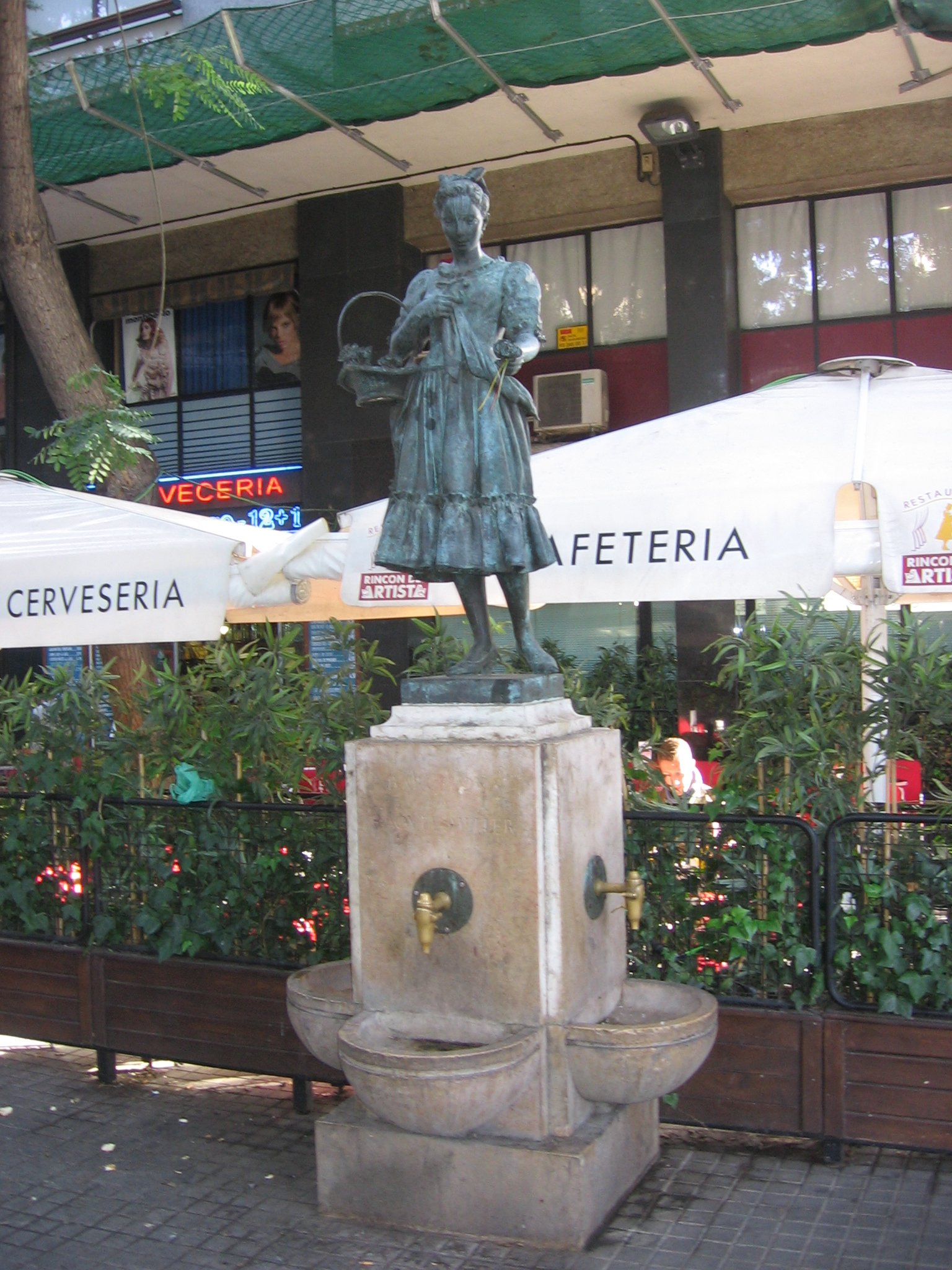
Font de la Violetera (1966), de Josep Viladomat, avinguda del Paral·lel
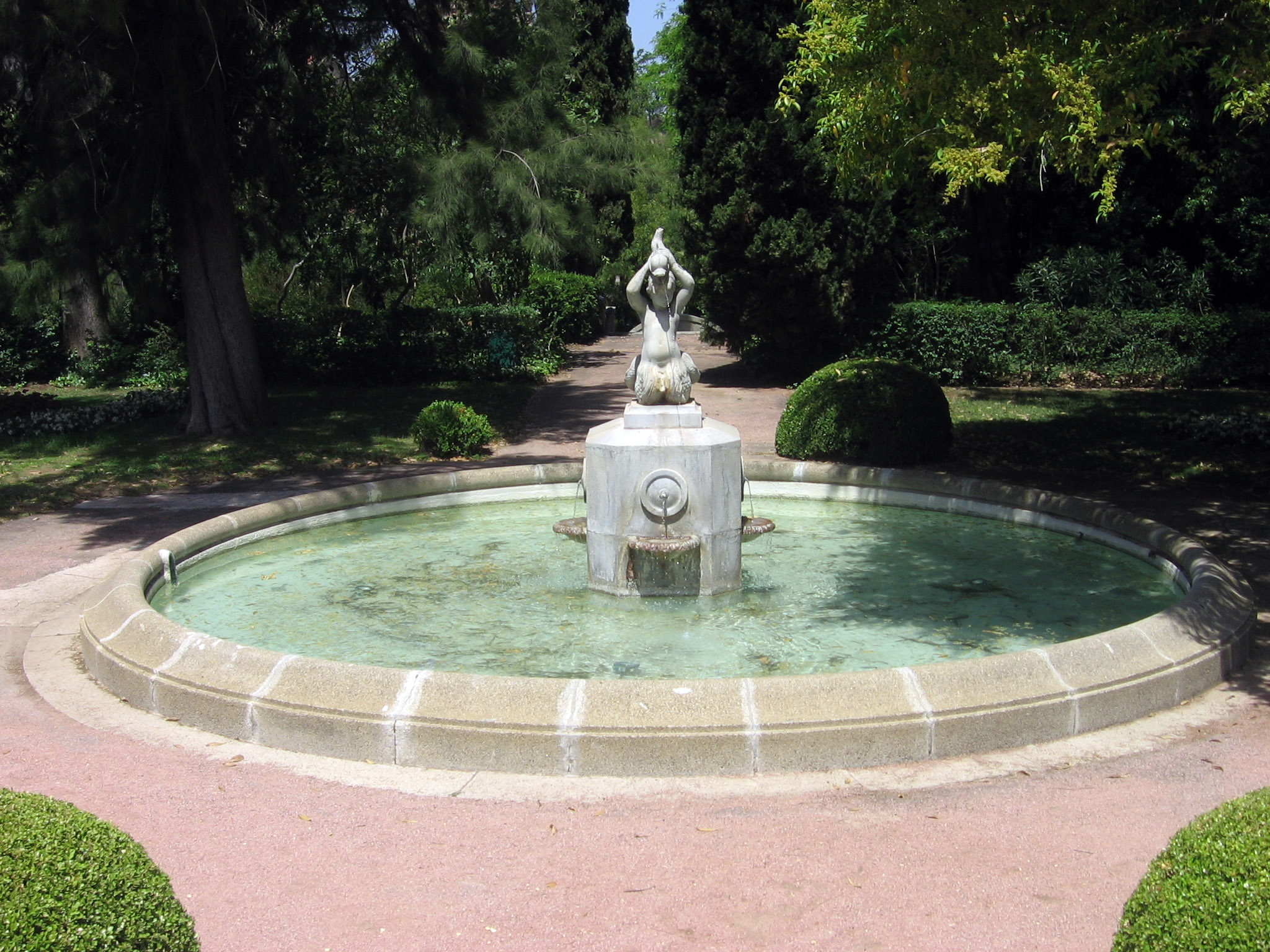
Font dels Tritons (1970), Jardins de Joan Maragall

#### Democràcia

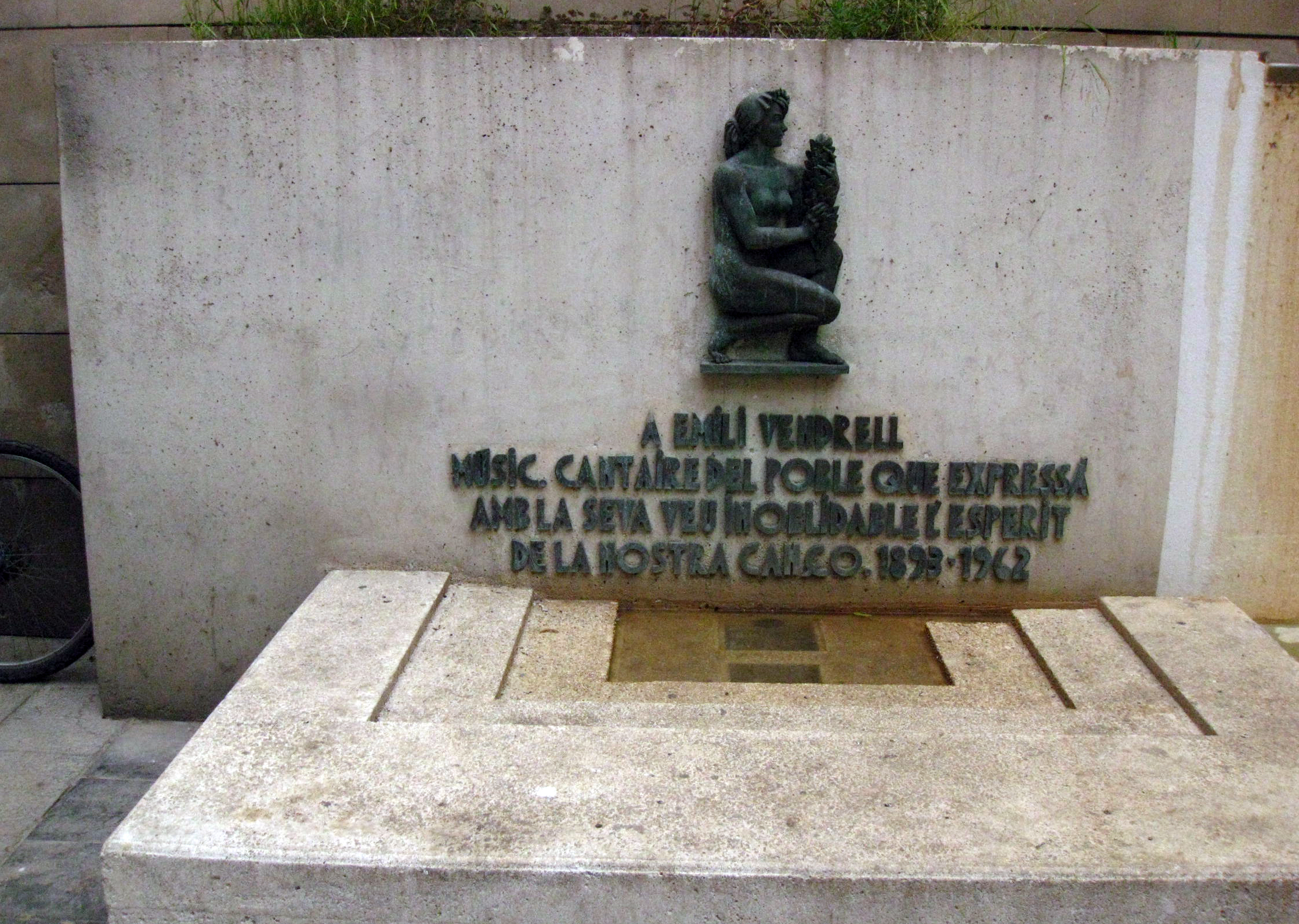
A Emili Vendrell (1982), de Rafael Solanic

Amb l'arribada de la democràcia s'inicià un nou període en l'elaboració de fonts i monuments a la ciutat. Estilísticament, es va fer una clara aposta per l'art contemporani i per la incorporació d'obres d'artistes de renom d'arreu del món. Els consistoris de Narcís Serra i Pasqual Maragall van fer una aposta directa per l'art a la ciutat com a mitjà de prestigi i promoció de la imatge pública a l'estranger.
Malgrat tot, des de l'inici de la democràcia el 1975 la creació de noves fonts es va fer esperar, i fins al 1982 no es va donar un dels primers exponents: A Emili Vendrell, situada a la plaça que porta el nom d'aquest tenor i intèrpret de cançons populars catalanes. Obra dels arquitectes Beth Galí i Rosa Maria Clotet i l'escultor Rafael Solanic, està realitzada en pedra amb relleus de bronze. La font està adossada a la paret de la plaça, i presenta una imatge de La Balanguera, la filadora protagonista de la famosa cançó popularitzada per Vendrell, al costat d'una inscripció en memòria del cantant.
El 1983 s'instal·là la font de la plaça dels Països Catalans, obra dels arquitectes Helio Piñón i Albert Viaplana, amb un disseny avantguardista i antifiguratiu format per uns porxos metàl·lics i un paviment de formigó, marbre i granit, on es van situar uns brolladors formats per una sèrie de columnes metàl·liques d'altura creixent situades en dues fileres convergents, de la part superior de la qual surten uns raigs d'aigua que cauen sobre el paviment de granit rosa.

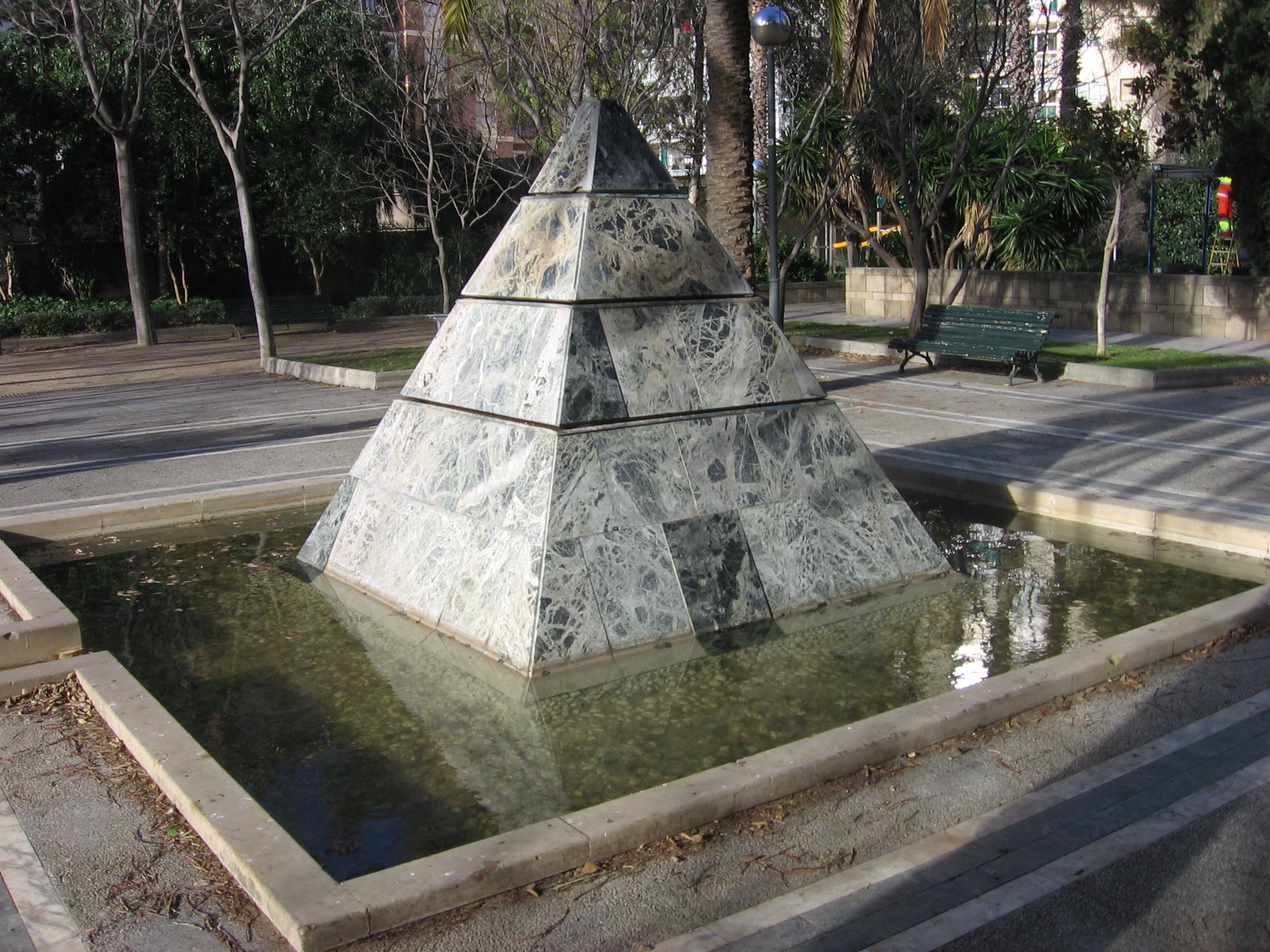
Font de la Piràmide (1984), parc de Can Sabaté

A l'any següent s'inaugurà el parc de Can Sabaté, on s'ubica un estany que acull una piràmide de marbre verd de 2,40 metres d'altura, de la qual surt un raig d'aigua que transcorre per un canal d'uns 50 metres de longitud fins a un altre estany rodejat per una columnata de vuit columnes truncades.
El 1985 es va construir a l'avinguda Gaudí —enfront de l'Hospital de Sant Pau— una font decorativa realitzada en pedra arenisca i acer inoxidable, obra de Màrius Quintana, amb una forma abstracta que contrasta amb l'edifici modernista que li serveix de teló de fons. Aquell any s'inaugurà també la font de la plaça Josep Maria Folch i Torres, dedicada a aquest insigne escriptor, obra de l'arquitecta Carme Ribas i l'escultor Josep Ricart, composta per un conjunt esglaonat pel qual cau l'aigua en cascada sobre el que se situa un relleu de bronze en forma de fris clàssic amb diverses figures humanes que sostenen una placa amb la inscripció «llengua, identitat d'un poble».
El mateix 1985 es van inaugurar un conjunt de fonts de la Corporació Metropolitana de Barcelona, dissenyades per Xavier Corberó. Tot i que estava prevista la col·locació de 38 fonts, tan sols se'n van realitzar cinc, a causa de la desaparició de la Corporació el 1987: estaven situades al parc de la Ciutadella, el passeig de Colom, el parc de l'Espanya Industrial, el carrer Torrent de l'Olla i el carrer Santa Rosalia. Realitzades en bronze, tenien dos metres d'altura i forma de columna, de disseny minimalista, amb un cercle a la seva base amb un poema de Joan Maragall: «a l'hora que el sol se pon, bevent al raig de la font, he assaborit els secrets de la terra misteriosa». L'aigua sorgia de la part superior de la columna i baixava per les seves arestes, fet que va afavorir la seva oxidació, motiu pel qual quatre d'elles van ser retirades entre 2010 i 2012; tan sols resta la del parc de la Ciutadella, en bastant mal estat de conservació.

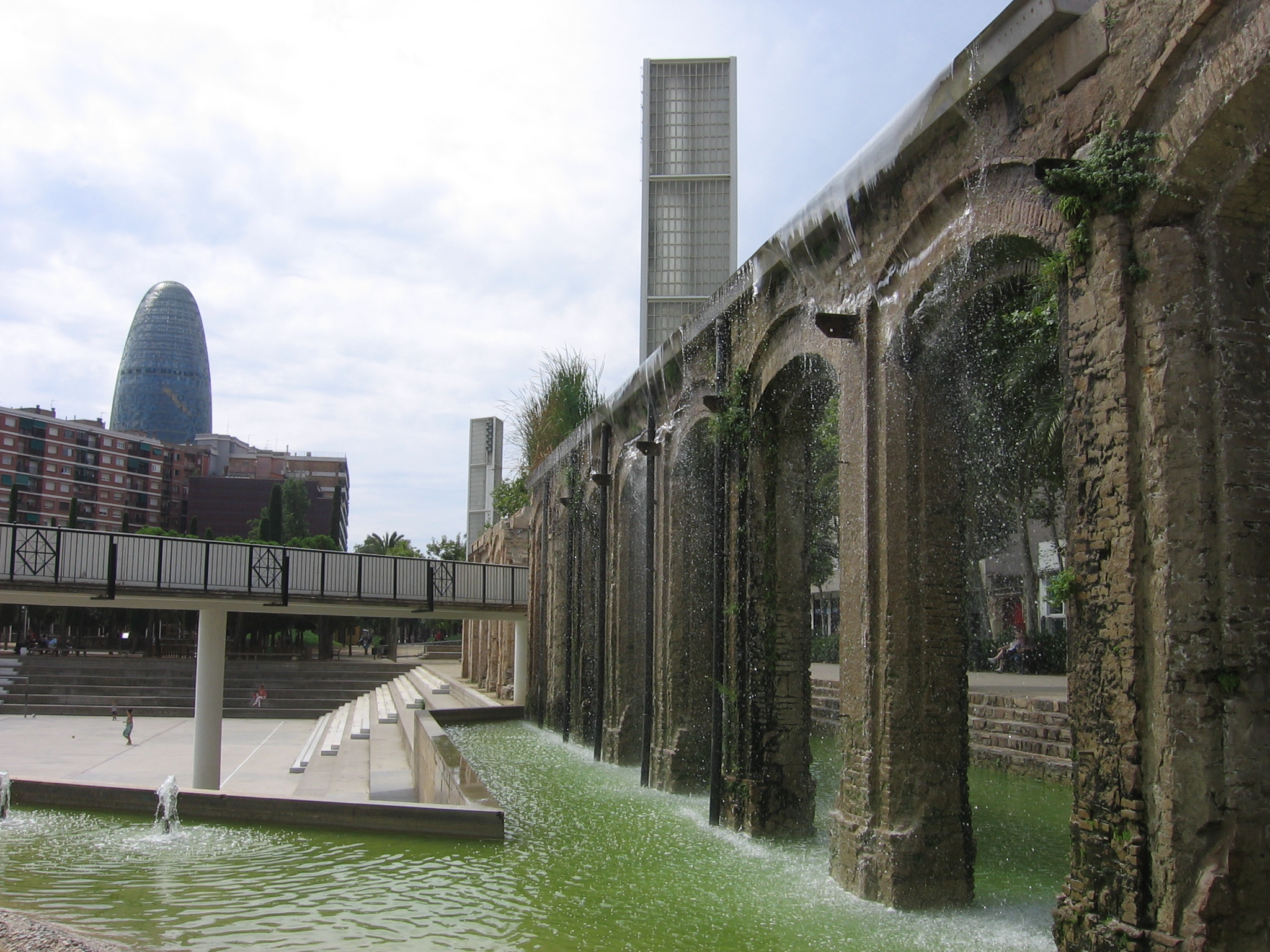
Aqüeducte del parc del Clot (1986)

El 1986 es va crear el parc del Clot, realitzat per Daniel Freixes i Vicente Miranda, emplaçat a la ubicació d'un antic taller de RENFE, algunes de les parets del qual van ser aprofitades com a elements ornamentals, com es percep en l'arcada reconvertida en un aqüeducte de 25 m de longitud, que a través d'una cascada assorteix d'aigua el llac situat en un lateral del parc.
Aquell mateix any s'inaugurà a la plaça d'Àngel Pestaña la font Mutant, obra d'Enric Pladevall, formada per un estany amb uns brolladors d'aigua que vessen sobre un sòl de ceràmica, i una escultura de 7 metres d'altura en forma d'arbre invertit, del tronc del qual surten les arrels a la seva part superior, de les quals cau un raig d'aigua.

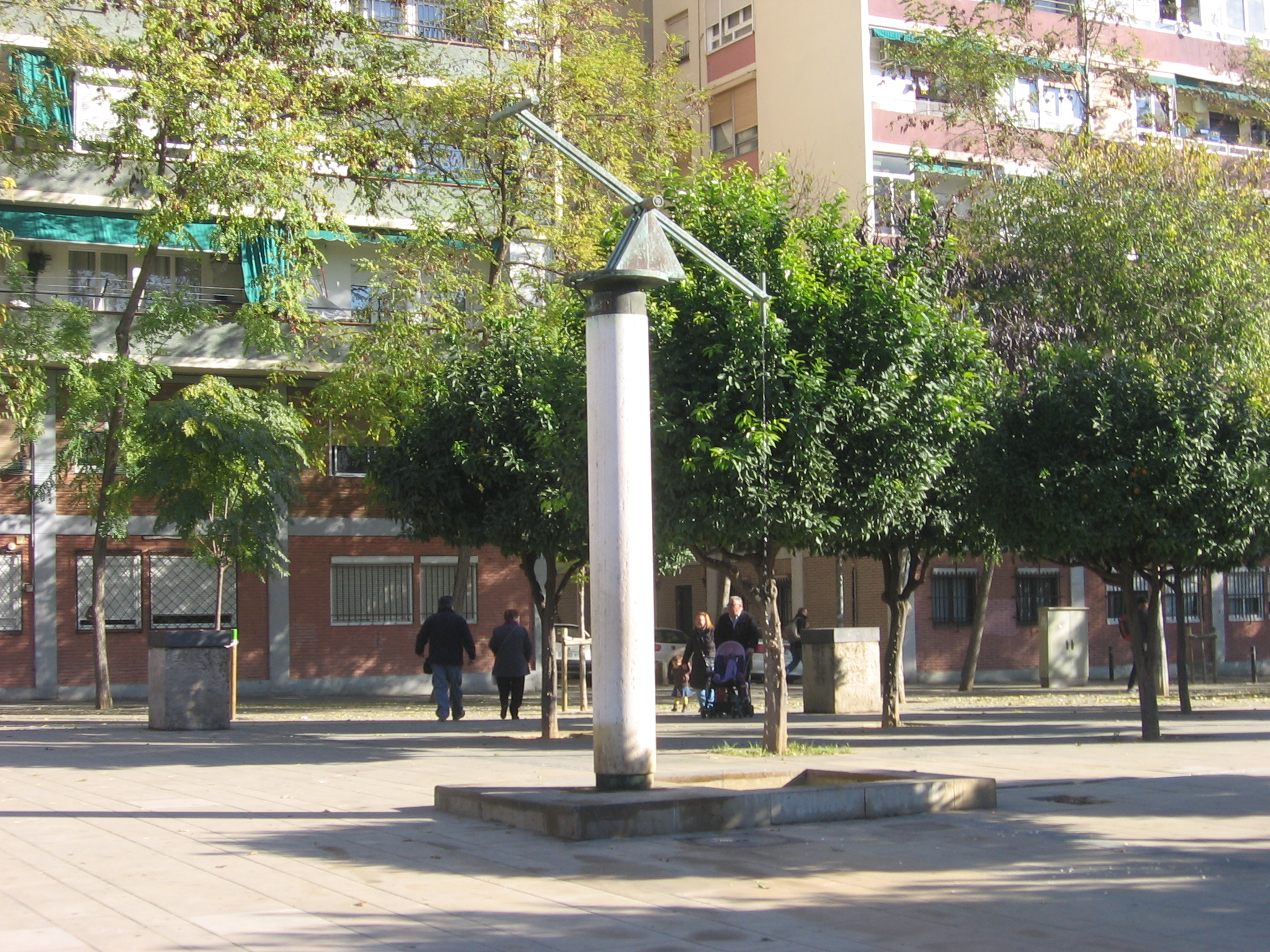
Font de Sant Martí de Provençals (1987), d'Antoni Roselló, parc de Sant Martí

El 1987 s'emplaçà al parc de Sant Martí la font de Sant Martí de Provençals, la qual porta el nom de la que antany va ser vila i actual districte de la ciutat. Obra dels arquitectes Carles Martí i Antonio Armesto i l'escultor Antoni Roselló, està realitzada en coure, travertí i pedra calcària, i està formada per una columna de 4 metres d'altura sobre la qual se situa un accionador en forma de bomba d'aigua, en record del passat agrari de la zona; de la seva part superior cau un raig d'aigua sobre un petit estany als peus de la columna.
Una gran fita en la història de la ciutat va ser la celebració dels XXV Jocs Olímpics el 1992. Per a tal esdeveniment la ciutat va emprendre un intens programa de reformes i millores urbanístiques, les quals es van centrar principalment a la muntanya de Montjuïc, on es va remodelar l'Estadi Olímpic i es va construir el Palau Sant Jordi, però també a les viles olímpiques del Poblenou i la Vall d'Hebron, així com diverses zones més de la ciutat.
Per als Jocs es van instal·lar en diferents llocs de la ciutat una sèrie de fonts commemoratives, elaborades per l'escultor Juan Bordes en col·laboració amb els arquitectes Òscar Tusquets i Carlos Díaz. Se'n van fer vuit, totes amb un pedestal de pedra artificial i una figura de bronze d'un nen jugant amb l'aigua: Pilota, a l'avinguda del Paral·lel; Llançament, al Mirador del Palau; Busseig, a l'avinguda de Xile; Xip-xap, a la plaça Alfonso Comín —actualment desapareguda—; Cabriola, al carrer Isadora Duncan —desapareguda—; Voga, a l'avinguda Litoral —robada el 2018—; Capbussament, a l'Escullera del Poblenou; i Tempteig, a la plaça de les Glòries Catalanes —retirada per reforma de la plaça.

Fonts olímpiques
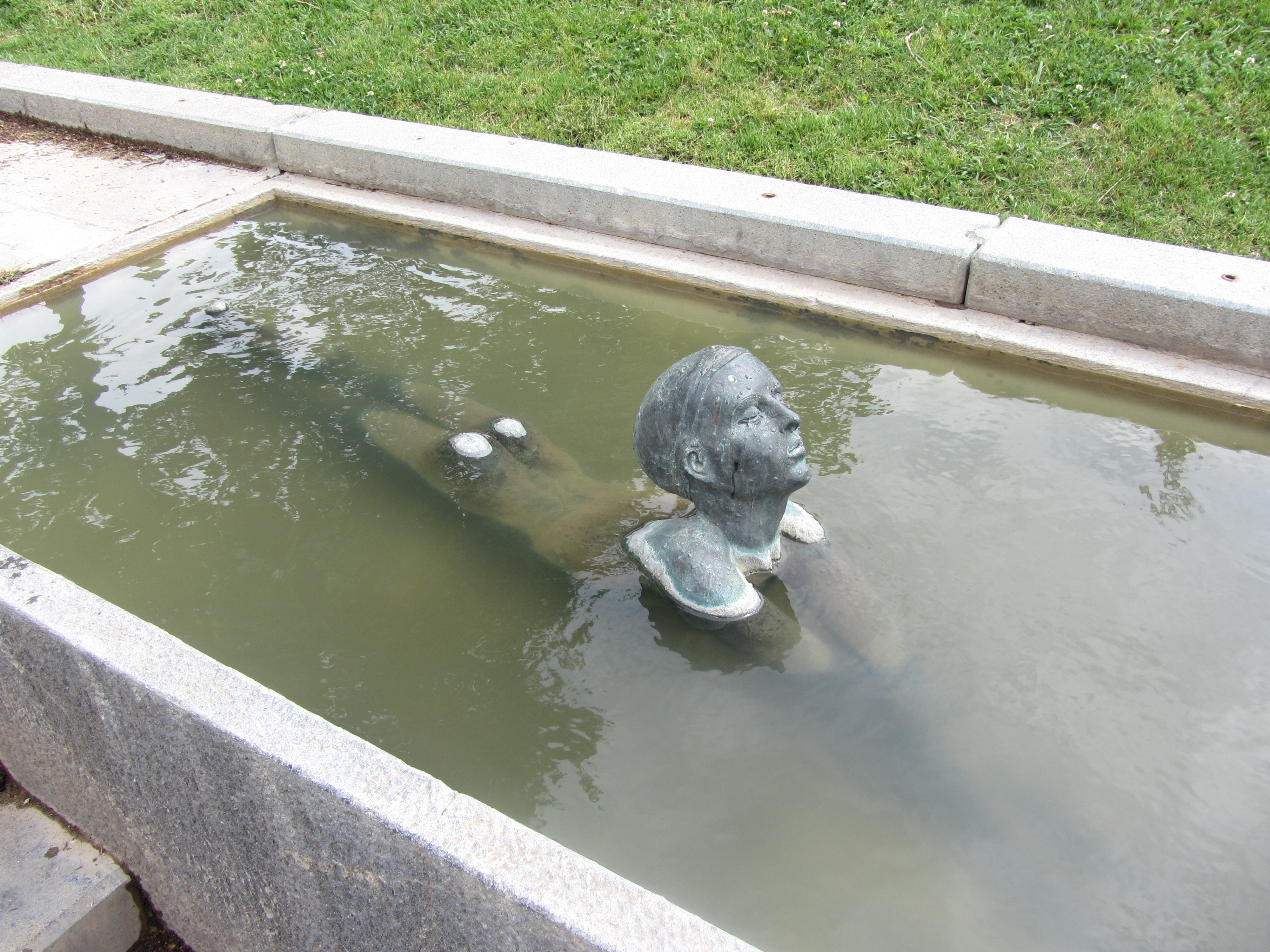
Busseig
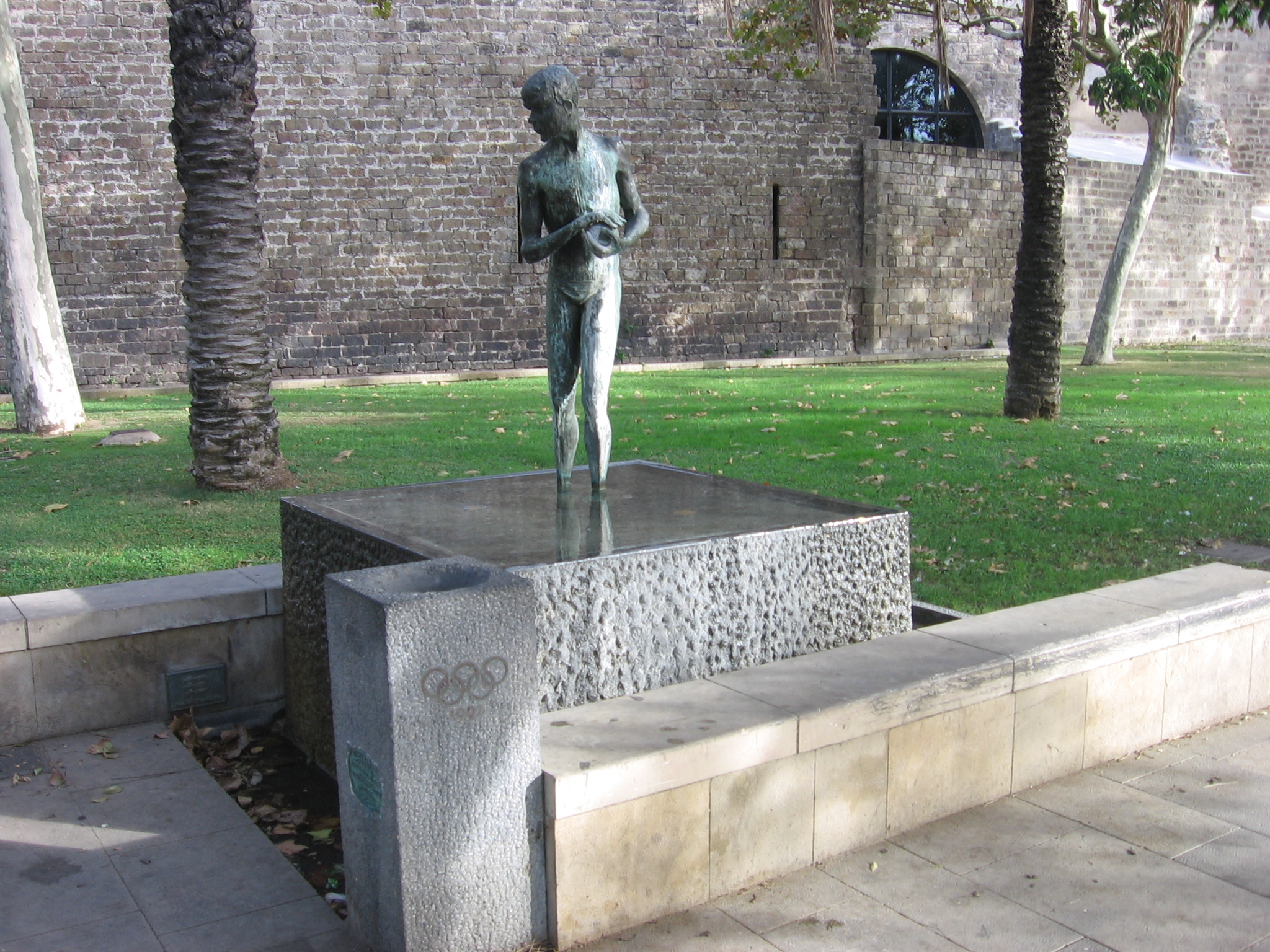
Pilota
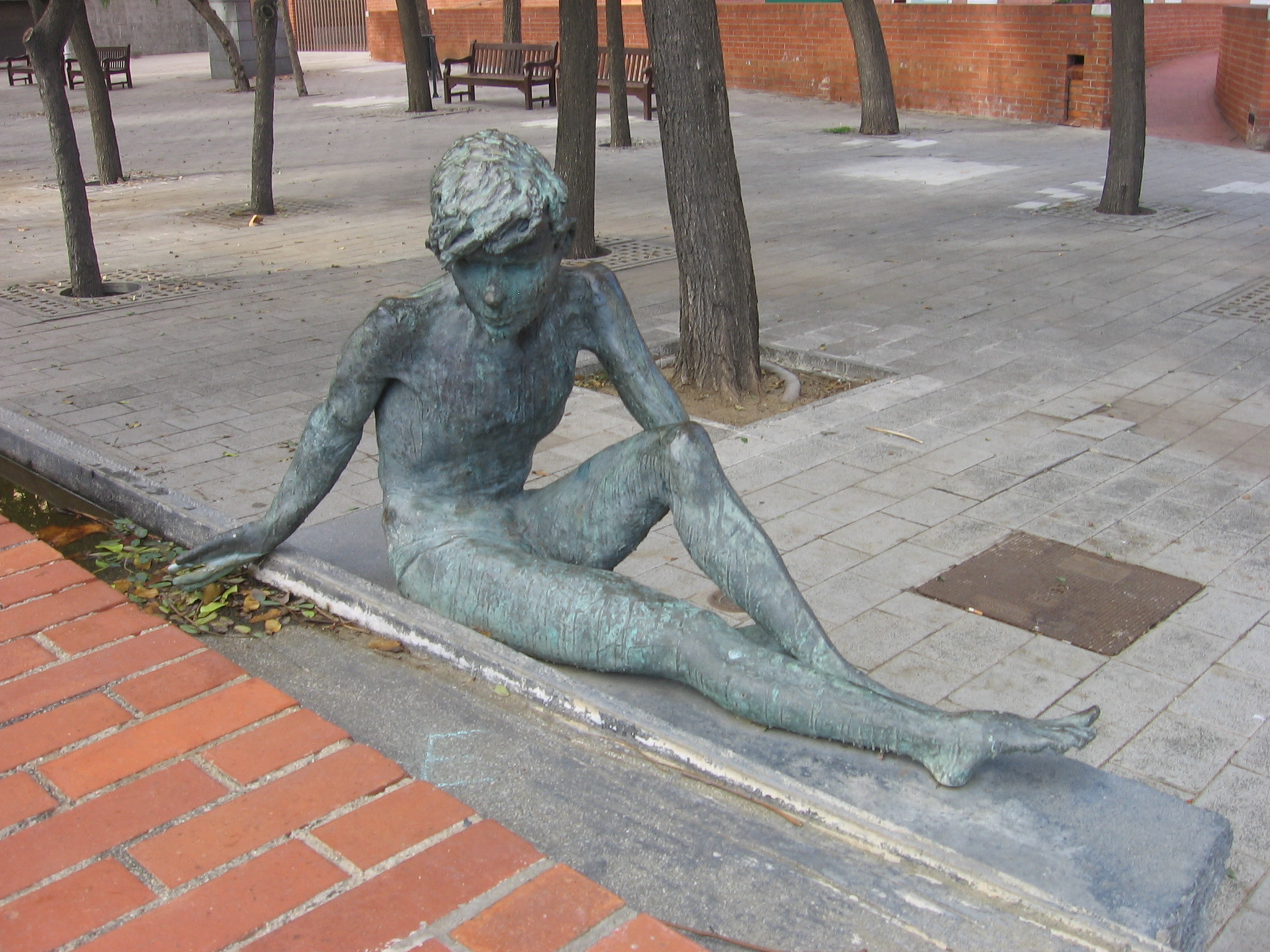
Voga
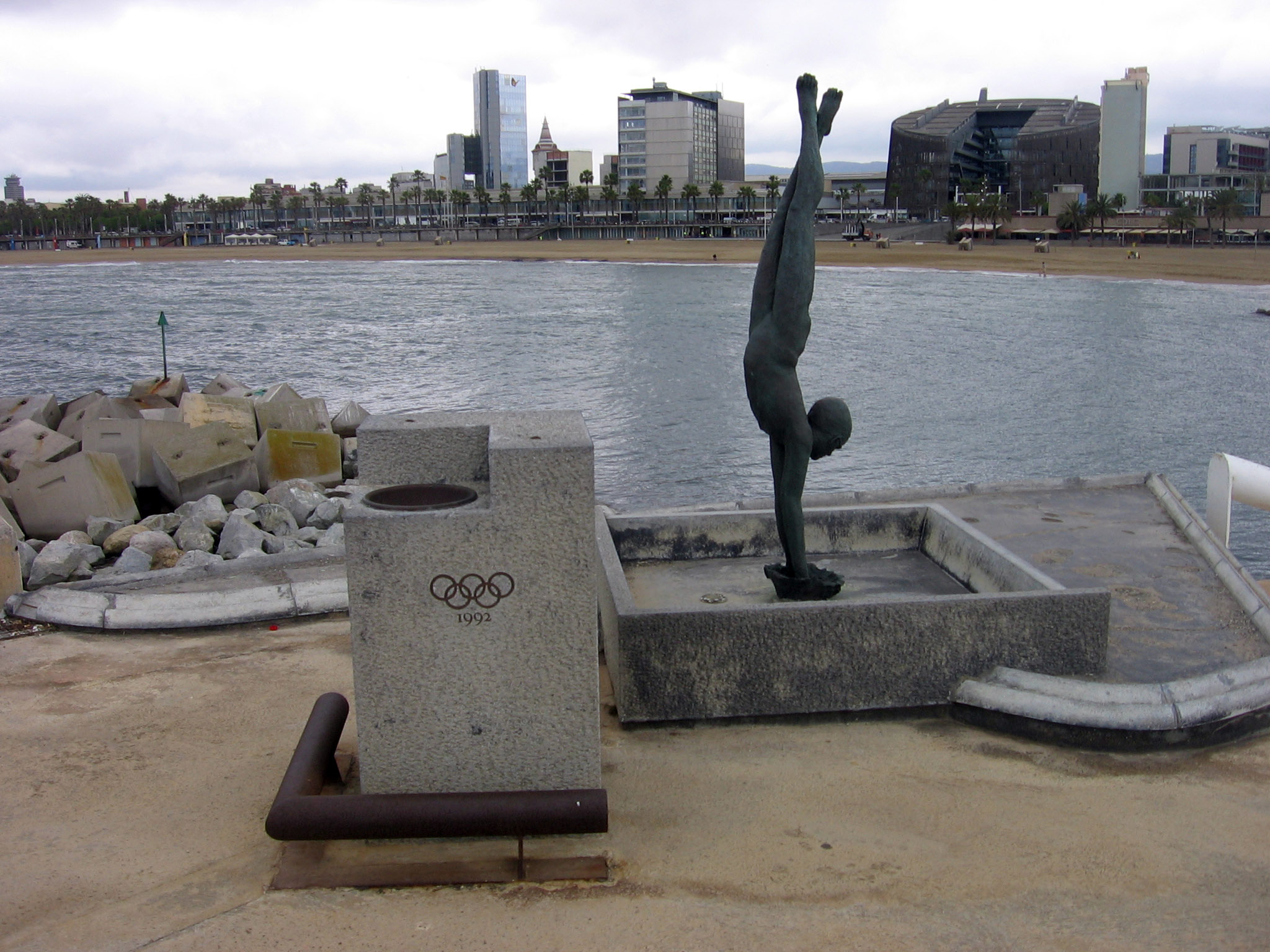
Capbussament
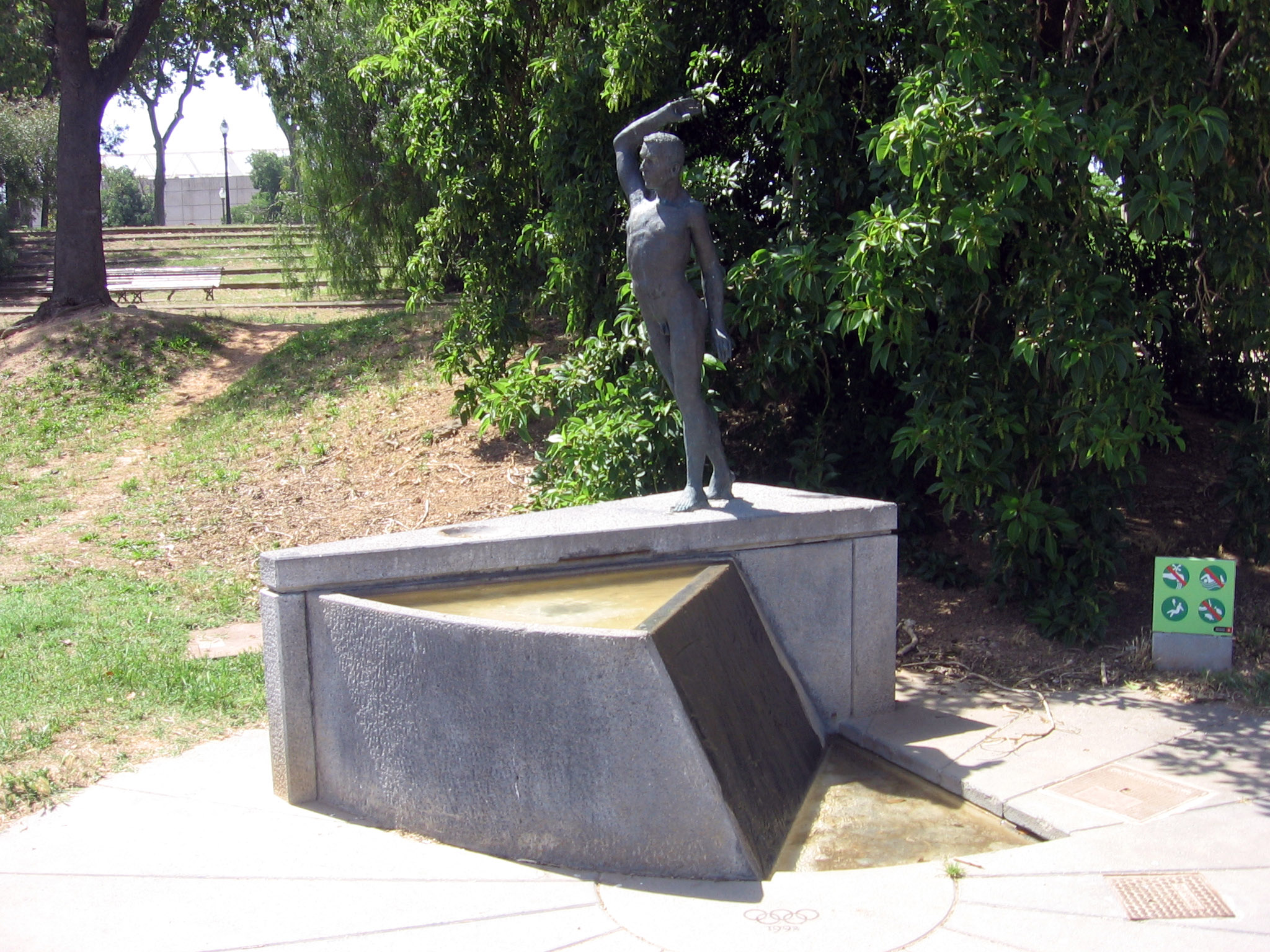
Llançament

També per als Jocs es va crear la font de la plaça dels Voluntaris, a la Vila Olímpica del Poblenou, situada en una rotonda enfront de dos gratacels, la Torre Mapfre i l'Hotel Arts. Realitzada en granit rosabel per José María Mercé, té 97 metres de diàmetre. De forma circular, presenta una làmina d'aigua amb una sèrie de brolladors a la seva part central que arriben als 10 metres d'altura. Igualment, al parc del Port Olímpic s'instal·là l'Estany de Cobi, obra de Xavier Mariscal, un estany amb sòl de trencadís ceràmic amb una font central amb una figura de resina banyada en bronze de Cobi, la mascota dels Jocs Olímpics.

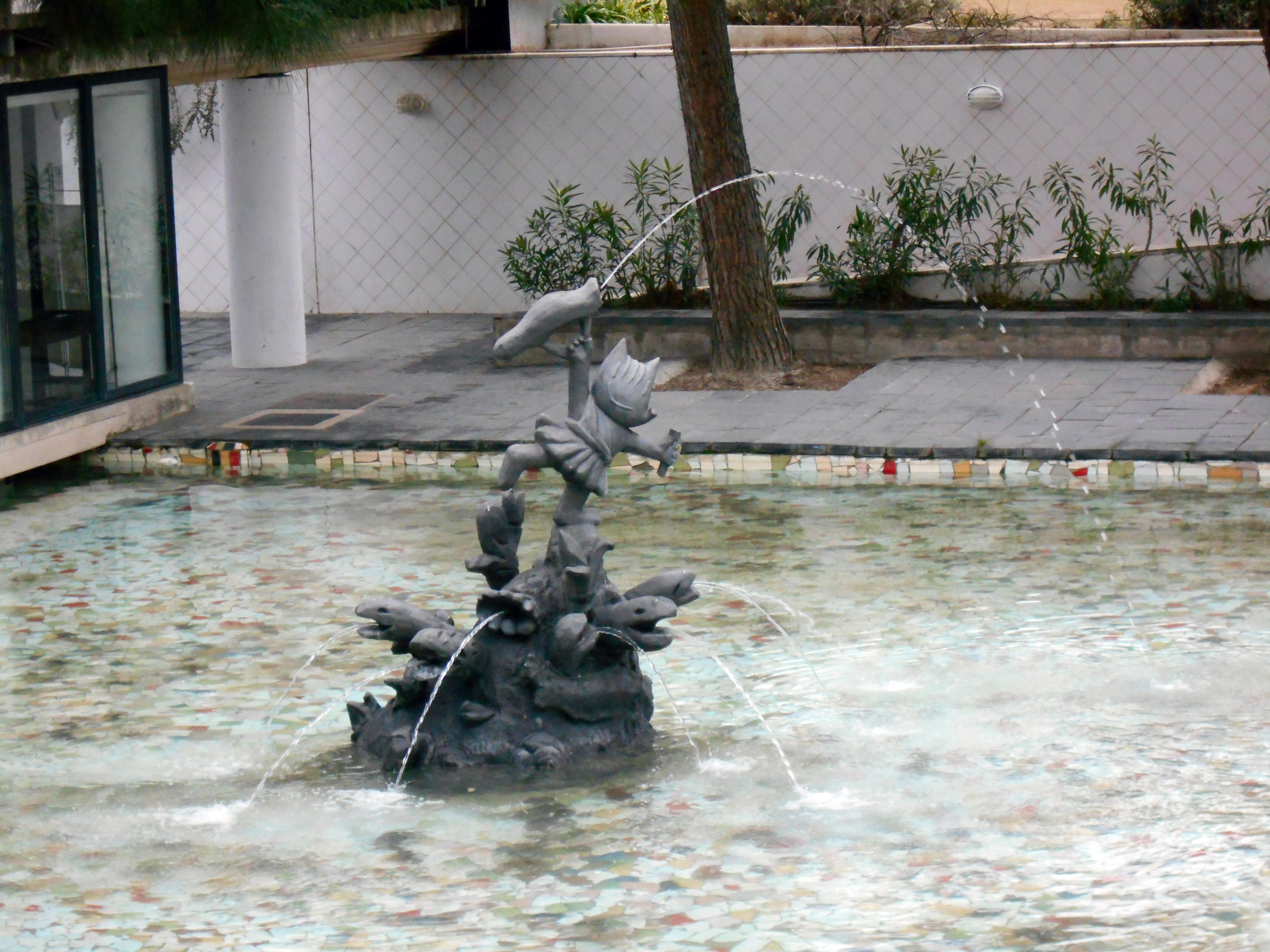
Estany de Cobi (1992), de Xavier Mariscal, parc del Port Olímpic

Aquell mateix any s'inaugurà la font Castellana, ubicada a la plaça homònima, obra de l'arquitecte Jordi Farrando. Es tracta d'un estany amb brolladors de 75 metres de llargada per 30 d'amplada, dividit en dos per un sòl ceràmic elaborat per Madola (Maria Àngels Domingo), el qual presenta diversos colors i relleus creant un espai de gran singularitat.
El 1994 s'instal·là al parc de Josep Maria Serra Martí la font Màgica Manuel de Falla, obra de Pedro Barragán, formada per un estany que acull una plataforma metàl·lica de la qual cau l'aigua en cascada, i dues grans roques al costat d'uns brolladors d'aigua. El seu contrast de materials —acer, pedra natural— i els jocs de línies verticals i horitzontals la converteixen en un bon exemple d'eclecticisme postmodern.

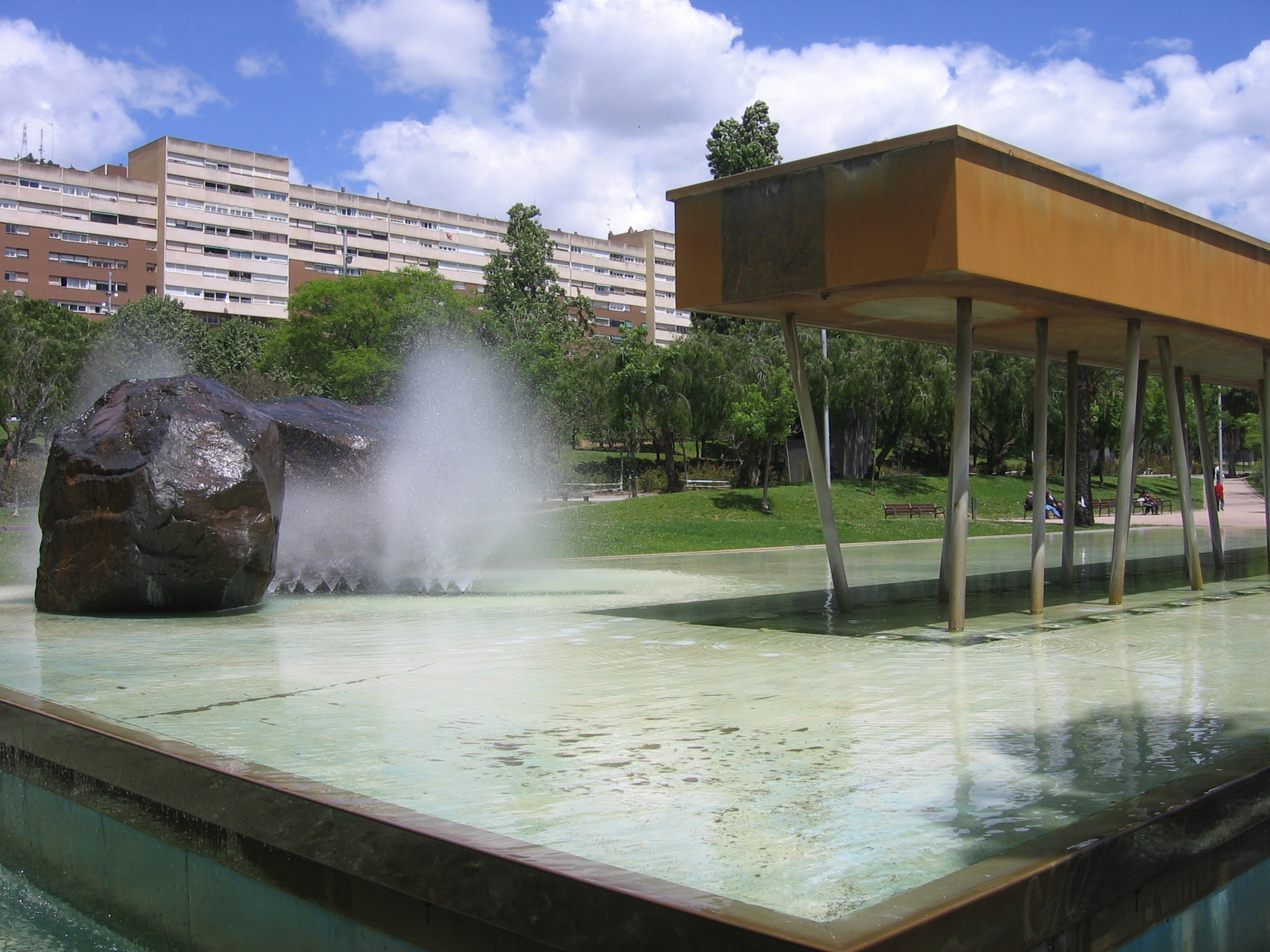
Font Màgica Manuel de Falla (1994), de Pedro Barragán, parc de Josep Maria Serra Martí

També el 1994 es va crear la font de la plaça dels Porxos, obra de Moisés Gallego i Franc Fernández, realitzada en formigó. Té 45 metres d'amplada i 20 d'alçada, i presenta un disseny abstracte de configuració arquitectònica, on sobre una plataforma surt un braç en diagonal amb un canaló que vessa aigua des de l'altura sobre un estany de dos nivells.
A l'any següent es van inaugurar tres fonts: la de la plaça d'Islàndia, d'Andreu Arriola i Carme Fiol, un estany amb cinc cascades i un guèiser de 18 metres d'altura, així com unes plaques d'acer patinable que semblen sorgir del terra com a efecte d'un terratrèmol; Als Santpere, d'Òscar Tusquets i Juan Bordes, a la rambla de Santa Mònica, una font que té la forma del teatre d'Epidaure, amb un fris amb escenes de la vida artística de Josep i Mary Santpere, realitzada en pedra, bronze i fibra òptica; i la font cibernètica de Can Fabra, als jardins del mateix nom, obra de Ramon Llopart, una font musical interactiva que barreja aigua, color i música, situada en un estany de 35 metres d'ample amb diversos brolladors.

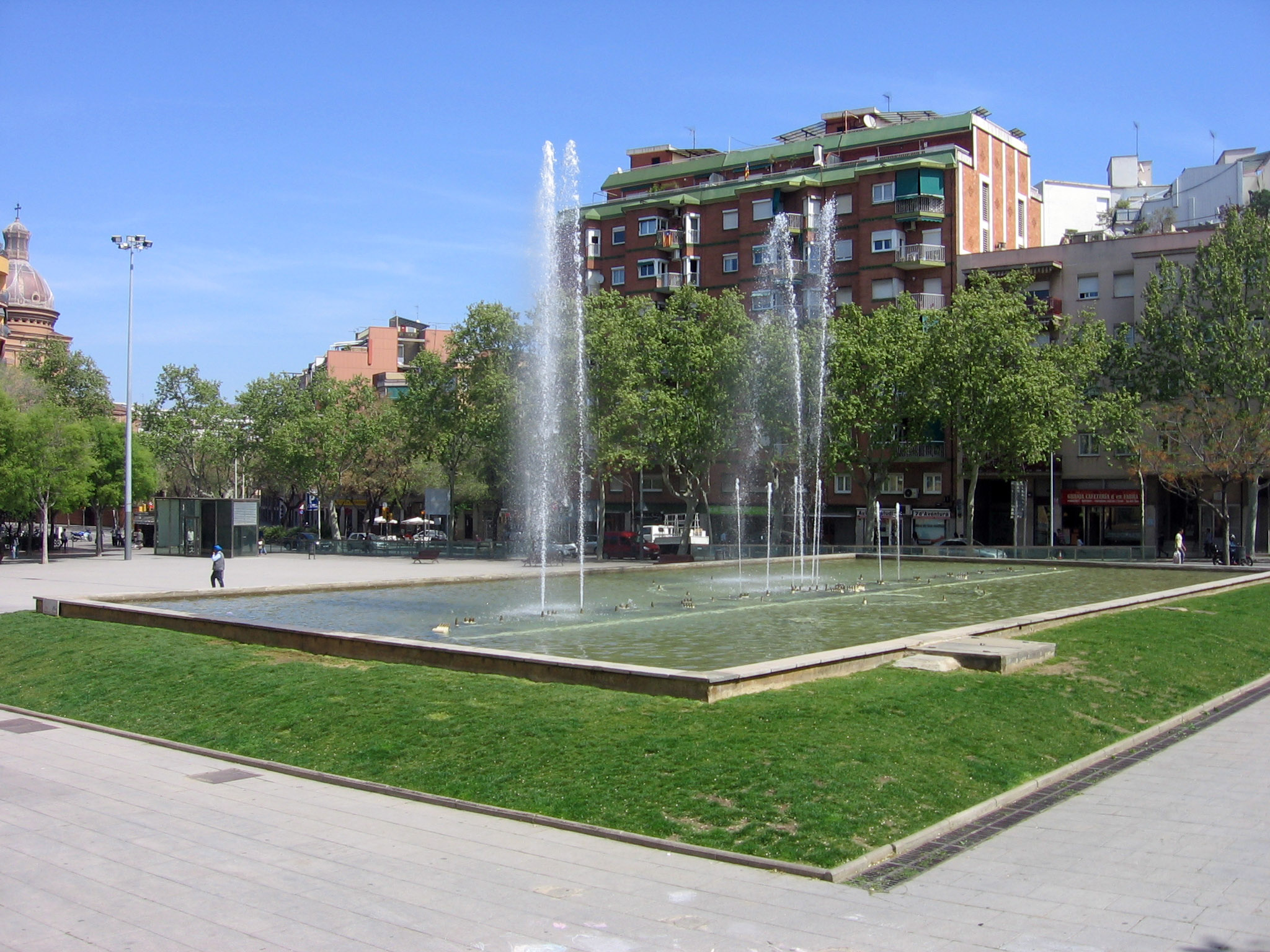
Font cibernètica de Can Fabra (1995), de Ramon Llopart, Jardins de Can Fabra

El 1996 es va instal·lar la font de l'Assemblea de Catalunya a la plaça homònima, realitzada en acer patinable per Olga Tarrasó. De disseny minimalista, està formada per un estany de forma rectangular, sobre el qual uns brolladors generen uns raigs d'aigua de forma parabòlica. El 2014 s'instal·là en aquesta font l'obra titulada Les nostres arrels, d'Aina Mitjans, Cristina Nacher i Eva Oliveras, formada per quatre peces de formigó de forma lleugerament antropomòrfica, situades dins l'aigua, juntament amb d'altres encastades al paviment al voltant de la font, que imiten unes arrels.

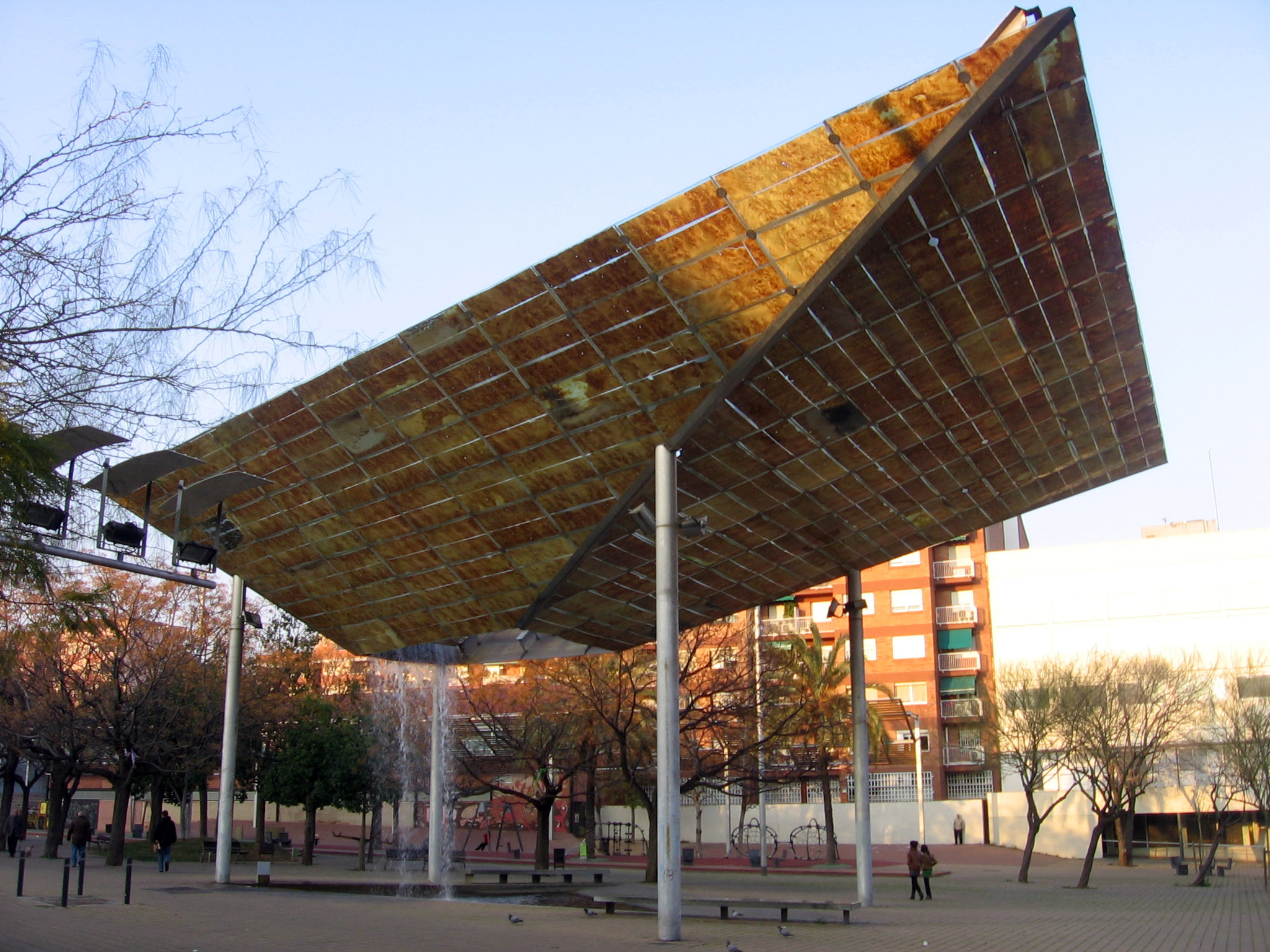
Font de la Harry Walker (1999), de Màrius Quintana, plaça de la Harry Walker

El 1999 s'inaugurà la font de la Harry Walker, a la plaça que porta el nom d'una fàbrica d'accessoris d'automòbil que hi havia en aquesta ubicació. Obra de Màrius Quintana en fusta i metall, està formada per una pèrgola de deu metres d'altura composta de quatre peces de forma trapezoidal, elaborades amb làmines de bedoll, de la qual cau aigua en un estany triangular.
El mateix any s'instal·là al Moll d'Espanya del port de Barcelona la font del World Trade Center, a la plaça central del complex d'edificis del mateix nom. Realitzada per l'empresa californiana Wet Design, té forma de creu, dins d'una plaça quadrada de 26,50 metres. És de tipus cibernètic, que tan sols funciona quan es trepitja, amb uns brolladors que llancen uns raigs d'aigua que cauen al mateix paviment de la plaça.
Al canvi de segle, entre 1997 i 2007, es va crear el parc Central de Nou Barris, amb un projecte dels arquitectes Carme Fiol i Andreu Arriola. Els autors es van inspirar en el quadre Horta de Sant Joan, de Picasso, d'estil cubista, raó per la qual van fer una fragmentació de l'espai en seccions interconnectades. Del conjunt del parc destaquen uns elements ornamentals en forma de diapasó que actuen com a plafons lumínics, així com la presència de l'aigua, a través de tres llacs amb brolladors: a la part inferior del parc es troba la font del Fòrum Nord, un estany amb un brollador central de 3 metres d'altura; a la part central es troba la font Triangular, anomenada així per allotjar-se en un llac amb aquesta forma, amb quatre brolladors verticals i cinc horitzontals que en caure de la paret al llac creen uns arcs d'aigua; i a la zona superior se situa la font Sidney, en un llac creuat per un pont provinent d'una secció de l'antic aqüeducte de Dosrius.

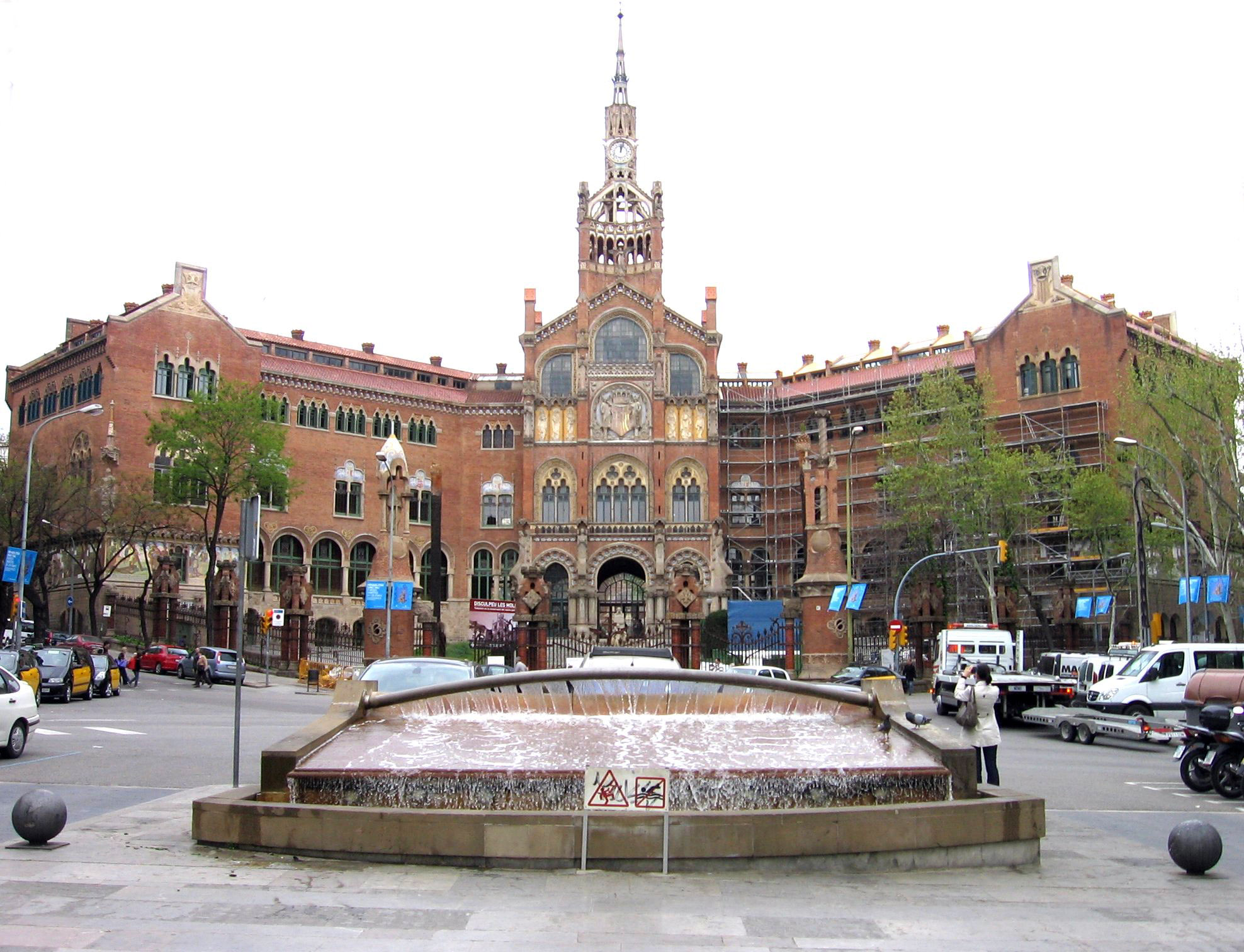
Font de l'avinguda Gaudí (1985), de Màrius Quintana
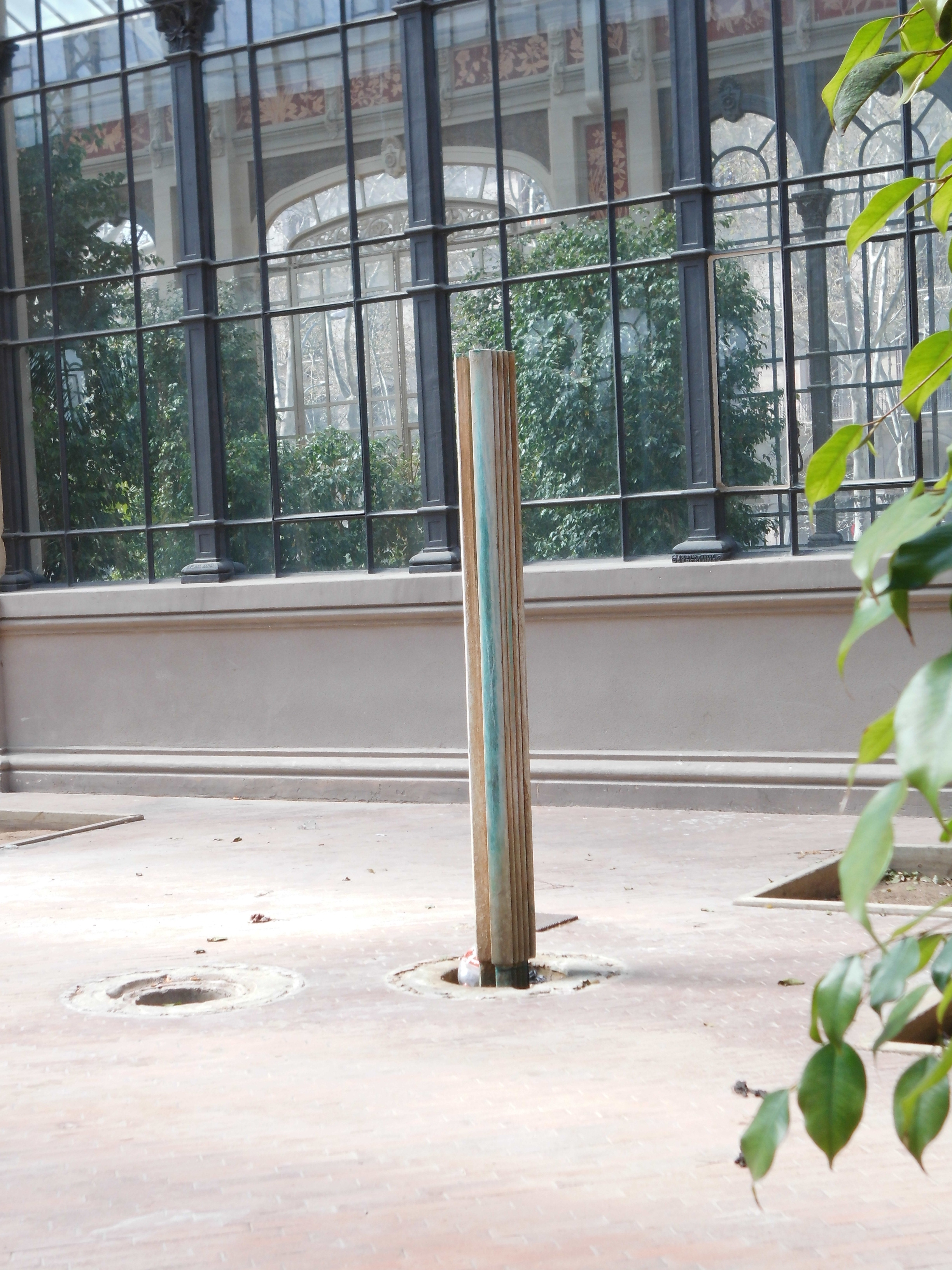
Font de la Corporació Metropolitana de Barcelona (1985), de Xavier Corberó, parc de la Ciutadella
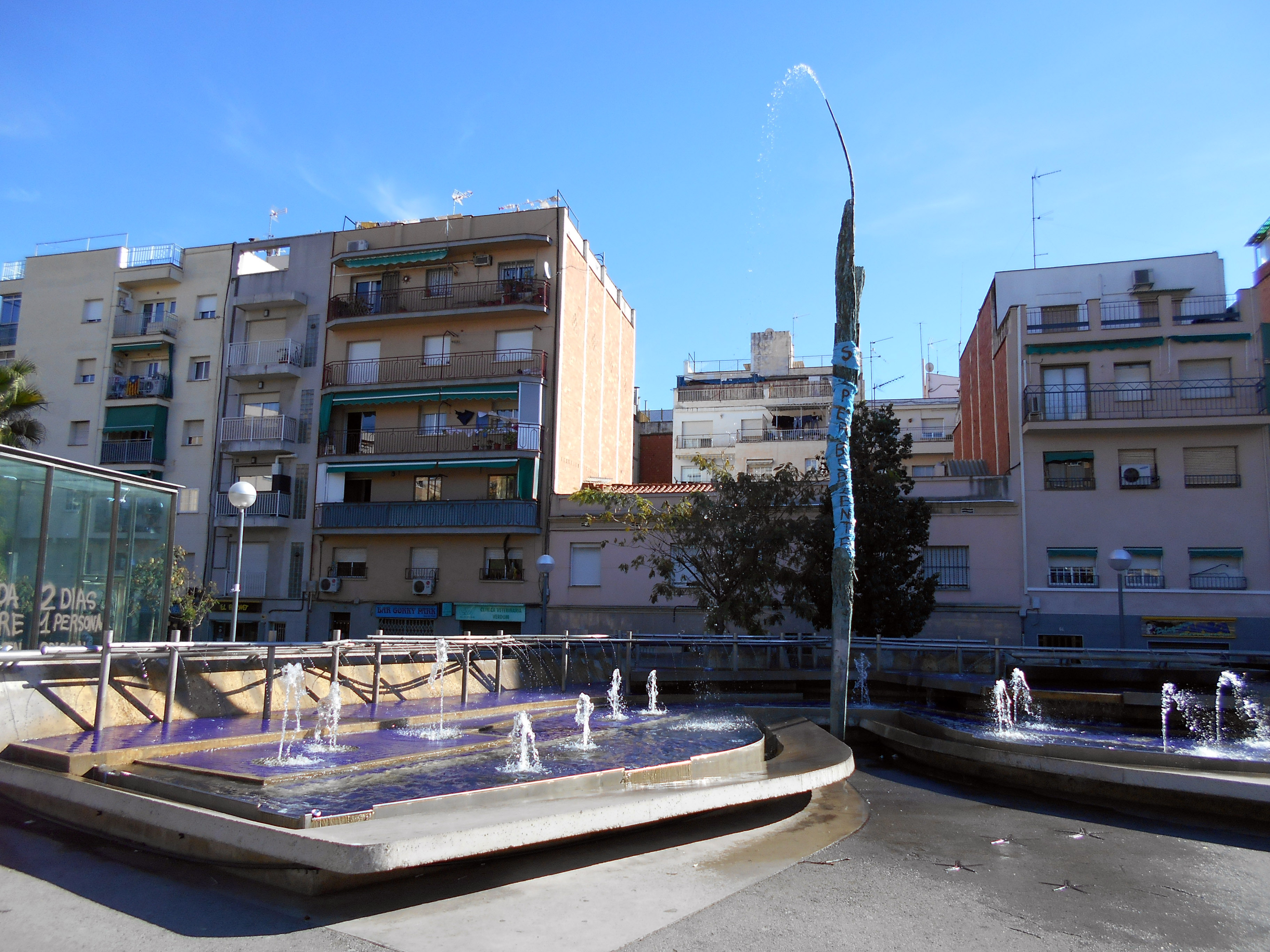
Font mutant (1986), d'Enric Pladevall, plaça d'Àngel Pestaña
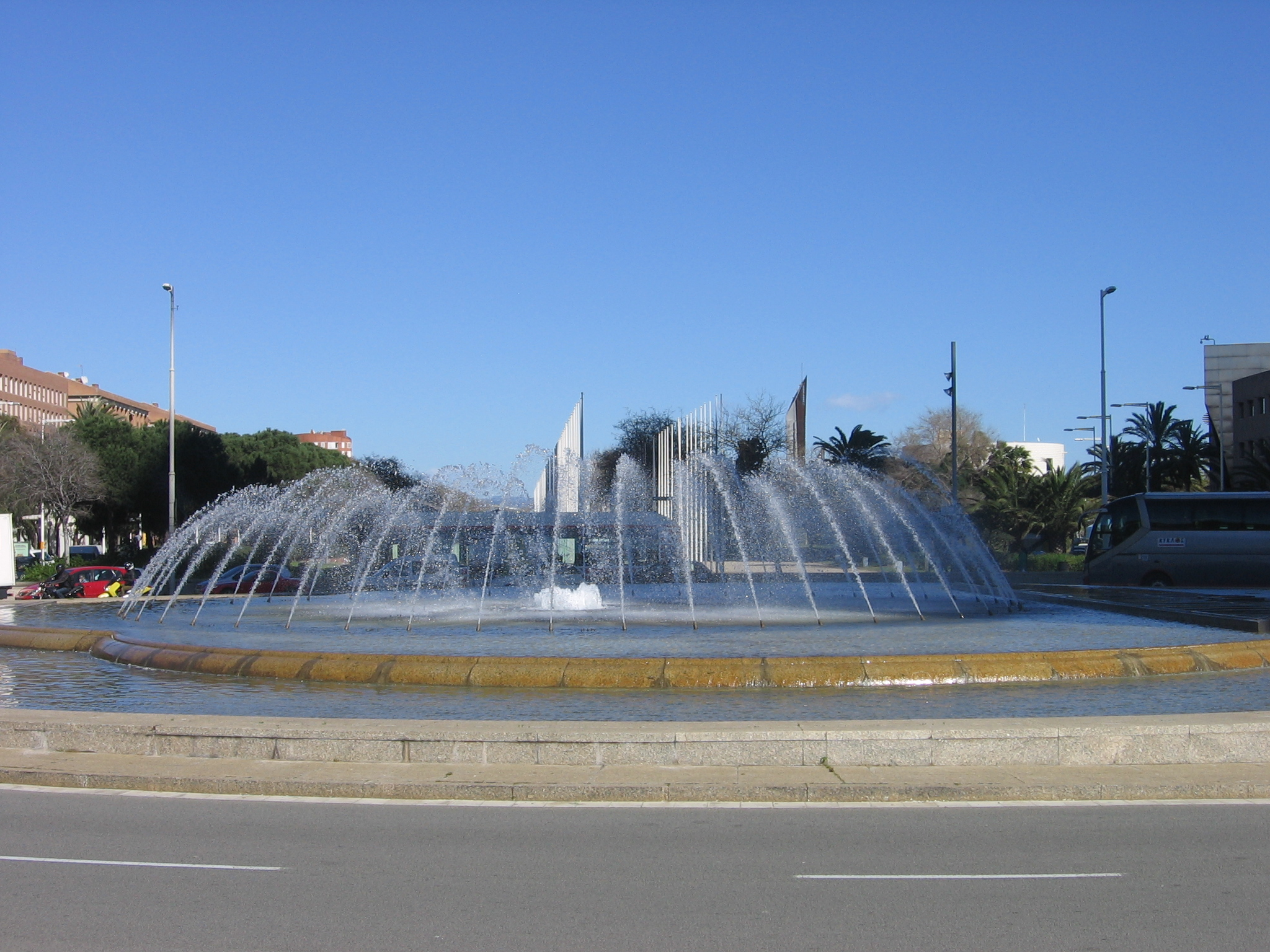
Font de la plaça dels Voluntaris (1992), de José María Mercé
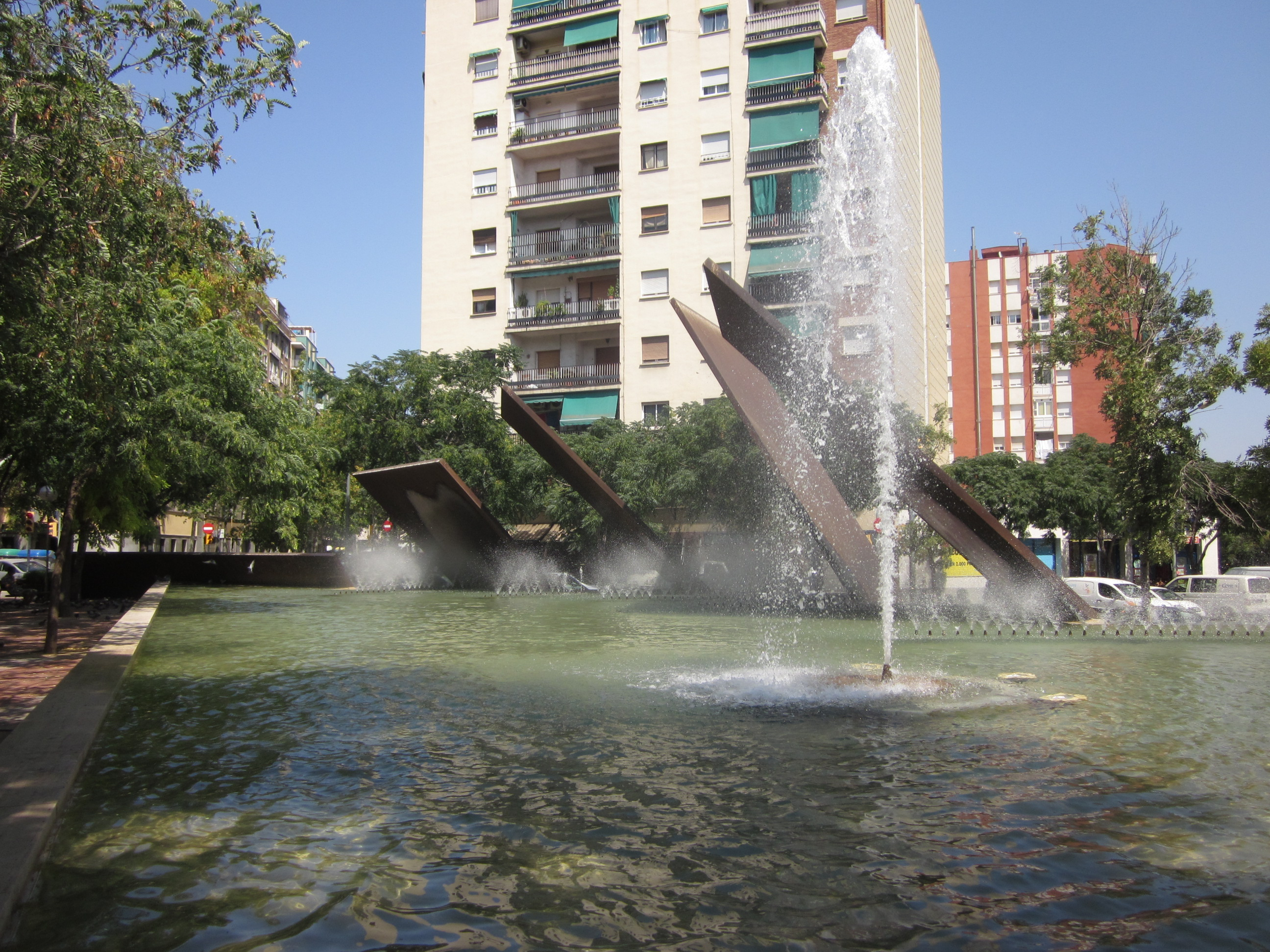
Font de la plaça d'Islàndia (1995), d'Andreu Arriola i Carme Fiol
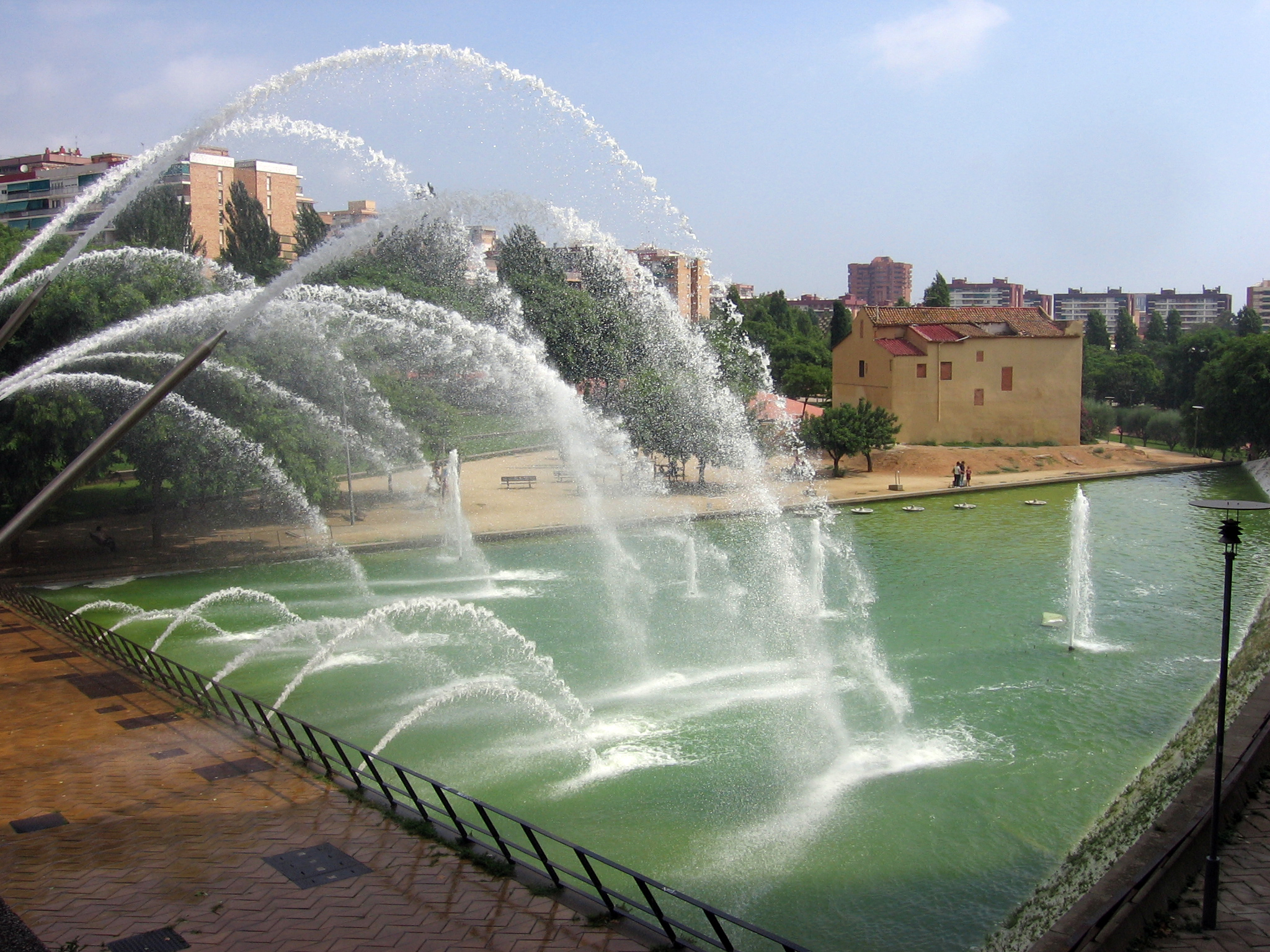
Font Triangular (1997-2007), parc Central de Nou Barris, d'Andreu Arriola i Carme Fiol
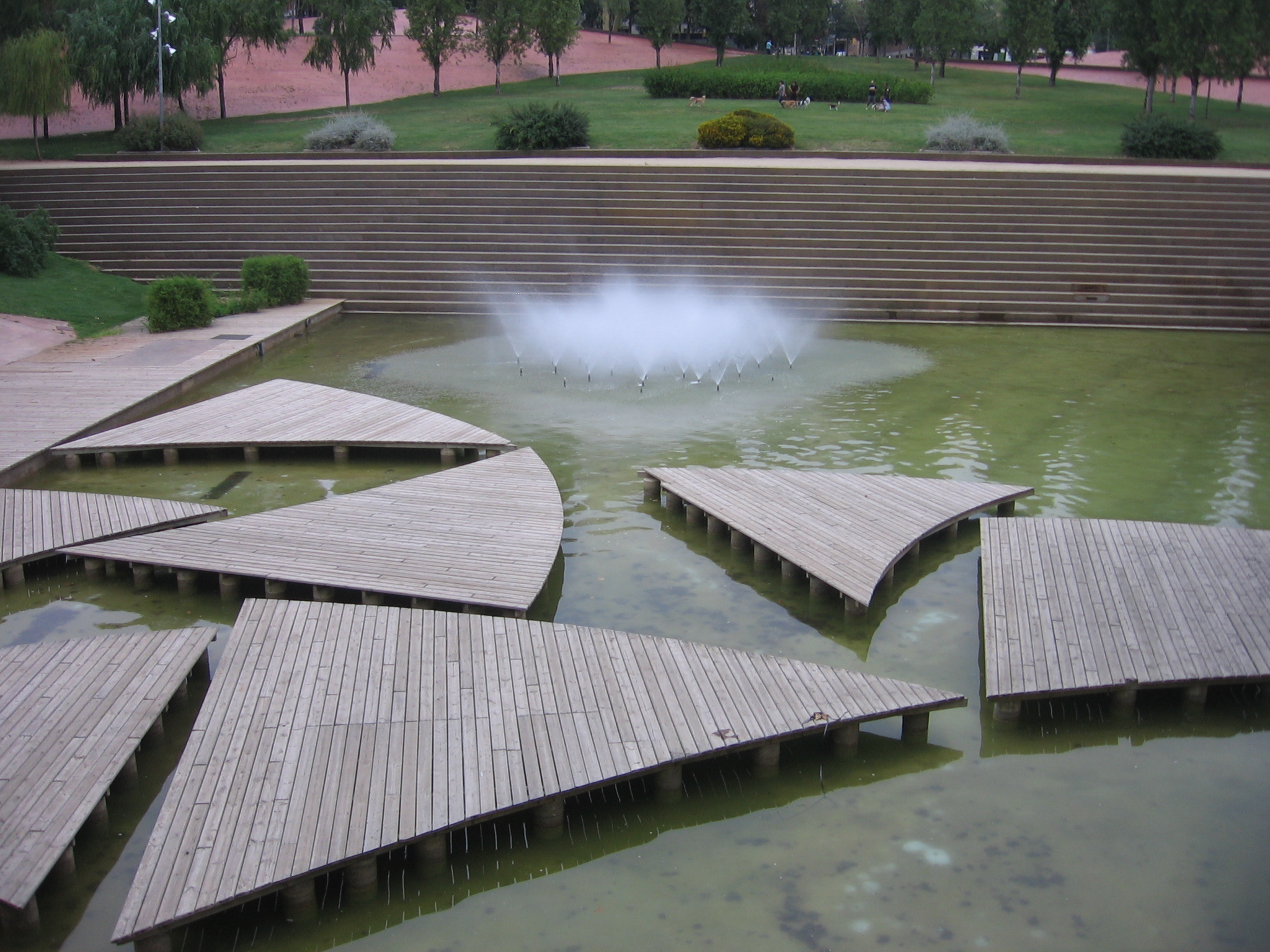
Font Sidney (1997-2007), parc Central de Nou Barris, d'Andreu Arriola i Carme Fiol

### Segle XXI

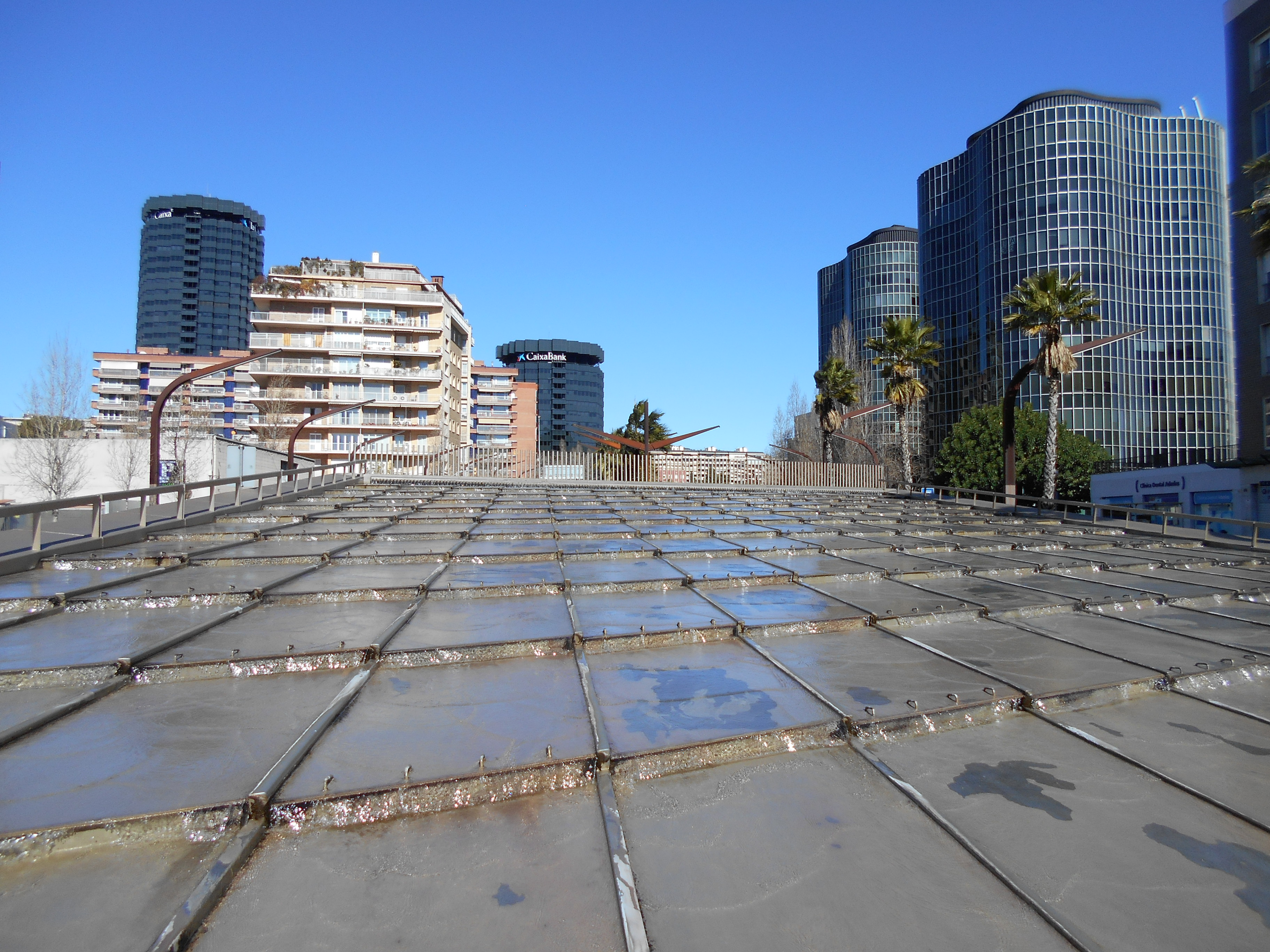
Font de Carles III (2003), de Jordi Henrich i Olga Tarrasó, Gran Via de Carles III

El canvi de segle no va portar una modificació substancial a l'esdevenidor de la ciutat, que va continuar apostant per la innovació i el disseny com a projectes de futur, juntament amb l'ús de noves tecnologies i l'aposta per la sostenibilitat ambiental. Un dels esdeveniments més destacats del nou mil·lenni fou la celebració del Fòrum Universal de les Cultures de 2004, que va permetre nous canvis urbanístics a la ciutat: es va recuperar tota la zona del Besòs, fins aleshores poblada d'antigues fàbriques en desús, regenerant tot el barri del Poblenou i construint el nou barri de Diagonal Mar, i es va dotar a la ciutat de nous parcs i espais per a l'oci dels ciutadans.
El primer exponent del nou mil·lenni fou la font interactiva de l'Heron City, un centre comercial ubicat a Nou Barris. Obra de Juli Capella, està formada per un conjunt de brolladors que surten del paviment de la plaça central del complex d'oci —que rep el nom de Luis Buñuel—, els quals s'accionen al pas dels transeünts.

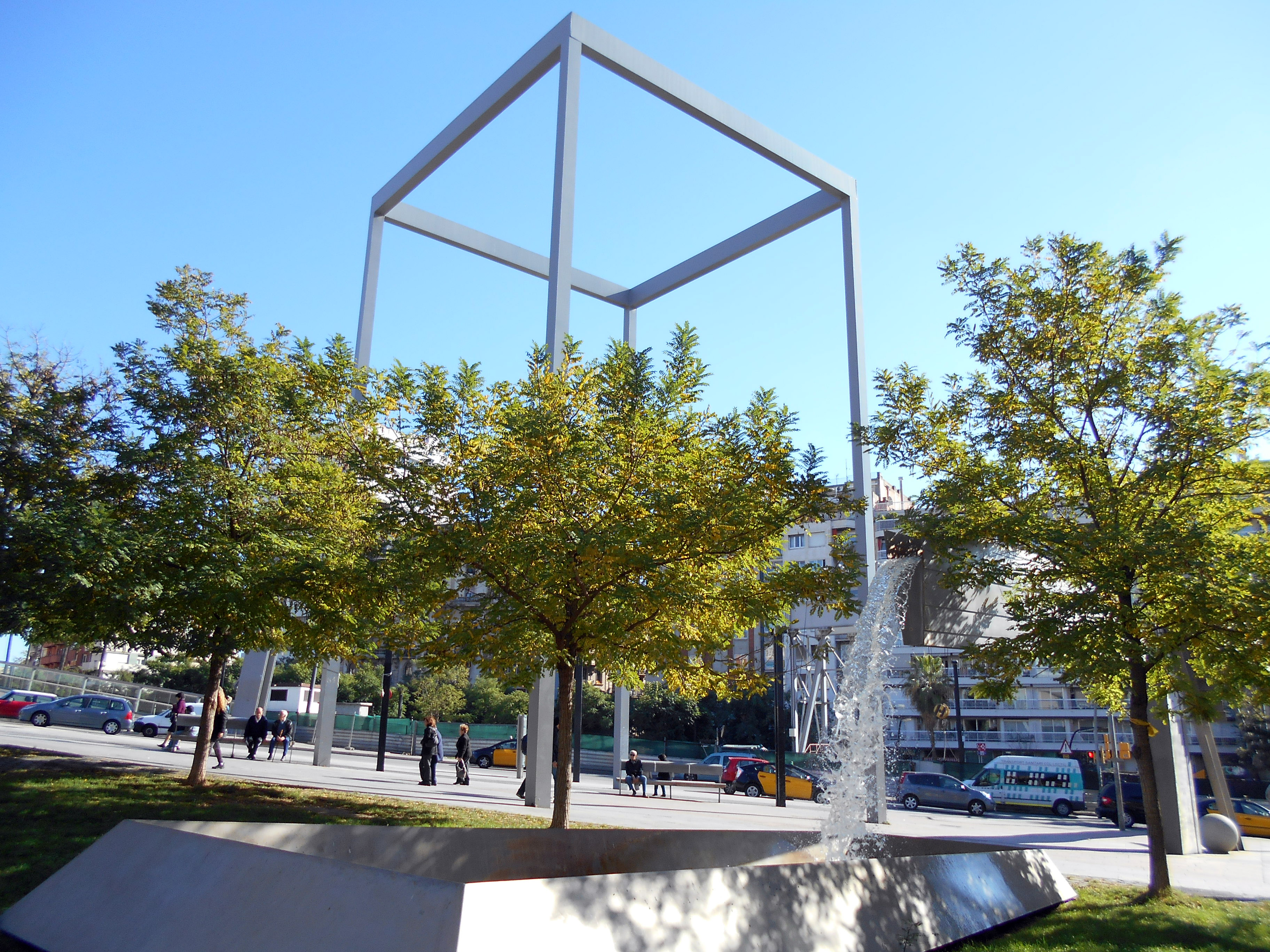
El Canal de Suez (2009), d'Albert Viaplana, plaça de Lesseps

El 2003 s'inaugurà la font de Carles III a la Gran Via que porta el nom d'aquest monarca, obra de Jordi Henrich i Olga Tarrasó. Realitzada en acer, està formada per una rampa esglaonada per la qual cau l'aigua en cascada, i que reflecteix intensament els raigs del sol, com als antics xadar de la jardineria islàmica. El mateix any i a la mateixa avinguda, al costat del carrer de La Pobla de Lillet, se situà la font dels Jardins dels Doctors Dolsa —fundadors de l'Institut Frenopàtic—, obra d'Agustí Pruñonosa. Realitzada en formigó, es tracta d'un dipòsit pluvial de 47.000 m³, sobre el qual es troba un estany amb unes estructures en forma de T de les quals cau l'aigua sobre l'estany.

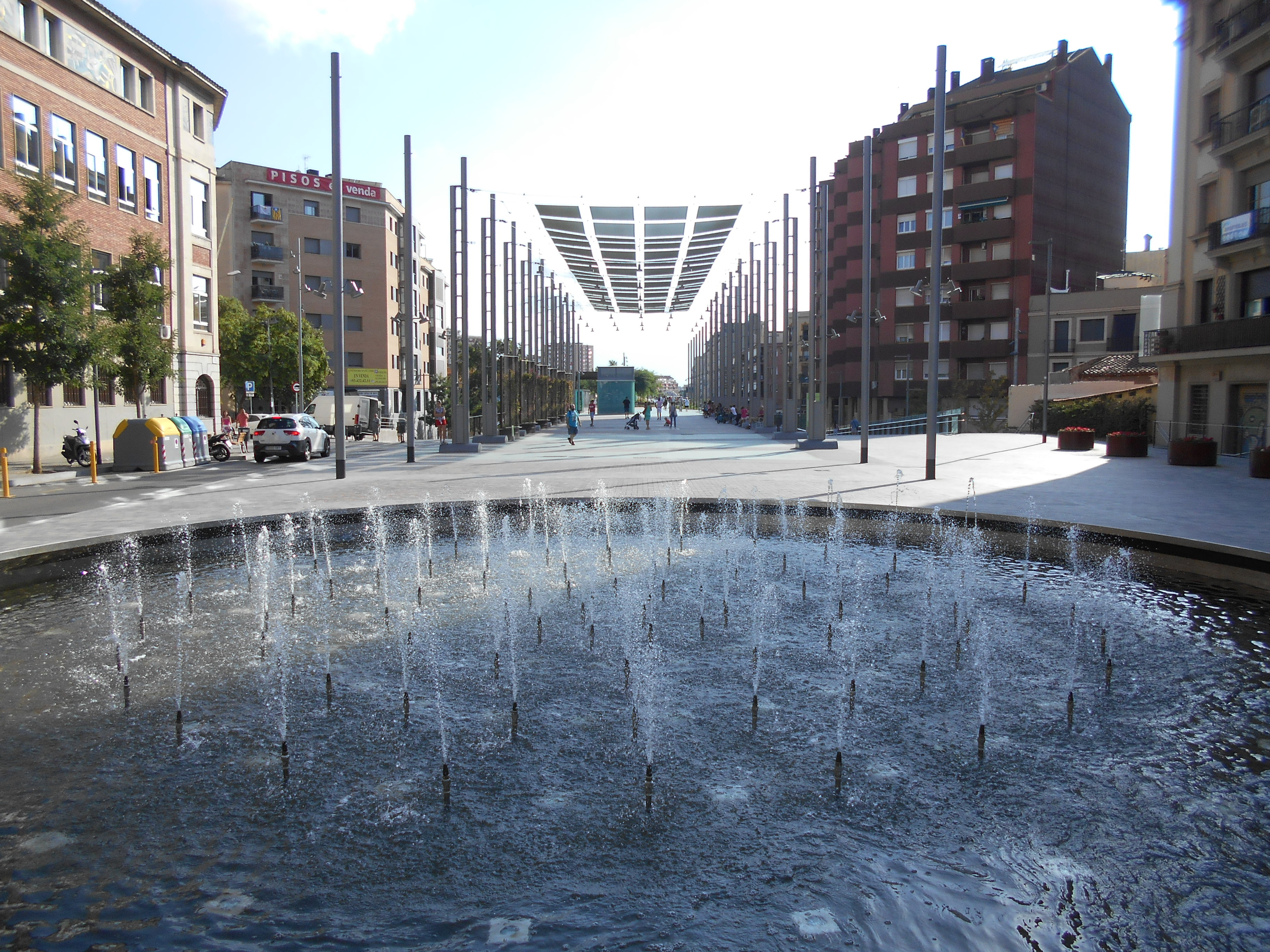
Font dels jardins de la Rambla de Sants (2016).

El 2006 s'instal·là la font de Santa Caterina al mercat del mateix nom, a Ciutat Vella, obra d'Enric Miralles i Benedetta Tagliabue realitzada en marbre i estuc. Es troba adossada a una paret del mercat, un antic convent al pou del qual s'assortien els veïns del barri, d'aquí la col·locació de la font en aquest indret. El conjunt presenta una aigüera múltiple —en homenatge a les usades al mercat—, encaixada en una fornícula del mur, amb dos brocs per l'aigua i un mosaic en relleu amb un tub metàl·lic en forma de penca de bacallà, el producte estrella del mercat.
El 2009 es va finalitzar la remodelació de la plaça de Lesseps, amb un projecte de l'arquitecte Albert Viaplana, que incloïa la instal·lació El Canal de Suez, un monument a l'enginyer francès al qual està dedicada la plaça, constructor del gran canal que uneix la mar Mediterrània amb la mar Roja. Així, un canaló metàl·lic elevat creua tota la plaça, amb un flux d'aigua que desemboca en un salt sobre una bassa situada enfront de la Biblioteca Jaume Fuster; aquest canal està complementat amb dos ponts que alberguen diverses jardineres, així com dues plataformes inclinades a ambdós extrems de la plaça, que recorden la proa i la popa d'un vaixell, mentre que unes torres d'il·luminació i una alta estructura metàl·lica en forma de paral·lelepípede i que recorda un pal·li, situada enmig de la plaça, simularien la cabina i els pals d'aquest vaixell.
A la plaça de Sants es va instal·lar el 2016 una font ornamental que serveix d'entrada als jardins de la Rambla de Sants. Té forma circular, d'11 m de diàmetre, amb 82 polvoritzadors que llencen dolls d'aigua a una altura d'entre 70 i 80 cm. Disposa a més de 96 llums led que creen diverses coreografies de colors.

## Fonts en sèrie

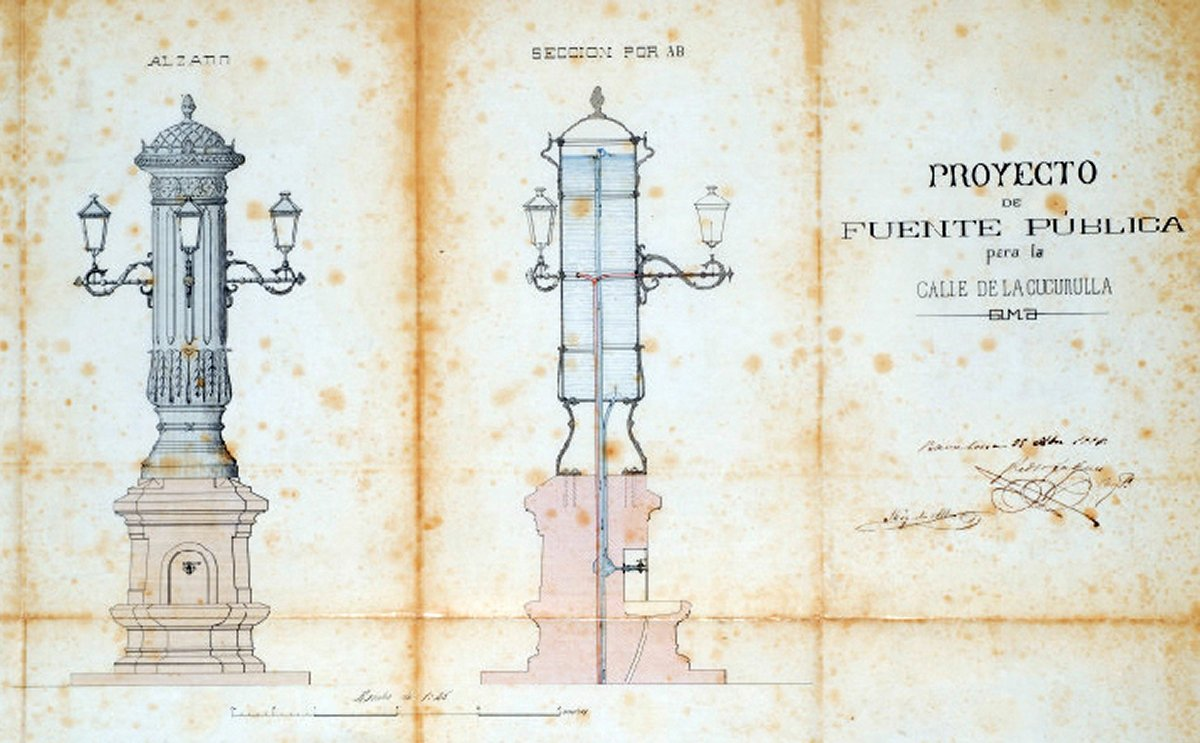
Projecte de font pública per al carrer Cucurulla (1886), de Pere Falqués

En darrer lloc, no es poden deixar de citar les fonts elaborades en sèrie, les més nombroses de la ciutat, que si bé no estan especialment ornamentades no deixen d'acomplir la seva missió. Moltes eren confeccionades antany de paredat, però han anat sent substituïdes, i avui dia la majoria són de ferro colat, amb un, dos, tres o més aixetes, generalment de llautó. Les més habituals són del model Barcelona, de forma cilíndrica, amb el fust estriat i amb un remat d'aspecte vegetal; en moltes ocasions inclouen l'escut de Barcelona. Una variant del model Barcelona és el model Urbana, també amb fust estriat i rematada per una cúpula. El model Capilla té relleus ornamentals de peixos o tritons, o bé un mascaró a la sortida d'aigua. Algunes són una mica més ostentoses, com les coronades per una atzavara, creades entre 1880 i 1897 per la foneria Ebolumar i Tatay, de les quals se'n conserven tres, situades a la plaça de Cardona, la cruïlla de Pau Claris i Rosselló i la de Camèlies amb Escorial.

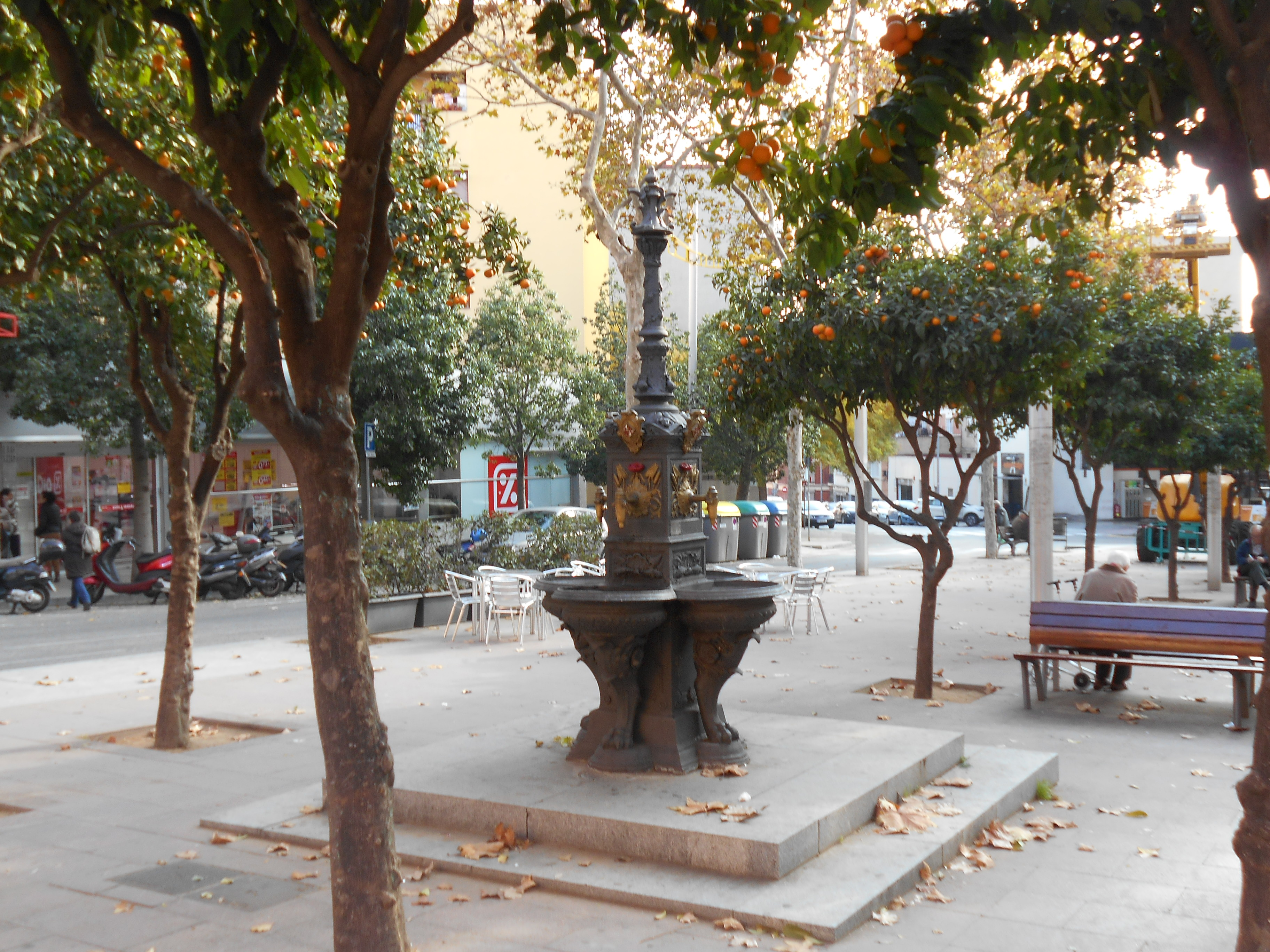
Font del pla de les Madres de la Plaza de Mayo.

Convé destacar les dissenyades per Antoni Rovira i Trias el 1877 i construïdes per La Maquinista Terrestre i Marítima, elaborades en ferro colat i formades per una base decorada amb dos cavallets de mar i una petxina, sobre la qual se situa una columna estriada. En resten diversos exemples, com a la plaça de Lesseps, a Diagonal amb Aribau, Gran Via amb Rocafort, Gran Via amb Bruc, plaça de Sant Miquel, avinguda de la Catedral, plaça de Regomir, passeig de Sant Joan o plaça del Bonsuccés.
Algunes, com la situada al passeig de Lluís Companys —enfront del Palau de Justícia de Barcelona—, a la plaça de Llucmajor o al parc del Castell de l'Oreneta, són d'una sèrie dissenyada per Francesc Rogent per a l'Ajuntament de Badalona (1892), on hi ha diverses d'aquesta modalitat i són considerades bé cultural d'interès local. Són de ferro colat, i estan formades per una columna estriada amb un remat quadrangular de perfil semicircular, coronat per una pinya, i amb l'escut de la ciutat; poden tenir un o més brocs.
Durant uns quants anys hi va haver diverses fonts de rajolí, de les quals van existir dues varietats principals: entre els anys 1940 i 1960 es van instal·lar diverses fonts de pedra artificial, amb una base tripartida, fust octogonal i tassa circular amb relleus florals, de la que sortia un rajolí vertical que queia sobre la mateixa tassa; la segona es va donar entre els anys 1960 i 1970, fetes de conglomerat de color rosat, amb base circular i fust de secció cònica.
Entre els dissenys més actuals es troben: el model Georgina, dissenyat per Antoni Roselló, d'acer inoxidable, bronze o ferro colat, amb un cilindre de secció ovalada i una canella en forma de semiesfera còncava amb l'orifici inclinat, amb una base de reixa ondada a nivell del sòl; i el model Atlàntida (1991), dissenyat per Enric Batlle i Joan Roig, en forma de columna quadrada amb aixeta i reixa en el sòl; el model Vila Olímpica (1992), de cos cilíndric i base de reixa circular, amb una aixeta amb polsador temporitzat; el model Sarastro (1995), d'Andreu Arriola i Carme Fiol, de xapa d'acer zincat i cos cilíndric rematat per una cubeta plana i un disc d'acer inoxidable, que inclou un rellotge solar; el model Egea (1996), elaborada amb forma de columna cilíndrica i aixeta niquelada de pressió; el model Lama (2004), dissenyat per Elies Torres i Tur i José Antonio Martínez Lapeña per al Fòrum Universal de les Cultures 2004, en forma de làmines doblegades i amb polsador temporitzat; i el model Caudal (2005), de Pau Roviras i Carlos Torrente, de xapa d'acer zincat i sortidor i polsador de llautó cromat, amb forma de L invertida i la reixeta en la safata superior.
Entre les fonts en sèrie cal destacar l'anomenada font dels Castellers, situada als jardins del mateix nom, al barri del Clot. Va ser una iniciativa dels Castellers de Barcelona, els quals assajaven en aquest lloc i volien una font per a refrescar-se. Es tracta d'una senzilla font de les realitzades en sèrie per tota la ciutat, que per particularitzar-la els castellers la van recobrir a la seva base de ceràmica en forma de trencadís, i li van situar al costat un petit conjunt de pedres de Montserrat, tot això el 1978.

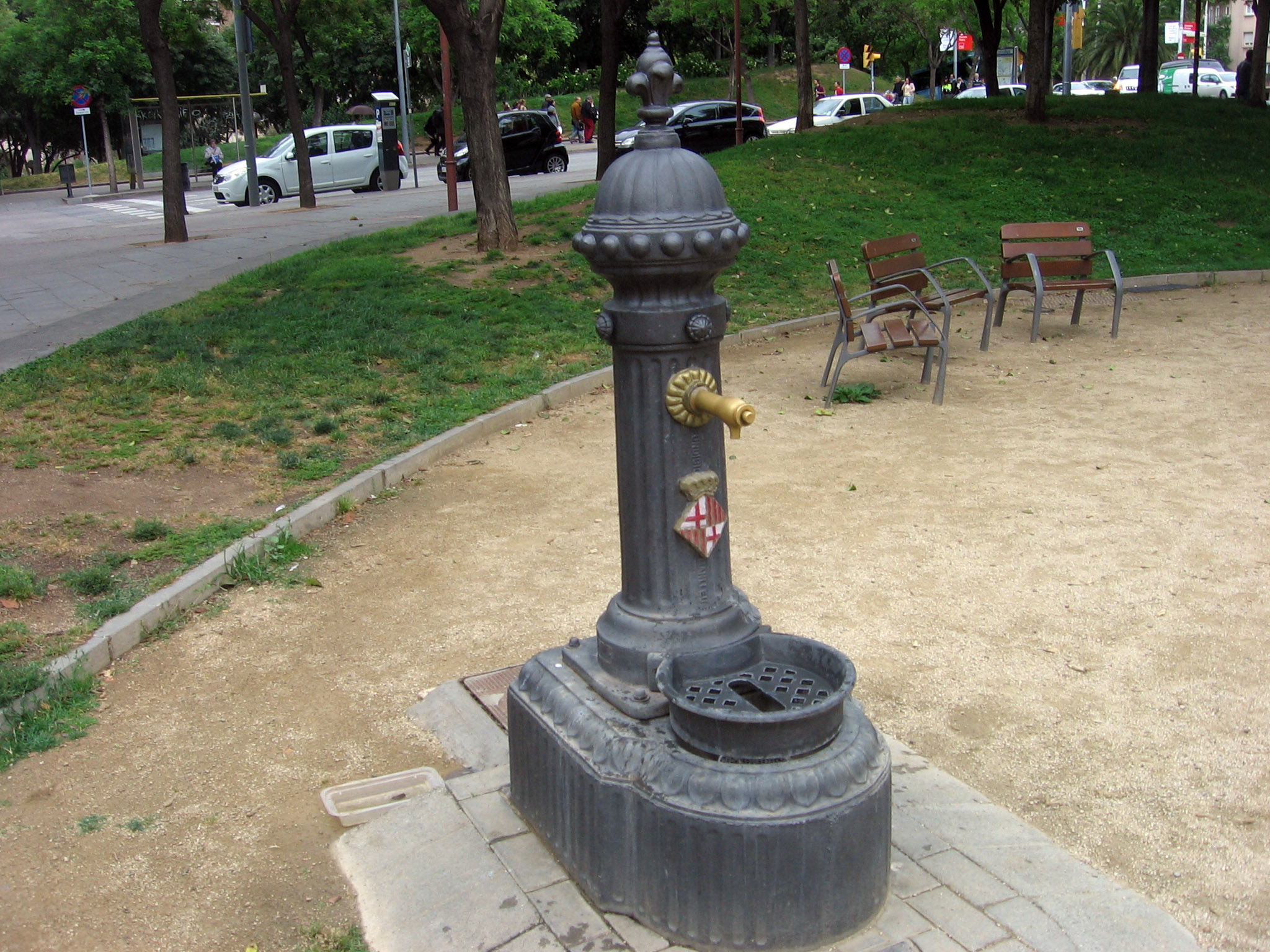
Model Barcelona, plaça de Pablo Neruda
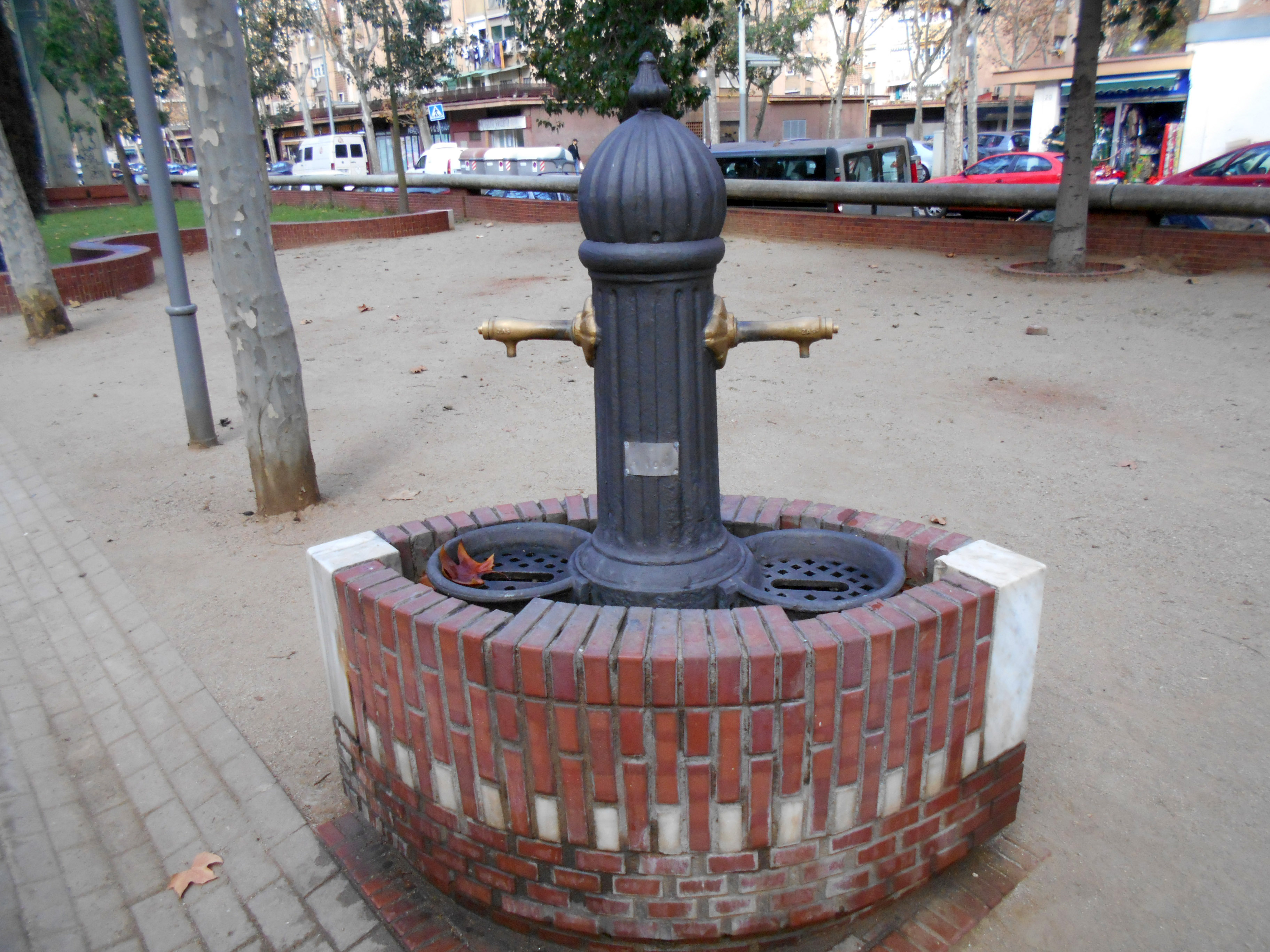
Model Urbana, rambla de Prim
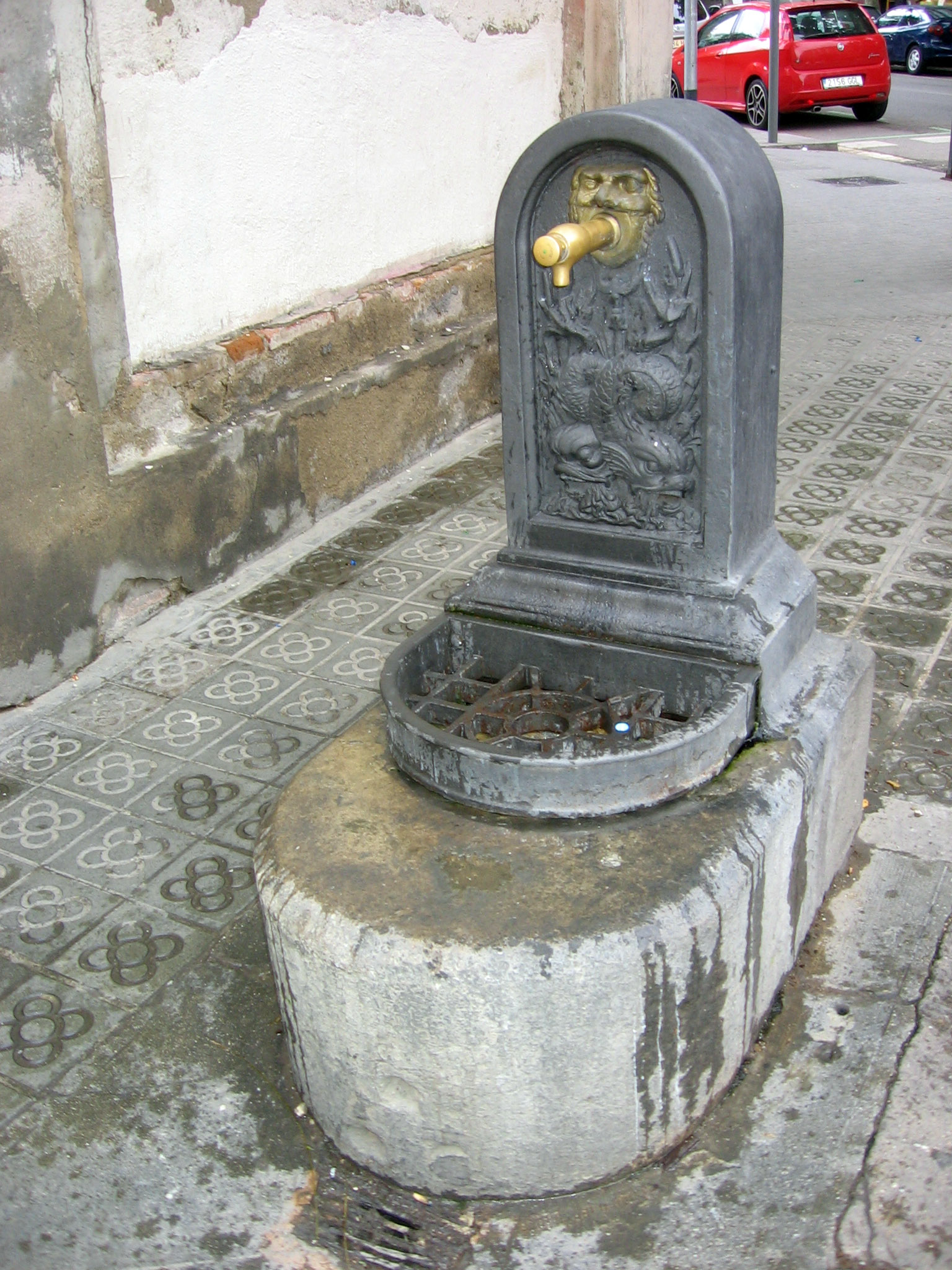
Model Capilla, c/ Sardenya amb Travessera de Gràcia.
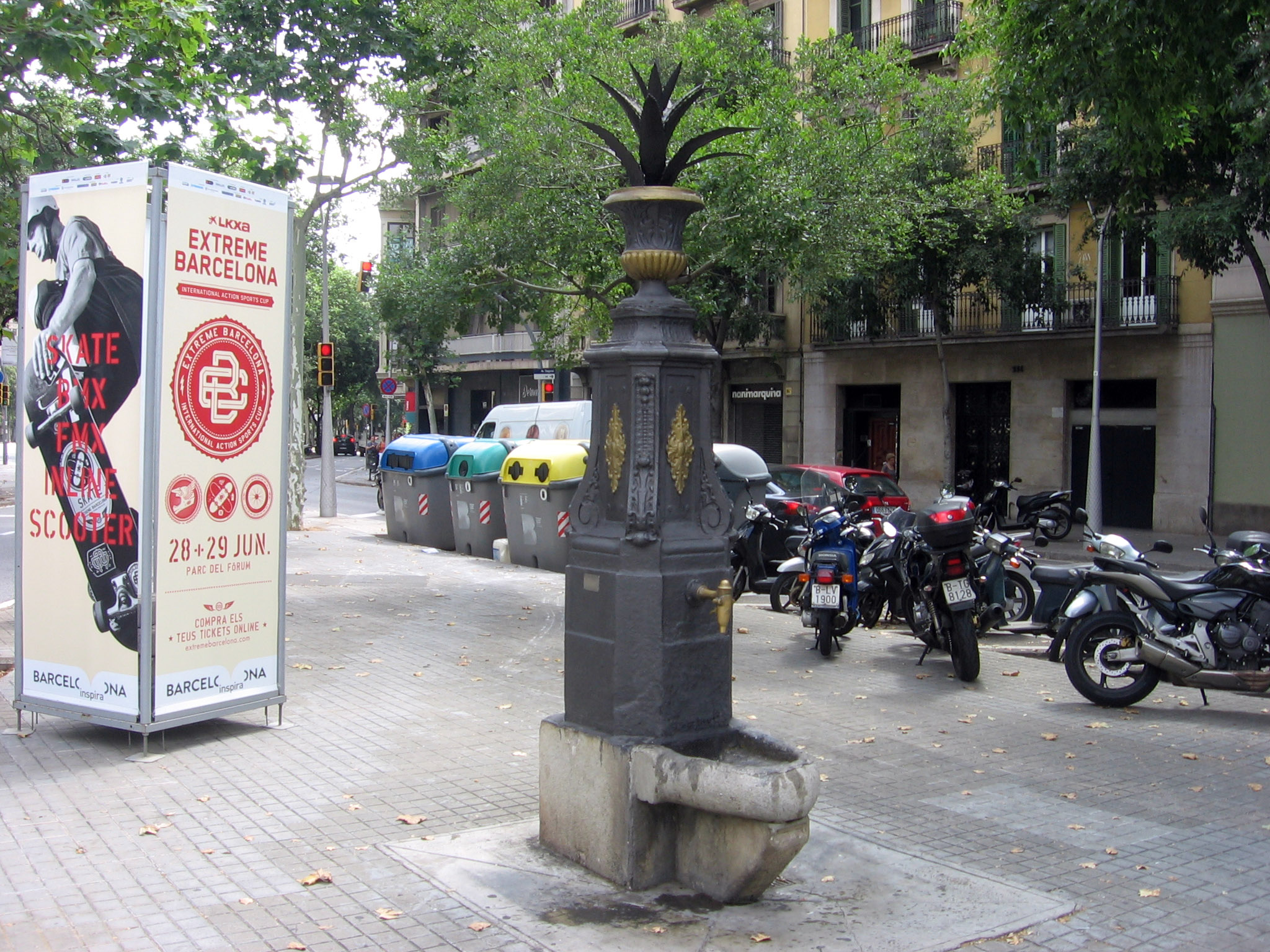
Model Atzavara, c/ Pau Claris amb Rosselló
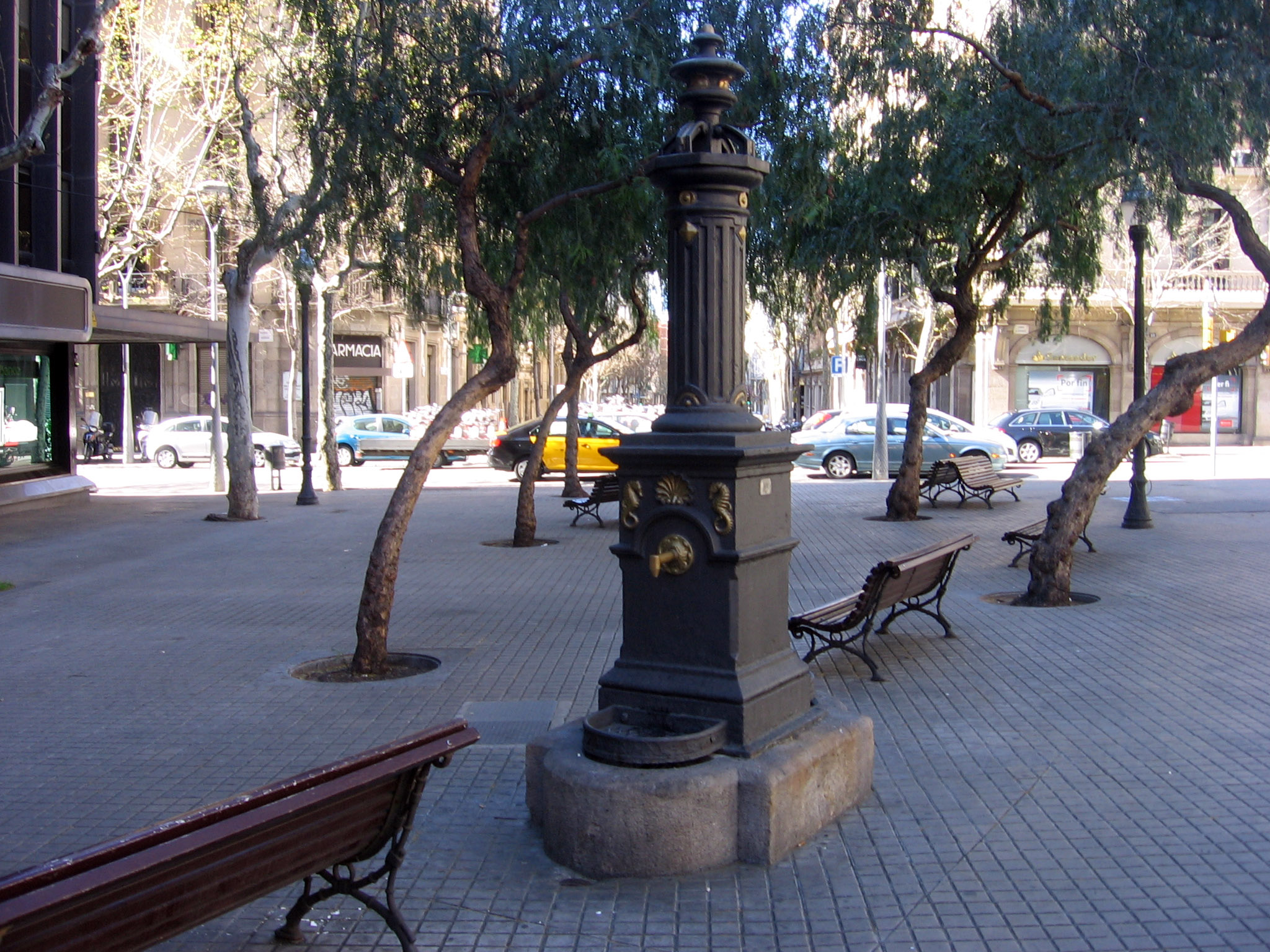
Font dissenyada per Antoni Rovira i Trias, Diagonal amb Aribau
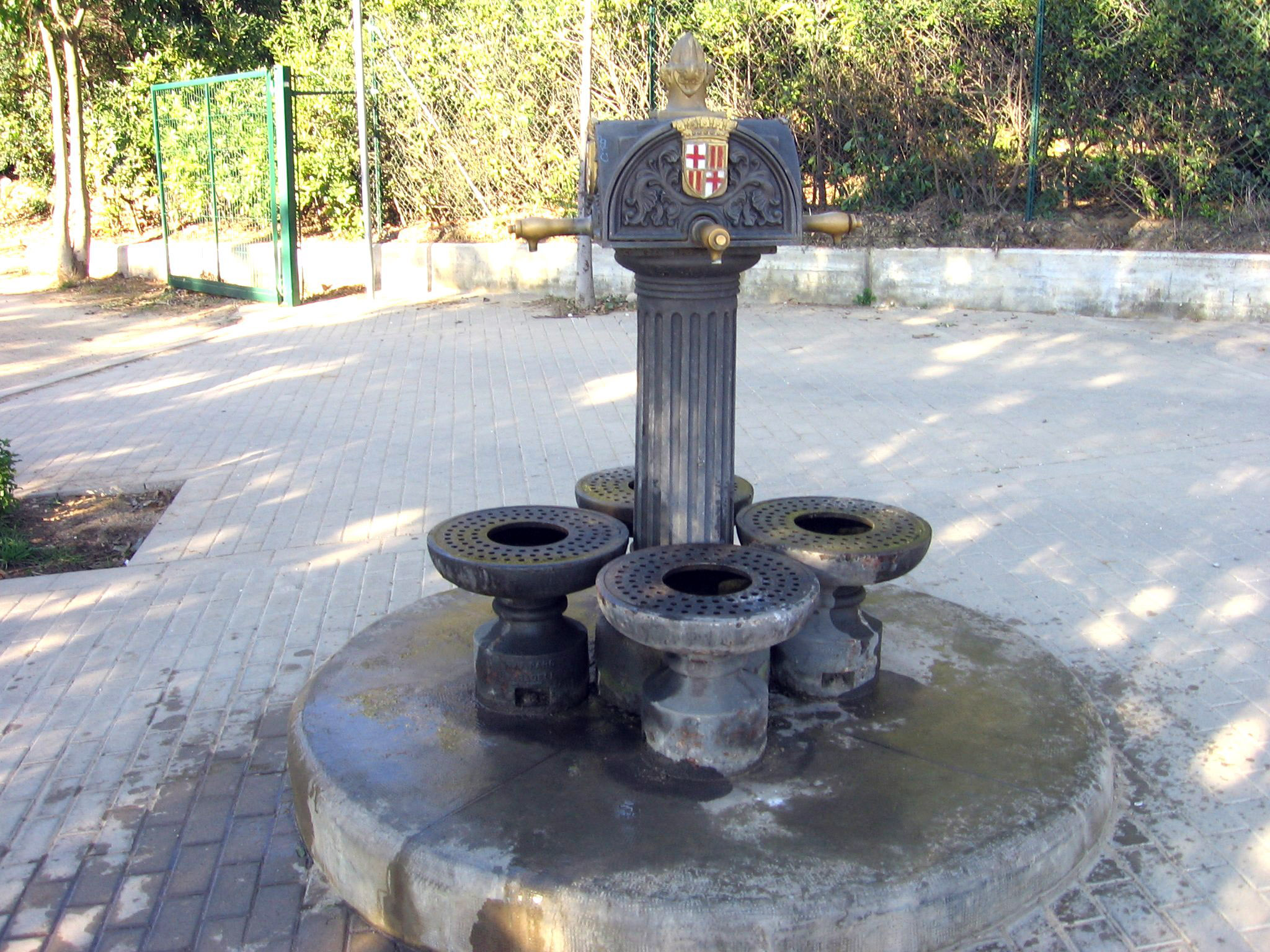
Model Badalona, dissenyada per Francesc Rogent, parc del Castell de l'Oreneta
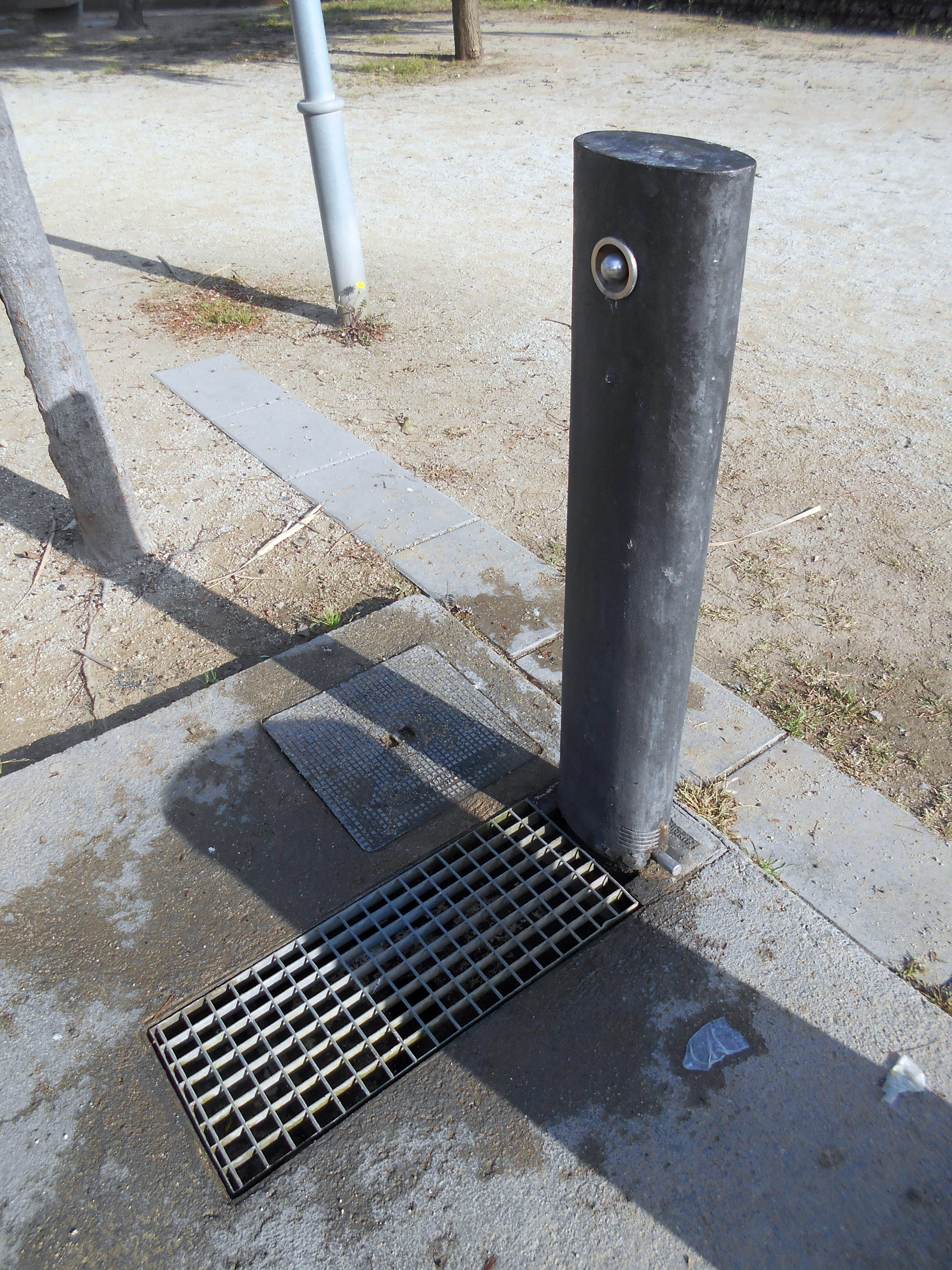
Model Georgina, parc de Diagonal Mar
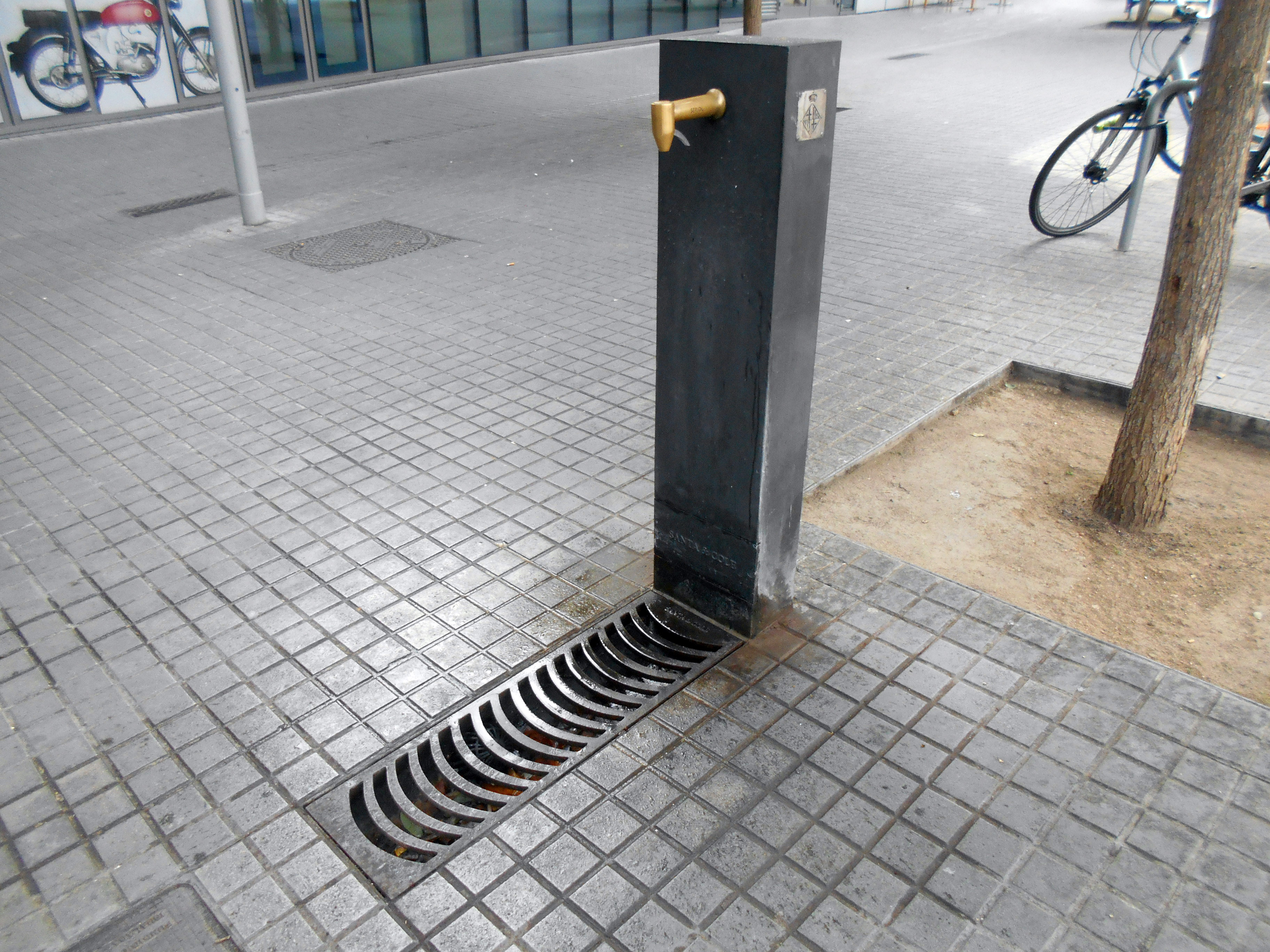
Model Atlàntida, plaça de les Glòries Catalanes
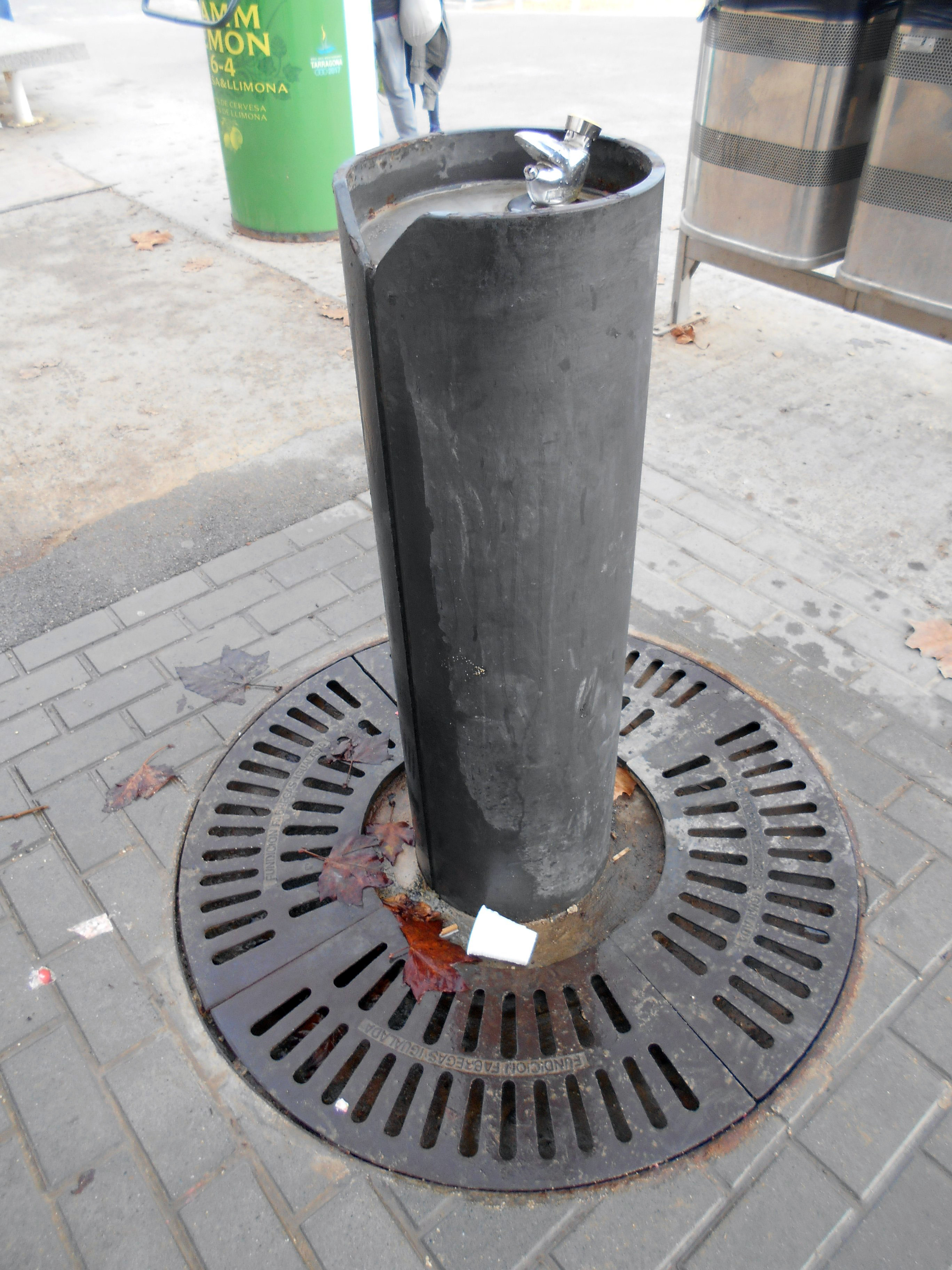
Model Vila Olímpica, platja de la Nova Icària
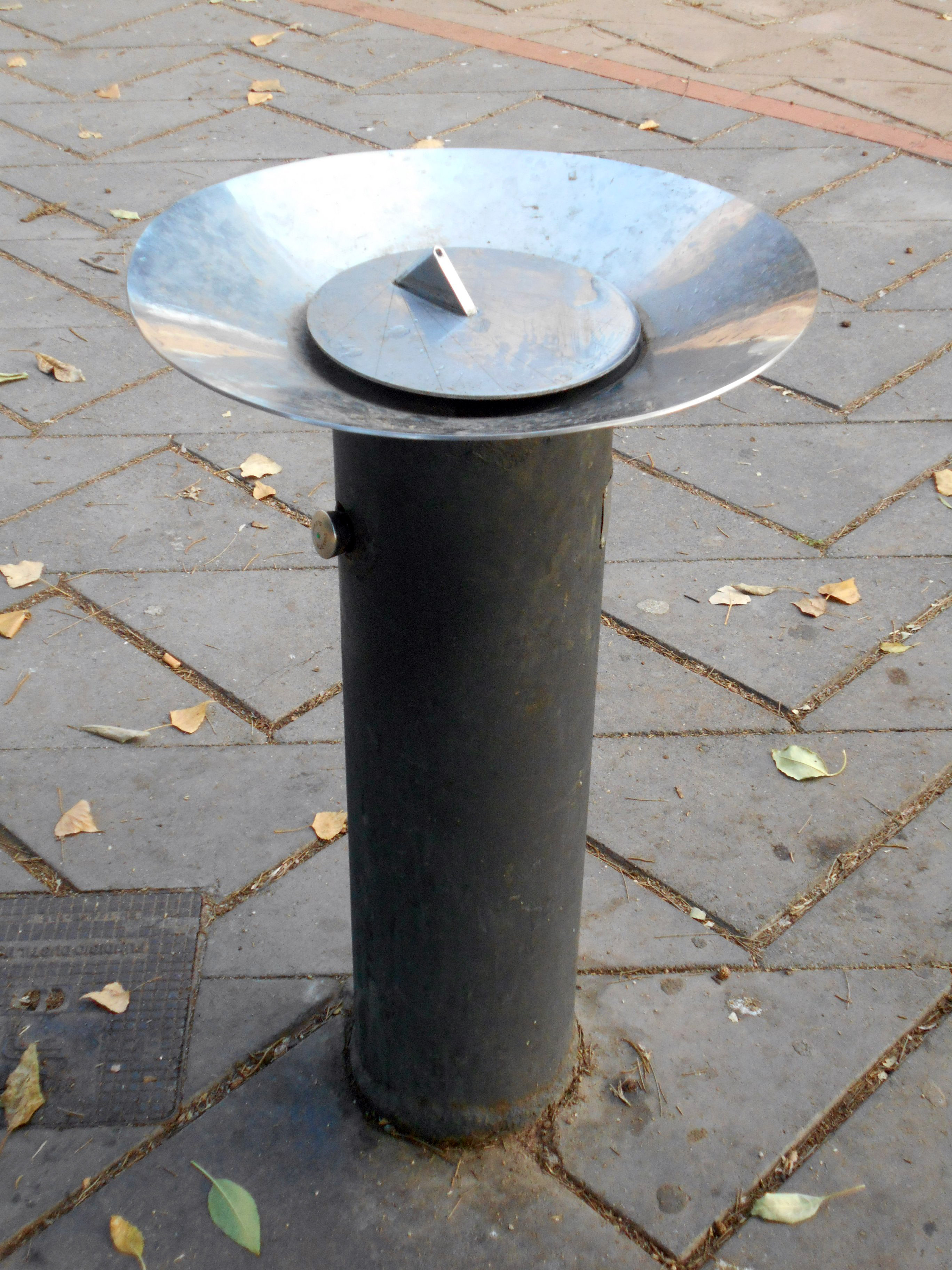
Model Sarastro, parc Central de Nou Barris
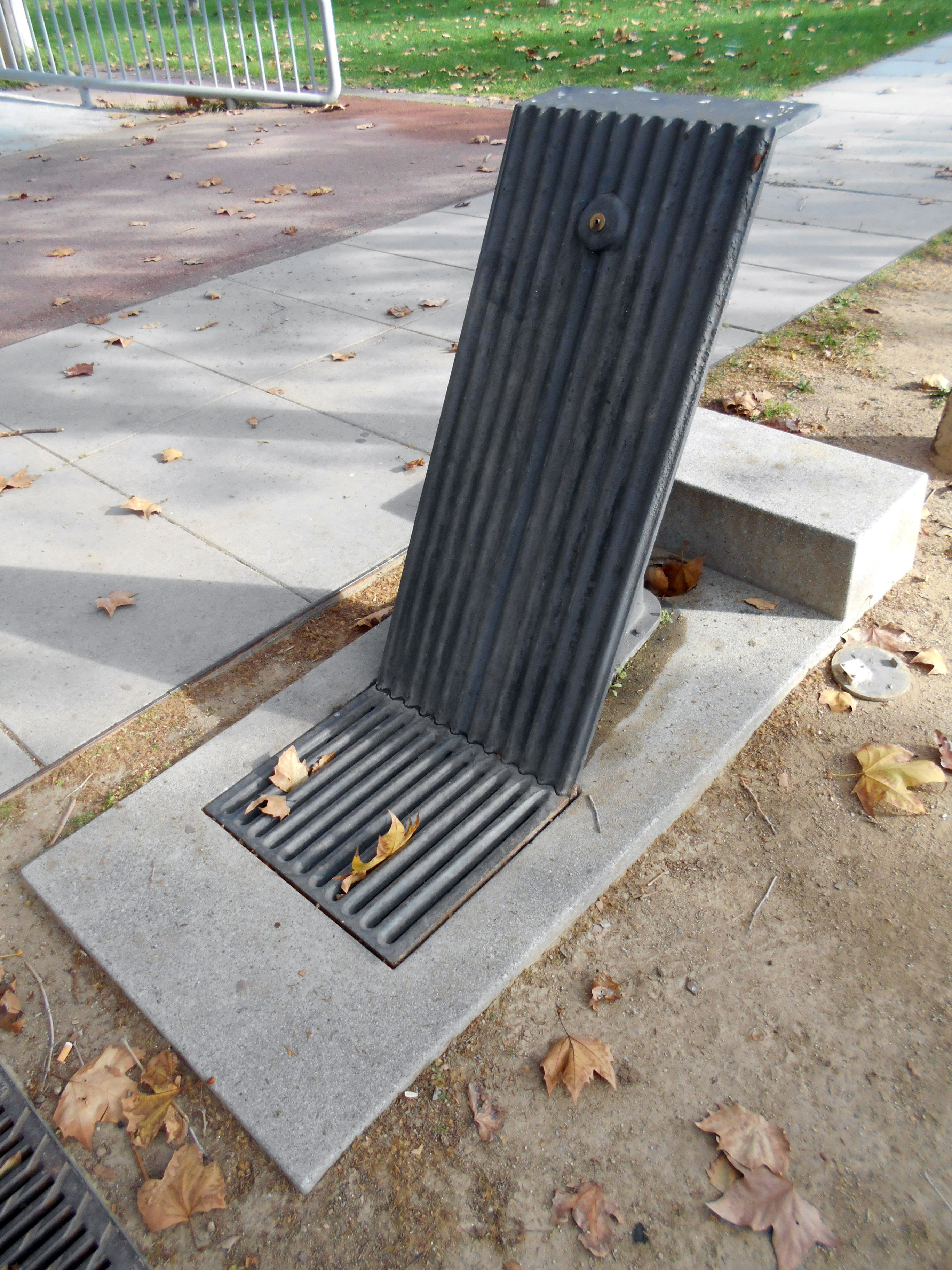
Model Lama, plaça del Fòrum.
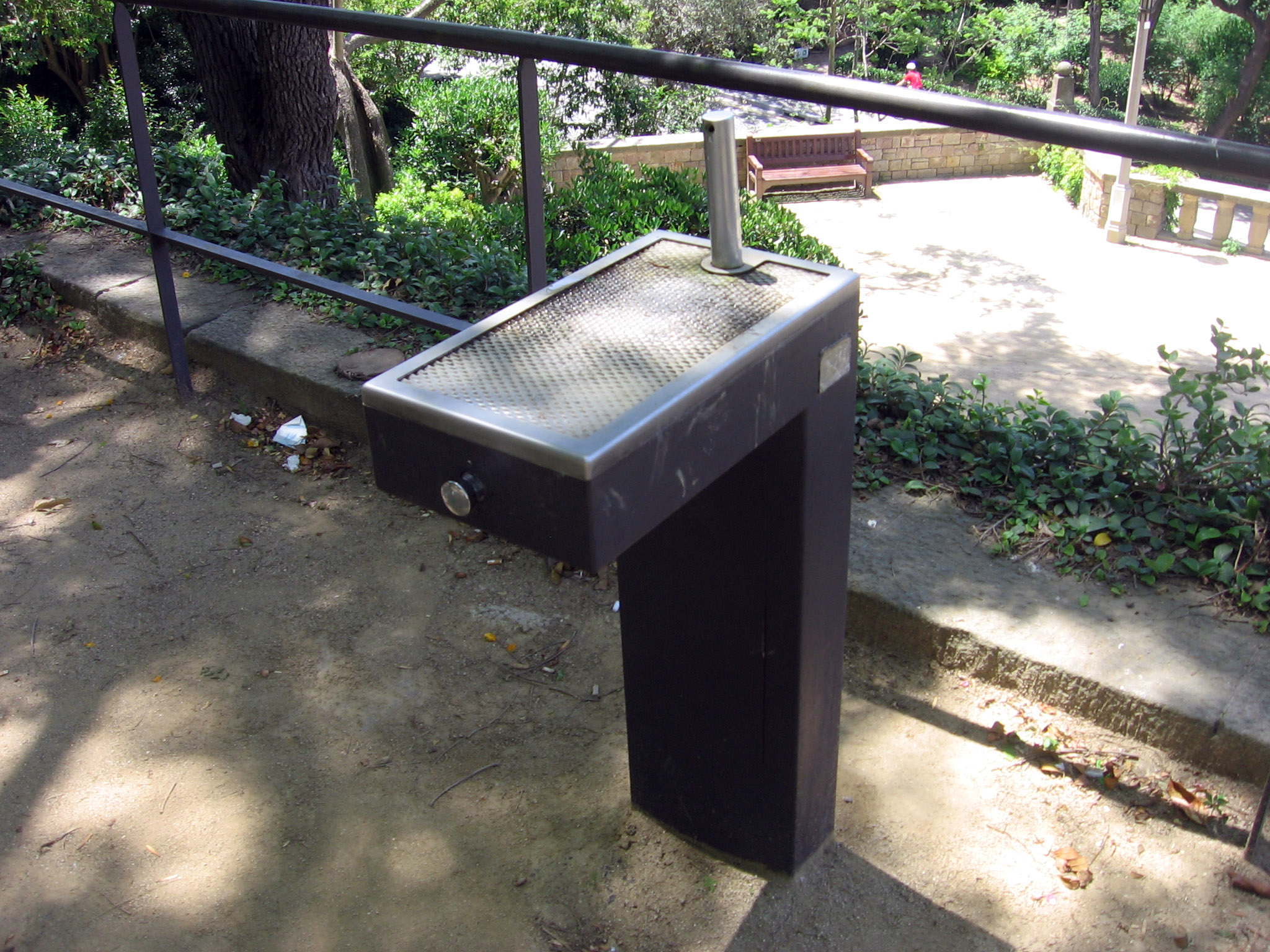
Model Caudal, jardins del Teatre Grec